# Liste der Bände der edition suhrkamp

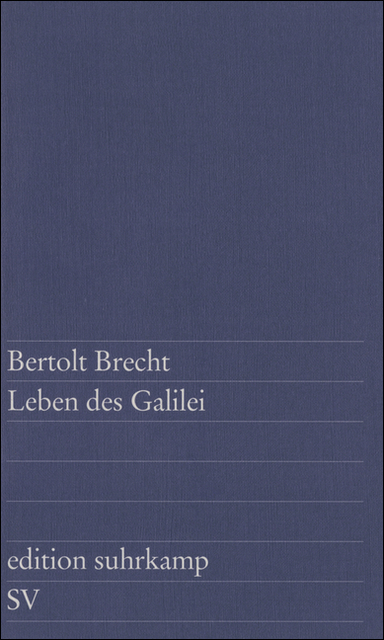
Band 1 der edition suhrkamp

Die edition suhrkamp (es) ist eine Buchreihe des Suhrkamp Verlages, die seit 1963 erscheint. Inzwischen (Stand Oktober 2024) umfasst die Reihe rund 2560 Titel. Die folgende Übersicht ist nach Nummern sortiert. Sie erhebt keinen Anspruch auf Aktualität oder Vollständigkeit.
Zur fortlaufenden Nummerierung der Bände sei angemerkt, dass es eine Anzahl von „Leer-Nummern“ gibt. Die unter diesen Nummern vorgesehenen Titel sind nicht erschienen, einige „Leerstellen“ wurden wiederum erst später vergeben. Bis Band 1000 wurden 31 Nummern nicht vergeben. Ab Band 1001 bis heute wurden über 220 weitere Nummern nicht vergeben.
Einige Nummern wurden dagegen doppelt vergeben: 182–185, 200, 219 und 222.
Außerhalb der Zählung erschienen im Format edition suhrkamp mehrbändige Werkausgaben, darunter 1964 die 13-bändige Ausgabe von Marcel Prousts Auf der Suche nach der verlorenen Zeit und 1967 die Gesammelten Werke von Bertolt Brecht in 20 Bänden.
1995 startete die ebenfalls ungezählte Unterreihe Sonderdruck, in der zunächst vor allem Reden veröffentlicht wurden.
Im Jahr 1996 wurden 33 Titel als „einmalige Sonderausgabe“ außerhalb der regulären Bandzählung veröffentlicht, beginnend mit Samuel Becketts Warten auf Godot mit der Nummer 3301 bis zum Titel Friedensprojekt Europa von Dieter Senghaas als Band 3333.
Zwischen 2000 und 2004 erschienen jenseits der Standardzählung 32 Bände der Reihe Theater, beginnend mit Die lustigen Weiber von Wiesau von Werner Fritsch als Nummer 3400.

## Übersicht
- 0001 – Brecht, Bertolt: Leben des Galilei – Schauspiel, 1963, 130 S.
- 0002 – Hesse, Hermann: Späte Prosa, 1963, 142 S.
- 0003 – Beckett, Samuel: Warten auf Godot, 1963, 115 S.
- 0004 – Frisch, Max: Don Juan oder die Liebe zur Geometrie – Komödie in fünf Akten, 1963, 101 S.
- 0005 – Eich, Günter: Die Brandung vor Setúbal, Das Jahr Lazertis – Zwei Hörspiele, 1963, 115 S.
- 0006 – Penzoldt, Ernst: Zugänge – Erzählung, 1963, 150 S.
- 0007 – Weiss, Peter: Das Gespräch der drei Gehenden, 1963, 122 S.
- 0008 – Eliot, T. S.: Mord im Dom, 1963, 81 S.
- 0009 – Brecht, Bertolt: Gedichte und Lieder aus Stücken, 1963, 168 S.
- 0010 – Adorno, Theodor W.: Eingriffe – 9 kritische Modelle, 1963, 171 S.
- 0011 – Bloch, Ernst: Tübinger Einleitung in die Philosophie 1, 1963, 202 S.
- 0012 – Wittgenstein, Ludwig: Tractatus logico-philosophicus, 1963, 114 S.
- 0013 – Hildesheimer, Wolfgang: Die Verspätung – Ein Stück in zwei Teilen, 1963, 117 S.
- 0014 – Kipphardt, Heinar: Der Hund des Generals – Schauspiel, 1963, 126 S.
- 0015 – Waldmann, Dieter: Atlantis – Komödie, 1963, 152 S.
- 0016 – Walser, Martin: Eiche und Angora – Eine deutsche Chronik, 1963, 114 S.
- 0017 – Benjamin, Walter: Städtebilder, 1963, 110 S.
- 0018 – Sachs, Nelly: Ausgewählte Gedichte, 1963, 95 S.
- 0019 – Nossack, Hans Erich: Der Untergang, 1963, 88 S.
- 0020 – Enzensberger, Hans Magnus: Gedichte, Entstehung eines Gedichts, 1963, 96 S.
- 0021 – Brecht, Bertolt: Aufstieg und Fall der Stadt Mahagonny – Oper, 1963, 95 S.
- 0022 – Bloch, Ernst: Avicenna und die Aristotelische Linke, 1963, 115 S.
- 0023 – Hildesheimer, Wolfgang: Vergebliche Aufzeichnungen, Nachtstück, 1963, 122 S., Ill.
- 0024 – Krolow, Karl: Ausgewählte Gedichte, 1963, 96 S.
- 0025 – Strindberg, August: Ein Traumspiel, 1963, 103 S.
- 0026 – Duras, Marguerite: Hiroshima, mon amour, 1963, 117 S., Ill.
- 0027 – Szondi, Peter: Theorie des modernen Dramas – 1880–1950, 1963, 169 S.
- 0028 – Benjamin, Walter: Das Kunstwerk im Zeitalter seiner technischen Reproduzierbarkeit – 3 Studien zur Kunstsoziologie, 1963, 107 S.
- 0029 – Queneau, Raymond: Zazie in der Metro, 1963, 191 S.
- 0030 – Walser, Martin: Ein Flugzeug über dem Haus und andere Geschichten, 1963, 119 S.
- 0031 – Brecht, Bertolt: Der kaukasische Kreidekreis, 1963, 141 S.
- 0032 – Frisch, Max: Graf Öderland – eine Moritat in zwölf Bildern, 1963, 109 S.
- 0033 – Eliot, T. S.: Was ist ein Klassiker? Dante. Goethe der Weise, 1963, 156 S.
- 0034 – Baudelaire, Charles: Tableaux parisiens, 1963, 97 S.
- 0035 – Kasack, Hermann: Das unbekannte Ziel – ausgewählte Proben und Arbeiten, 1963, 125 S.
- 0036 – Frisch, Max: Ausgewählte Prosa, 1963, 106 S.
- 0037 – Proust, Marcel: Tage des Lesens – drei Essays, 1963, 134 S.
- 0038 – Adorno, Theodor W.: Drei Studien zu Hegel – Aspekte. Erfahrungsgehalt. Skoteinos oder Wie zu lesen sei, 1963, 172 S.
- 0039 – Michelsen, Hans Günter: Stienz, Lappschiess, 1963, 154 S.
- 0040 – Grass, Günter: Hochwasser – ein Stück in 2 Akten, 1963, 89 S.
- 0041 – Frisch, Max: Biedermann und die Brandstifter – ein Lehrstück ohne Lehre, 1963, 84 S.
- 0042 – Heller, Erich: Studien zur modernen Literatur, 1963, 130 S.
- 0043 – Voznesenskij, Andrej A.: Dreieckige Birne – dreißig lyrische Abschweifungen, 1963, 87 S.
- 0044 – Hecht, Werner (Hrsg.): Materialien zu Brechts „Leben des Galilei“, 1963, 211 S.
- 0045 – Nossack, Hans Erich: Der Neugierige – Erzählung, 1963, 79 S.
- 0046 – Gründgens, Gustaf: Wirklichkeit des Theaters, 1963, 186 S.
- 0047 – Hacks, Peter: Zwei Bearbeitungen – „Der Frieden“ nach Aristophanes; „Die Kindsmörderin“, ein Lust- und Trauerspiel nach Heinrich Leopold Wagner, 1963, 146 S.
- 0048 – Eich, Günter: Botschaften des Regens – Gedichte, 1963, 58 S.
- 0049 – Brecht, Bertolt: Mutter Courage und ihre Kinder – eine Chronik aus dem Dreißigjährigen Krieg, 1964, 125 S.
- 0050 – Hecht, Werner (Hrsg.): Materialien zu Brechts „Mutter Courage und ihre Kinder“, 1963, 177 S.
- 0051 – Sachs, Nelly: Das Leiden Israels – Eli, In den Wohnungen des Todes, Sternverdunkelung, 1964, 179 S.
- 0052 – Hesse, Hermann: Geheimnisse – letzte Erzählungen, 1964, 75 S.
- 0053 – Weiss, Peter: Der Schatten des Körpers des Kutschers, 1964, 99 S., Ill.
- 0054 – Adorno, Theodor W.: Moments musicaux – neu gedruckte Aufsätze 1928–1962, 1964, 184 S.
- 0055 – Walser, Martin: Überlebensgross Herr Krott – Requiem für einen Unsterblichen, 1964, 106 S.
- 0056 – Wünsche, Konrad: Der Unbelehrbare und andere Stücke, 1964, 182 S.
- 0057 – Tumler, Franz: Nachprüfung eines Abschieds – Erzählung, 1964, 91 S.
- 0058 – Bloch, Ernst: Tübinger Einleitung in die Philosophie 2, 1964, 178 S.
- 0059 – Johnson, Uwe: Karsch und andere Prosa, 1964, 102 S.
- 0060 – Eich, Günter: Die Mädchen aus Viterbo – Hörspiel, 1964, 115 S.
- 0061 – Becker, Jürgen: Felder, 1964, 145 S.
- 0062 – Majakovskij, Vladimir: Wie macht man Verse?, 1964, 196 S.
- 0063 – Enzensberger, Hans Magnus: Einzelheiten I – Bewußtseins-Industrie, 1964, 212 S.
- 0064 – Kipphardt, Heinar: In der Sache J. Robert Oppenheimer – ein szenischer Bericht, 1964, 125 S.
- 0065 – Frisch, Max: Die Chinesische Mauer – eine Farce (Version für Paris, 1972), 1964, 114 S.
- 0066 – Franzen, Erich: Aufklärungen – Essays, 1964, 183 S.
- 0067 – Heller, Erich: Nietzsche – drei Essays, 1954, 124 S.
- 0068 – Weiss, Peter: Die Verfolgung und Ermordung Jean Paul Marats dargestellt durch die Schauspielgruppe des Hospizes zu Charenton unter Anleitung des Herrn de Sade – Drama in 2 Akten, 1964, 138 S.
- 0069 – Eliot, T. S.: Ein verdienter Staatsmann – Schauspiel, 1964, 122 S.
- 0070 – Brecht, Bertolt: Über Lyrik, 1964, 141 S.
- 0071 – Blok, Alexander Alexandrowitsch: Ausgewählte Aufsätze, 1964, 135 S.
- 0072 – Kracauer, Siegfried: Straßen in Berlin und anderswo, 1964, 163 S.
- 0073 – Brecht, Bertolt: Der gute Mensch von Sezuan – Parabelstück, 1964, 142 S.
- 0074 – Bloch, Ernst: Durch die Wüste – frühe kritische Aufsätze, 1964, 146 S.
- 0075 – Shaw, Bernard: Der Katechismus des Umstürzlers, 1964, 99 S.
- 0076 – Queneau, Raymond: Mein Freund Pierrot, 1964, 191 S.
- 0077 – Hildesheimer, Wolfgang: Herrn Walsers Raben, Unter der Erde – zwei Hörspiele, 1964, 107 S.
- 0078 – Krolow, Karl: Schattengefecht, 1964, 124 S.
- 0079 – Bergman, Ingmar: Wilde Erdbeeren, 1964, 99 S., Ill.
- 0080 – Duras, Marguerite: Ganze Tage in den Bäumen, 1964, 83 S.
- 0081 – Walser, Martin: Lügengeschichten, 1964, 121 S.
- 0082 – Wellek, René: Konfrontationen – vergleichende Studien zur Romantik, 1964, 186 S.
- 0083 – Höllerer, Walter: Gedichte, 1964, 102 S.
- 0084 – Hesse, Hermann: Tractat vom Steppenwolf, 1964, 85 S.
- 0085 – Weiss, Peter: Abschied von den Eltern – Erzählung, 1964, 145 S.
- 0086 – Brecht, Bertolt: Ausgewählte Gedichte, 1966, 100 S.
- 0087 – Enzensberger, Hans Magnus: Einzelheiten II – Poesie und Politik, 1963, 142 S.
- 0088 – Herbert, Zbigniew: Gedichte, 1964, 113 S.
- 0089 – Eich, Günter: Unter Wasser, 1964, 83 S.
- 0090 – Walser, Martin: Der schwarze Schwan, 1964, 94 S.
- 0091 – Adorno, Theodor W.: Jargon der Eigentlichkeit – zur deutschen Ideologie, 1964, 138 S.
- 0092 – Barthes, Roland: Mythen des Alltags, 1964, 150 S.
- 0093 – Romanowiczowa, Zofia: Der Zug durchs Rote Meer, 1964, 148 S.
- 0094 – Schnurre, Wolfdietrich: Kassiber – Neue Gedichte. Formel und Dechiffrierung, 1964, 150 S.
- 0095 – Kirchheimer, Otto: Politik und Verfassung, 1964, 185 S.
- 0096 – Beckett, Samuel: Fin de partie, 1964, 133 S.
- 0097 – Nossack, Hans Erich: Das Mal und andere Erzählungen, 1965, 133 S.
- 0098 – Eliot, T. S.: Die Cocktail Party – Komödie, 1965, 192 S.
- 0099 – Lefebvre, Henri: Probleme des Marxismus, heute, 1964, 144 S.
- 0100 – Johnson, Uwe: Das dritte Buch über Achim – Roman, 1965, 300 S.
- 0101 – Marcuse, Herbert: Kultur und Gesellschaft, 1965, 179 S.
- 0102 – Shaw, Bernard: Cäsar und Cleopatra – historisches Drama, 1965, 163 S.
- 0103 – Benjamin, Walter: Zur Kritik der Gewalt und andere Aufsätze, 1965, 106 S.
- 0104 – Dalmas, André: schreiben, 1965, 63 S.
- 0105 – Brecht, Bertolt: Herr Puntila und sein Knecht Matti – Volksstück, 1965,
- 0106 – Abendroth, Wolfgang: Sozialgeschichte der europäischen Arbeiterbewegung, 1965, 243 S.
- 0107 – Lange, Hartmut: Marski – eine Komödie, 1965, 98 S.
- 0108 – Tumler, Franz: Volterra – wie entsteht Prosa, 1965, 89 S.
- 0109 – Walser, Martin: Erfahrungen und Leseerfahrungen, 1965, 161 S.
- 0110 – Riesman, David: Freud und die Psychoanalyse, 1965, 165 S.
- 0111 – Herbert, Zbigniew: Ein Barbar in einem Garten, aus d. Poln. übersetzt von Walter Thiel, 1965, 157 S.
- 0112 – Olson, Charles: Gedichte, 1965, 130 S.
- 0113 – Brecht, Bertolt: Die heilige Johanna der Schlachthöfe, 1965, 148 S.
- 0114 – Ritter, Joachim: Hegel und die Französische Revolution, 1965, 135 S.
- 0115 – Haavikko, Paavo: Jahre, 1965, 90 S.
- 0116 – Schmidt, Alfred (Hrsg.): Existentialismus und Marxismus – eine Kontroverse zwischen Sartre, Garaudy, Hyppolite, Vigier und Orcel, 1965, 154 S.
- 0117 – Nossack, Hans Erich: Das Testament des Lucius Eurinus, 1965, 99 S.
- 0118 – Hildesheimer, Wolfgang: Das Opfer Helena, 1965, 121 S.
- 0119 – Ėjchenbaum, Boris Michajlovič: Aufsätze zur Theorie und Geschichte der Literatur, 1965, 173 S.
- 0120 – Price, Reynolds: Ein langes glückliches Leben – Roman, 1965, 201 S.
- 0121 – Michiels, Ivo: Das Buch Alpha, 1965, 124 S.
- 0122 – Hacks, Peter: Stücke nach Stücken – Polly oder Die Bataille am Bluewater Creek nach John Gay; Die schöne Helena Operette für Schauspieler nach dem Libretto von Meilhac und Halévy, 1965, 165 S.
- 0123 – Mitscherlich, Alexander: Die Unwirtlichkeit unserer Städte, 1965, 160 S.
- 0124 – Brooks, Cleanth: Paradoxie im Gedicht – zur Struktur der Lyrik, 1965, 138 S.
- 0125 – Weiss, Peter: Fluchtpunkt – Roman, 1965, 196 S.
- 0126 – Hrabal, Bohumil: Tanzstunden für Erwachsene und Fortgeschrittene, 1965, 93 S.
- 0127 – Shaw, Bernard: Die heilige Johanna – dramatische Chronik in sechs Szenen und einem Epilog, 1965, 145 S.
- 0128 – Lévi-Strauss, Claude: Das Ende des Totemismus, 1965, 140 S.
- 0129 – Eschenburg, Theodor: Über Autorität, 1965, 181 S.
- 0130 – Šklovskij, Viktor Borisovič: Zoo oder Briefe nicht über die Liebe, 1965, 143 S.
- 0131 – Tardieu, Jean: Mein imaginäres Museum, 1965, 87 S.
- 0132 – Brecht, Bertolt: Schweyk im Zweiten Weltkrieg, 1965, 105 S.
- 0133 – Andersch, Alfred: Die Blindheit des Kunstwerks und andere Aufsätze, 1965, 144 S.
- 0134 – Brecht, Bertolt; Sophocles: Die Antigone des Sophokles, 1965, 161 S.
- 0135 – Marcuse, Herbert: Kultur und Gesellschaft, 1965, 183 S.
- 0136 – Davičo, Oskar: Gedichte, 1965, 91 S.
- 0137 – Hyry, Antti: Erzählungen, 1965, 117 S.
- 0138 – Blumenberg, Hans: Die kopernikanische Wende, 1965, 183 S.
- 0139 – Kipphardt, Heinar: Joel Brand – die Geschichte eines Geschäfts; Schauspiel, 1965, 141 S.
- 0140 – Michelsen, Hans Günter: Drei Akte, 1965, 110 S.
- 0141 – Linhartová, Věra: Geschichten ohne Zusammenhang, 1965, 109 S.
- 0142 – Bernhard, Thomas: Amras, 1965, 98 S.
- 0143 – Mayer, Hans: Anmerkungen zu Brecht, 1965, 109 S.
- 0144 – Brecht, Bertolt: Der aufhaltsame Aufstieg des Arturo Ui, 1966, 133 S.
- 0145 – Beckett, Samuel: Aus einem aufgegebenen Werk und kurze Spiele – zweisprachig, 1968, 123 S.
- 0146 – Krolow, Karl: Landschaften für mich – neue Gedichte, 1966, 107 S.
- 0147 – Merleau-Ponty, Maurice: Humanismus und Terror, 1966, 141 S.
- 0148 – Merleau-Ponty, Maurice: Humanismus und Terror, 1966, 98 S.
- 0149 – Wispelaere, Paul de: So hat es begonnen, 1966, 111 S.
- 0150 – Guggenheimer, Walter Maria: Alles Theater, 1966, 177 S.
- 0151 – Schram, Stuart R.: Die permanente Revolution in China – Dokumente und Kommentar, 1966, 183 S.
- 0152 – Eliot, T. S.; Suhrkamp, Peter: Der Familientag – Schauspiel, 133 S.
- 0153 – Burke, Kenneth: Dichtung als symbolische Handlung – eine Theorie der Literatur, 1966, 167 S.
- 0154 – Frisch, Max: Frühe Stücke, 1970, 138 S.
- 0155 – Hecht, Werner (Hrsg.): Materialien zu Brechts „Der kaukasische Kreidekreis“, 1966, 192 S., Ill.
- 0156 – Nossack, Hans Erich: Die schwache Position der Literatur – Reden und Aufsätze, 1966, 177 S.
- 0157 – Mayoux, Jean-Jacques; Fletcher, John: Über Beckett, 1966, 145 S.
- 0158 – Filho, Adonias: Corpo vivo, 1967, 150 S.
- 0159 – Obaldia, René de: Wind in den Zweigen des Sassafras – Kammerwestern, 1969, 116 S.
- 0160 – Lefebvre, Henri: Der dialektische Materialismus – Nachwort von Alfred Schmidt, 1966, 162 S.
- 0161 – Frisch, Max: Zürich – Transit – Skizze eines Films, 1966, 76 S.
- 0162 – Brudziński, Wiesław: Katzenjammer – Aphorismen, 1966, 53 S.
- 0163 – Müller, Heiner: Philoktet, 1966, 73 S.
- 0164 – Mitscherlich, Alexander: Krankheit als Konflikt – Studien zur psychosomatischen Medizin 1, 1966, 168 S.
- 0165 – Roehler, Klaus: Ein angeschwärzter Mann und andere Geschichten, 1973, 125 S.
- 0166 – Dobb, Maurice: Organisierter Kapitalismus – fünf Beiträge zur politischen Ökonomie, 1966, 167 S.
- 0167 – Brandys, Kazimierz: Die Verteidigung des Granada – Erzählung, 1966, 73 S.
- 0168 – Juhász, Ferenc: Gedichte, 1966, 50 S.
- 0169 – Brecht, Bertolt: Die Tage der Commune, 1966, 103 S.
- 0170 – Brecht, Bertolt: Baal – drei Fassungen, 1967, 212 S.
- 0171 – Brecht, Bertolt: Der Jasager und Der Neinsager – Vorlagen, Fassungen, Materialien, 1966, 112 S.
- 0172 – Benjamin, Walter: Versuche über Brecht, 1966, 210 S.
- 0173 – Horlemann, Jürgen; Gäng, Peter: Vietnam – Genesis eines Konflikts, 1966, 210 S.
- 0174 – Šklovskij, Viktor Borisovič: Schriften zum Film, 1966, 161 S.
- 0175 – Brocher, Tobias (Hrsg.): Plädoyer für die Abschaffung des § 175, 1966, 145 S.
- 0176 – Mándy, Iván: Erzählungen, 1966, 132 S.
- 0177 – Handke, Peter: Publikumsbeschimpfung und andere Sprechstücke, 1966, 95 S.
- 0178 – Dorst, Tankred (Hrsg.): Die Münchner Räterepublik – Zeugnisse und Kommentar, 1966, 192 S.
- 0179 – Baran, Paul A.: Unterdrückung und Fortschritt – Essays, 1966, 148 S.
- 0180 – Hrabal, Bohumil: Die Bafler – Erzählungen, 1966, 127 S.
- 0181 – Wolff, Robert Paul; Moore, Barrington; Marcuse, Herbert: Kritik der reinen Toleranz, 1966, 127 S.
- 0182 – Huppert, Hugo: Erinnerungen an Majakowskij, 1966, 168 S. – Brecht, Bertolt: Prosa in vier Bänden 1, 1980, 374 S.
- 0183 – Wünsche, Konrad: Jerusalem, Jerusalem, 1966, 125 S. – Brecht, Bertolt: Prosa in vier Bänden 2, 1980, 354 S.
- 0184 – Zahn, Curtis: Amerikanische Zeitgenossen – kurze Geschichten, 1966, 96 S. – Brecht, Bertolt: Prosa in vier Bänden 3, 1980, 437 S.
- 0185 – Pinget, Robert: Monsieur Mortin, 1966, 139 S. – Brecht, Bertolt: Prosa in vier Bänden 4, 1980, 349 S.
- 0186 – Baumgart, Reinhard: Literatur für Zeitgenossen – Essays, 1966, 167 S.
- 0187 – Moore, Barrington: Zur Geschichte der politischen Gewalt – drei Studien, 1966, 122 S.
- 0188 – Kaschnitz, Marie Luise: Beschreibung eines Dorfes, 1966, 73 S., Ill.
- 0189 – Mayer, Hans: Anmerkungen zu Richard Wagner, 1966, 113 S.
- 0190 – Hildesheimer, Wolfgang: Wer war Mozart?, 1966, 99 S.
- 0191 – Olson, Elder; Burke, Kenneth; Vivas, Eliseo; Ransom, John Crowe: Über Formalismus – Diskussion eines ästhetischen Begriffs, 1966, 151 S.
- 0192 – Crnčević, Brana: Staatsexamen – Aphorismen, 1966, 78 S.
- 0193 – Bloch, Ernst: Christian Thomasius, ein deutscher Gelehrter ohne Misere, 1967, 71 S.
- 0194 – Różewicz, Tadeusz: Schild aus Spinngeweb – Aufzeichnungen aus der Werkstatt, 1967, 113 S.
- 0195 – Firth, R. Institutionen in primitiven Gesellschaften – Vorträge, 1967, 118 S.
- 0196 – Goldmann, Nahum; Scholem, Gershom (Hrsg.): Deutsche und Juden, 1967, 123 S.
- 0197 – Tynjanov, Jurij Nikolaevič: Die literarischen Kunstmittel und die Evolution in der Literatur, 1967, 145 S.
- 0198 – Janker, Josef W.: Aufenthalte – 6 Berichte, 1967, 107 S.
- 0199 – Horn, Klaus: Dressur oder Erziehung – Schlagrituale und ihre gesellschaftliche Funktion, 1967, 129 S.
- 0200 – Linhartová, Věra: Diskurs über den Lift, 1969, 157 S. – Brecht, Bertolt: Die Mutter – Leben der Revolutionärin Palagea Wlassowa aus Twer, 1980, 90 S.
- 0201 – Adorno, Theodor W.: Ohne Leitbild – parva aesthetica, 1967, 193 S.
- 0202 – Ostaijen, Paul van: Grotesken, 1967, 136 S.
- 0203 – Enzensberger, Hans Magnus: Deutschland, Deutschland unter anderm – Äußerungen zur Politik, 1967, 175 S.
- 0204 – Lämmert, Eberhard (Hrsg.): Germanistik – eine deutsche Wissenschaft, 1967, 165 S.
- 0205 – Walser, Martin: Der Abstecher, 1967, 148 S.
- 0206 – Jensen, Axel: Epp – Erzählung, 1967, 118 S.
- 0207 – Russell, Bertrand: Probleme der Philosophie, 1967, 151 S.
- 0208 – Crnjanski, Miloš: Kommentare zu „Ithaka“, 1967, 171 S.
- 0209 – Frisch, Max: Öffentlichkeit als Partner, 1967, 152 S.
- 0210 – Vossler, Otto: Die Revolution von 1848 in Deutschland, 1967, 152 S.
- 0211 – Vyskočil, Ivan: Knochen – Geschichten; Aus dem Tschech. uebers. v. Věra Černá, 1967, 166 S.
- 0212 – Lagercrantz, Olof: Versuch über die Lyrik der Nelly Sachs, 1967, 108 S.
- 0213 – Bernhard, Thomas: Prosa, 1967, 114 S.
- 0214 – Augstein, Rudolf: Meinungen zu Deutschland, 1967, 193 S.
- 0215 – Wesker, Arnold: Die Trilogie, 1968, 203 S.
- 0216 – Joyce, Stanislaus: Das Dubliner Tagebuch des Stanislaus Joyce, 1969, 181 S.
- 0217 – Enzensberger, Hans Magnus: Blindenschrift, 1967, 96 S.
- 0218 – Barthes, Roland: Kritik und Wahrheit, 1967, 90 S.
- 0219 – Wekwerth, Manfred: Notate – Über die Arbeit des Berliner Ensembles 1956 bis 1966, 1967, 195 S. – Brecht, Bertolt: Die Gewehre der Frau Carrar, 1980, 55 S., Ill.
- 0220 – Kirchheimer, Otto: Politische Herrschaft – 5 Beiträge zur Lehre vom Staat, 1967, 150 S.
- 0221 – Hamelink, Jacques: Horror vacui – Erzählungen, 1967, 164 S.
- 0222 – Hofmann, Werner: Stalinismus und Antikommunismus – Zur Soziologie des Ost-West-Konflikts, 1967, 169 S.
- 0223 – Ponge, Francis: Texte zur Kunst, 1967, 126 S.
- 0224 – Sternberger, Dolf: Ich wünschte ein Bürger zu sein – neun Versuche über den Staat, 1967, 191 S.
- 0225 – Nowakowski, Marek: Kopf und andere Erzählungen, aus d. Poln. übersetzt von Klaus Staemmler, 1967, 163 S.
- 0226 – Mohl, Ernst Theodor (Hrsg.): Folgen einer Theorie – Essays über „Das Kapital“ von Karl Marx, 1967, 205 S.
- 0227 – Creeley, Robert: Gedichte – Amerikanisch und deutsch, 1968, 167 S.
- 0228 – Gäng, Peter ; Reiche, Reimut: Modelle der kolonialen Revolution – Beschreibung und Dokumente, 1968, 188 S.
- 0229 – Brecht, Bertolt; Gay, John: Die Dreigroschenoper – nach John Gays „The beggar’s opera“, 1967, 109 S.
- 0230 – Mukařovský, Jan: Kapitel aus der Poetik, 1971, 156 S.
- 0231 – Burke, Kenneth: Die Rhetorik in Hitlers „Mein Kampf“ und andere Essays zur Strategie der Überredung, 1967, 151 S.
- 0232 – Braun, Karlheinz (Hrsg.): Materialien zu Peter Weiss' „Marat/Sade“, 1967, 176 S., Ill.
- 0233 – Hannover-Drück, Elisabeth (Hrsg.): Der Mord an Rosa Luxemburg und Karl Liebknecht – Dokumentation eines politischen Verbrechens, 1967, 185 S.
- 0234 – Wolf, Ror: Pilzer und Pelzer – eine Abenteuerserie, 1967, 145 S.
- 0235 – Nezval, Vítězslav: Ausgewählte Gedichte, übers., hrsg. u. mit e. Nachwort versehen von Johannes Schröpfer, 1968, 161 S.
- 0236 – Haug, Wolfgang Fritz: Der hilflose Antifaschismus – zur Kritik der Vorlesungsreihen über Wissenschaft und NS an deutschen Universitäten, 1967, 166 S.
- 0237 – Mitscherlich, Alexander: Krankheit als Konflikt – Studien zur psychosomatischen Medizin 2, 1967, 167 S.
- 0238 – Kovač, Mirko: Meine Schwester Elida – Roman, 1969, 176 S.
- 0239 – Kolko, Gabriel: Besitz und Macht – Sozialstruktur und Einkommensverteilung in den USA, 1967, 166 S.
- 0240 – Guérin, Daniel: Anarchismus – Begriff und Praxis, 1968, 163 S.
- 0241 – Loewenstein, Rudolph M.: Psychoanalyse des Antisemitismus, 1968, 173 S.
- 0242 – Benedetto, Antonio di: Stille – Erzählung, übers. von Curt Meyer-Clason, 1968, 83 S.
- 0243 – Berndt, Heide; Lorenzer, Alfred; Horn, Klaus: Architektur als Ideologie, 1969, 152 S.
- 0244 – Napoleoni, Claudio: Grundzüge der modernen ökonomischen Theorien, 1968, 140 S.
- 0245 – Brecht, Bertolt: Leben Eduards des Zweiten von England – Vorlage, Texte und Materialien, 1968, 268 S.
- 0246 – Brecht, Bertolt: Im Dickicht der Städte – Erstfassung und Materialien, 1969, 171 S.
- 0247 – Hecht, Werner (Hrsg.): Materialien zu Brechts „Der gute Mensch von Sezuan“, 1968, 173 S.
- 0248 – Brecht, Bertolt: Baal. Der böse Baal der asoziale – Texte, Varianten, Materialien, 1968, 233 S., Ill.
- 0249 – Über Theodor W. Adorno. Mit Beitr. von Kurt Oppens [u. a.], 1968, 150 S.
- 0250 – Adorno, Theodor W. (Hrsg.): Über Walter Benjamin, 1968, 173 S.
- 0251 – Walser, Martin (Hrsg.): Über Ernst Bloch, 1968, 150 S.
- 0252 – Malcolm, Norman (Hrsg.): Über Ludwig Wittgenstein, 1968, 172 S.
- 0253 – Böhme, Helmut: Prolegomena zu einer Sozial- und Wirtschaftsgeschichte Deutschlands im 19. und 20. Jahrhundert, 1968, 155 S.
- 0254 – Dunn, Nell: Leben in Battersea – 16 Geschichten, aus d. Engl. übersetzt von Hans Wollschläger, 1968, 133 S.
- 0255 – Horlemann, Jürgen: Modelle der kolonialen Konterrevolution – Beschreibung und Dokumente, 1968, 194 S.
- 0256 – Hrabal, Bohumil: Reise nach Sondervorschrift, Zuglauf überwacht – neue Erzählungen, 1968, 127 S.
- 0257 – Bloch, Ernst: Widerstand und Friede – Aufsätze zur Politik, 1968, 112 S.
- 0258 – Rendtorff, Trutz; Tödt, Heinz Eduard: Theologie der Revolution – Analysen und Materialien, 1969, 164 S.
- 0259 – Brecht, Bertolt: Mann ist Mann – die Verwandlung des Packers Galy Gay in den Militärbaracken von Kilkoa im Jahre 1925; ein Lustspiel, 1968, 99 S.
- 0260 – Lange, Hartmut: Der Hundsprozeß, 1969, 92 S., Ill.
- 0261 – Hofmann, Werner: Universität, Ideologie, Gesellschaft – Beiträge zur Wissenschaftssoziologie, 1968, 141 S.
- 0262 – Celan, Paul: Ausgewählte Gedichte, 1968, 169 S.
- 0263 – Habermas, Jürgen (Hrsg.): Antworten auf Herbert Marcuse, 1968, 160 S.
- 0264 – Nedelmann, Carl (Hrsg.): Kritik der Strafrechtsreform, 1968, 170 S.
- 0265 – Leibfried, Stephan: Die angepasste Universität – zur Situation der Hochschulen in der Bundesrepublik und den USA, 1968, 162 S.
- 0266 – Sarduy, Severo: Bewegungen – Erzählung, <us d. Span. übersetzt von Helmut Frielinghaus, 1968, 120 S.
- 0267 – Adorno, Theodor W.: Impromptus – zweite Folge neu gedruckter musikalischer Aufsätze, 1968, 184 S.
- 0268 – Pavlović, Miodrag: Gedichte, aus d. Serb. übersetzt von Peter Urban, 1968, 130 S.
- 0269 – Walser, Martin: Heimatkunde. Aufsätze und Reden, 1968, 125 S.
- 0270 – Michel, Karl Markus: Die sprachlose Intelligenz, 1968, 166 S.
- 0271 – Runge, Erika: Bottroper Protokolle, 1968, 163 S.
- 0272 – Foucault, Michel: Psychologie und Geisteskrankheit, 1968, 131 S.
- 0273 – Kipphardt, Heinar: Die Soldaten nach Jacob Michael Reinhold Lenz Bearbeitung, 1970, 94 S.
- 0274 – Grote, Christian: Alles ist schön zu seiner Zeit, 1968, 179 S.
- 0275 – Minder, Robert: Hölderlin unter den Deutschen und andere Aufsätze zur deutschen Literatur, 1968, 185 S.
- 0276 – Weiss, Peter: Rapporte, 1968, 186 S.
- 0277 – Baran, Paul A.: Zur politischen Ökonomie der geplanten Wirtschaft, 1968, 136 S.
- 0278 – Teige, Karel: Liquidierung der „Kunst“ – Analysen, Manifeste, 1968, 135 S.
- 0279 – Bernhard, Thomas: Ungenach – Erzaehlungen, 1968, 92 S.
- 0280 – Sonnemann, Ulrich: Institutionalismus und studentische Opposition – Thesen zur Ausbreitung des Ungehorsams in Deutschland, 1968, 164 S.
- 0281 – Carr, Edward Hallett: Die neue Gesellschaft – Aspekte der Massendemokratie, 1968, 135 S.
- 0282 – Marcuse, Herbert (Hrsg.): Aggression und Anpassung in der Industriegesellschaft, 1968, 161 S.
- 0283 – Recklinghausen, Daniel von: James Joyce – Chronik von Leben und Werk, 1969, 133 S.
- 0284 – Sanguineti, Edoardo: Capriccio italiano, Dt. von Arianna Giachi, 1968, 156 S.
- 0285 – Marković, Mihailo: Dialektik der Praxis, 1968, 193 S.
- 0286 – Materialien zu Becketts „Endspiel“, 1968, 138 S.
- 0287 – Habermas, Jürgen: Technik und Wissenschaft als „Ideologie“, 1968, 169 S.
- 0288 – Eich, Günter: Abgelegene Gehoefte – Gedichte, 1968, 95 S.
- 0289 – Ćosić, Bora: Wie unsere Klaviere repariert wurden – Satiren, aus d. Serb. übersetzt von Peter Urban, 1968, 143 S.
- 0290 – Kosík, Karel; Sartre, Jean-Paul (Hrsg.): Moral und Gesellschaft, 1968, 138 S.
- 0291 – Bloch, Ernst: Über Karl Marx, 1968, 178 S.
- 0292 – Toulmin, Stephen Edelston: Voraussicht und Verstehen – ein Versuch über die Ziele der Wissenschaft, 1968, 137 S.
- 0293 – Robinson, Joan: Kleine Schriften zur Ökonomie, 1969, 133 S.
- 0294 – Dorst, Tankred: Toller, 1968, 123 S.
- 0295 – Melo Neto, João Cabral de: Ausgewählte Gedichte, übersetzt von Curt Meyer-Clason, 1969, 143 S.
- 0296 – Schneider, Dieter; Kuda, Rudolf: Arbeiterräte in der Novemberrevolution – Ideen, Wirkungen, Dokumente, 1969, 172 S.
- 0297 – Hildesheimer, Wolfgang: Interpretationen – James Joyce, Georg Büchner – zwei Frankfurter Vorlesungen, 111 S.
- 0298 – Schütze, Bernhard: Rekonstruktion der Freiheit – die politischen Oppositionsbewegungen in Spanien, 1969, 163 S.
- 0299 – Sarraute, Nathalie: Das Schweigen – Die Lüge; 2 Hörspiele, dt. von Elmar Tophoven, 1969, 71 S.
- 0300 – Marcuse, Herbert: Ideen zu einer kritischen Theorie der Gesellschaft, 1969, 191 S.
- 0301 – Broch, Hermann: Zur Universitätsreform, 1969, 137 S.
- 0302 – Nikolinakos, Marios (Hrsg.): Die verhinderte Demokratie – Modell Griechenland, 1969, 182 S.
- 0303 – Barthes, Roland: Literatur oder Geschichte, 1969, 125 S.
- 0304 – Enzensberger, Hans Magnus: Landessprache – Gedichte, 1969, 97 S.
- 0305 – Hecht, Werner (Hrsg.): Materialien zu Bertolt Brechts „Die Mutter“, 1969, 202 S., Ill.
- 0306 – Baczko, Bronisław: Weltanschauung, Metaphysik, Entfremdung – philosophische Versuche, 1969, 126 S.
- 0307 – Handke, Peter: Die Innenwelt der Aussenwelt der Innenwelt, 1969, 149 S., Ill.
- 0308 – Basso, Lelio: Zur Theorie des politischen Konflikts, 1969, 134 S.
- 0309 – Bødker, Cecil: Zustand Harley – Erzählung, aus d. Dän. von Hanns Grössel, 1969, 127 S.
- 0310 – Mayer, Gustav: Radikalismus, Sozialismus und bürgerliche Demokratie, 1969, 195 S.
- 0311 – Córdova, Armando ; Silva Michelena, Héctor: Die wirtschaftliche Struktur Lateinamerikas – drei Studien zur politischen Ökonomie der Unterentwicklung, 1969, 129 S.
- 0312 – Malerba, Luigi: Die Schlange – Roman, 1978, 206 S.
- 0313 – Huffschmid, Jörg: Die Politik des Kapitals – Konzentration und Wirtschaftspolitik in der Bundesrepublik, 1969, 183 S.
- 0314 – Laing, Ronald D.: Phänomenologie der Erfahrung, 1969, 152 S., DNB 457337907
- 0315 – Hobsbawm, Eric J.: Industrie und Empire – Teil 1, 1969, 172 S., DNB 457002069
- 0316 – Hobsbawm, Eric J.: Industrie und Empire – Teil 2, 1969, 182 S., DNB 457002077
- 0317 – Preuß, Ulrich K.: Das politische Mandat der Studentenschaft, 1969, 180 S.
- 0318 – Kühnl, Reinhard; Rilling, Rainer; Sager, Christin: Die NPD – Struktur, Ideologie und Funktion einer neofaschistischen Partei, 1969, 397 S.
- 0319 – Pross, Helge: Über die Bildungschancen von Mädchen in der Bundesrepublik, 1969, 109 S.
- 0320 – Artmann, H. C.: Frankenstein in Sussex – Fleiß und Industrie, 1968, 101 S.
- 0321 – Sterzel, Dieter (Hrsg.): Kritik der Notstandsgesetze – Kommentierungen; mit dem Text der Notstandsverfassung, 1968, 218 S.
- 0322 – Handke, Peter: Kaspar, 1968, 101 S.
- 0323 – Fleischer, Helmut: Marxismus und Geschichte, 1969, 168 S.
- 0324 – Schäfers, Bernhard (Hrsg.): Thesen zur Kritik der Soziologie, 1969, 173 S.
- 0325 – Simonsohn, Berthold (Hrsg.): Jugendkriminalität, Strafjustiz und Sozialpädagogik, 1968, 342 S.
- 0326 – Reden zum … Kongress des Tschechoslowakischen Schriftstellerverbandes, 1969, 163 S.
- 0327 – Kruuse, Jens: Oradour, 1969, 179 S.
- 0328 – Jedlička, Josef: Unterwegs, 1969, 154 S.
- 0329 – Marcuse, Herbert: Versuch über die Befreiung, 1972, 133 S.
- 0330 – Jakobson, Roman: Kindersprache, Aphasie und allgemeine Lautgesetze, 1969, 142 S.
- 0331 – Thiemann, Friedrich: Schulszenen – vom Herrschen und vom Leiden, 1969, 132 S.
- 0332 – Brecht, Bertolt: Die Geschäfte des Herrn Julius Caesar – Romanfragment, 1969, 233 S.
- 0333 – Malecki, Herbert: Spielräume – Aufsätze zur ästhetischen Aktion, 1969, 120 S.
- 0334 – Válek, Miroslav: Gedichte, 1971, 123 S.
- 0335 – Wellmer, Albrecht: Kritische Gesellschaftstheorie und Positivismus, 1969, 147 S.
- 0336 – Liebel, Manfred; Wellendorf, Franz: Schülerselbstbefreiung – Voraussetzungen und Chancen der Schülerrebellion, 1969, 199 S.
- 0337 – Fanon, Frantz: Aspekte der algerischen Revolution, 1979, 150 S.
- 0338 – Skinas, Alexander: Fälle – Prosa, 151 S.
- 0339 – Brecht, Bertolt: Der Brotladen – ein Stückfragment; Bühnenfassung und Texte aus dem Fragment, 1969, 137 S.
- 0340 – Rosenberg, Hans: Probleme der deutschen Sozialgeschichte, 1969, 149 S.
- 0341 – Oglesby, Carl; Shaull, Richard: Amerikanische Ideologie – zwei Studien über Politik und Gesellschaft in den USA, 1969, 260 S.
- 0342 – Mayer, Hans: Das Geschehen und das Schweigen – Aspekte der Literatur, 1970, 127 S.
- 0343 – Adam, Heribert: Südafrika – Soziologie einer Rassengesellschaft, 1970, 137 S.
- 0344 – Bertaux, Pierre: Hölderlin und die Französische Revolution, 1969, 187 S.
- 0345 – Weiss, Peter: Nacht mit Gästen, 1969, 98 S.
- 0346 – Freeman, Thomas; Cameron, John L. ; McGhie, Andrew: Studie zur chronischen Schizophrenie – Mit einem Vorw. v. Anna Freud, 1969, 158 S.
- 0347 – Adorno, Theodor W.: Stichworte – kritische Modelle 2, 1969, 193 S.
- 0348 – Rigauer, Bero: Sport und Arbeit – soziologische Zusammenhänge und ideologische Implikationen, 1969, 85 S.
- 0349 – Schmidt, Alfred (Hrsg.): Beiträge zur marxistischen Erkenntnistheorie, 1969, 264 S.
- 0350 – Bond, Edward: Schmaler Weg in den tiefen Norden, 1969, 88 S., Noten
- 0351 – Becker, Jürgen: Ränder, 1969, 111 S.
- 0352 – Wolff, Robert Paul: Das Elend des Liberalismus, 1970, 260 S.
- 0353 – Bernhard, Thomas: Watten – ein Nachlaß, 1969, 88 S.
- 0354 – Habermas, Jürgen: Protestbewegung und Hochschulreform, 1969, 270 S.
- 0355 – Riedel, Manfred: Studien zu Hegels Rechtsphilosophie, 1969, 167 S.
- 0356 – Vranicki, Predrag: Mensch und Geschichte, 1969, 114 S.
- 0357 – Reichert, Klaus: Materialien zu James Joyces „Dubliner“, 1970, 289 S., Ill.
- 0358 – Deppe, Frank (Hrsg.): Kritik der Mitbestimmung – Partnerschaft oder Klassenkampf? ; eine Studie, 1969, 277 S.
- 0359 – Runge, Erika (Hrsg.): Frauen – Versuche zur Emanzipation, 1969, 273 S.
- 0360 – Lange, Hartmut: Die Gräfin von Rathenow, 1969, 86 S.
- 0361 – Rajewsky, Xenia: Arbeitskampfrecht in der Bundesrepublik, 1969, 87 S.
- 0362 – Brecht, Bertolt: Kuhle Wampe – Protokoll des Films und Materialien, 1969, 195 S., Ill.
- 0363 – Hochman, Elena ; Sonntag, Heinz Rudolf: Christentum und politische Praxis – Camilo Torres, 1969, 136 S.
- 0364 – Michiels, Ivo: Orchis militaris – ein Bericht, 1969, 95 S.
- 0365 – Herbert, Zbigniew: Ein Barbar in einem Garten, Teil 2, 1970, 134 S.
- 0366 – Boavida, Américo: Angola – zur Geschichte des Kolonialismus, 1970, 126 S.
- 0367 – Kuckuk, Peter (Hrsg.): Revolution und Räterepublik in Bremen, 1970, 176 S.
- 0368 – Gravenhorst, Lerke: Soziale Kontrolle abweichenden Verhaltens – Fallstudien an weiblichen Insassen eines Arbeitshauses, 1969, 142 S.
- 0369 – Brecht, Bertolt: Die Gesichte der Simone Machard, 1972, 95 S.
- 0370 – Schäfer, Gert; Nedelmann, Carl (Hrsg.): Der CDU-Staat – Analysen zur Verfassungswirklichkeit der Bundesrepublik, 1976,
- 0371 – Barthelme, Donald: Komm wieder Dr. Caligari, 1970, 172 S.
- 0372 – Guérin, Daniel: Die amerikanische Arbeiterbewegung 1867–1967, 1971, 169 S.
- 0373 – Kalivoda, Robert: Der Marxismus und die moderne geistige Wirklichkeit, 1969, 117 S.
- 0374 – Sweezy, Paul Marlor: Die Zukunft des Kapitalismus und andere Aufsätze zur politischen Ökonomie, 1970, 132 S.
- 0375 – Moser, Tilmann; Künzel, Eberhard: Gespräche mit Eingeschlossenen, 1970, 313 S.
- 0376 – Nápravník, Milan: Beobachtungen des stehenden Läufers – Gedichte, aus d. tschech. Manuskript übersetzt von Peter Urban, 1970, 80 S.
- 0377 – Brecht, Bertolt: Über experimentelles Theater, 1970, 168 S.
- 0378 – Wolf, Ror: Fortsetzung des Berichts, 1977, 271 S.
- 0379 – Szondi, Peter: Hölderlin-Studien – mit einem Traktat über philologische Erkenntnis, 1970, 175 S.
- 0380 – Göschel, Albrecht ; Heyer, Anselm ; Schmidbauer, Gertraud: Beiträge zu einer Soziologie der Polizei, 1970, 179 S
- 0381 – Kleemann, Susanne: Ursachen und Formen der amerikanischen Studentenopposition, 1971, 229 S.
- 0382 – Mueller, Harald: Großer Wolf, 1970, 159 S.
- 0383 – Mattick, Paul (Hrsg.): Lenin – Revolution und Politik, 1970, 206 S.
- 0384 – Brecht, Bertolt: Über den Beruf des Schauspielers, 1970, 177 S.
- 0385 – Schneider, Dieter (Hrsg.): Zur Theorie und Praxis des Streiks, 1970, 384 S.
- 0386 – Birnbaum, Norman: Die Krise der industriellen Gesellschaft, 1972, 167 S.
- 0387 – Meier, Christian: Entstehung des Begriffs „Demokratie“ – vier Prolegomena zu einer historischen Theorie, 1970, 220 S.
- 0388 – Krasiński, Janusz: Der Karren – Erzählung, aus d. Poln. übersetzt von Klaus Staemmler, 1970, 147 S.
- 0389 – Beckett, Samuel: Das letzte Band – Regiebuch der Berliner Inszenierung, 1969, 151 S., Ill.
- 0390 – Heyme, Hansgünther: Wallenstein – Regiebuch der Kölner Inszenierung, 1969, 197 S., Ill.
- 0391 – Benjamin, Walter: Über Kinder, Jugend und Erziehung, 1970, 121 S., Ill.
- 0392 – Brecht, Bertolt: Furcht und Elend des dritten Reiches, 1970, 124 S.
- 0393 – Lorenzer, Alfred: Kritik des psychoanalytischen Symbolbegriffs, 1970, 128 S.
- 0394 – Hortleder, Gerd: Das Gesellschaftsbild des Ingenieurs – zum politischen Verhalten der technischen Intelligenz in Deutschland, 1969, 226 S.
- 0395 – Poss, Alf: Zwei Hühner werden geschlachtet, 1969, 132 S.
- 0396 – Bentmann, Reinhard ; Müller, Michael: Die Villa als Herrschaftsarchitektur – Versuch einer kunst- und sozialgeschichtlichen Analyse, 1970, 186 S., Ill.
- 0397 – Braun, Volker: Wir und nicht sie – Gedichte, 1970, 81 S.
- 0398 – Stütz, Gisela: Berufspädagogik unter ideologiekritischem Aspekt, 1970, 115 S.
- 0399 – Hofmann, Werner: Abschied vom Bürgertum – Essays und Reden, 1975, 210 S.
- 0400 – Walser, Martin: Ein Kinderspiel – Stück in 2 Akten, 1970, 77 S.
- 0401 – Botond, Anneliese (Hrsg.): Über Thomas Bernhard, 1972, 150 S.
- 0402 – Müller-Hanpft, Susanne (Hrsg.): Über Günter Eich, 1970, 157 S.
- 0403 – Schickel, Joachim (Hrsg.): Über Hans Magnus Enzensberger, 1971, 306 S.
- 0404 – Über Max Frisch, 1970,
- 0405 – Baumgart, Reinhard (Hrsg.): Über Uwe Johnson, 1970, 184 S.
- 0406 – Schmid, Christof (Hrsg.): Über Hans Erich Nossack, 1970, 177 S.
- 0407 – Beckermann, Thomas (Hrsg.): Über Martin Walser, 1971, 337 S.
- 0408 – Canaris, Volker (Hrsg.): Über Peter Weiss, 1969, 186 S.
- 0409 – Michaels, Leonard: Loszittern – Geschichten, 1970, 151 S.
- 0410 – Kriwet, Ferdinand; Offergeld, Axel: Apollo Amerika, 1970, 150 S., Ill.
- 0411 – Dankwart, Danckwerts (Hrsg.): Die Sozialwissenschaften in der Strategie der Entwicklungspolitik, 1975, 175 S.
- 0412 – Kuda, Rudolf: Arbeiterkontrolle in Grossbritannien Theorie und Praxis, 1970, 334 S.
- 0413 – Bloch, Ernst: Über Methode und System bei Hegel, 1976, 140 S.
- 0414 – Scholem, Gershom: Über einige Grundbegriffe des Judentums, 1970, 169 S.
- 0415 – Brecht, Bertolt: Die Maßnahme, 1970, 505 S.
- 0416 – Linhartová, Věra: Haus weit, 1985, 101 S.
- 0417 – Winckler, Lutz: Studie zur gesellschaftlichen Funktion faschistischer Sprache, 1970, 147 S.
- 0418 – Jauß, Hans Robert: Literaturgeschichte als Provokation, 1970, 250 S.
- 0419 – Moser, Tilmann: Repressive Kriminalpsychiatrie – vom Elend einer Wissenschaft; eine Streitschrift, 1970, 240 S.
- 0420 – Wesker, Arnold: Die Freunde – Schauspiel in zwei Akten, 1970, 90 S.
- 0421 – Béjar Rivera, Héctor: Peru 1965 – Aufzeichnung eines Guerilla-Aufstands, 1973, 140 S.
- 0422 – Eisner, Freya: Kurt Eisner – die Politik des libertären Sozialismus, 1970, 246 S.
- 0423 – Aue, Walter: Blaiberg oh Blaiberg, 1971, 110 S.
- 0424 – Hüfner, Agnes: Straßentheater, 1972, 334 S.
- 0425 – Fromm, Erich: Analytische Sozialpsychologie und Gesellschaftstheorie, 1970, 231 S.
- 0426 – Sweezy, Paul Marlor; Huberman, Leo: Sozialismus in Kuba, 1976, 196 S.
- 0427 – Brecht, Bertolt: Die Heilige Johanna der Schlachthöfe – Bühnenfassung, Fragmente, Varianten, 1970, 242 S.
- 0428 – Mukařovský, Jan: Kapitel aus der Ästhetik, 1970, 146 S.
- 0429 – Zimmermann, Ulrich (Hrsg.): Plötzlich brach der Schulrat in Tränen aus – Verständigungstexte von Schülern und Lehrern, 1972, 255 S.
- 0430 – Vorträge, von Ernst Bloch, Herbert Marcuse (Hrsg.): Marx und die Revolution, 1970, 141 S.
- 0431 – Handke, Peter: Wind und Meer – 4 Hörspiele, 1970, 127 S.
- 0432 – Brecht-Jahrbuch 1980, 1981, 298 S.
- 0433 – Sweezy, Paul Marlor: Theorie der kapitalistischen Entwicklung – eine analytische Studie über die Prinzipien der Marxschen Sozialökonomie, 1970, 429 S.
- 0434 – Bloch, Charles: Die SA und die Krise des NS-Regimes 1934, 1970, 176 S.
- 0435 – Kreiler, Kurt (Hrsg.): In irrer Gesellschaft – Verständigungstexte über Psychotherapie und Psychiatrie, 1971, 510 S.
- 0436 – Krischke, Traugott (Hrsg.): Materialien zu Ödön von Horváth, 1970, 212 S.
- 0437 – Hirsch, Joachim: Wissenschaftlich-technischer Fortschritt und politisches System – Organisation und Grundlagen administrativer Wissenschaftsförderung in der BRD, 1970, 292 S.
- 0438 – Amendt, Gerhard (Hrsg.): Black power – Dokumente und Analysen, 1970, 234 S.
- 0439 – Achternbusch, Herbert: Die Macht des Löwengebrülls, 1970, 98 S.
- 0440 – Bernhard, Thomas: Ein Fest für Boris, 1970, 106 S.
- 0441 – Negt, Oskar (Hrsg.): Aktualität und Folgen der Philosophie Hegels, 1970, 292 S.
- 0442 – Brecht, Bertolt: Über Politik und Kunst, 1970, 145 S.
- 0443 – Fassbinder, Rainer Werner: Antiteater, 1971, 130 S
- 0444 – Weiss, Peter: Rapporte, 1973, 152 S
- 0445 – Nossack, Hans Erich: Pseudoautobiographische Glossen, 1971, 171 S.
- 0446 – Straschek, Günter Peter: Handbuch wider das Kino, 1977, 517 S.
- 0447 – Russel, Bertrand: Wege zur Freiheit – Sozialismus, Anarchismus, Syndikalismus, 1971, 172 S.
- 0448 – Ajgi, Gennadij N.: Beginn der Lichtung – Gedichte, 1971, 109 S.
- 0449 – Brecht, Bertolt: Einakter und Fragmente, 1971, 269 S.
- 0450 – Pross, Helge; Boetticher, Karl W.: Manager des Kapitalismus – Untersuchung über leitende Angestellte in Großunternehmen, 1971, 140 S.
- 0451 – Lempert, Wolfgang: Leistungsprinzip und Emanzipation – Studien zur Realität, Reform und Erforschung des beruflichen Bildungswesens, 1971, 371 S.
- 0452 – Jonke, Gert: Die Vermehrung der Leuchttürme, 1971, 86 S.
- 0453 – Hartig, Matthias; Kurz, Ursula: Sprache als soziale Kontrolle – neue Ansätze zur Soziolinguistik, 1971, 240 S.
- 0454 – Lorenzer, Alfred (Hrsg.): Psychoanalyse als Sozialwissenschaft, 1971, 236 S.
- 0455 – Bloch, Ernst: Pädagogica, 1971, 149 S.
- 0456 – Alff, Wilhelm: Der Begriff Faschismus und andere Aufsätze zur Zeitgeschichte, 1971, 181 S.
- 0457 – Maestre Alfonso, Juan: Guatemala – Unterentwicklung und Gewalt, 1971, 162 S.
- 0458 – Behrens, Alfred: Gesellschaftsausweis, 1971, 146 S.
- 0459 – Canaris, Volker (Hrsg.): Torquato Tasso – Regiebuch der Bremer Inszenierung, 1970, 194 S., Ill.
- 0460
- 0461 – Bond, Edward: Gerettet – Die Hochzeit des Papstes – 2 Stücke, 1971, 273 S.
- 0462 – Ronild, Peter: Die Körper – Roman, 1971, 157 S.
- 0463 – Mayer, Hans: Der Repräsentant und der Märtyrer – Konstellationen der Literatur, 1971, 189 S.
- 0464 – Kidron, Michael: Rüstung und wirtschaftliches Wachstum – ein Essay über den westlichen Kapitalismus nach 1945, 1971, 221 S.
- 0465 – Brecht, Bertolt: Über Politik auf dem Theater, 1971, 143 S.
- 0466 – Eckensberger, Dietlind: Sozialisationsbedingungen der oeffentlichen Erziehung, 1971, 155 S.
- 0467 – Freyberg, Doris von ; Freyberg, Thomas von: Zur Kritik der Sexualerziehung, 1971, 167 S.
- 0468 – Benjamin, Walter: Drei Hörmodelle, 1971, 117 S.
- 0469 – Adorno, Theodor W.: Kritik – kleine Schriften zur Gesellschaft, 1971, 151 S.
- 0470 – Loschütz, Gert: Gegenstände – Gedichte und Prosa, 1971, 83 S.
- 0471 – Scheugl, Hans; Schmidt, Ernst: Eine Subgeschichte des Films – Lexikon d. Avantgarde-, Experimental- u. Undergroundfilms, 1974, 632 S., S. 634 – 1315, Ill., ISBN 3-518-00471-9.
- 0472 – Brus, Włodzimierz: Funktionsprobleme der sozialistischen Wirtschaft, 1971, 346 S.
- 0473 – Kroetz, Franz Xaver: Heimarbeit, 1970, 97 S.
- 0474 – Kristl, Vlado: Sekundenfilme, 1971, 203 S.
- 0475
- 0476 – Schöning, Klaus (Hrsg.): Neues Hörspiel – Essays, Analysen, Gespräche, 1970, 270 S.
- 0477 – Hayden, Tom: Der Prozeß von Chicago, 1971, 160 S.
- 0478 – Senghaas, Dieter (Hrsg.): Kritische Friedensforschung, 1971, 422 S.
- 0479 – Runge, Erika: Eine Reise nach Rostock, DDR, 1971, 342 S.
- 0480 – Hirsch, Joachim; Leibfried, Stephan: Materialien zur Wissenschafts- und Bildungspolitik, 1971, 496 S.
- 0481 – Habermas, Jürgen: Zur Logik der Sozialwissenschaften – Materialien, 1970, 329 S.
- 0482 – Chomsky, Noam: Die Verantwortlichkeit der Intellektuellen, 1971, 205 S.
- 0483 – Becker, Hellmut: Bildungsforschung und Bildungsplanung, 1971, 145 S.
- 0484 – Schoof, Heine: Erklärung, 1971, 227 S.
- 0485 – Brecht, Bertolt: Über Realismus, 1971, 176 S.
- 0486 – Reinshagen, Gerlind: Doppelkopf, 1971, 179 S.
- 0487 – Schmidt, Eberhard: Ordnungsfaktor oder Gegenmacht – die politische Rolle der Gewerkschaften, 1971, 341 S.
- 0488 – Rodewald, Dierk (Hrsg.): Ueber Wolfgang Hildesheimer, 1971, 202 S.
- 0489 – Michelsen, Hans Günter: Drei Hörspiele, 1971, 92 S.
- 0490 – Brecht, Bertolt: Trommeln in der Nacht – Komödie, 1971, 60 S.
- 0491 – Hesse, Eva: Beckett, Eliot, Pound – drei Textanalysen, 1971, 130 S.
- 0492 – Myrdal, Gunnar: Aufsätze und Reden, 1971, 154 S.
- 0493
- 0494 – Araujo, Orlando: Venezuela – die Gewalt als Voraussetzung der Freiheit, 1971, 169 S.
- 0495 – Meinecke, Dietlind (Hrsg.): Über Paul Celan, 1970, 345 S.
- 0496 – Schäfer, Walter; Edelstein, Wolfgang; Becker, Gerold (Hrsg.): Probleme der Schule im gesellschaftlichen Wandel – das Beispiel Odenwaldschule, 1971, 147 S.
- 0497 – Cooper, D. G.: Psychiatrie und Anti-Psychiatrie, 1971, 148 S.
- 0498 – Senghaas, Dieter: Rüstung und Militarismus, 1972, 369 S.
- 0499 – Laing, Ronald D.; Phillipson, Herbert ; Lee, A. R.: Interpersonelle Wahrnehmung, 1971, 212 S.
- 0500 – Bond, Edward: Das Bündel oder neuer schmaler Weg in den tiefen Norden, 1978, 157 S., ISBN 3-518-10500-0.
- 0501 – Drechsel, Wiltrud Ulrike; Funhoff, Jörg; Hoffmann, Michael: Massenzeichenware – die gesellschaftliche und ideologische Funktion der Comics, 1975, 300 S., Ill., ISBN 3-518-00501-4.
- 0502 – Emmerich, Wolfgang: Zur Kritik der Volkstumsideologie, 1971, 181 S.
- 0503 – Abdel-Malek, Anouar: Ägypten – Militärgesellschaft – das Armeeregime, die Linke und der soziale Wandel unter Nasser, 1971, 513 S.
- 0504 – Jonke, Gert: Glashausbesichtigung, 1971, 127 S.
- 0505 – Mitscherlich, Alexander: Freiheit und Unfreiheit in der Krankheit – Studien zur psychosomatischen Medizin 3, 1977, 128 S., ISBN 3-518-00505-7.
- 0506 – Padilla, Heberto: Außerhalb des Spiels – Gedichte, hrsg. u. aus d. Span. übersetzt von Günter Maschke, 1971, 158 S.
- 0507 – Du Bois-Reymond, Manuela: Strategien kompensatorischer Erziehung – das Beispiel der USA, 1971, 166 S.
- 0508 – Myrdal, Gunnar: Objektivität in der Sozialforschung, 1971, 114 S.
- 0509 – Handke, Peter: Der Ritt über den Bodensee, 1971, 101 S.
- 0510 – Henrich, Dieter: Hegel im Kontext, 1971, 209 S.
- 0511 – Tscheliesnig, Klaus; Wallraff, Günter: Lehrlingsprotokolle, 1971, 149 S.
- 0512 – Wolf, Ror: mein famili – sämtliche moritaten, 1971, 84 S., Ill.
- 0513 – Haug, Wolfgang Fritz: Kritik der Warenästhetik, 1971, 174 S.
- 0514 – Ahlheim, Rose (Hrsg.): Gefesselte Jugend – Fürsorgeerziehung im Kapitalismus, 1971, 355 S.
- 0515 – Raddatz, Fritz J.: Verwerfungen – 6 literarische Essays, 1972, 155 S.
- 0516 – Lefèvre, Wolfgang: Zum historischen Charakter und zur historischen Funktion der Methode bürgerlicher Soziologie – Untersuchungen am Werk Max Webers, 1971, 157 S., Ill.
- 0517 – Brecht, Bertolt: Die Mutter – Regiebuch der Schaubühnen-Inszenierung, 1971, 204 S., Ill.
- 0518 – Scharang, Michael (Hrsg.): Über Peter Handke, 1972, 393 S.
- 0519 – Oevermann, Ulrich: Sprache und soziale Herkunft, 1972, 546 S.
- 0520 – Schedler, Melchior: Kindertheater – Geschichte, Modelle, Projekte, 1972, 297 S., Ill.
- 0521 – Mandel, Ernest: Der Spätkapitalismus – Versuch einer marxistischen Erklärung, 1972, 541 S.
- 0522 – Jaeggi, Urs: Literatur und Politik – ein Essay, 1972, 141 S.
- 0523 – Rödel, Ulrich: Forschungsprioritäten und technologische Entwicklung, 1972, 258 S.
- 0524 – Jaric, Melanie: Geh mir aus der Sonne – Prosa, 1972, 80 S.
- 0525 – Bürger, Peter: Studien zur französischen Frühaufklärung, 1972, 149 S.
- 0526 – Brödl, Herbert: Fingerabdrücke – Schrottplatztexte, 1972, 154 S.
- 0527 – Fritz, Walter Helmut (Hrsg.): Über Karl Krolow, 1972, 189 S.
- 0528 – Schumm-Garling, Ursula: Herrschaft in der industriellen Arbeitsorganisation, 1972, 176 S.
- 0529 – Sandkühler, Hans Jörg: Praxis und Geschichtsbewußtsein – Studie zur materialistischen Dialektik, Erkenntnistheorie und Hermeneutik, 1973, 454 S., ISBN 3-518-00529-4.
- 0530 – Parow, Eduard: Psychotisches Verhalten und Umwelt – eine sozialpsychologische Untersuchung, 1972, 197 S., ISBN 3-518-00530-8.
- 0531 – Kühn, Dieter: Grenzen des Widerstands – Essays, 1972, 162 S.
- 0532
- 0533 – Krischke, Traugott (Hrsg.): Materialien zu Ödön von Horváths „Geschichten aus dem Wiener Wald“, 1972, 261 S.
- 0534 – Bloch, Ernst: Vom Hasard zur Katastrophe – politische Aufsätze 1934–1939, 1972, 447 S.
- 0535 – Heydorn, Heinz-Joachim: Zu einer Neufassung des Bildungsbegriffs, 1972, 150 S., ISBN 3-518-00535-9.
- 0536 – Eckstein, Brigitte: Hochschuldidaktik und gesamtgesellschaftliche Konflikte, 1972, 167 S., ISBN 3-518-00536-7.
- 0537 – Basaglia, Franco; Basaglia Ongaro, Franca: Die abweichende Mehrheit – die Ideologie der totalen sozialen Kontrolle, 1972, 178 S., ISBN 3-518-00537-5.
- 0538 – Horn, Klaus (Hrsg.): Gruppendynamik und der „subjektive Faktor“ – repressive Entsublimierung oder politisierende Praxis, 1972, 440 S.
- 0539 – Klee, Ernst (Hrsg.): Gastarbeiter – Analysen und Berichte, 1972, 265 S.
- 0540 – Krämer-Badoni, Thomas; Grymer, Herbert; Rodenstein, Marianne: Zur sozio-ökonomischen Bedeutung des Automobils, 1971, 319 S.
- 0541 – Bisinger, Gerald (Hrsg.): Über H. C. Artmann, 1972, 195 S.
- 0542 – Wesker, Arnold: Die Küche – Stück in zwei Teilen, 1972, 103 S., ISBN 3-518-00542-1.
- 0543 – Kantowsky, Detlef: Indien – Gesellschaftsstruktur und Politik, 1972, 187 S., ISBN 3-518-00543-X.
- 0544 – Hacks, Peter: Das Poetische – Ansätze zu einer postrevolutionären Dramaturgie, 1971, 145 S.
- 0545 – Lukács, Georg (Hrsg.): Individuum und Praxis – Positionen der „Budapester Schule“, 1975, 189 S., ISBN 3-518-00545-6.
- 0546 – Schwarzer, Alice (Hrsg.): Frauen gegen den Paragraphen 218 – 18 Protokolle, 1972, 155 S., DNB 720216443.
- 0547 – Brus, Włodzimierz: Wirtschaftsplanung – für ein Konzept der politischen Ökonomie, 1972, 141 S., DNB 720134706.
- 0548 – Kirchheimer, Otto: Funktionen des Staats und der Verfassung – zehn Analysen, 1972, 294 S., DNB 720155843.
- 0549 – Offe, Claus: Strukturprobleme des kapitalistischen Staates – Aufsätze zur Politischen Soziologie, 1972, 189 S., DNB 730249697.
- 0550 – Clemenz, Manfred: Gesellschaftliche Ursprünge des Faschismus, 1972, 314 S.DNB 720145422.
- 0551 – Achternbusch, Herbert: L’État c’est moi, 1972, 141 S., DNB 720133750.
- 0552 – Kreutzer, Leo (Hrsg.): Über Jürgen Becker, 1972, 198 S., DNB 720215706.
- 0553 – Enzensberger, Hans Magnus: Das Verhör von Habana, 1972, 270 S., Ill., DNB 720118492.
- 0554 – Matzner, Jutta (Hrsg.): Lehrstück Lukács, 1974, 254 S.; ISBN 3-518-00554-5.
- 0555 – Sohn-Rethel, Alfred: Geistige und körperliche Arbeit – zur Theorie der gesellschaftlichen Synthesis, 1972, 260 S.
- 0556 – Becker, Egon; Jungblut, Gerd: Strategien der Bildungsproduktion – eine Untersuchung über Bildungsökonomie, 1972, 262 S.
- 0557 – Witte, Karsten (Hrsg.): Theorie des Kinos – Ideologiekritik der Traumfabrik, 1972, 336 S.
- 0558 – Brödl, Herbert; Wulz, Hugo: Der kluge Waffenfabrikant und die dummen Revolutionäre – Dokumentation eines Verfahrens mit Trivialliteratur, 1972, 124 S.
- 0559 – Baier, Lothar (Hrsg.): Über Ror Wolf, 1972, 175 S.
- 0560 – Fassbinder, Rainer Werner: Antiteater, Teil 2 – Das Kaffeehaus (nach Goldoni); Bremer Freiheit;. Blut am Hals der Katze, 1972, 141 S.
- 0561 – Horvat, Branko: Die jugoslawische Gesellschaft – ein Essay, 1972, 197 S.
- 0562 – Wirth, Margaret: Kapitalismustheorie in der DDR – Entstehung und Entwicklung der Theorie des staatsmonopolistischen Kapitalismus, 1972, 215 S.
- 0563 – Senghaas, Dieter (Hrsg.): Imperialismus und strukturelle Gewalt – Analysen über abhängige Reproduktion, 1972, 404 S.
- 0564 – Füchtner, Hans: Die brasilianischen Arbeitergewerkschaften, ihre Organisation und ihre politische Funktion, 1972, 275 S.
- 0565 – Heller, Ágnes: Hypothese über eine marxistische Theorie der Werte, 1972, 84 S.
- 0566 – Hinton, William: Fanshen, Bd. 1. 1972, 421 S.
- 0567 – Hinton, William: Fanshen, Bd. 2. 1972, 406 S.
- 0568 – Lefebvre, Henri: Soziologie nach Marx, 1972, 160 S.
- 0569 – Geiss, Imanuel: Studien über Geschichte und Geschichtswissenschaft, 1972, 197 S., ISBN 3-518-00569-3.
- 0570 – Hecht, Werner: Sieben Studien über Brecht, 1972, 266 S.
- 0571 – Brude-Firnau, Gisela (Hrsg.): Materialien zu Hermann Brochs „Die Schlafwandler“, 1972, 201 S.
- 0572 – Lorenzer, Alfred: Über den Gegenstand der Psychoanalyse oder – Sprache und Interaktion, 1973, 172 S.
- 0573 – Christian, Wolfgang: Polytechnik in der Bundesrepublik Deutschland? – Beiträge zur Kritik der „Arbeitslehre“, 1972, 294 S.
- 0574 – Cooper, D. G.; Laing, Ronald D.: Vernunft und Gewalt – drei Kommentare zu Sartres Philosophie 1950–1960, 1973, 140 S., ISBN 3-518-00574-X.
- 0575 – Ernst-Ulrich Huster (Hrsg.): Determinanten der westdeutschen Restauration – 1945–1949, 1971, 459 S.
- 0576 – Streeck, Sylvia ; Streeck, Wolfgang: Parteiensystem und Status quo – drei Studien zum innerparteilichen Konflikt, 1972, 188 S.
- 0577 – Lissagaray, Prosper Olivier: Geschichte der Commune von 1871, 1971, 440 S.
- 0578 – Gesellschaft 14, 1981, 282 S., ISBN 3-518-10578-7.
- 0579 – Schmitt, Hans-Jürgen (Hrsg.): Der Streit mit Georg Lukács, 1978, 235 S., ISBN 3-518-10579-5.
- 0580 – Ritter-Röhr, Dorothea: Prostitution – eine empirische Untersuchung über abweichendes Sexualverhalten und soziale Diskriminierung, 1972, 201 S.
- 0581 – Brandt, Gisela; Kootz, Johanna; Steppke, Gisela: Zur Frauenfrage im Kapitalismus, 1973, 254 S., ISBN 3-518-00581-2.
- 0582 – Lotman, Jurij M.: Die Struktur des künstlerischen Textes, 1973, 470 S., ISBN 3-518-00582-0.
- 0583 – Loschütz, Gert: Sofern die Verhältnisse es zulassen – drei Rollenspiele, 1972, 141 S.
- 0584 – Hildebrandt, Dieter (Hrsg.): Über Ödön von Horváth, 1972, 144 S.
- 0585 – Bloch, Ernst: Das antizipierende Bewusstsein, 1972, 348 S.
- 0586 – Kroetz, Franz Xaver: Stallerhof, 1972, 110 S.
- 0587 – Most, Johann; Marx, Karl: Kapital und Arbeit – „Das Kapital“ in einer Zusammenfassung, von Marx und Engels selbst revidiert, 1972, 105 S.
- 0588 – Grynberg, Henryk: Der jüdische Krieg – Erzählung, aus d. Poln. übers. von Vera Cerny, 1972, 111 S.
- 0589 – Ritsert, Jürgen; Meschkat, Klaus; Negt, Oskar (Hrsg.): Gesellschaftsstrukturen, 1973, 318 S.
- 0590 – Adorno, Theodor W.: Zur Metakritik der Erkenntnistheorie – Studien über Husserl und die phänomenologischen Antinomien, 1972, 245 S.
- 0591 – Marcuse, Herbert: Konterrevolution und Revolte, 1973, 153 S., ISBN 3-518-00591-X.
- 0592 – Müller, Michael (Hrsg.): Autonomie der Kunst – Zur Genese und Kritik einer bürgerlichen Kategorie, 1972, 299 S., Ill.
- 0593 – Krippendorff, Ekkehart: Probleme der internationalen Beziehungen – Essays, 1972, 220 S.
- 0594 – Rühle, Günther (Hrsg.): Materialien zum Leben und Schreiben der Marieluise Fleißer, 1973, 481 S., ISBN 3-518-00594-4.
- 0595 – Mandel, Ernest: Marxistische Wirtschaftstheorie 1, 1972, 485 S.
- 0596 – Mandel, Ernest: Marxistische Wirtschaftstheorie 2, 1972, S. 493–926.
- 0597 – Bubner, Rüdiger: Dialektik und Wissenschaft, 1973, 173 S.
- 0598 – Vahrenkamp, Richard (Hrsg.): Technologie und Kapital, 1973, 234 S.
- 0599 – Hondrich, Karl Otto: Theorie der Herrschaft, 1973, 219 S., ISBN 3-518-10599-X.
- 0600 – Szymborska, Wisława: Salz – Gedichte, übertragen u. hrsg. von Karl Dedecius, 1973, 103 S.
- 0601 – Weber, Norbert: Privilegien durch Bildung – über die Ungleichheit der Bildungschancen in der Bundesrepublik Deutschland, 1973, 145 S., ISBN 3-518-00601-0.
- 0602 – Córdova, Armando: Strukturelle Heterogenität und wirtschaftliches Wachstum – 3 Studien ueber Lateinamerika, 1973, 166 S.
- 0603 – Brecht, Bertolt: Der Tui-Roman – Fragment, 1973, 148 S., ISBN 3-518-10603-1.
- 0604 – Knust, Herbert (Hrsg.): Materialien zu Bertolt Brechts „Schweyk im zweiten Weltkrieg“ – Vorlagen (Bearbeitungen), Varianten, Fragmente, Skizzen, Brief- und Tagebuchnotizen, 1974, 314 S., Ill., ISBN 3-518-00604-5.
- 0605 – Brecht, Bertolt: Die Rundköpfe und die Spitzköpfe – Bühnenfassung, Einzelszenen, Varianten, 1979, 244 S., ISBN 3-518-10605-8.
- 0606 – Hess, Henner; Mechler, Achim: Ghetto ohne Mauern – ein Bericht aus der Unterschicht, 1973, 238 S.
- 0607 – Haug, Wolfgang Fritz: Bestimmte Negation, 1973, 247 S., ISBN 3-518-00607-X.
- 0608 – Neuendorff, Hartmut: Der Begriff des Interesses – eine Studie zu den Gesellschaftstheorien von Hobbes, Smith und Marx, 1973, 162 S., ISBN 3-518-00608-8.
- 0609 – Crusius, Reinhard (Hrsg.): Entstalinisierung – der XX. Parteitag der KPdSU und seine Folgen, 1977, 536 S., ISBN 3-518-00609-6.
- 0610 – Dorst, Tankred: Eiszeit – ein Stück, 1973, 119 S., ISBN 3-518-00610-X.
- 0611 – Krischke, Traugott (Hrsg.): Materialien zu Ödön von Horváths „Kasimir und Karoline“, 1973, 300 S., ISBN 3-518-00611-8.
- 0612 – Ossowski, Stanisław: Die Besonderheiten der Sozialwissenschaften, 1973, 231 S., ISBN 3-518-00612-6.
- 0613 – Sechehaye, Marguerite A.: Tagebuch einer Schizophrenen – Selbstbeobachtungen eines Schizophrenen, 1973, 152 S., ISBN 3-518-00613-4.
- 0614 – Euchner, Walter: Egoismus und Gemeinwohl – Studien zur Geschichte der bürgerlichen Philosophie, 1973, 249 S., ISBN 3-518-00614-2.
- 0615
- 0616 – Weiss, Peter: Die Ermittlung – Oratorium in 11 Gesängen, 1991, 232 S., ISBN 3-518-10616-3.
- 0617 – Braunmühl, Claudia von (Hrsg.): Probleme einer materialistischen Staatstheorie, 1973, 265 S., ISBN 3-518-00617-7.
- 0618 – Hochmann, Jacques: Thesen zu einer Gemeindepsychiatrie, 1973, 297 S., ISBN 3-518-00618-5.
- 0619 – Riedel, Manfred: System und Geschichte – Studien zum historischen Standort von Hegels Philosophie, 1973, 156 S., ISBN 3-518-00619-3.
- 0620 – Szondi, Peter: Über eine Freie (d.h. freie) Universität – Stellungnahmen eines Philologen, 1973, 154 S., ISBN 3-518-00620-7.
- 0621 – Salvatore, Gaston: Büchners Tod – Stück, 1972, 85 S.
- 0622 – Ueding, Gert: Glanzvolles Elend – Versuch über Kitsch und Kolportage, 1975, 203 S., ISBN 3-518-00622-3.
- 0623 – Habermas, Jürgen: Legitimationsprobleme im Spätkapitalismus, 1973, 195 S., ISBN 3-518-10623-6.
- 0624 – Schlaffer, Heinz: Der Bürger als Held – sozialgeschichtliche Auflösungen literarischer Widersprüche, 1973, 156 S., ISBN 3-518-00624-X.
- 0625 – Braunmühl, Claudia von: Kalter Krieg und friedliche Koexistenz – die Außenpolitik der SPD in der Großen Koalition, 1973, 160 S., ISBN 3-518-00625-8.
- 0626 – Preuß, Ulrich K.: Legalität und Pluralismus – Beiträge zum Verfassungsrecht der Bundesrepublik Deutschland, 1973, 185 S., ISBN 3-518-00626-6.
- 0627 – Neumann-Schönwetter, Marina: Psychosexuelle Entwicklung und Schizophrenie – zur Theorie familialer Sozialisation in der bürgerlichen Gesellschaft, 1973, 234 S., ISBN 3-518-00627-4.
- 0628 – Winckler, Lutz: Kulturwarenproduktion – Aufsätze zur Literatur- und Sprachsoziologie, 1973, 158 S., ISBN 3-518-00628-2.
- 0629 – Struck, Karin: Klassenliebe – Roman, 1973, 280 S., ISBN 3-518-00629-0.
- 0630 – Sohn-Rethel, Alfred: Ökonomie und Klassenstruktur des deutschen Faschismus – Aufzeichnungen und Analysen, 1973, 209 S., ISBN 3-518-00630-4.
- 0631 – Tibi, Bassam: Militär und Sozialismus in der Dritten Welt – allgemeine Theorien und Regionalstudien über arabische Länder, 1973, 346 S., ISBN 3-518-00631-2.
- 0632 – Eberle, Friedrich (Hrsg.): Zur methodischen Bedeutung des 3. Bandes des „Kapital“, 1973, 388 S., ISBN 3-518-00632-0.
- 0633 – Holt, Dirk von: Zur Wertformanalyse, 1974, 213 S., ISBN 3-518-00633-9.
- 0634 – Hauptmann, Gerhart: Biberpelz und Roter Hahn. In der Bearbeitung Bertolt Brechts und des Berliner Ensembles, 1993, 99 S., ISBN 3-518-10634-1.
- 0635 – Jendryschik, Manfred: Frost und Feuer, ein Protokoll – und andere Erzählungen, 1973, 127 S., ISBN 3-518-00635-5.
- 0636 – Baran, Paul A.; Sweezy, Paul Marlor: Monopolkapital – ein Essay über die amerikanische Wirtschafts- und Gesellschaftsordnung, 1973, 414 S., ISBN 3-518-00636-3.
- 0637 – Schwarzer, Alice (Hrsg.): Frauenarbeit, Frauenbefreiung – Praxis-Beispiele und Analysen, 1973, 187 S., ISBN 3-518-00637-1.
- 0638 – Brake, Klaus (Hrsg.): Architektur und Kapitalverwertung – Veränderungstendenzen in Beruf und Ausbildung von Architekten in der BRD, 1973, 254 S., ISBN 3-518-00638-X.
- 0639 – Negt, Oskar; Kluge, Alexander: Öffentlichkeit und Erfahrung – zur Organisationsanalyse von bürgerlicher und proletarischer Öffentlichkeit, 1972, 489 S., ISBN 3-518-00639-8.
- 0640 – Hennicke, Peter (Hrsg.): Probleme des Sozialismus und der Übergangsgesellschaften, 1973, 434 S., ISBN 3-518-00640-1.
- 0641 – Haavikko, Paavo: Gedichte, aus dem Finn. von Manfred Peter Hein, 1973, 119 S., ISBN 3-518-00641-X.
- 0642 – Walser, Martin: Wie und wovon handelt Literatur – Aufsätze und Reden, 1973, 145 S., ISBN 3-518-00642-8.
- 0643 – Döhner, Otto (Hrsg.): Arzt und Patient in der Industriegesellschaft, 1973, 150 S., ISBN 3-518-00643-6.
- 0644 – Tiedemann, Rolf: Studien zur Philosophie Walter Benjamins, 1973, 188 S., ISBN 3-518-00644-4.
- 0645 – Bock, Hans Manfred: Geschichte des linken Radikalismus in Deutschland – ein Versuch, 1976, 369 S., ISBN 3-518-00645-2.
- 0646 – Schmitt, Hans-Jürgen (Hrsg.): Die Expressionismusdebatte – Materialien zu einem marxististischen Realismuskonzeption, 1973, 337 S., ISBN 3-518-00646-0.
- 0647 – Mayer, Hans (Hrsg.): Über Peter Huchel, 1973, 247 S., ISBN 3-518-00647-9.
- 0648 – Muck, Mario (Hrsg.): Information über Psychoanalyse – therapeutische, theoretische und interdisziplinäre Aspekte, 1974, 179 S., ISBN 3-518-00648-7.
- 0649 – Damus, Renate: Entscheidungsstrukturen und Funktionsprobleme in der DDR-Wirtschaft, 1973, 231 S., ISBN 3-518-00649-5.
- 0650 – Wehler, Hans-Ulrich: Geschichte als historische Sozialwissenschaft, 1973, 122 S., ISBN 3-518-00650-9.
- 0651 – Heister, Hanns-Werner (Hrsg.): Segmente der Unterhaltungsindustrie, 1974, 299 S., Ill., ISBN 3-518-00651-7.
- 0652 – Senghaas, Dieter (Hrsg.): Peripherer Kapitalismus – Analysen über Abhängigkeit und Unterentwicklung, 1974, 391 S., ISBN 3-518-00652-5.
- 0653 – Wendt, Ernst (Hrsg.): Materialien zu Max Frischs „Andorra“, 1978, 314 S., ISBN 3-518-10653-8.
- 0654 – Lorenz, Richard: Sozialgeschichte der Sowjetunion, 1976, 381 S., ISBN 3-518-00654-1.
- 0655 – Basaglia, Franco (Hrsg.): Die negierte Institution oder die Gemeinschaft der Ausgeschlossenen – ein Experiment, 1973, 380 S., Ill., ISBN 3-518-00655-X.
- 0656 – Kühn, Dieter: Ausflüge im Fesselballon – Roman; Neufassung, 1977, 138 S., ISBN 3-518-00656-8.
- 0657 – Haug, Wolfgang Fritz (Hrsg.): Warenästhetik – Beiträge zur Diskussion, Weiterentwicklung und Vermittlung ihrer Kritik, 1975, 319 S., ISBN 3-518-00657-6.
- 0658 – Böckelmann, Frank: Theorie der Massenkommunikation – das System hergestellter Öffentlichkeit, Wirkungsforschung und gesellschaftliche Kommunikationsverhältnisse, 1975, 310 S., ISBN 3-518-00658-4.
- 0659 – Kipphardt, Heinar: Stücke 1, 1973, 357 S., ISBN 3-518-00659-2.
- 0660 – Oertzen, Peter von: Die soziale Funktion des staatsrechtlichen Positivismus, 1974, 356 S., ISBN 3-518-00660-6.
- 0661 – Wulf, Christoph (Hrsg.): Kritische Friedenserziehung, 1973, 472 S., ISBN 3-518-00661-4.
- 0662 – Hennig, Eike: Thesen zur deutschen Sozial- und Wirtschaftsgeschichte 1933 bis 1938, 1973, 263 S., ISBN 3-518-00662-2.
- 0663 – Hortleder, Gerd: Ingenieure in der Industriegesellschaft – zur Soziologie der Technik und der naturwissenschaftlich-technischen Intelligenz, 1973, 190 S., ISBN 3-518-00663-0.
- 0664 – Setzer, Hans: Wahlsystem und Parteienentwicklung in England – Wege zur Demokratisierung der Institutionen 1832 bis 1948, 1973, 279 S., ISBN 3-518-00664-9.
- 0665 – Kluge, Alexander: Lernprozesse mit tödlichem Ausgang, 1973, 365 S., Ill., ISBN 3-518-00665-7.
- 0666 – Deleuze, Gilles; Parnet, Claire: Dialoge, 1980, 159 S., ISBN 3-518-10666-X.
- 0667
- 0668 – Sanders, Hans: Institution Literatur und Roman – zur Rekonstruktion der Literatursoziologie, 1981, 236 S., ISBN 3-518-10668-6.
- 0669
- 0670 – Bulthaup, Peter: Zur gesellschaftlichen Funktion der Naturwissenschaften, 1973, 138 S., ISBN 3-518-00670-3.
- 0671 – Krischke, Traugott (Hrsg.): Materialien zu Ödön von Horváths Glaube, Liebe, Hoffnung, 1973, 320 S., Ill., ISBN 3-518-00671-1.
- 0672 – Brackert, Helmut; Raitz, Walter (Hrsg.): Reform des Literaturunterrichts – eine Zwischenbilanz, 1974, 267 S., ISBN 3-518-00672-X.
- 0673 – Uspenskij, Boris A.: Poetik der Komposition – Struktur des künstlerischen Textes und Typologie der Kompositionsform, 1975, 218 S., ISBN 3-518-00673-8
- 0674 – Ebbighausen, Rolf (Hrsg.): Monopol und Staat – zur Marx-Rezeption in der Theorie des staatsmonopolistischen Kapitalismus, 1974, 359 S., ISBN 3-518-00674-6.
- 0675 – Becker, Egon (Hrsg.): Projektarbeit als Lernprozeß, 1974, 439 S., ISBN 3-518-00675-4.
- 0676 – Lichtheim, George: Das Konzept der Ideologie, 1973, 143 S., ISBN 3-518-00676-2.
- 0677 – Kipphardt, Heinar: Stücke 2, 1974, 327 S., ISBN 3-518-00677-0.
- 0678 – Goffman, Erving: Asyle – über die soziale Situation psychiatrischer Patienten und anderer Insassen, 1973, 366 S., ISBN 3-518-00678-9.
- 0679 – Prokop, Dieter: Massenkultur und Spontaneität – zur veränderten Warenform der Massenkommunikation im Spätkapitalismus; Aufsätze, 1974, 224 S., ISBN 3-518-00679-7.
- 0680 – Emenlauer, Rainer (Hrsg.): Die Kommune in der Staatsorganisation, 1974, 140 S., ISBN 3-518-00680-0.
- 0681,1 – Du Bois-Reymond, Manuela; Söll, Burkhardt: Neuköllner Schulbuch – Band 1, 1974, 326 S.
- 0681,2 – Du Bois-Reymond, Manuela; Söll, Burkhardt: Neuköllner Schulbuch – Band 2, 1974, 328 S.
- 0682 – Hoffmann-Axthelm, Dieter: Theorie der künstlerischen Arbeit – eine Untersuchung anhand der Lage der bildenden Kunst in den kapitalistischen Ländern, 1974, 193 S., ISBN 3-518-00682-7.
- 0683 – Kühn, Dieter: Unternehmen Rammbock – Planspielstudie zur Wirkung gesellschaftskritischer Literatur, 1974, 199 S., ISBN 3-518-00683-5.
- 0684 – Metzger, Heinz-Klaus: Musik wozu – Literatur zu Noten, 1980, 307 S., ISBN 3-518-10684-8.
- 0685 – Frerichs, Johann; Kraiker, Gerhard: Konstitutionsbedingungen des bürgerlichen Staates und der sozialen Revolution bei Marx und Engels – eine Einführung, 1975, 137 S., ISBN 3-518-00685-1.
- 0686 – Ricker-Abderhalden, Judith (Hrsg.): Über Adolf Muschg, 1979, 356 S., ISBN 3-518-10686-4.
- 0687 – Rossanda, Rossana: Über die Dialektik von Kontinuität und Bruch – zur Kritik revolutionärer Erfahrungen – Italien, Frankreich, Sowjetunion, Polen, China, Chile, 1975, 305 S., ISBN 3-518-00687-8.
- 0688 – Liberman, Evsej G.: Methoden der Wirtschaftslenkung im Sozialismus – ein Versuch über die Stimulierung der gesellschaftlichen Produktion, 1974, 201 S., ISBN 3-518-00688-6.
- 0689 – Walser, Martin: Die Gallistl’sche Krankheit – Roman, 1974, 127 S., ISBN 3-518-00689-4.
- 0690
- 0691 – Brecht, Bertolt: Über die bildenden Künste, 1983, 270 S., Ill., ISBN 3-518-10691-0.
- 0692 – Gesellschaft 13, 1979, 306 S., ISBN 3-518-10692-9.
- 0693
- 0694 – Hartmann, Klaus L. (Hrsg.): Schule und Staat im 18. und 19. Jahrhundert – zur Sozialgeschichte der Schule in Deutschland, 1974, 385 S., ISBN 3-518-00694-0.
- 0695 – Gesellschaft 1, 1974, 246 S., ISBN 3-518-00695-9.
- 0696 – Enzensberger, Hans Magnus: Palaver – politische Überlegungen (1967–1973), 1974, 231 S., ISBN 3-518-00696-7.
- 0697 – Chasseguet-Smirgel, Janine (Hrsg.): Psychoanalyse der weiblichen Sexualität, 1974, 291 S., ISBN 3-518-00697-5.
- 0698 – Goldscheid, Rudolf; Schumpeter, Joseph: Die Finanzkrise des Steuerstaats – Beiträge zur politischen Ökonomie der Staatsfinanzen, 1976, 380 S., ISBN 3-518-00698-3.
- 0699 – Lempert, Wolfgang: Berufliche Bildung als Beitrag zur gesellschaftlichen Demokratisierung – Vorstudien für eine politisch reflektierte Berufspädagogik, 1974, 321 S., ISBN 3-518-00699-1.
- 0700 – Weiss, Peter: Gesang vom Lusitanischen Popanz – mit Materialien, 1974, 121 S., Ill., ISBN 3-518-00700-9.
- 0701 – Schmitt, Hans-Jürgen; Schramm, Godehard (Hrsg.): Sozialistische Realismuskonzeptionen – Dokumente zum 1. Allunionskongress der Sowjetschriftsteller, 1974, 440 S., ISBN 3-518-00701-7.
- 0702 – Napoleoni, Claudio: Ricardo und Marx – Studien über soziale Bedeutung und formale Probleme wirtschaftswissenschaftlicher Theoriebildung, 1974, 237 S., ISBN 3-518-00702-5.
- 0703 – Rolshausen, Claus: Wissenschaft und gesellschaftliche Reproduktion, 1975, 179 S., ISBN 3-518-00703-3.
- 0704 – Hirsch, Joachim: Staatsapparat und Reproduktion des Kapitals, 1974, 387 S., ISBN 3-518-00704-1.
- 0705 – Schöning, Klaus (Hrsg.): Neues Hörspiel O-Ton – der Konsument als Produzent; Versuche; Arbeitsberichte, 1974, 325 S., ISBN 3-518-00705-X.
- 0706 – Frank, André Gunder: Abhängige Akkumulation und Unterentwicklung, 1980, 242 S., ISBN 3-518-10706-2.
- 0707 – Kroetz, Franz Xaver: Oberösterreich, 1972, 303 S., ISBN 3-518-00707-6.
- 0708 – Basaglia, Franco (Hrsg.): Was ist Psychiatrie?, 1974, 259 S., ISBN 3-518-00708-4.
- 0709 – Spiegel, Yorick (Hrsg.): Kirche und Klassenbindung – Studien zur Situation der Kirchen in der Bundesrepublik Deutschland, 1974, 362 S., ISBN 3-518-00709-2.
- 0710 – Pozzoli, Claudio (Hrsg.): Rosa Luxemburg oder Die Bestimmung des Sozialismus, 1974, 278 S., ISBN 3-518-00710-6.
- 0711 – Rocker, Rudolf: Aus den Memoiren eines deutschen Anarchisten, 1974, 400 S., ISBN 3-518-00711-4.
- 0712 – Berger, Hartwig: Untersuchungsmethode und soziale Wirklichkeit – eine Kritik an Interview und Einstellungsmessung in der Sozialforschung, 1974, 206 S., ISBN 3-518-00712-2.
- 0713 – Laube, Horst (Hrsg.): Werkbuch über Tankred Dorst, 1974, 220 S., Ill., ISBN 3-518-00713-0.
- 0714 – Alff, Wilhelm: Materialien zum Kontinuitätsproblem der deutschen Geschichte, 1976, 175 S., ISBN 3-518-00714-9.
- 0715 – Prüß, Karsten: Kernforschungspolitik in der Bundesrepublik Deutschland – Projekt Wissenschaftsplanung, 1974, 374 S., ISBN 3-518-00715-7.
- 0716 – Kreiler, Kurt (Hrsg.): Innen-Welt – Verständigungstexte Gefangener, 1974, 375 S., ISBN 3-518-10716-X.
- 0717 – Müller-Schwefe, Hans-Ulrich (Hrsg.): Männersachen – Verständigungstexte, 1979, 213 S., ISBN 3-518-10717-8.
- 0718 – Hoffmann, Hilmar (Hrsg.): Perspektiven der kommunalen Kulturpolitik, 1974, 461 S., ISBN 3-518-00718-1.
- 0719 – Michels, Peter M.: Bericht über den politischen Widerstand in den USA, 1974, 185 S., ISBN 3-518-00719-X.
- 0720 – Basso, Lelio: Gesellschaftsformation und Staatsform – drei Aufsätze, 1975, 196 S., ISBN 3-518-00720-3.
- 0721 – Hinck, Walter (Hrsg.): Geschichte im Gedicht – Texte und Interpretationen; Protestlied, Bänkelsang, Ballade, Chronik, 1979, 307 S., ISBN 3-518-10721-6.
- 0722 – Becker, Jürgen: Umgebungen, 1974, 167 S., ISBN 3-518-00722-X.
- 0723 – Mattick, Paul; Sohn-Rethel, Alfred; Haasis, Hellmut G.: Beiträge zur Kritik des Geldes, 1976, 274 S., ISBN 3-518-00723-8.
- 0724 – Massing, Otwin: Politische Soziologie – Paradigmata einer kritischen Politikwissenschaft, 1974, 191 S., ISBN 3-518-00724-6.
- 0725 – Oehler, Dolf: Pariser Bilder, Teil 1 (1830–1848) – antibourgeoise Ästhetik bei Baudelaire, Daumier und Heine, 1979, 300 S., ISBN 3-518-10725-9.
- 0726 – Bloch, Ernst: Ästhetik des Vor-Scheins, Teil 1, 1974, 326 S., ISBN 3-518-00726-2.
- 0727 – Bürger, Peter: Theorie der Avantgarde, 1974, 145 S., Ill., ISBN 3-518-00727-0.
- 0728 – Parker, Beulah: Meine Sprache bin ich – Modell einer Psychotherapie, 1974, 377 S., ISBN 3-518-00728-9.
- 0729 – Rottleuthner, Hubert (Hrsg.): Probleme der marxistischen Rechtstheorie, 1975, 514 S., ISBN 3-518-00729-7.
- 0730 – Dallemagne, Jean-Luc: Die Grenzen der Wirtschaftspolitik, 1975, 140 S., ISBN 3-518-00730-0.
- 0731 – Gesellschaft 2, 1975, 307 S., ISBN 3-518-00731-9.
- 0732 – Bloch, Ernst: Ästhetik des Vor-Scheins, Teil 2, 1974, 294 S., ISBN 3-518-00732-7.
- 0733 – Kluge, Alexander: Gelegenheitsarbeit einer Sklavin – zur realistischen Methode, 1975, 250 S., ISBN 3-518-00733-5.
- 0734 – Lefebvre, Henri: Metaphilosophie, Prolegomena, 1975, 368 S., ISBN 3-518-00734-3.
- 0735 – Mattick, Paul: Spontaneität und Organisation – vier Versuche über praktische und theoretische Probleme der Arbeiterbewegung, 1975, 126 S., ISBN 3-518-00735-1.
- 0736 – Chomsky, Noam: Aus Staatsraison, 1974, 155 S., ISBN 3-518-00736-X.
- 0737 – Althusser, Louis: Für Marx, 1974, 216 S., ISBN 3-518-00737-8.
- 0738 – Spazier, Dieter; Bopp, Jörg: Grenzübergänge – Psychotherapie als kollektive Praxis, 1975, 355 S., ISBN 3-518-00738-6.
- 0739 – Gesellschaft 3, 1975, 234 S., ISBN 3-518-00739-4.
- 0740 – Brecht, Bertolt: Das Verhör des Lukullus – Hörspiel, 1974, 61 S., ISBN 3-518-10740-2.
- 0741 – Busch, Klaus: Die multinationalen Konzerne – zur Analyse der Weltmarktbewegung des Kapitals, 1975, 381 S., ISBN 3-518-00741-6.
- 0742 – Mittelstraß, Jürgen (Hrsg.): Methodologische Probleme einer normativ-kritischen Gesellschaftstheorie, 1975, 264 S., ISBN 3-518-00742-4.
- 0743 – Honegger, Claudia (Hrsg.): Die Hexen der Neuzeit – Studien zur Sozialgeschichte eines kulturellen Deutungsmusters, 1978, 393 S., Ill., ISBN 3-518-10743-7.
- 0744 – Lenhardt, Gero: Berufliche Weiterbildung und Arbeitsteilung in der Industrieproduktion, 1974, 220 S., ISBN 3-518-00744-0.
- 0745 – Brede, Helmut ; Kohaupt, Bernhard ; Kujath, Hans Joachim: Ökonomische und politische Determinanten der Wohnungsversorgung, 1975, 114 S., ISBN 3-518-00745-9.
- 0746 – Ritter-Röhr, Dorothea (Hrsg.): Der Arzt, sein Patient und die Gesellschaft, 1975, 209 S., ISBN 3-518-00746-7.
- 0747 – Heinsohn, Gunnar; Knieper, Rolf: Theorie des Familienrechts – Geschlechtsrollenaufhebung, Kindervernachlässigung, Geburtenrückgang, 1974, 245 S., ISBN 3-518-00747-5.
- 0748 – Friedensanalysen – für Theorie und Praxis 10, Schwerpunkt: Bildungsarbeit, 1979, 228 S., ISBN 3-518-10748-8.
- 0749 – Zur Lippe, Rudolf: Bürgerliche Subjektivität – Autonomie als Selbstzerstörung, 1975, 270 S., ISBN 3-518-00749-1.
- 0750
- 0751 – Steinweg, Reiner (Hrsg.): Brechts Modell der Lehrstücke – Zeugnisse, Diskussion, Erfahrungen, 1976, 511 S., ISBN 3-518-00751-3.
- 0752 – Bosse, Hans: Verwaltete Unterentwicklung – Funktionen und Verwertung der Bildungsforschung in der staatlichen Entwicklungspolitik, 1978, 260 S., ISBN 3-518-10752-6.
- 0753 – Kroetz, Franz Xaver: Mensch Meier – 3 neue Stücke, 1979, 201 S., ISBN 3-518-10753-4.
- 0754 – Ritsert, Jürgen (Hrsg.): Zur Wissenschaftslogik einer kritischen Soziologie, 1976, 345 S., ISBN 3-518-00754-8.
- 0755 – Friedensanalysen – für Theorie und Praxis 9, Schwerpunkt: Entspannungspolitik, 1979, 222 S., ISBN 3-518-10755-0.
- 0756 – Schlaffer, Hannelore; Schlaffer, Heinz: Studien zum ästhetischen Historismus, 1975, 172 S., ISBN 3-518-00756-4.
- 0757
- 0758 – Brecht-Jahrbuch 1974, 1975, 183 S., ISBN 3-518-00758-0.
- 0759 – Enzensberger, Hans Magnus (Hrsg.): Der Weg ins Freie – fünf Lebensläufe, 1975, 115 S., ISBN 3-518-00759-9.
- 0760 – Boer, Lodewijk de: The family – ein Familienglück für jedermann in vier Folgen, 1975, 213 S., Ill., ISBN 3-518-00760-2.
- 0761 – Offe, Claus: Berufsbildungsreform – eine Fallstudie über Reformpolitik, 1975, 327 S., ISBN 3-518-00761-0.
- 0762 – Kropotkin, Pëtr Alekseevič: Ideale und Wirklichkeit in der russischen Literatur, 1975, 367 S., ISBN 3-518-00762-9.
- 0763 – Bredekamp, Horst: Kunst als Medium sozialer Konflikte – Bilderkämpfe von der Spätantike bis zur Hussitenrevolution, 1975, 405 S., Ill., ISBN 3-518-00763-7.
- 0764 – Gesellschaft 4, 1975, 209 S., ISBN 3-518-00764-5.
- 0765 – Dobb, Maurice: Wert- und Verteilungstheorien seit Adam Smith – eine nationalökonomische Dogmengeschichte, 1977, 321 S., ISBN 3-518-10765-8.
- 0766 – Piechotta, Hans Joachim (Hrsg.): Reise und Utopie – zur Literatur der Spätaufklärung, 1976, 300 S., ISBN 3-518-00766-1.
- 0767 – Piton, Monique: Anders leben – Chronik eines Arbeitskampfes – Lip, Besançon, 1976, 323 S., ISBN 3-518-00767-X.
- 0768 – Guattari, Félix: Psychotherapie, Politik und die Aufgaben der institutionellen Analyse, 1976, 165 S., ISBN 3-518-00768-8.
- 0769 – Jahoda, Marie; Lazarsfeld, Paul Felix; Zeisel, Hans: Die Arbeitslosen von Marienthal – über die Wirkungen langandauernder Arbeitslosigkeit, 1975, 147 S., ISBN 3-518-00769-6 .
- 0770 – Marcuse, Herbert: Zeit-Messungen – 3 Vorträge und ein Interview, 1975, 68 S., ISBN 3-518-00770-X.
- 0771 – Hecht, Werner (Hrsg.): Brecht im Gespräch – Diskussionen, Dialoge, Interviews, 1975, 210 S., ISBN 3-518-00771-8.
- 0772 – Adorno, Theodor W.: Gesellschaftstheorie und Kulturkritik, 1975, 178 S., ISBN 3-518-10772-0.
- 0773 – Eisner, Kurt: Sozialismus als Aktion – ausgewählte Aufsätze und Reden, 1975, 152 S., ISBN 3-518-00773-4.
- 0774 – Grimm, Reinhold: Brecht und Nietzsche oder Geständnisse eines Dichters – 5 Essays und ein Bruchstück, 1979, 246 S., ISBN 3-518-10774-7.
- 0775 – Rammstedt, Otthein (Hrsg.): Gewaltverhältnisse und die Ohnmacht der Kritik, 1974, 253 S., ISBN 3-518-00775-0.
- 0776 – Reichert, Klaus (Hrsg.): Materialien zu James Joyces „Ein Porträt des Künstlers als junger Mann“, 1975, 428 S., Ill., ISBN 3-518-00776-9.
- 0777 – Hofmann, Werner (Hrsg.): Caspar David Friedrich und die deutsche Nachwelt – Aspekte zum Verhältnis von Mensch und Natur in der bürgerlichen Gesellschaft, 1974, 104 S., Ill., ISBN 3-518-00777-7.
- 0778 – Fritzsche, Klaus: Politische Romantik und Gegenrevolution – Fluchtwege in der Krise der bürgerlichen Gesellschaft – das Beispiel des „Tat“-Kreises, 1976, 436 S., ISBN 3-518-00779-3.
- 0779 – Hohendahl, Peter Uwe (Hrsg.): Literatur und Literaturtheorie in der DDR, 1976, 355 S., ISBN 3-518-00779-3.
- 0780 – Sraffa, Piero: Warenproduktion mittels Waren – Einleitung zu einer Kritik der ökonomischen Theorie, 1976, 225 S., ISBN 3-518-00780-7.
- 0781
- 0782 – Brackert, Helmut: Bauernkrieg und Literatur, 1975, 213 S., Ill., ISBN 3-518-00782-3.
- 0783
- 0784 – Friedensanalysen – für Theorie und Praxis 1, Schwerpunkt: Feindbilder, 1975, 212 S., ISBN 3-518-00784-X.
- 0785
- 0786
- 0787 – Gesellschaft 5, 1975, 280 S., ISBN 3-518-00787-4.
- 0788 – Brecht, Bertolt: Stücke – Bearbeitungen 1, 1984, 276 S., ISBN 3-518-10788-7.
- 0789 – Brecht, Bertolt: Stücke – Bearbeitungen 2, 1984, 227 S., ISBN 3-518-10789-5.
- 0790 – Heinemann, Gustav Walter: Präsidiale Reden, 1975, 262 S., ISBN 3-518-00790-4.
- 0791 – Klöckner, Beate: Anna oder leben heißt streben, 1975, 68 S., ISBN 3-518-00791-2.
- 0792 – Malkowski, Rainer: Was für ein Morgen – Gedichte, 1975, 81 S., ISBN 3-518-00792-0.
- 0793 – Hermand, Jost (Hrsg.): Von deutscher Republik – 1775–1795; Texte radikaler Demokraten, 1975, 411 S., ISBN 3-518-00793-9.
- 0794 – Döbert, Rainer; Nunner-Winkler, Gertrud: Adoleszenzkrise und Identitätsbildung – Jugendalter in modernen Gesellschaften, 1975, 202 S., ISBN 3-518-00794-7.
- 0795 – Kühn, Dieter: Goldberg-Variationen – Hörspieltexte mit Materialien, 1976, 157 S., ISBN 3-518-00795-5.
- 0796 – Zima, Peter V. (Hrsg.): Textsemiotik als Ideologiekritik, 1977, 312 S., ISBN 3-518-10796-8.
- 0797 – Brecht-Jahrbuch 1975, 1975, 191 S., ISBN 3-518-00797-1.
- 0798 – Traub, Rainer (Hrsg.): Gespräche mit Ernst Bloch, 1975, 326 S., ISBN 3-518-00798-X.
- 0799 – Braun, Volker: Es genügt nicht die einfache Wahrheit – Notate, 1975, 149 S., ISBN 3-518-00799-8.
- 0800 – Krader, Lawrence (Hrsg.): Karl Marx, die ethnologischen Exzerpthefte, 1976, 519 S., ISBN 3-518-00800-5.
- 0801 – Brus, Włodzimierz: Sozialisierung und politisches System, 1975, 245 S., ISBN 3-518-00801-3.
- 0802 – Gröll, Johannes: Erziehung im gesellschaftlichen Reproduktionsprozeß – Vorüberlegungen zur Erziehungstheorie in praktischer Absicht, 1975, 142 S., ISBN 3-518-00802-1.
- 0803 – Fassbinder, Rainer Werner: Stücke 3 – Die bitteren Tränen der Petra von Kant – Das brennende Dorf (nach Lope de Vega) – Der Müll, die Stadt und der Tod, 1976, 127 S., ISBN 3-518-00803-X.
- 0804 – Lyon, James K.: Bertolt Brecht und Rudyard Kipling, 1976, 154 S., ISBN 3-518-00804-8.
- 0805 – Heller, Ágnes: Das Alltagsleben – Versuch einer Erklärung der individuellen Reproduktion, 1978, 325 S., ISBN 3-518-10805-0.
- 0806 – Gesellschaft 6, 1976, 301 S., ISBN 3-518-00806-4.
- 0807 – Deleuze, Gilles; Guattari, Félix: Kafka – für eine kleine Literatur, 1976, 133 S., ISBN 3-518-00807-2.
- 0808 – Prokop, Ulrike: Weiblicher Lebenszusammenhang – von der Beschränktheit der Strategien und der Unangemessenheit der Wünsche, 1976, 245 S., ISBN 3-518-00808-0.
- 0809 – Heinsohn, Gunnar; Knieper, Barbara M. C.: Theorie des Kindergartens und der Spielpädagogik, 1975, 219 S., ISBN 3-518-00809-9.
- 0810 – Cogoy, Mario: Wertstruktur und Preisstruktur – die Bedeutung der linearen Produktionstheorie für die Kritik der politischen Ökonomie, 1977, 172 S., ISBN 3-518-10810-7.
- 0811 – Wolf, Ror: Auf der Suche nach Doktor Q. – Hörspiel-Trilogie, 1976, 158 S., ISBN 3-518-00811-0.
- 0812 – Negt, Oskar: Keine Demokratie ohne Sozialismus – über den Zusammenhang von Politik, Geschichte und Moral, 1976, 493 S., ISBN 3-518-00812-9.
- 0813 – Bachrach, Peter ; Baratz, Morton S.: Macht und Armut – eine theoretisch-empirische Untersuchung, 1977, 264 S., ISBN 3-518-10813-1.
- 0814 – Honegger, Claudia (Hrsg.): Schrift und Materie der Geschichte – Vorschläge zur systematischen Aneignung historischer Prozesse, 1977, 450 S., Ill., ISBN 3-518-00814-5.
- 0815 – Rüpke, Giselher: Schwangerschaftsabbruch und Grundgesetz – eine Antwort auf das in der Entscheidung des Bundesverfassungsgerichts vom 25.2.1975 ungelöste Verfassungsproblem, 1975, 204 S., ISBN 3-518-00815-3.
- 0816 – Zoll, Rainer: Der Doppelcharakter der Gewerkschaften – zur Aktualität der Marxschen Gewerkschaftstheorie, 1976, 198 S., ISBN 3-518-00816-1.
- 0817 – Brecht, Bertolt: Das Badener Lehrstück vom Einverständnis – Die Rundköpfe und die Spitzköpfe – Die Ausnahme und die Regel; drei Lehrstücke, 1975, 201 S., ISBN 3-518-00817-X.
- 0818 – Landauer, Gustav: Erkenntnis und Befreiung – ausgewählte Reden und Aufsätze, 1976, 106 S., ISBN 3-518-00818-8.
- 0819 – Kluge, Alexander: Neue Geschichten – Hefte 1–18; Unheimlichkeit der Zeit, 1977, 617 S., ISBN 3-518-10819-0.
- 0820 – Abendroth, Wolfgang: Ein Leben in der Arbeiterbewegung – Gespräche, 1976, 287 S., ISBN 3-518-00820-X.
- 0821 – Kirchheimer, Otto: Von der Weimarer Republik zum Faschismus – die Auflösung der demokratischen Rechtsordnung, 1976, 255 S., ISBN 3-518-00821-8.
- 0822 – Mehdi, Tohidipur (Hrsg.): Verfassung, Verfassungsgerichtsbarkeit, Politik – zur verfassungsrechtlichen und politischen Stellung und Funktion des Bundesverfassungsgerichts, 1976, 291 S., ISBN 3-518-00822-6.
- 0823 – Rossanda, Rossana (Hrsg.): Der lange Marsch durch die Krise, 1976, 295 S., ISBN 3-518-00823-4.
- 0824 – Pozzoli, Claudio (Hrsg.): Rahmenbedingungen und Schranken staatlichen Handelns – zehn Thesen, 1976, 154 S., ISBN 3-518-00824-2.
- 0825 – Lüdke, Martin W. (Hrsg.): Theorie der Avantgarde – Antworten auf Peter Bürgers Bestimmung von Kunst und bürgerlicher Gesellschaft, 1976, 321 S., Ill., ISBN 3-518-00825-0.
- 0826 – Fischer-Seidel, Therese (Hrsg.): James Joyces „Ulysses“ – neuere deutsche Aufsätze, 1977, 376 S., ISBN 3-518-00826-9.
- 0827 – Gesellschaft 7, 1976, 258 S., ISBN 3-518-00827-7.
- 0828 – Knieper, Rolf: Weltmarkt, Wirtschaftsrecht und Nationalstaat, 1976, 346 S., ISBN 3-518-00828-5.
- 0829 – Müller, Michael: Die Verdrängung des Ornaments – zum Verhältnis von Architektur und Lebenspraxis, 1977, 318 S., Ill., ISBN 3-518-10829-8.
- 0830 – Du Bois-Reymond, Manuela: Verkehrsformen zwischen Elternhaus und Schule, 1977, 296 S., ISBN 3-518-00830-7.
- 0831 – Lefebvre, Henri: Einführung in die Modernität – zwölf Präludien, 1978, 384 S., ISBN 3-518-10831-X.
- 0832 – Claas, Herbert: Die politische Ästhetik Bertolt Brechts – vom Baal zum Caesar, 1977, 269 S., ISBN 3-518-00832-3.
- 0833 – Weiss, Peter: Stücke 1, 1976, 435 S., ISBN 3-518-10833-6.
- 0834 – Friedensanalysen – für Theorie und Praxis 2, Schwerpunkt: Rüstung, 1976. 212 S., ISBN 3-518-10834-4.
- 0835 – Brecht, Bertolt: Gesammelte Gedichte, Band 1, 1976, 422 S., ISBN 3-518-00835-8.
- 0836 – Brecht, Bertolt: Gesammelte Gedichte, Band 2, 1976, S. 426–822, ISBN 3-518-00836-6.
- 0837 – Brecht, Bertolt: Gesammelte Gedichte, Band 3, 1976, S. 826–1082, ISBN 3-518-00837-4.
- 0838 – Brecht, Bertolt: Gesammelte Gedichte, Band 4, 1976, S. 1085–1274 + 117 S., ISBN 3-518-00838-2.
- 0839 – Róheim, Géza: Psychoanalyse und Anthropologie – drei Studien über die Kultur und das Unbewußte, 1977, 315 S., ISBN 3-518-00839-0.
- 0840 – Becker, Gabriele (Hrsg.): Aus der Zeit der Verzweiflung – zur Genese und Aktualität des Hexenbildes, 1977, 452 S., Ill., ISBN 3-518-10840-9.
- 0841 – Cardoso, Fernando Henrique; Faletto, Enzo: Abhängigkeit und Entwicklung in Lateinamerika, 1976, 226 S., ISBN 3-518-00841-2.
- 0842 – Gercen, Aleksandr I.: Die gescheiterte Revolution – Denkwürdigkeiten aus dem 19. Jahrhundert, 1977, 438 S., ISBN 3-518-00842-0.
- 0843
- 0844 – Rammstedt, Otthein: Soziale Bewegung, 1978, 216 S., ISBN 3-518-10844-1.
- 0845 – Wolf, Ror: Die Gefährlichkeit der grossen Ebene, 1976, 170 S., Ill., ISBN 3-518-00845-5.
- 0846
- 0847 – Friedensanalysen – für Theorie und Praxis 3, Schwerpunkt: Unterentwicklung, 1976, 203 S., ISBN 3-518-10847-6.
- 0848 – Wellershoff, Dieter: Die Auflösung des Kunstbegriffs, 1976, 141 S., ISBN 3-518-00848-X.
- 0849 – Hübner, Alfred: Samuel Beckett, „Glückliche Tage“ – Probenprotokoll der Inszenierung von Samuel Beckett in der „Werkstatt“ des Berliner Schiller-Theaters, 1976, 126 S., Ill., ISBN 3-518-00849-8.
- 0850 – Bernstein, Basil: Beiträge zu einer Theorie des pädagogischen Prozesses, 1977, 270 S., ISBN 3-518-00850-1.
- 0851 – Hobsbawm, Eric J.; Napolitano, Giorgio: Auf dem Weg zum historischen Kompromiss – ein Gespräch über Entwicklung und Programmatik der KPI, 1977, 150 S., ISBN 3-518-00851-X.
- 0852 – Schmitz, Walter (Hrsg.): Über Max Frisch II, 1976, 567 S., ISBN 3-518-00852-8.
- 0853 – Brecht-Jahrbuch 1976, 1976, 225 S., ISBN 3-518-00853-6.
- 0854 – Fučík, Julius: Reportage, unter dem Strang geschrieben, 1976, 125 S., ISBN 3-518-00854-4.
- 0855 – Friedensanalysen – für Theorie und Praxis 11, Schwerpunkt: Kampf um die Weltmeere, 1980, 225 S., ISBN 3-518-10855-7.
- 0856 – Senghaas, Dieter: Weltwirtschaftsordnung und Entwicklungspolitik – Plädoyer für Dissoziation, 1977, 357 S., ISBN 3-518-10856-5.
- 0857 – Zima, Peter V.: Kritik der Literatursoziologie, 1978, 254 S., ISBN 3-518-10857-3.
- 0858 – Blatter, Silvio: Genormte Tage, verschüttete Zeit – eine Erzählung, 1976, 109 S., ISBN 3-518-10858-1.
- 0859 – Jacoby, Russell: Soziale Amnesie – eine Kritik der konformistischen Psychologie von Adler bis Laing, 1978, 193 S., ISBN 3-518-10859-X.
- 0860 – Gombrich, Ernst H.; Hochberg, Julian ; Black, Max: Kunst, Wahrnehmung, Wirklichkeit, 1977, 156 S., Ill., ISBN 3-518-10860-3.
- 0861 – Ebbighausen, Rolf (Hrsg.): Bürgerlicher Staat und politische Legitimation, 1976, 457 S., ISBN 3-518-00861-7.
- 0862
- 0863 – Gesellschaft 8/9, 1976, 403 S., ISBN 3-518-00863-3.
- 0864 – Greiner, Ulrich (Hrsg.): Über Wolfgang Koeppen, 1976, 293 S., ISBN 3-518-00864-1.
- 0865 – Gesellschaft 12, 1979, 281 S., ISBN 3-518-10865-4.
- 0866 – Fichant, Michel ; Pêcheux, Michel: Überlegungen zur Wissenschaftsgeschichte, 1977, 148 S., ISBN 3-518-00866-8.
- 0867 – Kris, Ernst: Die ästhetische Illusion – Phänomene der Kunst in der Sicht der Psychoanalyse, 1977, 258 S., ISBN 3-518-10867-0.
- 0868 – Brede, Helmut ; Dietrich, Barbara ; Kohaupt, Bernhard: Politische Ökonomie des Bodens und Wohnungsfrage, 1976, 353 S., ISBN 3-518-00868-4.
- 0869
- 0870 – Lorenz, Richard (Hrsg.): Umwälzung einer Gesellschaft – zur Sozialgeschichte der chinesischen Revolution (1911–1949), 1977, 511 S., ISBN 3-518-10870-0.
- 0871 – Friedensanalysen – für Theorie und Praxis 4, Schwerpunkt: Friedensbewegung, 1977, 225 S., ISBN 3-518-10871-9.
- 0872 – Piven, Frances Fox; Cloward, Richard A.: Regulierung der Armut – die Politik der öffentlichen Wohlfahrt, 1977, 448 S., ISBN 3-518-10872-7.
- 0873 – Leithäuser, Thomas (Hrsg.): Produktion, Arbeit, Sozialisation, 1976, 188 S., ISBN 3-518-00873-0.
- 0874 – Hentig, Hartmut von; Frisch, Max: Zwei Reden zum Friedenspreis des Deutschen Buchhandels 1976, 1976, 108 S., ISBN 3-518-00874-9.
- 0875 – Hennig, Eike: Bürgerliche Gesellschaft und Faschismus in Deutschland – ein Forschungsbericht, 1977, 423 S., ISBN 3-518-10875-1.
- 0876 – Bolius, Uwe: Standhalten – ein dokumentierter Erziehungsroman, 1979, 359 S., ISBN 3-518-10876-X.
- 0877 – Max-Planck-Institut zur Erforschung der Lebensbedingungen der wissenschaftlich-technischen Welt (Hrsg.): Die gesellschaftliche Orientierung des wissenschaftlichen Fortschritts, 1978, 417 S., ISBN 3-518-10877-8.
- 0878 – Leithaeuser, Thomas (Hrsg.): Entwurf zu einer Empirie des Alltagsbewusstseins, 1977, 287 S., ISBN 3-518-10878-6.
- 0879 – Bürger, Peter: Aktualität und Geschichtlichkeit – Studien zum gesellschaftlichen Funktionswandel der Literatur, 1977, 195 S., Ill., ISBN 3-518-10879-4.
- 0880 – Moser, Tilmann: Verstehen, Urteilen, Verurteilen – psychoanalytische Gruppendynamik mit Jurastudenten, 1977, 163 S., ISBN 3-518-10880-8.
- 0881 – Kutter, Peter (Hrsg.): Psychoanalyse im Wandel, 1977, 174 S., ISBN 3-518-10881-6.
- 0882 – Siegert, Michael T.: Strukturbedingungen von Familienkonflikten, 1977, 123 S., ISBN 3-518-10882-4.
- 0883 – Piscator, Erwin: Theater der Auseinandersetzung – ausgewählte Schriften und Reden, 1977, 165 S., ISBN 3-518-00883-8.
- 0884 – Wunderle, Michaela (Hrsg.): Politik der Subjektivität – Texte der italienischen Frauenbewegung, 1977, 270 S., ISBN 3-518-10884-0.
- 0885 – Zimmermann, Hans Dieter: Vom Nutzen der Literatur – vorbereitende Bemerkungen zu einer Theorie der literarischen Kommunikation, 1977, 187 S., ISBN 3-518-00885-4.
- 0886 – Gesellschaft 10, 1977, 281 S., ISBN 3-518-10886-7.
- 0887 – Jens, Inge (Hrsg.): Über Hans Mayer, 1977, 200 S., ISBN 3-518-00887-0.
- 0888 – Poulantzas, Nikos: Die Krise der Diktaturen – Portugal, Griechenland, Spanien, 1977, 144 S., ISBN 3-518-10888-3.
- 0889 – Weiss, Alexander: Bericht aus der Klinik und andere Fragmente, 1978, 143 S., ISBN 3-518-10889-1.
- 0890 – Batscha, Zwi: Aufklärung und Gedankenfreiheit – fünfzehn Anregungen, aus der Geschichte zu lernen, 1977, 384 S., ISBN 3-518-10890-5.
- 0891 – Friedensanalysen – für Theorie und Praxis 5, Schwerpunkt: Aggression, 1977, 221 S., Ill., ISBN 3-518-00891-9.
- 0892 – Neumann, Franz L.: Wirtschaft, Staat, Demokratie – Aufsätze 1930–1954, 1978, 466 S., ISBN 3-518-10892-1.
- 0893 – Politzer, Georges: Kritik der Grundlagen der Psychologie – Psychologie und Psychoanalyse, 1978, 212 S., ISBN 3-518-10893-X.
- 0894 – Best, Otto F.: Bertolt Brecht – Weisheit und Überleben, 1982, 284 S., ISBN 3-518-10894-8.
- 0895 – Eco, Umberto: Zeichen – Einführung in einen Begriff und seine Geschichte, 1977, 202 S., ISBN 3-518-10895-6.
- 0896 – Trockij, Lev Davidovič: Denkzettel – politische Erfahrungen im Zeitalter der permanenten Revolution, 1981, 475 S., ISBN 3-518-10896-4.
- 0897 – Wuthenow, Ralph-Rainer: Muse, Maske, Meduse – europäischer Ästhetizismus, 1978, 367 S., ISBN 3-518-10897-2.
- 0898 – Cohen, Stanley; Taylor, Laurie: Ausbruchsversuche – Identität und Widerstand in der modernen Lebenswelt, 1977, 222 S., ISBN 3-518-10898-0.
- 0899
- 0900 – Schöning, Klaus (Hrsg.): Spuren des Neuen Hörspiels, 1982, 310 S., ISBN 3-518-10900-6.
- 0901 – Mehdi, Tohidipur (Hrsg.): Der bürgerliche Rechtsstaat, 2 Bände, 1978, 313 S., S. 315–616, ISBN 3-518-10901-4.
- 0902 – Borneman, Ernest: Psychoanalyse des Geldes – eine kritische Untersuchung psychoanalytischer Geldtheorien, 1977, 464 S., ISBN 3-518-10902-2.
- 0903 – Marcus, Steven: Umkehrung der Moral – Sexualität und Pornographie im viktorianischen England, 1979, 248 S., ISBN 3-518-10903-0.
- 0904 – Sohn-Rethel, Alfred: Warenform und Denkform – mit zwei Anhängen, 1978, 251 S., ISBN 3-518-10904-9.
- 0905 – Bergmann, Joachim (Hrsg.): Beiträge zur Soziologie der Gewerkschaften, 1979, 439 S., ISBN 3-518-10905-7.
- 0906 – Brecht-Jahrbuch 1977, 1977, 221 S., ISBN 3-518-10906-5.
- 0907 – Kern, Horst ; Schumann, Michael: Industriearbeit und Arbeiterbewußtsein – eine empirische Untersuchung über den Einfluß der aktuellen technischen Entwicklung auf die industrielle Arbeit und das Arbeiterbewußtsein, 1977, 321 S., ISBN 3-518-10907-3.
- 0908 – Przyboś, Julian: Werkzeug aus Licht – Poesie und Poetik, 1977, 135 S., ISBN 3-518-10908-1.
- 0909
- 0910 – Weiss, Peter: Stücke 2, 2 Bände, 1977, 264 S., S. 268–622, ISBN 3-518-10910-3.
- 0911
- 0912
- 0913 – Brändle, Werner (Hrsg.): Martin Walser, das Sauspiel – Szenen aus dem 16. Jahrhundert; mit Materialien, 1978, 527 S., Ill., Noten; ISBN 3-518-10913-8.
- 0914 – Heinsohn, Gunnar; Knieper, Rolf; Steiger, Otto: Menschenproduktion – allgemeine Bevölkerungstheorie der Neuzeit, 1979, 257 S., ISBN 3-518-10914-6.
- 0915
- 0916 – Dürkop, Marlis (Hrsg.): Frauen im Gefängnis, 1978, 223 S., ISBN 3-518-10916-2.
- 0917 – Bowles, Samuel; Gintis, Herbert: Pädagogik und die Widersprüche der Ökonomie – das Beispiel USA, 1978, 366 S., ISBN 3-518-10917-0.
- 0918 – Groth, Klaus-Martin: Die Krise der Staatsfinanzen – systematische Überlegungen zur Krise des Steuerstaats, 1978, 275 S., ISBN 3-518-10918-9.
- 0919
- 0920 – Münster, Arno (Hrsg.): Tagträume vom aufrechten Gang – sechs Interviews mit Ernst Bloch, 1977, 202 S., ISBN 3-518-10920-0.
- 0921 – Bovenschen, Silvia: Die imaginierte Weiblichkeit – exemplarische Untersuchungen zu kulturgeschichtlichen und literarischen Präsentationsformen des Weiblichen, 1979, 279 S., Ill., ISBN 3-518-10921-9 .
- 0922 – Anderson, Perry: Von der Antike zum Feudalismus – Spuren der Übergangsgesellschaften, 1978, 374 S., ISBN 3-518-10922-7.
- 0923 – Luthardt, Wolfgang (Hrsg.): Sozialdemokratische Arbeiterbewegung und Weimarer Republik, 1978, 420 S., ISBN 3-518-10923-5.
- 0924 – Willett, John: Erwin Piscator – die Eröffnung des politischen Zeitalters auf dem Theater, 1982, 254 S., Ill., ISBN 3-518-10924-3.
- 0925 – Friedensanalysen – für Theorie und Praxis 6, Schwerpunkt: Gewalt, Sozialisation, Aggression, 1977, 207 S., ISBN 3-518-10925-1.
- 0926 – Lüdke, Martin: Anmerkungen zu einer „Logik des Zerfalls“ – Adorno-Beckett, 1981, 159 S., ISBN 3-518-10926-X.
- 0927 – Hinck, Walter (Hrsg.): Ausgewählte Gedichte Brechts mit Interpretationen, 1978, 163 S., ISBN 3-518-10927-8.
- 0928 – Weber, Betty Nance: Brechts „Kreidekreis“, ein Revolutionsstück – eine Interpretation; mit Texten aus dem Nachlaß, 1978, 310 S., Ill., ISBN 3-518-10928-6.
- 0929 – Steinweg, Reiner (Hrsg.): Auf Anregung Bertolt Brechts – Lehrstücke mit Schülern, Arbeitern, Theaterleuten, 1978, 317 S., ISBN 3-518-10929-4.
- 0930 – Benjamin, Walter: Briefe, 2 Bände, 1978, 484 S., S. 485–884, ISBN 3-518-10930-8.
- 0931
- 0932 – Lenhardt, Gero (Hrsg.): Der hilflose SozialstaatJugendarbeitslosigkeit und Politik, 1979, 402 S., ISBN 3-518-10932-4.
- 0933 – Gerhard, Ute: Verhältnisse und Verhinderungen – Frauenarbeit, Familie und Rechte der Frauen im 19. Jahrhundert; mit Dokumenten, 1978, 476 S., ISBN 3-518-10933-2.
- 0934 – Luthardt, Wolfgang (Hrsg.): Sozialdemokratische Arbeiterbewegung und Weimarer Republik – 2, 1978, 433 S., ISBN 3-518-10934-0.
- 0935 – Ueding, Gert (Hrsg.): Literatur ist Utopie, 1978, 404 S., ISBN 3-518-10935-9.
- 0936 – Berger, Hartwig; Hessler, Manfred; Kavemann, Barbara: Brot für heute, Hunger für morgen – Landarbeiter in Südspanien; ein Sozialbericht, 1978, 394 S., Ill., ISBN 3-518-10936-7.
- 0937 – Hartig, Irmgard A. (Hrsg.): Geburt der bürgerlichen Gesellschaft – 1789, 1979, 269 S., ISBN 3-518-10937-5.
- 0938 – Marcuse, Herbert; Habermas, Jürgen: Gespräche mit Herbert Marcuse, 1978, 153 S., ISBN 3-518-10938-3.
- 0939 – Brasch, Thomas: Rotter und weiter – ein Tagebuch, ein Stück, eine Aufführung, 1978, 193 S., Ill., ISBN 3-518-10939-1.
- 0940 – Weil, Simone: Fabriktagebuch und andere Schriften zum Industriesystem, 1978, 247 S., ISBN 3-518-10940-5.
- 0941 – Volmerg, Ute: Identität und Arbeitserfahrung – eine theoretische Konzeption zu einer Sozialpsychologie der Arbeit, 1978, 189 S., ISBN 3-518-10941-3.
- 0942 – Eßer, Klaus: Lateinamerika – Industrialisierungsstrategien und Entwicklung, 19796, 319 S., ISBN 3-518-10942-1.
- 0943 – Lüderssen, Klaus (Hrsg.): Gewerkschaften und Strafvollzug, 1978, 312 S., ISBN 3-518-10943-X.
- 0944 – Brünneck, Alexander von: Politische Justiz gegen Kommunisten in der Bundesrepublik Deutschland – 1949–1968, 1978, 404 S., ISBN 3-518-10944-8.
- 0945 – Derrida, Jacques: Die Stimme und das Phänomen – ein Essay über das Problem des Zeichens in der Philosophie Husserls, 1979, 173 S., ISBN 3-518-10945-6.
- 0946 – Irigaray, Luce: Speculum, Spiegel des anderen Geschlechts, 1980, 471 S., ISBN 3-518-10946-4.
- 0947
- 0948 – Puls, Detlev (Hrsg.): Wahrnehmungsformen und Protestverhalten – Studien zur Lage der Unterschichten im 18. und 19. Jahrhundert, 1979, 367 S., ISBN 3-518-10948-0.
- 0949 – Kristeva, Julia: Die Revolution der poetischen Sprache, 1978, 252 S., ISBN 3-518-10949-9.
- 0950 – Anderson, Perry: Die Entstehung des absolutistischen Staates, 1979, 560 S., ISBN 3-518-10950-2.
- 0951 – Perels, Joachim (Hrsg.): Grundrechte als Fundament der Demokratie, 1979, 263 S., ISBN 3-518-10951-0.
- 0952 – Nabakowski, Gislind; Sander, Helke; Gorsen, Peter (Hrsg.): Frauen in der Kunst, 2 Bände, 1980, 343 + 292 S., Ill., ISBN 3-518-10952-9.
- 0953 – Dahmer, Helmut (Hrsg.): Analytische Sozialpsychologie, 2 Bände, 1980, 358 S., S. 363–723, ISBN 3-518-10953-7.
- 0954 – Elias, Norbert; Lepenies, Wolf: Zwei Reden anläßlich der Verleihung des Theodor-W.-Adorno-Preises 1977, 1977, 67 S., ISBN 3-518-10954-5.
- 0955 – Friedensanalysen – für Theorie und Praxis 7, Sonderband: Jungsozialisten und Jungdemokraten zur Friedens- und Sicherheitspolitik, 1977, 268 S., ISBN 3-518-10955-3.
- 0956 – Brecht-Jahrbuch 1978, 1978, 200 S., ISBN 3-518-10956-1.
- 0957 – Gesellschaft 11, 1978, 354 S., ISBN 3-518-10957-X.
- 0958 – Friedensanalysen – für Theorie und Praxis 8, Schwerpunkt: Kriege und Bürgerkriege der Gegenwart, 1977, 268 S., ISBN 3-518-10958-X.
- 0959 – Walser, Martin: Wer ist ein Schriftsteller? – Aufsätze und Reden, 1979, 108 S., ISBN 3-518-10959-6.
- 0960 – Soboul, Albert: Französische Revolution und Volksbewegung, die Sansculotten – die Sektionen von Paris im Jahre II, 1978, 386 S., ISBN 3-518-10960-X.
- 0961 – Görlich, Bernard (Hrsg.): Der Stachel Freud – Beiträge und Dokumente zur Kulturismus-Kritik, 1980, 369 S., ISBN 3-518-10961-8.
- 0962 – Menapace, Lidia (Hrsg.): Zurückforderung der Zukunft – Macht und Opposition in den nachrevolutionären Gesellschaften, 1979, 300 S., ISBN 3-518-10962-6.
- 0963 – Guldimann, Tim ; Rodenstein, Marianne (Hrsg.): Sozialpolitik als soziale Kontrolle, 1978, 265 S., ISBN 3-518-10963-4.
- 0964 – Lüdke, Martin (Hrsg.): Nach dem Protest – Literatur im Umbruch, 1979, 269 S., ISBN 3-518-10964-2.
- 0965 – Cooper, David (Hrsg.): Der eingekreiste Wahnsinn, 1979, 95 S., ISBN 3-518-10965-0.
- 0966 – Kern, Horst: Kampf um Arbeitsbedingungen – Materialien zur Humanisierung der Arbeit, 1979, 254 S., ISBN 3-518-10966-9.
- 0967 – Bachtin, Michail: Die Ästhetik des Wortes, 1979, 366 S., ISBN 3-518-10967-7.
- 0968 – Geiger, Ruth (Hrsg.): Frauen, die pfeifen – Verständigungstexte, 1978, 357 S., ISBN 3-518-10968-5.
- 0969 – Bloch, Ernst: Die Lehren von der Materie, 1978, 250 S., ISBN 3-518-10969-3.
- 0970 – Scabia, Giuliano: Das große Theater des Marco Cavallo – Phantasiearbeit in der Psychiatrischen Klinik Triest, 1979, 263 S., Ill., ISBN 3-518-10970-7.
- 0971 – Kracauer, Siegfried: Jacques Offenbach und das Paris seiner Zeit, 1976, 379 S., Ill., ISBN 3-518-10971-5.
- 0972 – Leithäuser, Thomas; Volmerg, Birgit: Anleitung zur empirischen Hermeneutik – psychoanalytische Textinterpretation als sozialwissenschaftliches Verfahren, 1979, 189 S., ISBN 3-518-10972-3.
- 0973 – Brackert, Helmut (Hrsg.): Und wenn sie nicht gestorben sind … – Perspektiven auf das Märchen, 1980, 239 S., ISBN 3-518-10973-1.
- 0974 – Kosta, Jiří: Abriss der sozialoekonomischen Entwicklung der Tschechoslowakei 1945–1977, 1978, 217 S., ISBN 3-518-10974-X.
- 0975 – Nathan, Tobie: Ideologie, Sexualität und Neurose – eine Abhandlung zur ethnopsychoanalytischen Klinik, 1979, 214 S., ISBN 3-518-10975-8.
- 0976 – Warneken, Bernd Jürgen: Literarische Produktion – Grundzüge einer materialistischen Theorie der Kunstliteratur, 1979, 156 S., ISBN 3-518-10976-6.
- 0977 – Feder, Ernest: Erdbeer-Imperialismus – Studien zur Agrarstruktur Lateinamerikas, 1980, 358 S., ISBN 3-518-10977-4.
- 0978 – Mäding, Klaus: Strafrecht und Massenerziehung in der Volksrepublik China, 1979, 244 S., ISBN 3-518-10978-2.
- 0979 – Brecht, Bertolt: Tagebücher 1920–1922, 1978, 273 S., ISBN 3-518-10979-0.
- 0980 – Senghaas, Dieter (Hrsg.): Kapitalistische Weltökonomie – Kontroversen über ihren Ursprung und ihre Entwicklungsdynamik, 1979, 413 S., ISBN 3-518-10980-4.
- 0981 – Favret-Saada, Jeanne: Die Wörter, der Zauber, der Tod – der Hexenglaube im Hainland von Westfrankreich, 1979, 355 S., ISBN 3-518-10981-2.
- 0982 – Fay, Margaret A.: Strukturveränderungen in der kapitalistischen Weltwirtschaft, 1980, 300 S., ISBN 3-518-10982-0.
- 0983 – Tibi, Bassam: Internationale Politik und Entwicklungsländer-Forschung – Materialien zu einer ideologiekritischen Entwicklungssoziologie, 1979, 223 S., ISBN 3-518-10983-9.
- 0984 – Kühn, Dieter: Löwenmusik – Essays, 1979, 137 S., ISBN 3-518-10984-7.
- 0985 – Schoch, Agnes: Vorarbeiten zu einer pädagogischen Kommunikationstheorie, 1979, 201 S., ISBN 3-518-10985-5.
- 0986
- 0987 – Boal, Augusto: Theater der Unterdrückten, 1979, 167 S., Ill., ISBN 3-518-10987-1.
- 0988 – Gorz, André: Der Verräter, 1980, 309 S., ISBN 3-518-10988-X.
- 0989 – Brecht-Jahrbuch 1979, 1979, 174 S., ISBN 3-518-10989-8.
- 0990
- 0991 – Maek-Gérard, Eva (Hrsg.): Die Gleichzeitigkeit des Ungleichzeitigen – Studien zur Geschichte Italiens, 1980, 359 S., ISBN 3-518-10991-X.
- 0992 – Bürger, Peter; Bürger, Christa (Hrsg.): Naturalismus, Ästhetizismus, 1979, 259 S., ISBN 3-518-10992-8.
- 0993 – Raimbault, Ginette: Kinder sprechen vom Tod – klinische Probleme der Trauer, 1980, 168 S., ISBN 3-518-10993-6.
- 0994
- 0995 – Miłosz, Czesław: Zeichen im Dunkel – Poesie und Poetik, 1979, 125 S., ISBN 3-518-10995-2.
- 0996 – Ronge, Volker: Bankpolitik im Spätkapitalismus – politische Selbstverwaltung des Kapitals?, 1979, 256 S., ISBN 3-518-10996-0.
- 0997
- 0998 – Heinsohn, Gunnar (Hrsg.): Das Kibbutz-Modell – Bestandsaufnahme einer alternativen Wirtschafts- und Lebensform nach sieben Jahrzehnten, 1982, 367 S., ISBN 3-518-10998-7.
- 0999
- 1000 – Habermas, Jürgen (Hrsg.): Stichworte zur „Geistigen Situation der Zeit“, 2 Bände, 1979, 439 S., S. 443–860, ISBN 3-518-11000-4.
- 1001 – Leutenegger, Gertrud: Lebewohl, Gute Reise – ein dramatisches Poem, 1980, 140 S., ISBN 3-518-11001-2.
- 1002 – Bulla, Hans Georg: Weitergehen – Gedichte, 1980, 99 S., ISBN 3-518-11002-0.
- 1003 – Mueller-Schwefe, Hans-Ulrich (Hrsg.): Von nun an – neue deutsche Erzähler, 1980, 335 S., ISBN 3-518-11003-9.
- 1004 – Böni, Franz: Hospiz – Erzählung, 1980, 130 S., ISBN 3-518-11004-7.
- 1005 – Kirchhoff, Bodo: Body-Building – Erzählung, Schauspiel, Essay, 1980, 160 S., ISBN 3-518-11005-5.
- 1006 – Bernhard, Thomas: Die Billigesser, 1980, 150 S., ISBN 3-518-11006-3.
- 1007 – Weiss, Peter: Der Fremde – Erzählung, 1980, 136 S., ISBN 3-518-11007-1.
- 1008 – Paz, Octavio: Suche nach einer Mitte – die grossen Gedichte; spanisch und deutsch, Übers. Fritz Vogelsang, 1980, 215 S., ISBN 3-518-11008-X.
- 1009 – Ditlevsen, Tove: Sucht – Erinnerungen, 1980, 179 S., ISBN 3-518-11009-8.
- 1010 – Klöpsch, Volker (Hrsg.): Moderne chinesische Erzählungen, 2 Bände, 1980, 409, 510 S., ISBN 3-518-11010-1.
- 1011 – Feyerabend, Paul: Erkenntnis für freie Menschen, 1980, 299 S., ISBN 3-518-11011-X.
- 1012
- 1013 – Lem, Stanisław: Dialoge, 1980, 319 S., ISBN 3-518-11013-6.
- 1014 – Löwenthal, Leo; Dubiel, Helmut: Mitmachen wollte ich nie – ein autobiographisches Gespräch mit Helmut Dubiel, 1980, 288 S., ISBN 3-518-11014-4.
- 1015 – Niederland, William G.: Folgen der Verfolgung – das Überlebenden-Syndrom Seelenmord, 1980, 244 S., ISBN 3-518-11015-2 .
- 1016 – Blankenburg, Erhard (Hrsg.): Politik der inneren Sicherheit, 1980, 239 S., ISBN 3-518-11016-0.
- 1017 – Steinweg, Reiner (Hrsg.): Der gerechte Krieg – Christentum, Islam, Marxismus (Friedensanalysen 12), 1991, 278 S., ISBN 3-518-11017-9.
- 1018 – Ribeiro, Darcy: Unterentwicklung, Kultur und Zivilisation – ungewöhnliche Versuche, 1980, 400 S., ISBN 3-518-11018-7.
- 1019 – Johnson, Uwe: Begleitumstände – Frankfurter Vorlesungen, 1980, 457 S., ISBN 3-518-11019-5.
- 1020 – Benjamin, Walter: Moskauer Tagebuch, 1980, 222 S., Ill., ISBN 3-518-11020-9.
- 1021 – Leisegang, Dieter: Lauter letzte Worte – Gedichte und Miniaturen, 1980, 217 S., ISBN 3-518-11021-7.
- 1022 – Rubinstein, Renate: Nichts zu verlieren und dennoch Angst – Notizen nach einer Trennung, aus d. Niederländ. übers. von Johannes Piron, 1980, 120 S., ISBN 3-518-11022-5.
- 1023 – Krall, Hanna: Schneller als der liebe Gott, 1980, 152 S., ISBN 3-518-11023-3.
- 1024 – Calasso, Roberto: Die geheime Geschichte des Senatspräsidenten Dr. Daniel Paul Schreber, 1980, 121 S., Ill., ISBN 3-518-11024-1.
- 1025 – Bornhorn, Nicolaus: America oder der Frühling der Dinge, 1980, 167 S., ISBN 3-518-11025-X.
- 1026 – Menninghaus, Winfried: Paul Celan – Magie der Form, 1980, 291 S., ISBN 3-518-11026-8.
- 1027 – Lévi-Strauss, Claude: Mythos und Bedeutung – fünf Radiovorträge; Gespräche mit Claude Lévi-Strauss, 1980, 283 S., Ill., ISBN 3-518-11027-6.
- 1028 – Jestel, Rüdiger (Hrsg.): Der Neger vom Dienst – afrikanische Erzählungen, 1980, 352 S., ISBN 3-518-11028-4.
- 1029
- 1030 – Barthes, Roland: Leçon – Antrittsvorlesung im Collège de France, gehalten am 7. Januar 1977, 1980, 71 S., ISBN 3-518-11030-6.
- 1031 – Steinweg, Reiner (Hrsg.): Das kontrollierte Chaos – die Krise der Abrüstung, 1980, 262 S., ISBN 3-518-11031-4.
- 1032 – Wambach, Manfred (Hrsg.): Die Museen des Wahnsinns und die Zukunft der Psychiatrie, 1980, 407 S., ISBN 3-518-11032-2.
- 1033 – Carpentier, Alejo: Stegreif und Kunstgriffe – Essays zur Literatur, Musik und Architektur in Lateinamerika, 1979, 196 S., ISBN 3-518-11033-0.
- 1034 – Kris, Ernst; Kurz, Otto: Die Legende vom Künstler – ein geschichtlicher Versuch, 1980, 188 S., ISBN 3-518-11034-9.
- 1035 – Antes, Horst: Poggibonsi – 1979–1980, 1980, 67 S., überwiegend Ill., ISBN 3-518-11035-7.
- 1036 – Glöckler, Wolfgang: Seitensprünge, 1980, 160 S., ISBN 3-518-11036-5.
- 1037 – Jendryschik, Manfred: Die Ebene – Gedichte, 1980, 87 S., ISBN 3-518-11037-3.
- 1038 – Meier, Christian: Die Ohnmacht des allmächtigen Dictators Caesar – drei biographische Skizzen, 1980, 287 S., ISBN 3-518-11038-1.
- 1039 – Jestel, Rüdiger (Hrsg.): Das Afrika der Afrikaner – Gesellschaft und Kultur Afrikas, 1982, 366 S., ISBN 3-518-11039-X.
- 1040 – Bürger, Christa (Hrsg.): Aufklärung und literarische Öffentlichkeit, 1980, 303 S., ISBN 3-518-11040-3.
- 1041 – Trevisan, Dalton: Ehekrieg – Erzählungen, aus d. brasilian. Portugiesisch von Georg Rudolf Lind, 1980, 212 S., ISBN 3-518-11041-1.
- 1042 – Kahle, Gerd (Hrsg.): Logik des Herzens – die soziale Dimension der Gefühle, 1981, 328 S., ISBN 3-518-11042-X.
- 1043
- 1044 – Duerr, Hans Peter (Hrsg.): Versuchungen, Aufsätze zur Philosophie Paul Feyerabends – Bd. 1, 1981, 418 S., Ill., ISBN 3-518-11044-6.
- 1045 – Cortázar, Julio: Reise um den Tag in 80 Welten, aus dem Span. von Rudolf Wittkopf, 1980, 239 S., Ill., ISBN 3-518-11045-4.
- 1046 – Bloch, Ernst; Gekle, Hanna (Hrsg.): Abschied von der Utopie? – Vorträge, 1980, 244 S., ISBN 3-518-11046-2.
- 1047 – Marx, Karl: Enthüllungen zur Geschichte der Diplomatie im 18. Jahrhundert, 1981, XCIII, 143 S., ISBN 3-518-11047-0.
- 1048
- 1049 – Brasch, Thomas: Engel aus Eisen – Beschreibung eines Films, 1981, 245 S., Ill., ISBN 3-518-11049-7.
- 1050 – Mayer, Hans: Versuche über die Oper, 1981, 239 S., Ill., ISBN 3-518-11050-0.
- 1051 – Rodinson, Maxime: Die Araber, 1981, 189 S., ISBN 3-518-11051-9.
- 1052 – Heimann, Eduard: Soziale Theorie des Kapitalismus – Theorie der Sozialpolitik, 1980, XXII, 321 S., ISBN 3-518-11052-7.
- 1053 – Arlati, Renato P.: Auf der Reise nach Rom – Prosa, 1981, 79 S., ISBN 3-518-11053-5.
- 1054 – Lao She: Das Teehaus – mit Aufführungsfotos und Materialien, 1980, 179 S., Ill., ISBN 3-518-11054-3.
- 1055 – Kaltenmark, Max: Lao-tzu und der Taoismus, 1981, 261 S., Ill., ISBN 3-518-11055-1.
- 1056 – Steinweg, Reiner (Red.): Unsere Bundeswehr? - Zum 25jährigen Bestehen einer umstrittenen Institution, 1981, 321 S., ISBN 3-518-11056-X.
- 1057 – Buselmeier, Michael: Der Untergang von Heidelberg, 1981, 208 S., Ill., ISBN 3-518-11057-8.
- 1058 – Bohrer, Karl Heinz: Plötzlichkeit – zum Augenblick des ästhetischen Scheins, 1981, 261 S., ISBN 3-518-11058-6.
- 1059 – Gim, Ji ha: Die gelbe Erde und andere Gedichte, Deutsch von Doohwan Choi u. Siegfried Schaarschmidt, 1983, 159 S., ISBN 3-518-11059-4.
- 1060 – Dorst, Tankred; Ehler, Ursula: Mosch – ein Film, 1980, 134 S., Ill., ISBN 3-518-11060-8.
- 1061 – Glück, Anselm: Falschwissers Totenreden(t), 1981, 165 S., ISBN 3-518-11061-6.
- 1062 – Marechera, Dambudzo: Haus des Hungers – Erzählungen, aus d. Engl. von Claus Peter Dressler u. Curt Kaemmerer, 1981, 249 S., ISBN 3-518-11062-4.
- 1063 – Badura, Bernhard (Hrsg.): Soziale Unterstützung und chronische Krankheit – zum Stand sozialepidemiologischer Forschung, 1981, 341 S., ISBN 3-518-11063-2.
- 1064 – Paz, Octavio: Der menschenfreundliche Menschenfresser – Geschichte und Politik; 1971–1980, 1981, 300 S., ISBN 3-518-11064-0.
- 1065 – Muschg, Adolf: Literatur als Therapie? – ein Exkurs über das Heilsame und das Unheilbare; Frankfurter Vorlesungen, 1981, 204 S., ISBN 3-518-11050-0.
- 1066 – Enzensberger, Hans Magnus: Die Furie des Verschwindens – Gedichte, 1981, 86 S., Ill., ISBN 3-518-11066-7.
- 1067 – Weiss, Peter: Notizbücher, 2 Bände, 1981, 441 S., Ill., S. 443–929, ISBN 3-518-11067-5.
- 1068 – Duerr, Hans Peter (Hrsg.): Versuchungen, Aufsätze zur Philosophie Paul Feyerabends – Bd. 2, 1981, 395 S., ISBN 3-518-11068-3.
- 1069 – Bayrle, Thomas: Rasterfahndung, 1981, 182 S., überw. Ill., ISBN 3-518-11069-1.
- 1070 – Casey, Kevin: Racheträume, aus d. Engl. von Hanna Neves, 1981, 259 S., ISBN 3-518-11070-5.
- 1071 – Zschorsch, Gerald: Glaubt bloß nicht, daß ich traurig bin – Prosa, Lieder, Gedichte, 1981, 141 S., ISBN 3-518-11071-3.
- 1072 – Možaev, Boris A.: Die Abenteuer des Fjodor Kuskin, aus d. Russ. von Aljonna Möckel, 1981, 216 S., ISBN 3-518-11072-1.
- 1073 – Leroi-Gourhan, André: Die Religionen der Vorgeschichte – Paläolithikum, 1981, 171 S., ISBN 3-518-11073-X.
- 1074 – Prokop, Dieter: Medien-Wirkungen, 1981, 301 S., ISBN 3-518-11074-8.
- 1075 – Laederach, Jürg: Fahles Ende kleiner Begierden – 4 minimale Stücke, 1981, 206 S., Ill., ISBN 3-518-11075-6.
- 1076 – Ditlevsen, Tove: Wilhelms Zimmer, aus dem Dän. von Else Kjær u. Bärbel Cosmann, 1981, 200 S., ISBN 3-518-11076-4.
- 1077 – Barthes, Roland: Das Reich der Zeichen, 1981, 154 S., Ill., ISBN 3-518-11077-2.
- 1078
- 1079 – Hänny, Reto: Zürich, Anfang September, 1981, 146 S., ISBN 3-518-11079-9.
- 1080 – Duras, Marguerite; Porte, Michelle: Die Orte der Marguerite Duras, 1982, 111 S., Ill., ISBN 3-518-11080-2.
- 1081 – Hengst, Heinz (Hrsg.): Kindheit als Fiktion, 1981, 241 S., ISBN 3-518-11081-0 .
- 1082 – Blok, Anton: Die Mafia in einem sizilianischen Dorf 1860–1960 – eine Studie über gewalttätige bäuerliche Unternehmer, 1981, 362 S., ISBN 3-518-11082-9.
- 1083 – Alves, Eva-Maria: Neigung zum Fluss, 1981, 185 S., Ill., ISBN 3-518-11083-7.
- 1084
- 1085 – Goffman, Erving: Geschlecht und Werbung, 1981, 327 S., Ill., ISBN 3-518-11085-3.
- 1086 – Platschek, Hans: Porträts mit Rahmen – Picasso, Magritte, Grosz, Klee, Dalí und andere, 1981, 226 S., Ill., ISBN 3-518-11086-1.
- 1087
- 1088 – Lukács, Georg: Gelebtes Denken – eine Autobiographie im Dialog, 1981, 307 S., ISBN 3-518-11088-8.
- 1089 – Bürger, Christa (Hrsg.): Zur Dichotomisierung von hoher und niederer Literatur, 1982, 283 S., ISBN 3-518-11089-6.
- 1090 – Walser, Martin: Selbstbewußtsein und Ironie – Frankfurter Vorlesungen, 1981, 211 S., Ill., ISBN 3-518-11090-X.
- 1091 – Böhmler, Claus: Drehbuch, 1982, [127] S., überw. Ill., ISBN 3-518-11091-8.
- 1092
- 1093 – Rahnema, Touradj (Hrsg.): Im Atem des Drachen – moderne persische Erzählungen, 1981, 312 S., ISBN 3-518-11093-4.
- 1094 – Kroetz, Franz Xaver: Nicht Fisch nicht Fleisch – Verfassungsfeinde – Jumbo-Track – 3 Stücke, 1981, 144 S., ISBN 3-518-11094-2.
- 1095 – Hochstaetter, Ursula: Kalt muss es sein schon lang – Gedichte, 1981, 121 S., Ill., ISBN 3-518-11095-0.
- 1096 – Afonin, Vasilij E.: Im Moor, aus d. Russ. von Wolfgang Kasack, 1982, 149 S., ISBN 3-518-11096-9.
- 1097 – Steinweg, Reiner (Hrsg.): Hilfe + Handel = Frieden? – Die Bundesrepublik in der Dritten Welt, 1982, 418 S., Ill., ISBN 3-518-11097-7.
- 1098 – Beckett, Samuel: Flötentöne (französisch/deutsch), aus d. Franz. von Elmar Tophoven, 1982, 100 S., ISBN 3-518-11098-5.
- 1099 – Sloterdijk, Peter: Kritik der zynischen Vernunft, 2 Bände, 1983, 396 S., S. 399–954, Ill., ISBN 3-518-11099-3.
- 1100 – Joyce, James: Ulysses, übers. von Hans Wollschläger, 1981, 1014 S., ISBN 3-518-11100-0.
- 1101 – Rutschky, Michael (Hrsg.): Errungenschaften – eine Kasuistik, 1982, 408 S., Ill., ISBN 3-518-11101-9.
- 1102
- 1103 – Luginbühl, Bernhard: Die kleine explosive Küche, 1981, 134 + [26] S., Ill., ISBN 3-518-11103-5.
- 1104 – Kenner, Hugh: Ulysses, aus d. Engl. von Claus Melchior u. Harald Beck, 1982, 257 S., ISBN 3-518-11104-3.
- 1105 – Joyce, James: Hans Wollschläger liest „Ulysses“, 1982, 59 S. + 1 Tonkassette, ISBN 3-518-11105-1
- 1106 – Joyce, James: Penelope – das letzte Kapitel des „Ulysses“ (englisch und deutsch), 1982, 207 S., ISBN 3-518-11106-X.
- 1107 – Dällenbach, Lucien; Hart Nibbrig, Christiaan L. (Hrsg.): Fragment und Totalität, 1984, 366 S., Ill., ISBN 3-518-11107-8.
- 1108 – Jackson, Gabriel: Annäherung an Spanien – 1898–1975, 1982, 223 S., ISBN 3-518-11108-6.
- 1109 – McKeown, Thomas: Die Bedeutung der Medizin – Traum, Trugbild oder Nemesis?, 1982, 268 S., ISBN 3-518-11109-4.
- 1110 – Kolbe, Uwe: Hineingeboren – Gedichte 1975–1979, 1982, 136 S., ISBN 3-518-11110-8.
- 1111 – Ngũgĩ wa Thiong’o: Verborgene Schicksale – Erzählungen, aus d. Engl. von Dagmar Heusler und Ruth Krenn, 1982, 197 S., ISBN 3-518-11111-6.
- 1112
- 1113 – Landauer, Gustav: Signatur: g. l. – Gustav Landauer im „Sozialist“ – Aufsätze über Kultur, Politik und Utopie (1892–1899), 1986, 376 S., ISBN 3-518-11113-2.
- 1114 – Brodsky, Michael: Der Tatbestand und seine Hülle – Erzählung, aus d. Amerikan. von Jürg Laederach, 1982, 115 S., ISBN 3-518-11114-0.
- 1115 – Pruss-Kaddatz, Ulla: Wortergreifung – zur Entstehung einer Arbeiterkultur in Frankreich, 1982, 354 S., Ill., ISBN 3-518-11115-9.
- 1116 – Aron, Jean-Paul; Kempf, Roge: Der sittliche Verfall – Bourgeoisie und Sexualität in Frankreich, 1982, 222 S., ISBN 3-518-11116-7.
- 1117 – Zschorsch, Gerald: Der Duft der anderen Haut – Gedichte, 1982, 60 S., Ill., ISBN 3-518-11117-5.
- 1118 – Tabori, George: Unterammergau oder Die guten Deutschen, 1981, 206 S., ISBN 3-518-11118-3.
- 1119 – Beckett, Samuel: Mal vu mal dit – Schlecht gesehen, schlecht gesagt – Französisch/Deutsch, 1983, 109 S., ISBN 3-518-11119-1.
- 1120
- 1121 – Sebeok, Thomas Albert; Umiker-Sebeok, Jean: Du kennst meine Methode – Charles S. Peirce und Sherlock Holmes, 1982, 104 S., ISBN 3-518-11121-3.
- 1122 – Good, Paul (Hrsg.): Von der Verantwortung des Wissens – Positionen der neueren Philosophie der Wissenschaft, 1982, 158 S., ISBN 3-518-11122-1.
- 1123 – Struck, Karin: Kindheits Ende – Journal einer Krise, 1982, 547 S., Ill., ISBN 3-518-11123-X.
- 1124 – Tendrjakov, Vladimir: Sechzig Kerzen – Roman, aus d. Russ. von Thomas Reschke, 1984, 202 S., ISBN 3-518-11124-8.
- 1125
- 1126
- 1127 – Schleef, Einar: Die Bande – Erzählungen, 1982, 185 S., ISBN 3-518-11127-2.
- 1128 – Doi, Takeo: Amae – Freiheit in Geborgenheit; zur Struktur japanischer Psyche, 1982, 197 S., ISBN 3-518-11128-0.
- 1129 – Martin, Helmut (Hrsg.): Blick übers Meer – chinesische Erzählungen aus Taiwan, 1982, 403 S., ISBN 3-518-11129-9.
- 1130
- 1131 – Esser, Josef: Gewerkschaften in der Krise – die Anpassung der deutschen Gewerkschaften an neue Weltmarktbedingungen, 1982, 306 S., ISBN 3-518-11131-0.
- 1132 – Kamper, Dietmar (Hrsg.): Die Wiederkehr des Körpers, 1982, 380 S., Ill., ISBN 3-518-11132-9.
- 1133 – Saage, Richard: Rückkehr zum starken Staat? – Studien über Konservatismus, Faschismus und Demokratie, 1983, 281 S., ISBN 3-518-11133-7.
- 1134 – Senghaas, Dieter: Von Europa lernen – entwicklungsgeschichtliche Betrachtungen, 1982, 355 S., ISBN 3-518-11134-5.
- 1135 – Weiss, Peter: Notizbücher 1960–1971, 1984, 2 Bände, 480 S., S. 483–857, ISBN 3-518-11135-3.
- 1136
- 1137 – Veil, Joachim: Die Wiederkehr des Bumerangs, 1982, 142 S., ISBN 3-518-11137-X.
- 1138 – Achebe, Chinua: Okonkwo oder Das Alte stürzt, aus d. Engl. von Dagmar Heusler, 1983, 227 S., ISBN 3-518-11138-8.
- 1139 – Pinget, Robert: Apokryph – Roman, aus d. Franz. von Gerda Scheffel, 1982, 183 S., ISBN 3-518-11139-6.
- 1140 – Cortázar, Julio: Letzte Runde, aus dem Span. von Rudolf Wittkopf, 1984, 276 S., Ill., ISBN 3-518-11140-X.
- 1141 – Steinweg, Reiner (Hrsg.): Faszination der Gewalt – politische Strategie und Alltagserfahrung, 1983, 388 S., Ill., ISBN 3-518-11141-8.
- 1142 – Frank, Manfred: Der kommende Gott – Vorlesungen über die neue Mythologie (1), 1982, 359 S., ISBN 3-518-11142-6.
- 1143 – Steinweg, Reiner (Hrsg.): Die neue Friedensbewegung – Analysen aus der Friedensforschung, 1982, 495 S., ISBN 3-518-11143-4.
- 1144 – Bohrer, Karl Heinz (Hrsg.): Mythos und Moderne – Begriff und Bild einer Rekonstruktion, 1983, 612 S., ISBN 3-518-11144-2.
- 1145
- 1146 – Böni, Franz: Alvier – Erzählungen, 1982, 151 S., ISBN 3-518-11146-9.
- 1147
- 1148 – Buselmeier, Michael: Radfahrt gegen Ende des Winters – Gedichte, 1983, 134 S., Ill., ISBN 3-518-11148-5.
- 1149 – Held, Karl; Ebel, Theo: Krieg und Frieden – politische Ökonomie des Weltfriedens, 1983, 324 S., ISBN 3-518-11149-3.
- 1150 – Vernant, Jean-Pierre: Die Entstehung des griechischen Denkens, 1982, 145 S., ISBN 3-518-11150-7.
- 1151 – Wagner, Rudolf G. (Hrsg.): Literatur und Politik in der Volksrepublik China, 1983, 366 S., ISBN 3-518-11151-5.
- 1152 – Wehler, Hans-Ulrich: Preussen ist wieder chic … – Politik und Polemik in zwanzig Essays, 1983, 191 S., ISBN 3-518-11152-3.
- 1153 – Wambach, Manfred Max (Hrsg.): Der Mensch als Risiko – zur Logik von Prävention und Früherkennung, 1983, 286 S., ISBN 3-518-11153-1.
- 1154 – Bornhorn, Nicolaus: Der Film der Wirklichkeit, 1983, 137 S., ISBN 3-518-11154-X.
- 1155 – Revueltas, José: Die Schwester, die Feindin – Erzählungen, ausgewählt u. aus d. Span. übersetzt von Monika López, 1991, 234 S., ISBN 3-518-11155-8.
- 1156 – Kickbusch, Ilona (Hrsg.): Die armen Frauen – Frauen und Sozialpolitik, 1984, 268 S., ISBN 3-518-11156-6.
- 1157 – Bürger, Peter (Hrsg.): Zum Funktionswandel der Literatur, 1983, 218 S., ISBN 3-518-11157-4.
- 1158 – Heider, Ulrike: Schülerprotest in der Bundesrepublik Deutschland, 1984, 260 S., Ill., ISBN 3-518-11158-2.
- 1159 – Alves, Eva-Maria: Maanja, meine Freundin, meine Mutter, meine Puppe – eine Anrufung, 1982, 85 S., Ill., ISBN 3-518-11159-0.
- 1160 – Koppe, Franz: Grundbegriffe der Ästhetik, 1983, 251 S., ISBN 3-518-11160-4.
- 1161
- 1162
- 1163 – Abish, Walter: Quer durch das grosse Nichts, aus dem Amerikan. von Jürg Laederach, 1983, 181 S., ISBN 3-518-11163-9.
- 1164 – Schwacke, Peter: Carte blanche – Erzählungen, 1983, 190 S., ISBN 3-518-11164-7.
- 1165 – Ditlevsen, Tove: Gesichter, aus d. Dänischen von Else Kjaer, 1987, 155 S., ISBN 3-518-11165-5.
- 1166 – Steinweg, Reiner (Hrsg.): Medienmacht im Nord-Süd-Konflikt – die Neue Internationale Informationsordnung, 1984, 441 S., Ill., ISBN 3-518-11166-3.
- 1167 – Bloch, Ernst: Kampf, nicht Krieg – politische Schriften; 1917–1919, 1985, 668 S., ISBN 3-518-11167-1.
- 1168 – Handke, Peter: Phantasien der Wiederholung, 1983, 99 S., ISBN 3-518-11168-X.
- 1169 – Braun, Volker: Berichte von Hinze und Kunze, 1983, 89 S., ISBN 3-518-11169-8.
- 1170 – Thompson, Edward P.: Die Entstehung der englischen Arbeiterklasse, 2 Bände, 1987, 524 S., S. 531–1064, ISBN 3-518-02687-9.
- 1171 – Barthes, Roland: Elemente der Semiologie, 1983, 95 S., ISBN 3-518-11171-X.
- 1172 – Kroetz, Franz Xaver: Frühe Prosa, frühe Stücke, 1983, 181 S., Ill., ISBN 3-518-11172-8.
- 1173 – Koch, Werner: Intensivstation – Erzählung, 1983, 63 S., ISBN 3-518-11173-6.
- 1174 – Hohendahl, Peter Uwe; Herminghouse, Patricia (Hrsg.): Literatur der DDR in den siebziger Jahren, 1983, 293 S., ISBN 3-518-11174-4.
- 1175 – DeMause, Lloyd: Grundlagen der Psychohistorie – psychohistorische Schriften, 1989, 348 S., Ill., ISBN 3-518-11175-2.
- 1176 – Esser, Josef ; Fach, Wolfgang; Väth, Werner: Krisenregulierung – zur politischen Durchsetzung ökonomischer Zwänge, 1983, 278 S., ISBN 3-518-11176-0.
- 1177 – Iljaschenko, Njetotschka: Die Verschleppung – Njetotschka Iljaschenko erzählt ihre russische Kindheit, 1984, 280 S., Ill., ISBN 3-518-11177-9.
- 1178 – Kolbe, Uwe: Abschiede und andere Liebesgedichte, 1983, 81 S., Ill., ISBN 3-518-11178-7.
- 1179 – Biesheuvel, Jacobus M. A.: Schrei aus dem Souterrain – Erzählungen, aus d. Niederländ. von Siegfried Mrozek, 1986, 182 S., ISBN 3-518-11179-5.
- 1180 – Hörisch, Jochen: Gott, Geld und Glück – zur Logik der Liebe in den Bildungsromanen Goethes, Kellers und Thomas Manns, 1983, 281 S., ISBN 3-518-11180-9.
- 1181 – Vobruba, Georg: Politik mit dem Wohlfahrtsstaat, 1983, 211 S., ISBN 3-518-11181-7.
- 1182 – Vogl, Walter: Hassler – Frequenzritte eines Straßenkehrers, 1983, 166 S., ISBN 3-518-11182-5.
- 1183 – Ribeiro, João Ubaldo: Sargento Getúlio – Roman, aus d. brasilian. Portugiesisch übersetzt u. mit e. Nachwort versehen von Curt Meyer-Clason, 1984, 185 S., ISBN 3-518-11183-3.
- 1184 – Piven, Frances Fox; Cloward, Richard A.: Aufstand der Armen, 1986, XXXIX, 467 S., ISBN 3-518-11184-1.
- 1185 – Voigt, Rüdiger (Hrsg.): Abschied vom Recht?, 1983, 317 S., ISBN 3-518-11185-X.
- 1186
- 1187 – Becher, Martin Roda: Der rauschende Garten – 2 Erzählungen, 1983, 116 S., ISBN 3-518-11187-6.
- 1188 – Kamper, Dietmar (Hrsg.): Das Schwinden der Sinne, 1984, 352 S., Ill., ISBN 3-518-11188-4.
- 1189 – Lautmann, Rüdiger: Der Zwang zur Tugend – die gesellschaftliche Kontrolle der Sexualitäten, 1984, 261 S., ISBN 3-518-11189-2.
- 1190 – Steinweg, Reiner (Hrsg.): Vom Krieg der Erwachsenen gegen die Kinder – Möglichkeiten der Friedenserziehung, 1984, 371 S., Ill., ISBN 3-518-11190-6.
- 1191 – Knopf, Jan (Hrsg.): Brecht-Journal 1, 1983, 257 S., Ill., ISBN 3-518-11191-4.
- 1192 – Pusch, Luise F. (Hrsg.): Feminismus – Inspektion der Herrenkultur; ein Handbuch, 1983, 552 S., Ill., ISBN 3-518-11192-2.
- 1193 – Kluge, Alexander: Schlachtbeschreibung – Roman, 1983, 364 S., ISBN 3-518-11193-0.
- 1194
- 1195 – Blanchard, Philippe (Hrsg.): Taktische Kernwaffen – die fragmentierte Abschreckung, 1987, 259 S., ISBN 3-518-11195-7.
- 1196 – Steinweg, Reiner (Hrsg.): Rüstung und soziale Sicherheit, 1985, 448 S., ISBN 3-518-11196-5.
- 1197 – Buro, Andreas; Grobe-Hagel, Karl: Vietnam! Vietnam? – die Entwicklung der Sozialistischen Republik Vietnam nach dem Fall Saigons, 1984, 238 S., ISBN 3-518-11197-3.
- 1198 – Böni, Franz: Der Johanniterlauf – Fragment, 1983, 81 S., ISBN 3-518-11198-1.
- 1199 – Ngũgĩ wa Thiong’o: Der gekreuzigte Teufel – Roman, aus d. Engl. von Susanne Koehler, 1988, 316 S., ISBN 3-518-11199-X.
- 1200 – Benjamin, Walter: Das Passagen-Werk, 1983, 2 Bände, 654 S., S. 656–1354, ISBN 3-518-11200-7.
- 1201 – Schüler-Springorum, Horst (Hrsg.): Jugend und Kriminalität – kriminologische Beiträge zur kriminalpolitischen Diskussion, 1983, 177 S., ISBN 3-518-11201-5.
- 1202 – Mayröcker, Friederike: Magische Blätter, 1983, 128 S., ISBN 3-518-11202-3.
- 1203 – Frank, Manfred: Was ist Neostrukturalismus?, 1984, 614 S., ISBN 3-518-11203-1.
- 1204 – Nakane, Chie: Die Struktur der japanischen Gesellschaft, 1985, 205 S., ISBN 3-518-11204-X.
- 1205 – Duras, Marguerite: Sommer 1980, aus d. Franz. von Ilma Rakusa, 1984, 106 S., ISBN 3-518-11205-8.
- 1206 – Barthes, Roland: Michelet, 1985, 245 S., Ill., ISBN 3-518-11206-6.
- 1207
- 1208 – Paley, Grace: Ungeheure Veränderungen in letzter Minute – Geschichten, aus d. Amerikan. von Marianne Frisch ; Jürg Laederach ; Hanna Muschg, 1985, 219 S., ISBN 3-518-11208-2.
- 1209 – Hengst, Heinz (Hrsg.): Kindheit in Europa – zwischen Spielplatz und Computer, 1985, 317 S., ISBN 3-518-11209-0.
- 1210
- 1211 – Brackert, Helmut (Hrsg.): Naturplan und Verfallskritik – zu Begriff und Geschichte der Kultur, 1984, 417 S., ISBN 3-518-11211-2.
- 1212 – Bonß, Wolfgang (Hrsg.): Arbeitslosigkeit in der Arbeitsgesellschaft, 1984, 350 S., ISBN 3-518-11212-0.
- 1213 – Todorov, Tzvetan: Die Eroberung Amerikas – das Problem des Anderen, 1985, 312 S., Ill., ISBN 3-518-11213-9.
- 1214 – Glotz, Peter (Hrsg.): Ziviler Ungehorsam im Rechtsstaat, 1983, 149 S., ISBN 3-518-11214-7.
- 1215 – Weiss, Peter: Der neue Prozess – Stück in 3 Akten, 1984, 127 S., Ill., ISBN 3-518-11215-5.
- 1216 – Karl Dedecius|Dedecius, Karl (Hrsg.): Ein Jahrhundert geht zu Ende – polnische Gedichte der letzten Jahre, 1984, 119 S., ISBN 3-518-11216-3.
- 1217 – Pusch, Luise F.: Das Deutsche als Männersprache – Aufsätze und Glossen zur feministischen Linguistik, 1984, 201 S., ISBN 3-518-11217-1.
- 1218 – Sohn-Rethel, Alfred: Soziologische Theorie der Erkenntnis, 1985, 265 S., ISBN 3-518-11218-X.
- 1219 – Ammann, Judith: Who’s been sleeping in my brain? – [Interviews, Post, Punk], 1984, 477, 37 S., Ill., ISBN 3-518-11219-8.
- 1220 – Vernant, Jean-Pierre (Hrsg.): Mythos ohne Illusion, 1984, 125 S., ISBN 3-518-11220-1.
- 1221 – Hart Nibbrig, Christiaan L.: Die Auferstehung des Körpers im Text, 1985, 208 S., Ill., ISBN 3-518-11221-X.
- 1222 – Lüderssen, Klaus (Hrsg.): V-Leute – die Falle im Rechtsstaat, 1985, X, 643 S., ISBN 3-518-11222-8.
- 1223 – Moser, Tilmann: Eine fast normale Familie – über Theater und Gruppentherapie, 1984, 149 S., ISBN 3-518-11223-6.
- 1224 – Goytisolo, Juan: Dissidenten, 1984, 296 S., ISBN 3-518-11224-4.
- 1225 – Schwarzer, Alice (Hrsg.): Lohn: Liebe – zum Wert der Frauenarbeit, 1985, 221 S., ISBN 3-518-11225-2.
- 1226 – Veyne, Paul: Glaubten die Griechen an ihre Mythen? – ein Versuch über die konstitutive Einbildungskraft, 1987, 186 S., ISBN 3-518-11226-0.
- 1227 – Morshäuser, Bodo (Hrsg.): Thank you good night, 1985, 266 S., ISBN 3-518-11227-9.
- 1228 – Zoll, Rainer (Hrsg.): Hauptsache, ich habe meine Arbeit, 1984, 227 S., ISBN 3-518-11228-7.
- 1229 – Koebner, Thomas (Hrsg.): Mit uns zieht die neue Zeit – der Mythos Jugend, 1985, 620 S., Ill., ISBN 3-518-11229-5.
- 1230 – Condori Mamani, Gregorio: Sie wollen nur, daß man ihnen dient... – Autobiographie, 1985, 216 S., Ill., ISBN 3-518-11230-9.
- 1231 – Feyerabend, Paul: Wissenschaft als Kunst, 1984, 168 S., Ill., ISBN 3-518-11231-7.
- 1232 – Oppenheim, Meret: Husch, husch, der schönste Vokal entleert sich – Gedichte, Zeichnungen, 1984, 128 S., Ill., ISBN 978-3-518-11232-8.
- 1233 – Leibfried, Stephan (Hrsg.): Politik der Armut und Die Spaltung des Sozialstaats, 1985, 474 S., ISBN 3-518-11233-3.
- 1234 – Wenzel, Eberhard (Hrsg.): Die Ökologie des Körpers, 1986, 263 S., ISBN 3-518-11234-1.
- 1235 – Duerr, Hans Peter (Hrsg.): Die wilde Seele – zur Ethnopsychoanalyse von Georges Devereux, 1987, 497 S., Ill., ISBN 3-518-11235-X
- 1236 – Brandão, Ignácio de Loyola: Kein Land wie dieses – Aufzeichnungen aus der Zukunft, aus d. brasilian. Portugiesisch von Ray-Güde Mertin, 1986, 330 S., ISBN 3-518-11236-8.
- 1237 – Foidl, Gerold: Scheinbare Nähe, 1985, 168 S., ISBN 3-518-11237-6.
- 1238 – Steinweg, Reiner (Hrsg.): Kriegsursachen, 1987, 523 S., ISBN 3-518-11238-4.
- 1239 – Erd, Rainer (Hrsg.): Reform und Resignation – Gespräche über Franz L. Neumann, 1985, 260 S., Ill., ISBN 3-518-11239-2.
- 1240 – Guldimann, Tim: Moral und Herrschaft in der Sowjetunion – Erlebnis und Theorie, 1984, 258 S., ISBN 3-518-11240-6.
- 1241 – Abelshauser, Werner: Wirtschaftsgeschichte der Bundesrepublik Deutschland – (1945–1980), 1983, 186 S., ISBN 3-518-11241-4.
- 1242 – Blasius, Dirk: Geschichte der politischen Kriminalität in Deutschland – (1800–1980); eine Studie zu Justiz und Staatsverbrechen, 1983, 159 S., ISBN 3-518-11242-2.
- 1243 – Kluxen, Kurt: Geschichte und Problematik des Parlamentarismus, 1983, 301 S., ISBN 3-518-11243-0.
- 1244 – Marschalck, Peter: Bevölkerungsgeschichte Deutschlands im 19. und 20. Jahrhundert, 1984, 202 S., ISBN 3-518-11244-9.
- 1245 – Wippermann, Wolfgang: Europäischer Faschismus im Vergleich – (1922–1982), 1983, 239 S., ISBN 3-518-11245-7.
- 1246 – Geyer, Michael: Deutsche Rüstungspolitik – 1860–1980, 1984, 245 S., ISBN 3-518-11246-5.
- 1247 – Hentschel, Volker: Geschichte der deutschen Sozialpolitik – (1880–1980); soziale Sicherung und kollektives Arbeitsrecht, 1983, 317 S., ISBN 3-518-11247-3.
- 1248 – Lehnert, Detlef: Sozialdemokratie zwischen Protestbewegung und Regierungspartei 1848 bis 1983, 1983, 260 S., ISBN 3-518-11248-1.
- 1249 – Reulecke, Jürgen: Geschichte der Urbanisierung in Deutschland, 1985, 231 S., ISBN 3-518-11249-X.
- 1250 – Alter, Peter: Nationalismus, 1985, 178 S., ISBN 3-518-11250-3.
- 1251 – Kraul, Margret: Das deutsche Gymnasium – 1780–1980, 1984, 247 S., ISBN 3-518-11251-1.
- 1252 – Botzenhart, Manfred: Reform, Restauration, Krise – Deutschland 1789–1847, 1985, 171 S., ISBN 3-518-11252-X.
- 1253 – Dipper, Christof: Deutsche Geschichte – 1648–1789, 1991, 338 S., ISBN 3-518-11253-8.
- 1254 – Wehler, Hans-Ulrich: Grundzüge der amerikanischen Außenpolitik – 1750–1900 – Von den englischen Küstenkolonien zur amerikanischen Weltmacht, 1983, 221 S., ISBN 3-518-11254-6.
- 1255
- 1256 – Wirz, Albert: Sklaverei und kapitalistisches Weltsystem, 1984, 255 S., ISBN 3-518-11256-2.
- 1257 – Berding, Helmut: Moderner Antisemitismus in Deutschland, 1988, 294 S., ISBN 3-518-11257-0.
- 1258 – Jarausch, Konrad: Deutsche Studenten – 1800–1970, 1984, 254 S., ISBN 3-518-11258-9.
- 1259 – Mooser, Josef: Arbeiterleben in Deutschland – 1900–1970; Klassenlagen, Kultur und Politik, 1984, 303 S., ISBN 3-518-11259-7.
- 1260 – Staritz, Dietrich: Geschichte der DDR – 1949–1985, 1985, 277 S., ISBN 3-518-11260-0.
- 1261 – Ziebura, Gilbert: Weltwirtschaft und Weltpolitik 1922/24–1931 – zwischen Rekonstruktion und Zusammenbruch, 1984, 229 S., ISBN 3-518-11261-9.
- 1262 – Kluge, Ulrich: Die deutsche Revolution 1918/1919 – Staat, Politik und Gesellschaft zwischen Weltkrieg und Kapp-Putsch, 1985, 247 S., ISBN 3-518-11262-7.
- 1263 – Dippel, Horst: Die Amerikanische Revolution – 1763–1787, 1985, 132 S., ISBN 3-518-11263-5 .
- 1264 – Lönne, Karl-Egon: Politischer Katholizismus im 19. und 20. Jahrhundert, 1986, 338 S., ISBN 3-518-11264-3.
- 1265 – Berghahn, Volker R.: Unternehmer und Politik in der Bundesrepublik, 1985, 363 S., ISBN 3-518-11265-1.
- 1266 – Siemann, Wolfram: Die deutsche Revolution von 1848/49, 1985, 256 S., ISBN 3-518-11266-X.
- 1267 – Thränhardt, Dietrich: Geschichte der Bundesrepublik Deutschland, 1986, 271 S., Ill., ISBN 3-518-11267-8.
- 1268 – Schulze, Winfried: Deutsche Geschichte im 16. Jahrhundert – 1500–1618, 1987, 311 S., ISBN 3-518-11268-6.
- 1269 – Möller, Horst: Vernunft und Kritik – deutsche Aufklärung im 17. und 18. Jahrhundert, 1986, 353 S., ISBN 3-518-11269-4.
- 1270 – Jasper, Gotthard: Die gescheiterte Zähmung – Wege zur Machtergreifung Hitlers 1930–1934, 1986, 270 S., ISBN 3-518-11270-8.
- 1271 – Grimm, Dieter: Deutsche Verfassungsgeschichte, 1988, 269 S., ISBN 3-518-11271-6.
- 1272
- 1273 – Carsten, Francis L.: Geschichte der preußischen Junker, 1988, 223 S., ISBN 3-518-11273-2.
- 1274
- 1275
- 1276 – Sieder, Reinhard: Sozialgeschichte der Familie, 1987, 359 S., ISBN 3-518-11276-7.
- 1277
- 1278 – Mitterauer, Michael: Sozialgeschichte der Jugend, 1986, 275 S., ISBN 3-518-11278-3.
- 1279 – Schröder, Hans-Christoph: Die Revolutionen Englands im 17. Jahrhundert, 1986, 289 S., ISBN 3-518-11279-1.
- 1280 – Holtwick, Bernd (Hrsg.): Personen, Ereignisse, soziale Bewegungen – Gesamtregister zur „Modernen Deutschen Geschichte“, 1996, 159 S., ISBN 3-518-11280-5.
- 1281 – Wunder, Bernd: Geschichte der Bürokratie in Deutschland, 1986, 231 S., ISBN 3-518-11281-3.
- 1282 – Peukert, Detlev: Die Weimarer Republik – Krisenjahre der klassischen Moderne, 1987, 312 S., ISBN 3-518-11282-1.
- 1283 – Ullmann, Hans-Peter: Interessenverbände in Deutschland, 1988, 307 S., ISBN 3-518-11283-X.
- 1284 – Frevert, Ute: Frauen-Geschichte – Zwischen bürgerlicher Verbesserung und neuer Weiblichkeit, 1986, 356 S., ISBN 3-518-11284-8.
- 1285 – Herbst, Ludolf: Das nationalsozialistische Deutschland – 1933–1945; die Entfesselung der Gewalt – Rassismus und Krieg, 1996, 494 S., ISBN 3-518-11285-6.
- 1286 – Langewiesche, Dieter: Liberalismus in Deutschland, 1988, 380 S., ISBN 3-518-11286-4.
- 1287 – Schönhoven, Klaus: Die deutschen Gewerkschaften, 1987, 289 S., ISBN 3-518-11287-2.
- 1288
- 1289 – Müller, Hans Dieter: Der Kopf in der Schlinge – Entscheidungen im Vorkrieg, 1985, 210 S., ISBN 3-518-11289-9.
- 1290 – Paz, Octavio: Zwiesprache – Essays zu Kunst und Literatur, 1984, 239 S., Ill., ISBN 3-518-11290-2.
- 1291 – Kroetz, Franz Xaver: Furcht und Hoffnung der BRD – das Stück, das Material, das Tagebuch, 1984, 297 S., ISBN 3-518-11291-0.
- 1292 – Hildesheimer, Wolfgang: The jewishness of Mr. Bloom – englisch-deutsch, 1984, 69 S., ISBN 3-518-11292-9.
- 1293 – Konrád, György: Antipolitik – mitteleuropäische Meditationen, 1985, 223 S., ISBN 3-518-11293-7.
- 1294
- 1295 – Hänny, Reto: Ruch – ein Bericht, 1984, 275 S., ISBN 3-518-11295-3.
- 1296 – Lutz, Dieter S. (Hrsg.): Atomkriegsfolgen – der Bericht des „Office of Technology Assessment“, 1984, 204 S., ISBN 3-518-11296-1.
- 1297 – Kallscheuer, Otto (Hrsg.): Peter Sloterdijks „Kritik der zynischen Vernunft“, 1987, 387 S., ISBN 3-518-11297-X.
- 1298
- 1299 – Wünsche, Konrad: Der Volksschullehrer Ludwig Wittgenstein – mit neuen Dokumenten und Briefen aus den Jahren 1919–1926, 1985, 357 S., ISBN 3-518-11299-6.
- 1300 – Fellinger, Raimund (Hrsg.): Ein Lesebuch, 1984, 1001 S., Ill., ISBN 3-518-11300-3.
- 1301 – Böhme, Gernot: Anthropologie in pragmatischer Hinsicht – Darmstädter Vorlesungen, 1985, 289 S., ISBN 3-518-11301-1.
- 1302
- 1303 – Gerlach, Rainer (Hrsg.): Peter Weiss im Gespräch, 1986, 355 S., ISBN 3-518-11303-8.
- 1304 – Moser, Tilmann: Romane als Krankengeschichten – über Handke, Meckel und Martin Walser, 1985, 174 S., ISBN 3-518-11304-6.
- 1305 – Krippendorff, Ekkehart: Staat und Krieg – die historische Logik politischer Unvernunft, 1985, 435 S., Ill., ISBN 3-518-11305-4.
- 1306 – Lundgreen, Peter (Hrsg.): Wissenschaft im Dritten Reich, 1985, 384 S., Ill., ISBN 3-518-11306-2.
- 1307 – Rühmkorf, Peter: Agar agar – zaurzaurim – zur Naturgeschichte des Reims und der menschlichen Anklangsnerven, 1985, 184 S., Ill., ISBN 3-518-11307-0.
- 1308 – Lessenich, Jean: Nun bin ich die niemals müde junge Hirschfrau oder der Ajilie-Mann, 1985, 134 S., ISBN 3-518-11308-9.
- 1309 – Göckenjan, Gerd: Kurieren und Staat machen – Gesundheit und Medizin in der bürgerlichen Welt, 1985, 435 S., Ill., ISBN 3-518-11309-7.
- 1310 – Abendroth, Wolfgang: Die Aktualität der Arbeiterbewegung – Beiträge zu ihrer Theorie und Geschichte, 1985, 225 S., ISBN 3-518-11310-0.
- 1311 – Matthies, Frank-Wolf: Tagebuch Fortunes, 1985, 263 S., Ill., ISBN 3-518-11311-9.
- 1312 – Menzel, Ulrich: Auswege aus der Abhängigkeit – die entwicklungspolitische Aktualität Europas, 1988, 648 S., ISBN 3-518-11312-7.
- 1313 – Dubiel, Helmut: Was ist Neokonservatismus?, 1985, 135 S., ISBN 3-518-11313-5.
- 1314 – Steinweg, Reiner (Hrsg.): Militärregime und Entwicklungspolitik, 1989, 601 S., ISBN 3-518-11314-3.
- 1315 – Leutenegger, Gertrud: Das verlorene Monument, 1985, 107 S., ISBN 3-518-11315-1.
- 1316 – Zimmermann, Hans Dieter: Der babylonische Dolmetscher – zu Franz Kafka und Robert Walser, 1985, 329 S., ISBN 3-518-11316-X.
- 1317 – Benjamin, Walter: Aufklärung für Kinder – Rundfunkvorträge, 1985, 207 S., ISBN 3-518-11317-8.
- 1318 – Barthes, Roland: Die Sprache der Mode, 1985, 379 S., ISBN 3-518-11318-6.
- 1319 – Roth, Friederike: Krötenbrunnen – ein Stück, 1984, 61 S., ISBN 3-518-11319-4.
- 1320 – Goetz, Rainald: Krieg mit der Beigabe Hirn, 1986, 313 + 193 S., Ill., ISBN 3-518-11320-8.
- 1321 – Habermas, Jürgen: Kleine politische Schriften 5 – Die neue Unübersichtlichkeit, 1985, 267 S., ISBN 3-518-11321-6.
- 1322 – Kubin, Wolfgang (Hrsg.): Nachrichten von der Hauptstadt der Sonne – moderne chinesische Lyrik 1919–1984, 1985, 246 S., ISBN 3-518-11322-4.
- 1323 – Sachße, Christoph (Hrsg.): Soziale Sicherheit und soziale Disziplinierung – Beiträge zu einer historischen Theorie der Sozialpolitik, 1986, 302 S., Ill., ISBN 3-518-11323-2.
- 1324 – Weiss, Peter: Die Besiegten, 1985, 157 S., Ill., ISBN 3-518-11324-0.
- 1325 – Gerhardt, Uta: Patientenkarrieren – eine medizinsoziologische Studie, 1986, 375 S., ISBN 3-518-11325-9.
- 1326 – Hawkes, John: Travestie, aus d. Amerikan. von Jürg Laederach, 1985, 121 S., ISBN 3-518-11326-7.
- 1327 – Benard, Cheryl; Khalilzad, Zalmay: Gott in Teheran – Irans islamische Republik, 1988, 266 S., ISBN 3-518-11327-5.
- 1328 – Nizon, Paul: Am Schreiben gehen – Frankfurter Vorlesungen, 1985, 136 S., Ill., ISBN 3-518-11328-3.
- 1329 – Bürger, Christa (Hrsg.): Zerstörung, Rettung des Mythos durch Licht, 1986, 270 S., ISBN 3-518-11329-1.
- 1330 – Kreuder, Thomas (Hrsg.): Konservativismus in der Strukturkrise, 1987, 648 S., ISBN 3-518-11330-5.
- 1331 – Thiemann, Friedrich: Schulszenen – Vom Herrschen und Leiden, 1985, 132 S., ISBN 3-518-11331-3.
- 1332 – Powell, Padgett: Edisto – Roman, aus d. Amerikan. von Harry Rowohlt, 1985, 218 S., ISBN 3-518-11332-1.
- 1333 – Simmel, Georg: Schriften zur Philosophie und Soziologie der Geschlechter, 1985, 281 S., ISBN 3-518-11333-X.
- 1334
- 1335 – Hortleder, Gerd; Gebauer, Gunter (Hrsg.): Sport – Eros – Tod, 1986, 283 S., ISBN 3-518-11335-6.
- 1336 – Johnson, Uwe: Der 5. Kanal, 1987, 183 S., Ill., ISBN 3-518-11336-4.
- 1337 – Rubinstein, Renate: Immer verliebt, aus d. Niederländ. von Rahel E. Feilchenfeldt, 1986, 138 S., ISBN 3-518-11337-2.
- 1338 – Bovenschen, Silvia (Hrsg.): Die Listen der Mode, 1986, 478 S., Ill., ISBN 3-518-11338-0.
- 1339 – Senghaas, Dieter: Die Zukunft Europas – Probleme der Friedensgestaltung, 1986, 272 S., ISBN 3-518-11339-9.
- 1340 – Bond, Edward: Gesammelte Stücke, 1987, 2 Bände, 389, 331 S., ISBN 3-518-11340-2.
- 1341 – Drescher, Anne ; Esser, Josef ; Fach, Wolfgang: Die politische Ökonomie der Liebe – ein Essay, 1986, 238 S., ISBN 3-518-11341-0.
- 1342 – Strasser, Peter: Die verspielte Aufklärung, 1986, 163 S., ISBN 3-518-11342-9.
- 1343 – Mattenklott, Gert: Blindgänger – physiognomische Essais, 1986, 192 S., ISBN 3-518-11343-7.
- 1344 – Buch, Hans Christoph: Der Herbst des großen Kommunikators – amerikanisches Journal, 1986, 207 S., ISBN 3-518-11344-5.
- 1345 – Duerr, Hans Peter: Traumzeit – über die Grenze zwischen Wildnis und Zivilisation, 1985, 655 S., ISBN 3-518-11345-3.
- 1346 – Duerr, Hans Peter: Satyricon – Essays und Interviews, 1985, 186 S., Ill., ISBN 3-518-11346-1.
- 1347 – Schubert, Alexander: Die internationale Verschuldung – die Dritte Welt und das transnationale Bankensystem, 1985, 321 S., ISBN 3-518-11347-X.
- 1348
- 1349 – Menninghaus, Winfried: Schwellenkunde – Walter Benjamins Passage des Mythos, 1986, 118 S., ISBN 3-518-11349-6.
- 1350 – Jones, Ann: Frauen, die töten, 1986, 464 S., ISBN 3-518-11350-X.
- 1351 – Sachße, Christoph: Mütterlichkeit als Beruf – Sozialarbeit, Sozialreform und Frauenbewegung; 1871–1929, 1986, 386 S., Ill., ISBN 3-518-11351-8.
- 1352 – Becher, Martin Roda: Unruhe unter den Fahrgästen – Aufzeichnungen, 1986, 107 S., ISBN 3-518-11352-6.
- 1353 – Sloterdijk, Peter: Der Denker auf der Bühne – Nietzsches Materialismus, 1986, 190 S., ISBN 3-518-11353-4.
- 1354 – Ribeiro, Darcy: Wildes Utopia – Sehnsucht nach der verlorenen Unschuld; eine Fabel, 1986, 209 S., Ill., ISBN 3-518-11354-2.
- 1355 – Steinweg, Reiner (Hrsg.): Lehren aus der Geschichte? – historische Friedensforschung, 1990, 452 S., ISBN 3-518-11355-0.
- 1356 – Greiner, Peter: Wie Bombenleger-Charly leben… – Sozialverhalten, Geschichten und Szenen, 1986, 121 S., ISBN 3-518-11356-9.
- 1357 – De Man, Paul: Allegorien des Lesens, 1988, 232 S., ISBN 3-518-11357-7.
- 1358 – Kamper, Dietmar (Hrsg.): Die unvollendete Vernunft, Moderne versus Postmoderne, 1987, 572 S., Ill., ISBN 3-518-11358-5.
- 1359
- 1360 – Petri, György: Zur Hoffnung verkommen – Gedichte, aus dem Ungar. übers. von Hans-Henning Paetzke, 1986, 109 S., ISBN 3-518-11360-7.
- 1361 – Boal, Augusto: Theater der Unterdrückten, 1989, 273 S., Ill., ISBN 3-518-11361-5.
- 1362 – Irigaray, Luce: Ethik der sexuellen Differenz, 1991, 253 S., ISBN 3-518-11362-3.
- 1363 – Saage, Richard (Hrsg.): Solidargemeinschaft und Klassenkampf – politische Konzeption der Sozialdemokratie zwischen den Weltkriegen, 1986, 385 S., ISBN 3-518-11363-1.
- 1364 – Andréa, Yann: M. D., aus d. Franz. von Renate Hörisch-Helligrath, 1986, 139 S., ISBN 3-518-11364-X.
- 1365 – Beck, Ulrich: Risikogesellschaft – auf dem Weg in eine andere Moderne, 1986, 391 S., ISBN 3-518-11365-8.
- 1366
- 1367 – Barthes, Roland: Der entgegenkommende und der stumpfe Sinn, 1990, 319 S., Ill., ISBN 3-518-11367-4.
- 1368 – Roth, Friederike: Die einzige Geschichte – Theaterstück, 1985, 87 S., ISBN 3-518-11368-2.
- 1369 – Adam, Heribert ; Moodley, Kogila: Südafrika ohne Apartheid?, 1987, 338 S., ISBN 3-518-11369-0.
- 1370 – Techel, Sabine: Es kündigt sich an – Gedichte, 1986, 89 S., ISBN 3-518-11370-4.
- 1371 – Gröner, Walter: Ein rasend hingehauchtes Herbsteslicht – Bergeller Gedichte – Puisía, 1986, 72 S., ISBN 3-518-11371-2.
- 1372 – Schindel, Robert: Ohneland – Gedichte vom Holz der Paradeiserbäume; 1979–1984, 1986, 105 S., ISBN 3-518-11372-0.
- 1373 – Treichel, Hans-Ulrich: Liebe Not – Gedichte, 1986, 79 S., ISBN 3-518-11373-9 .
- 1374 – Walser, Martin: Geständnis auf Raten, 1986, 103 S., ISBN 3-518-11374-7.
- 1375 – Sloterdijk, Peter: Kopernikanische Mobilmachung und ptolemäische Abrüstung – ästhetischer Versuch, 1987, 126 S., ISBN 3-518-11375-5.
- 1376 – Dubiel, Helmut (Hrsg.): Populismus und Aufklärung, 1986, 314 S., ISBN 3-518-11376-3.
- 1377 – Frank, Manfred: Die Unhintergehbarkeit von Individualität – Reflexionen über Subjekt, Person und Individuum aus Anlaß ihrer „postmodernen“ Toterklärung, 1986, 130 S., ISBN 3-518-11377-1.
- 1378
- 1379 – Paetzke, Hans-Henning: Andersdenkende in Ungarn, 1986, 244 S., ISBN 3-518-11379-8.
- 1380 – Dröge, Franz; Krämer-Badoni, Thomas: Die Kneipe – zur Soziologie einer Kulturform oder „Zwei Halbe auf mich!“, 1987, 391 S., Ill., ISBN 3-518-11380-1.
- 1381 – Vernant, Jean-Pierre: Mythos und Gesellschaft im alten Griechenland, 1987, 258 S., ISBN 3-518-11381-X.
- 1382 – Torres, Antonio: Diese Erde, 1986, 175 S., ISBN 3-518-11382-8.
- 1383 – Walser, Martin: Ein fliehendes Pferd – Theaterstück, 1985, 78 S., ISBN 3-518-11383-6.
- 1384 – Elias, Norbert: Humana conditio – Beobachtungen zur Entwicklung der Menschheit am 40. Jahrestag eines Kriegsendes (8. Mai 1985), 1985, 151 S., ISBN 3-518-11384-4.
- 1385 – Penck, A. R.: Mein Denken, 1986, 80 S., Ill., ISBN 3-518-11385-2.
- 1386 – Schirrmacher, Frank (Hrsg.): Verteidigung der Schrift Kafkas „Prozess“, 1987, 220 S., ISBN 3-518-11386-0.
- 1387 – Maeffert, Uwe: Bruchstellen – eine Prozessgeschichte, 1986, 304 S., Ill., ISBN 3-518-11387-9.
- 1388 – Kroetz, Franz Xaver: Bauern sterben, 1987, 200 S., ISBN 3-518-11388-7.
- 1389 – Duras, Marguerite: Vera Baxter oder Die Atlantikstrände, aus d. Franz. von Andrea Spingler, 1987, 106 S., ISBN 3-518-11389-5.
- 1390 – Rossi, Pietro (Hrsg.): Theorie der modernen Geschichtsschreibung, 1987, 298 S., ISBN 3-518-11390-9.
- 1391 – Deppe, Hans-Ulrich: Krankheit ist ohne Politik nicht heilbar – zur Kritik der Gesundheitspolitik, 1987, 265 S., Ill., ISBN 3-518-11391-7.
- 1392
- 1393 – Menzel, Ulrich; Senghaas, Dieter: Europas Entwicklung und die Dritte Welt – eine Bestandsaufnahme, 1986, 294 S., ISBN 3-518-11393-3.
- 1394 – Konrád, György: Stimmungsbericht, 1988, 313 S., ISBN 3-518-11394-1.
- 1395 – Bohn, Volker (Hrsg.): Romantik, Literatur und Philosophie – internationale Beiträge zur Poetik, 1987, 379 S., ISBN 3-518-11395-X.
- 1396 – Brecht-Journal 2, 1986, 209 S., Ill., ISBN 3-518-11396-8.
- 1397 – Brecht, Bertolt: Buckower Elegien, mit Kommentaren von Jan Knopf, 1986, 124 S., ISBN 3-518-11397-6.
- 1398 – Maruyama, Masao: Denken in Japan, 1988, 159 S., ISBN 3-518-11398-4.
- 1399 – Roth, Friederike: Das Ganze ein Stück, 1986, 121 S., ISBN 3-518-11399-2.
- 1400 – Henrich, Dieter: Konzepte – Essays zur Philosophie in der Zeit, 1987, 139 S., ISBN 3-518-11400-X.
- 1401 – Tuñón de Lara, Manuel (Hrsg.): Der Spanische Bürgerkrieg – eine Bestandsaufnahme, 1987, 707 S., Ill., ISBN 3-518-11401-8.
- 1402 – Kolbe, Uwe: Bornholm II – Gedichte, 1987, 106 S., Ill., ISBN 3-518-11402-6.
- 1403 – Brunkhorst, Hauke: Der Intellektuelle im Land der Mandarine, 1987, 163 S., ISBN 3-518-11403-4 .
- 1404 – Moser, Tilmann: Der Psychoanalytiker als sprechende Attrappe – eine Streitschrift, 1987, 156 S., ISBN 3-518-11404-2.
- 1405 – Griffin, Susan: Frau und Natur – das Brüllen in ihr, 1987, 300 S., ISBN 3-518-11405-0.
- 1406 – Rötzer, Florian (Hrsg.): Denken, das an der Zeit ist, 1987, 344 S., ISBN 3-518-11406-9.
- 1407 – List, Elisabeth (Hrsg.): Denkverhältnisse – Feminismus und Kritik, 1989, 586 S., ISBN 3-518-11407-7.
- 1408 – Duras, Marguerite: La Musica zwei, aus d. Franz. von Simon Werle, 1989, 73 S., ISBN 3-518-11408-5.
- 1409 – Duerr, Hans Peter (Hrsg.): Authentizität und Betrug in der Ethnologie, 1987, 423 S., Ill., ISBN 3-518-11409-3.
- 1410 – Kleinspehn, Thomas: Warum sind wir so unersättlich? – Über den Bedeutungswandel des Essens, 1987, 515 S., Ill., ISBN 3-518-11410-7.
- 1411 – Zoll, Rainer (Hrsg.): Zerstörung und Wiederaneignung von Zeit, 1988, 683 S., ISBN 3-518-11411-5.
- 1412 – Buch, Hans Christoph: Waldspaziergang – unpolitische Betrachtungen zu Literatur und Politik, 1987, 232 S., ISBN 3-518-11412-3.
- 1413
- 1414
- 1415
- 1416 – Johnson, Uwe: Versuch, einen Vater zu finden – Marthas Ferien, 1988, 95 S. + Kompaktkassette, ISBN 3-518-11416-6.
- 1417 – Reitemeyer, Ursula: Philosophie der Leiblichkeit – Ludwig Feuerbachs Entwurf einer Philosophie der Zukunft, 1988, 171 S., ISBN 3-518-11417-4.
- 1418 – Hart, Maarten ’t: Ein Schwarm Regenbrachvögel – Roman, aus dem Niederländ. von Waltraud Hüsmert, 1988, 222 S., ISBN 3-518-11418-2.
- 1419 – Macho, Thomas: Todesmetaphern – zur Logik der Grenzerfahrung, 1987, 477 S., Ill., ISBN 3-518-11419-0.
- 1420 – Hohmann, Harald (Hrsg.): Freiheitssicherung durch Datenschutz, 1987, 403 S., ISBN 3-518-11420-4.
- 1421 – Mayröcker, Friederike: Magische Blätter 2, 1987, 204 S., ISBN 3-518-11421-2.
- 1422 – Oehler, Dolf: Ein Höllensturz der alten Welt – zur Selbsterforschung der Moderne nach dem Juni 1848, 1988, 437 S., ISBN 3-518-11422-0.
- 1423 – Gerhard , Ute (Hrsg.): Rechtsalltag von Frauen, 1988, 250 S., ISBN 3-518-11423-9.
- 1424 – Kantowsky, Detlef: Indien – Gesellschaft und Entwicklung, 1986, 220 S., ISBN 3-518-11424-7.
- 1425 – Lenz, Hermann: Leben und Schreiben – Frankfurter Vorlesungen, 1986, 167 S., ISBN 3-518-11425-5.
- 1426
- 1427 – Mayer, Hans: Gelebte Literatur – Frankfurter Vorlesungen, 1987, 118 S., ISBN 3-518-11427-1.
- 1428 – Meyer-Clason, Curt (Hrsg.): Lateinamerikaner über Europa, 1987, 247 S., ISBN 3-518-11428-X.
- 1429 – Schindel, Robert: Geier sind pünktliche Tiere – Gedichte, 1987, 137 S., Ill., ISBN 3-518-11429-8.
- 1430 – Frank, Manfred (Hrsg.): Die Frage nach dem Subjekt, 1988, 434 S., ISBN 3-518-11430-1.
- 1431
- 1432 – Häußermann, Hartmut; Siebel, Walter: Neue Urbanität, 1987, 263 S., ISBN 3-518-11432-8.
- 1433 – Rubinstein, Renate: Sterben kann man immer noch – Notizen von einer Krankheit, aus d. Niederländ. von Helga van Beuningen, 1987, 113 S., ISBN 3-518-11433-6.
- 1434 – Joyce, James: Dubliner, aus dem Engl. übers. von Dieter E. Zimmer, 1987, 228 S., ISBN 3-518-11434-4.
- 1435 – Joyce, James: Stephen der Held, aus d. Engl. übers. von Klaus Reichert, 1987, 537 S., ISBN 3-518-11435-2.
- 1436
- 1437 – Joyce, James: Kleine Schriften, 1987, 425 S., ISBN 3-518-11437-9.
- 1438 – Joyce, James: Gesammelte Gedichte – englisch und deutsch, übers. von Hans Wollschläger, 1987, 348 S., ISBN 3-518-11438-7.
- 1439 – Joyce, James: Finnegans Wake [englisch], 1987, 627 S., ISBN 3-518-11439-5.
- 1440 – Fahlke, Eberhard (Hrsg.): Ich überlege mir die Geschichte – Uwe Johnson im Gespräch, 1988, 359 S., ISBN 3-518-11440-9.
- 1441 – Barthes, Roland: Das semiologische Abenteuer, 1988, 297 S., ISBN 3-518-11441-7.
- 1442 – Rosset, Clément: Das Reale – Traktat über die Idiotie, 1988, 194 S., ISBN 3-518-11442-5.
- 1443 – Duras, Marguerite: Eden-Cinema, aus dem Französischen von Ruth Henry, 1988, 128 S., ISBN 3-518-11443-3.
- 1444 – Weiss, Peter: Avantgarde Film, 1995, 207 S., Ill., ISBN 3-518-11444-1.
- 1445 – Singer, Kurt: Spiegel, Schwert und Edelstein – Strukturen des japanischen Lebens, 1991, 334 S., ISBN 3-518-11445-X.
- 1446 – Wagner, Nike: Geist und Geschlecht – Karl Kraus und die Erotik der Wiener Moderne, 1987, 288, 20 S., Ill., ISBN 3-518-11446-8.
- 1447 – Adamovič, Ales: Henkersknechte – das Glück des Messers oder Lebensbeschreibungen von Hyperboreern, aus dem Russischen von Thomas Reschke, 1988, 266 S., ISBN 3-518-11447-6.
- 1448 – Bude, Heinz: Deutsche Karrieren – Lebenskonstruktionen sozialer Aufsteiger aus der Flakhelfer-Generation, 1987, 209 S., ISBN 3-518-11448-4.
- 1449
- 1450 – Sloterdijk, Peter: Eurotaoismus – zur Kritik der politischen Kinetik, 1989, 346 S., Ill., ISBN 3-518-11450-6.
- 1451 – Bohn, Volker (Hrsg.): Typologie – internationale Beiträge zur Poetik, 1988, 465 S., ISBN 3-518-11451-4.
- 1452
- 1453 – Habermas, Jürgen: Kleine politische Schriften 6 – Eine Art Schadensabwicklung, 1987, 178 S., ISBN 3-518-11453-0.
- 1454 – Koeppen, Wolfgang: Morgenrot, 1987, 91 S., ISBN 3-518-11454-9.
- 1455 – Laederach, Jürg: Der zweite Sinn oder unsentimentale Reise durch ein Feld Literatur, 1988, 282 S., ISBN 3-518-11455-7.
- 1456 – Frank, Manfred: Kaltes Herz, unendliche Fahrt, neue Mythologie – Motiv-Untersuchungen zur Pathogenese der Moderne, 1989, 117 S., ISBN 3-518-11456-5.
- 1457 – Lezama Lima, José: Die amerikanische Ausdruckswelt, 1992, 178 S., ISBN 3-518-11457-3.
- 1458
- 1459 – Batberger, Reinhold: Drei Elephanten – Erzählungen, 1988, 103 S., ISBN 3-518-11459-X.
- 1460 – García Morales, Adelaida: Der Süden, aus d. Span. von Anne Sorg-Schumacher u. Imme Bergmaier, 1989, 131 S., ISBN 3-518-11460-3.
- 1461 – Thiemann, Friedrich: Kinder in den Städten, 1988, 102 S., ISBN 3-518-11461-1.
- 1462
- 1463 – Kim, Anatolij: Nachtigallenecho, aus dem Russ. von Hartmut Herboth, 1988, 140 S., ISBN 3-518-11463-8.
- 1464 – Pulatov, Timur I.: Das Geheimnis der Schildkröte – Roman, aus d. Russ. von Ingeborg Schröder, 1988, 257 S., ISBN 3-518-11464-6.
- 1465 – Morshäuser, Bodo: Revolver – vier Erzählungen, 1988, 140 S., Ill., ISBN 3-518-11465-4.
- 1466 – Hijiya-Kirschnereit, Irmela: Das Ende der Exotik – zur japanischen Kultur und Gesellschaft der Gegenwart, 1988, 220 S., ISBN 3-518-11466-2.
- 1467 – Göckenjan, Gerd; Kondratowitz, Hans-Joachim von (Hrsg.): Alter und Alltag, 1988, 409 S., Ill., ISBN 3-518-11467-0.
- 1468 – Beck, Ulrich: Gegengifte – die organisierte Unverantwortlichkeit, 1988, 318 S., ISBN 3-518-11468-9.
- 1469 – Brasch, Thomas: Frauen, Krieg, Lustspiel – ein Stück, 1989, 64 S., ISBN 3-518-11469-7.
- 1470 – Böhme, Hartmut: Natur und Subjekt, 1988, 399 S., ISBN 3-518-11470-0.
- 1471
- 1472 – Veyne, Paul: Geschichtsschreibung – Und was sie nicht ist, 1990, 236 S., ISBN 3-518-11472-7.
- 1473 – Braun, Volker: Verheerende Folgen mangelnden Anscheins innerbetrieblicher Demokratie – Schriften, 1988, 156 S., ISBN 3-518-11473-5.
- 1474
- 1475 – Bohn, Volker: Bildlichkeit – internationale Beiträge zur Poetik, 1990, 557 S., Ill., ISBN 3-518-11475-1.
- 1476
- 1477 – Cage, John: Silence, aus d. Amerikan. von Ernst Jandl, 1987, 159 S., ISBN 3-518-11477-8.
- 1478 – Braun, Volker: Gesammelte Stücke, 2 Bände, 1989, 275 S., 223 S., ISBN 3-518-11478-6.
- 1479 – Rüsen, Jörn (Hrsg.): Die Zukunft der Aufklärung, 1988, 242 S., ISBN 3-518-11479-4.
- 1480 – Bernhard, Thomas: Der deutsche Mittagstisch – Dramolette, 1988, 145 S., Ill., ISBN 3-518-11480-8.
- 1481 – Frank, Manfred: Die Grenzen der Verständigung – ein Geistergespräch zwischen Lyotard und Habermas, 1988, 102 S., ISBN 3-518-11481-6.
- 1482 – Kristeva, Julia: Geschichten von der Liebe, aus d. Franz. von Dieter Hornig u. Wolfram Bayer, 1989, 406 S., ISBN 3-518-11482-4.
- 1483 – Gstrein, Norbert: Einer – Erzählung, 1988, 118 S., ISBN 3-518-11483-2.
- 1484 – Mahony, Patrick J.: Der Schriftsteller Sigmund Freud, 1989, 259 S., ISBN 3-518-11484-0.
- 1485 – Hörisch, Jochen: Die Wut des Verstehens – zur Kritik der Hermeneutik, 1988, 111 S., Ill., ISBN 3-518-11485-9.
- 1486 – Krippendorff, Ekkehart: Wie die Großen mit den Menschen spielen – Versuch über Goethes Politik, 1988, 168 S., ISBN 3-518-11486-7.
- 1487
- 1488 – Springer, F.: Quissama – ein Bericht, aus d. Niederländ. von Helga van Beuningen, 1990, 180 S., ISBN 3-518-11488-3.
- 1489 – Sieferle, Rolf Peter (Hrsg.): Fortschritte der Naturzerstörung, 1988, 375 S., ISBN 3-518-11489-1.
- 1490 – Angriff auf das Herz des Staates – soziale Entwicklung und Terrorismus ; Analysen, Bd. 1, 1988, 428 S., ISBN 3-518-11490-5.
- 1491 – Angriff auf das Herz des Staates – soziale Entwicklung und Terrorismus ; Analysen, Bd. 2, 1988, 342 S., ISBN 3-518-11491-3.
- 1492 – Dischereit, Esther: Joëmis Tisch – eine jüdische Geschichte, 1988, 122 S., ISBN 3-518-11492-1.
- 1493 – Wichner, Ernest: Steinsuppe – Gedichte, 1988, 80 S., ISBN 3-518-11493-X.
- 1494
- 1495 – Menzel, Ulrich (Hrsg.): Im Schatten des Siegers – Japan, 1: Kultur und Gesellschaft, 1989, 284 S., Ill., ISBN 3-518-11495-6.
- 1496 – Menzel, Ulrich (Hrsg.): Im Schatten des Siegers – Japan, 2: Staat und Gesellschaft, 1989, 310 S., Ill., ISBN 3-518-11496-4.
- 1497 – Menzel, Ulrich (Hrsg.): Im Schatten des Siegers – Japan, 3: Ökonomie und Politik, 1989, 298 S., Ill., ISBN 3-518-11497-2.
- 1498 – Menzel, Ulrich (Hrsg.): Im Schatten des Siegers – Japan, 4: Weltwirtschaft und Weltpolitik, 1989, 311 S., Ill., ISBN 3-518-11498-0.
- 1499 – Johnson, Uwe: Porträts und Erinnerungen, hrsg. von Eberhard Fahlke, 1988, 183 S., ISBN 3-518-11499-9.
- 1500 – Johnson, Uwe: Jahrestage – aus dem Leben von Gesine Cresspahl, 4 Bände, 1988, 477 S., S. 487–1008, S. 1017–1382, S. 1391–1891, ISBN 3-518-11500-6.
- 1501 – Weiss, Peter: Die Ästhetik des Widerstands – Roman, 1988, 267 S., ISBN 3-518-11501-4.
- 1502 – Habermas, Jürgen: Theorie des kommunikativen Handelns, 2 Bände, 1988, 533, 640 S., ISBN 3-518-11502-2.
- 1503 – Laederach, Jürg: Vor Schrecken starr – Fixierungen, Stechblicke, Obsessionen, 1988, 394 S., ISBN 3-518-11503-0.
- 1504 – Söllner, Werner: Kopfland, Passagen – Gedichte, 1988, 120 S., ISBN 3-518-11504-9.
- 1505 – Sloterdijk, Peter: Zur Welt kommen – zur Sprache kommen – Frankfurter Vorlesungen, 1988, 174 S., ISBN 3-518-11505-7.
- 1506 – Frank, Manfred: Gott im Exil – Vorlesungen über die neuen Mythologie 2, 1988, 349 S., ISBN 3-518-11506-5.
- 1507 – Grünbein, Durs: Grauzone morgens – Gedichte, 1988, 88 S., Ill., ISBN 3-518-11507-3.
- 1508 – Duras, Marguerite: Das tägliche Leben, 1988, 163 S., ISBN 3-518-11508-1.
- 1509 – Senghaas, Dieter: Konfliktformationen im internationalen System, 1988, 229 S., ISBN 3-518-11509-X.
- 1510 – Kubbig, Bernd W. (Hrsg.): Die militärische Eroberung des Weltraums, 2 Bände, 1990, 446 S., S. 451–771, ISBN 3-518-11510-3.
- 1511 – Schindel, Robert: Im Herzen die Krätze – Gedichte, 1988, 112 S., Ill., ISBN 3-518-11511-1.
- 1512 – Lange, Dietrich: Wider Sinn und Bedeutung, 1989, 224 S., Ill., ISBN 3-518-11512-X.
- 1513 – Vargas Llosa, Mario: Gegen Wind und Wetter – Literatur und Politik, 1988, 283 S., ISBN 3-518-11513-8.
- 1514 – Bourdieu, Pierre: Die politische Ontologie Martin Heideggers, 1988, 156 S., ISBN 3-518-11514-6.
- 1515
- 1516 – Powell, Padgett: Eine Frau mit Namen Drown, aus d. Amerikan. von Harry Rowohlt, 1990, 184 S., ISBN 3-518-11516-2.
- 1517
- 1518 – Strasser, Peter: Philosophie der Wirklichkeitssuche, 1989, 234 S., ISBN 3-518-11518-9.
- 1519 – Guilhaumou, Jacques: Sprache und Politik in der Französischen Revolution – vom Ereignis zur Sprache des Volkes (1789 bis 1794), 1989, 260 S., ISBN 3-518-11519-7.
- 1520 – Farge, Arlette; Foucault, Michel (Hrsg.): Familiäre Konflikte – die „Lettres de cachet“ aus den Archiven der Bastille im 18. Jahrhundert, 1989, 291 S., Ill., ISBN 3-518-11520-0.
- 1521 – Berding, Helmut (Hrsg.): Deutschland und Frankreich im Zeitalter der Französischen Revolution, 1989, 472 S., ISBN 3-518-11521-9.
- 1522 – Furet, François (Hrsg.): Kritisches Wörterbuch der Französischen Revolution, 2 Bände, 1996, 681 S., S. 687–1712, ISBN 3-518-11522-7.
- 1523 – Kling, Thomas: Geschmacksverstärker – Gedichte 1985–1988, 1989, 125 S., Ill., ISBN 3-518-11523-5.
- 1524 – Joyce, James: Finnegans Wake – deutsch; gesammelte Annäherungen, 1989, 320 S., Ill., ISBN 3-518-11524-3.
- 1525 – Reichert, Klaus: Vielfacher Schriftsinn – zu Finnegans Wake, 1989, 234 S., ISBN 3-518-11525-1.
- 1526 – Meyer, Thomas (Hrsg.): Fundamentalismus in der modernen Welt – die Internationale der Unvernunft, 1989, 302 S., ISBN 3-518-11526-X.
- 1527 – Cortázar, Julio: Das Observatorium, aus dem Span. übers. von Rudolf Wittkopf, 1989, 71 S., Ill., ISBN 3-518-11527-8.
- 1528 – Petri, György: Schöner und unerbittlicher Mummenschanz – Gedichte; ungarisch/deutsch, hrsg. u. nachgedichtet von Hans-Henning Paetzke, 1989, 143 S., ISBN 3-518-11528-6.
- 1529 – Jaeger, Hans: Geschichte der Wirtschaftsordnung in Deutschland, 1988, 291 S., ISBN 3-518-11529-4.
- 1530 – Geiss, Imanuel: Geschichte des Rassismus, 1988, 374 S., ISBN 3-518-11530-8.
- 1531
- 1532 – Lenger, Friedrich: Sozialgeschichte der deutschen Handwerker seit 1800, 1988, 259 S., ISBN 3-518-11532-4.
- 1533 – Holl, Karl: Pazifismus in Deutschland, 1988, 274 S., ISBN 3-518-11533-2.
- 1534 – Hildermeier, Manfred: Die russische Revolution – 1905–1921, 1989, 350 S., ISBN 3-518-11534-0.
- 1535 – Haupt, Heinz-Gerhard: Sozialgeschichte Frankreichs seit 1789, 1989, 314 S., ISBN 3-518-11535-9.
- 1536 – Radkau, Joachim: Technik in Deutschland – vom 18. Jahrhundert bis zur Gegenwart, 1989, 453 S., ISBN 3-518-11536-7.
- 1537 – Siemann, Wolfram: Gesellschaft im Aufbruch – Deutschland 1849–1871, 1990, 354 S., ISBN 3-518-11537-5.
- 1538 – Pankoke, Eckart: Die Arbeitsfrage – Arbeitsmoral, Beschäftigungskrisen und Wohlfahrtspolitik im Industriezeitalter, 1990, 345 S., ISBN 3-518-11538-3.
- 1539 – Kiesewetter, Hubert: Industrielle Revolution in Deutschland – 1815–1914, 1989, 350 S., ISBN 3-518-11539-1.
- 1540 – Bernecker, Walther L.: Sozialgeschichte Spaniens im 19. und 20. Jahrhundert – vom Ancien Régime zur Parlamentarischen Monarchie, 1990, 376 S., ISBN 3-518-11540-5.
- 1541 – Ehmer, Josef: Sozialgeschichte des Alters, 1990, 246 S., ISBN 3-518-11541-3.
- 1542 – Burkhardt, Johannes: Der Dreißigjährige Krieg, 1992, 307 S., ISBN 3-518-11542-1.
- 1543
- 1544 – Rohe, Karl: Wahlen und Wählertraditionen in Deutschland – kulturelle Grundlagen deutscher Parteien und Parteiensysteme im 19. und 20. Jahrhundert, 1992, 307 S., ISBN 3-518-11544-8.
- 1545
- 1546 – Ullmann, Hans-Peter: Das deutsche Kaiserreich, 1871–1918, 1995, 307 S., ISBN 3-518-11546-4.
- 1547 – Bourdieu, Pierre: Rede und Antwort, 1992, 236 S., ISBN 3-518-11547-2.
- 1548 – Ebbighausen, Rolf; Neckel, Sighard (Hrsg.): Anatomie des politischen Skandals, 1989, 416 S., ISBN 3-518-11548-0.
- 1549 – Fernández Cubas, Cristina: Das geschenkte Jahr – Roman, aus d. Span. von Eva Schikorski, 1989, 134 S., ISBN 3-518-11549-9.
- 1550 – Sloterdijk, Peter (Hrsg.): Vor der Jahrtausendwende, 2 Bände, 1990, 307 S., S. 313–731, ISBN 3-518-11550-2.
- 1551 – Bohrer, Karl Heinz: Die Kritik der Romantik – der Verdacht der Philosophie gegen die literarische Moderne, 1989, 310 S., ISBN 3-518-11551-0.
- 1552 – Serres, Michel: Der Hermaphrodit, 1989, 135 S., ISBN 3-518-11552-9.
- 1553 – Walser, Martin: Über Deutschland reden, 1988, 99 S., ISBN 3-518-11553-7.
- 1554 – Fritsch, Werner: Steinbruch, 1989, 53 S., ISBN 3-518-11554-5.
- 1555 – Vargas Llosa, Mario: La Chunga – ein Stück, Dt. von Dagmar Ploetz, 1989, 88 S., Ill., ISBN 3-518-11555-3.
- 1556 – Böhme, Gernot: Für eine ökologische Naturästhetik, 1989, 188 S., Ill., ISBN 3-518-11556-1.
- 1557 – Erd, Rainer (Hrsg.): Kritische Theorie und Kultur, 1989, 398 S., Ill., ISBN 3-518-11557-X.
- 1558 – Split: Apfelsinen im Hals – Geschichten, 1989, 120 S., ISBN 3-518-11558-8.
- 1559 – Foucault, Michel: Raymond Roussel, 1989, 191 S., ISBN 3-518-11559-6.
- 1560 – Herterich, Frank (Hrsg.): Dazwischen – ostmitteleuropäische Reflexionen, 1989, 211 S., ISBN 3-518-11560-X.
- 1561 – Segbers, Klaus: Der sowjetische Systemwandel, 1989, 440 S., ISBN 3-518-11561-8.
- 1562 – Brasch, Thomas: Lovely Rita – Rotter – Lieber Georg; drei Stücke, 1989, 125 S., ISBN 3-518-11562-6.
- 1563 – Frank, Manfred: Einführung in die frühromantische Ästhetik – Vorlesungen, 1989, 461 S., Noten, ISBN 3-518-11563-4.
- 1564 – Bubner, Rüdiger: Ästhetische Erfahrung, 1989, 155 S., ISBN 3-518-11564-2.
- 1565 – Pusch, Luise F.: Alle Menschen werden Schwestern – feministische Sprachkritik, 1990, 245 S., ISBN 3-518-11565-0.
- 1566 – Klix, Bettina: Sehen, Sprechen, Gehen – Prosa, 1993, 81 S., ISBN 3-518-11566-9.
- 1567 – Sieferle, Rolf Peter: Die Krise der menschlichen Natur – zur Geschichte eines Konzepts, 1989, 249 S., ISBN 3-518-11567-7.
- 1568 – Riedmüller, Barbara (Hrsg.): Wie sicher ist die soziale Sicherung?, 1989, 361 S., ISBN 3-518-11568-5.
- 1569 – Vobruba, Georg (Hrsg.): Strukturwandel der Sozialpolitik – lohnarbeitszentrierte Sozialpolitik und soziale Grundsicherung, 1990, 337 S., ISBN 3-518-11569-3.
- 1570 – Happel, Lioba: Grüne Nachmittage – Gedichte, 1989, 70 S., Ill., ISBN 3-518-11570-7.
- 1571 – França Júnior, Oswaldo: Jorge, der Brasilianer – Roman, aus d. brasilian. Portugiesisch übers. von Inés Koebel, 1989, 216 S., ISBN 3-518-11571-5.
- 1572 – Rödel, Ulrich ; Frankenberg, Günter; Dubiel, Helmut: Die demokratische Frage, 1989, 218 S., Ill., ISBN 3-518-11572-3.
- 1573 – Rödel, Ulrich (Hrsg.): Autonome Gesellschaft und libertäre Demokratie, 1990, 356 S., ISBN 3-518-11573-1.
- 1574 – Phillips, Jane J.: Mojo hand – eine orphische Erzählung, 1989, 212 S., ISBN 3-518-11574-X.
- 1575 – Holbein, Ulrich: Samthase und Odradek, 1990, 180 S., Ill., ISBN 3-518-11575-8.
- 1576 – Krippendorff, Ekkehart: Politische Interpretationen – Shakespeare, Stendhal, Balzac, Wagner, Hašek, Kafka, Kraus, 1990, 176 S., Ill., ISBN 3-518-11576-6.
- 1577 – Blauert, Andreas (Hrsg.): Ketzer, Zauberer, Hexen – die Anfänge der europäischen Hexenverfolgungen, 1990, 284 S., Ill., ISBN 3-518-11577-4.
- 1578 – Meckel, Christoph: Von den Luftgeschäften der Poesie – Frankfurter Vorlesungen, 1989, 119 S., ISBN 3-518-11578-2.
- 1579 – Krauß, Henning (Hrsg.): Folgen der Französischen Revolution, 1989, 274 S., Ill., ISBN 3-518-11579-0.
- 1580
- 1581 – Achebe, Chinua: Termitenhügel in der Savanne – Roman, aus dem Engl. von Susanne Koehler, 1991, 259 S., ISBN 3-518-11581-2.
- 1582 – Bohrer, Karl Heinz: Der romantische Brief – die Entstehung ästhetischer Subjektivität, 1989, 267 S., ISBN 3-518-11582-0.
- 1583 – Rich, Adrienne: Um die Freiheit schreiben – Beiträge zur Frauenbewegung, 1990, 156 S., Ill., ISBN 3-518-11583-9.
- 1584 – Drawert, Kurt: Privateigentum – Gedichte, 1989, 136 S., ISBN 3-518-11584-7.
- 1585 – Johansson, Rolf: Ich habe Shelley geliebt – Roman, aus d. Schwed. von Alken Bruns, 1992, 165 S., ISBN 3-518-11585-5.
- 1586 – Lang, Bernhard; McDannell, Colleen: Der Himmel – eine Kulturgeschichte des ewigen Lebens, 1990, 577 S., Ill., ISBN 3-518-11586-3.
- 1587 – Brackert, Helmut (Hrsg.): Kultur – Bestimmungen im 20. Jahrhundert, 1990, 473 S., ISBN 3-518-11587-1.
- 1588 – Döring, Bianca: Ein Flamingo, eine Wüste – Erzählung, 1988, 82 S., ISBN 3-518-11588-X.
- 1589 – Dinescu, Mircea: Exil im Pfefferkorn – Gedichte, ausgew., übers. und mit einem Nachw. versehen von Werner Söllner, 1989, 110 S., Ill., ISBN 3-518-11589-8.
- 1590 – Elias, Norbert: Norbert Elias über sich selbst, 1990, 196 S., Ill., ISBN 3-518-11590-1.
- 1591 – Bubner, Rüdiger: Dialektik als Topik – Bausteine zu einer lebensweltlichen Theorie der Rationalität, 1990, 111 S., ISBN 3-518-11591-X.
- 1592 – Döring, Christian (Hrsg.): Erste Einsichten – neueste Prosa aus der Bundesrepublik, 1990, 260 S., ISBN 3-518-11592-8.
- 1593 – Döring, Christian (Hrsg.): Schöne Aussichten – neue Prosa aus der DDR, 1990, 330 S., ISBN 3-518-11593-6.
- 1594
- 1595 – Döring, Diether (Hrsg.): Armut im Wohlstand, 1990, 402 S., ISBN 3-518-11595-2.
- 1596 – Guelbenzu, José María: Der Blick – Roman, aus dem Span. von Peter Schwaar, 1990, 135 S., ISBN 3-518-11596-0.
- 1597 – Gándara, Alejandro: Die Mittelstrecke – Roman, aus d. Span. von Eva Schikorski, 1991, 252 S., ISBN 3-518-11597-9.
- 1598
- 1599 – Rötzer, Florian (Hrsg.): Digitaler Schein – Ästhetik der elektronischen Medien, 1991, 578 S., ISBN 3-518-11599-5.
- 1600
- 1601 – Becker, Jurek: Warnung vor dem Schriftsteller – drei Vorlesungen in Frankfurt, 1990, 90 S., ISBN 3-518-11601-0.
- 1602 – Menzel, Ulrich (Hrsg.): Nachdenken über China, 1990, 289 S., ISBN 3-518-11602-9.
- 1603 – Beyse, Jochen: Ultraviolett – eine Erzählung, 1990, 135 S., ISBN 3-518-11603-7.
- 1604 – Kristeva, Julia: Fremde sind wir uns selbst, 1990, 212 S., ISBN 3-518-11604-5.
- 1605 – Hennig, Eike: Die Republikaner im Schatten Deutschlands – zur Organisation der mentalen Provinz; eine Studie, 1991, 298 S., ISBN 3-518-11605-3.
- 1606 – Schedlinski, Rainer: Die Rationen des Ja und des Nein – Gedichte, 1990, 154 S., Ill., ISBN 3-518-11606-1.
- 1607 – Rosenboom, Thomas: Eine teure Freundschaft – Roman, aus dem Niederländ. von Helga van Beuningen, 1991, 327 S., ISBN 3-518-11607-X.
- 1608 – Hijiya-Kirschnereit, Irmela: Was heißt: Japanische Literatur verstehen? – Zur modernen japanischen Literatur und Literaturkritik, 1990, 209 S., ISBN 3-518-11608-8.
- 1609 – Steffen, Katharina: Übergangsrituale einer auto-mobilen Gesellschaft – eine kulturanthropologische Skizze, 1990, 348 S., Ill., ISBN 3-518-11609-6.
- 1610 – Treichel, Hans-Ulrich: Seit Tagen kein Wunder – Gedichte, 1990, 78 S., ISBN 3-518-11610-X.
- 1611 – Benet, Juan: Du wirst es zu nichts bringen – Erzählungen, aus dem Span. von Gerhard Poppenberg, 1992, 194 S., ISBN 3-518-11611-8.
- 1612 – Assmann, Jan (Hrsg.): Kultur und Konflikt, 1990, 460 S., Ill., ISBN 3-518-11612-6.
- 1613 – Grözinger, Karl E. (Hrsg.): Judentum im deutschen Sprachraum, 1991, 434 S., Ill., Noten, ISBN 3-518-11613-4.
- 1614 – Roth, Patrick: Die Wachsamen – drei Monodramen, 1990, 155 S., Ill., ISBN 3-518-11614-2.
- 1615
- 1616 – Baumgarten, Helga: Palästina – Befreiung in den Staat, die palästinensische Nationalbewegung seit 1948, 1991, 437 S., ISBN 3-518-11616-9.
- 1617 – Steinweg, Reiner (Hrsg.): Die vergessene Dimension internationaler Konflikte – Subjektivität, 1990, 258 S., ISBN 3-518-11617-7.
- 1618 – Aebli, Kurt: Küss mich einmal ordentlich – Prosa, 1990, 106 S., Ill., ISBN 3-518-11618-5.
- 1619 – Nassar, Raduan: Ein Glas Wut, aus dem brasilian. Portugiesisch von Ray-Güde Mertin, 1991, 72 S., ISBN 3-518-11619-3.
- 1620
- 1621 – Günther, Horst: Versuche, europäisch zu denken – Deutschland und Frankreich, 1990, 165 S., ISBN 3-518-11621-5.
- 1622 – Hodjak, Franz: Siebenbürgische Sprechübung – Gedichte, 1990, 140 S., Ill., ISBN 3-518-11622-3.
- 1623 – Millás García, Juan José: Dein verwirrender Name – Roman, aus d. Span. von Peter Schwaar, 1990, 192 S., ISBN 3-518-11623-1.
- 1624 – Berg, Christa (Hrsg.): Kinderwelten, 1991, 334 S., Ill., ISBN 3-518-11624-X.
- 1625 – Gstrein, Norbert: Anderntags – Erzählung, 1989, 116 S., ISBN 3-518-11625-8.
- 1626 – Morshäuser, Bodo: Hauptsache Deutsch, 1992, 203 S., Ill., ISBN 3-518-11626-6.
- 1627 – Gal’perin, Jurij: Die Brücke über die Lethe – Praxis der Prosa, 1990, 164 S., Ill., ISBN 3-518-11627-4.
- 1628
- 1629 – Segbers, Klaus (Hrsg.): Perestroika – Zwischenbilanz, 1990, 445 S., ISBN 3-518-11629-0.
- 1630 – Früchtl, Josef (Hrsg.): Geist gegen den Zeitgeist – Erinnern an Adorno, 1991, 223 S., ISBN 3-518-11630-4.
- 1631 – Sloterdijk, Peter: Versprechen auf Deutsch – Rede über das eigene Land, 1990, 82 S., ISBN 3-518-11631-2.
- 1632 – Senghaas, Dieter: Europa 2000 – ein Friedensplan, 1990, 124 S., ISBN 3-518-11632-0.
- 1633 – Habermas, Jürgen: Kleine politische Schriften 7 – Die nachholende Revolution, 1990, 223 S., ISBN 3-518-11633-9.
- 1634 – Rakusa, Ilma: Steppe – Erzählungen, 1990, 80 S., ISBN 3-518-11634-7.
- 1635 – Rosenlöcher, Thomas: Die verkauften Pflastersteine – Dresdener Tagebuch, 1990, 113 S., ISBN 3-518-11635-5.
- 1636 – Deppe, Rainer (Hrsg.): Demokratischer Umbruch in Osteuropa, 1991, 352 S., ISBN 3-518-11636-3.
- 1637 – Evans, Richard J.: Im Schatten Hitlers? – Historikerstreit und Vergangenheitsbewältigung in der Bundesrepublik, 1991, 282 S., ISBN 3-518-11637-1.
- 1638 – Plenzdorf, Ulrich: Ein Tag, länger als ein Leben – Zeit der Wölfe; zwei Stücke nach Romanen von Tschingis Aitmatow, 1991, 142 S., ISBN 3-518-11638-X.
- 1639 – Nooteboom, Cees: Berliner Notizen, 1991, 338 S., Ill., ISBN 3-518-11639-8.
- 1640 – Ewald, François (Hrsg.): Spiele der Wahrheit – Michel Foucaults Denken, 1991, 339 S., ISBN 3-518-11640-1.
- 1641 – Doehlemann, Martin: Langeweile? – Deutung eines verbreiteten Phänomens, 1991, 228 S., Ill., ISBN 3-518-11641-X.
- 1642 – Köhler, Barbara: Deutsches Roulette – Gedichte; 1984–1989, 1991, 82 S., Ill., ISBN 3-518-11642-8.
- 1643 – Holbein, Ulrich: Der belauschte Lärm, 1991, 209 S., ISBN 3-518-11643-6.
- 1644 – Dieckmann, Friedrich: Glockenläuten und offene Fragen – Berichte und Diagnosen aus dem anderen Deutschland, 1991, 350 S., Noten, ISBN 3-518-11644-4.
- 1645 – Derrida, Jacques: Gesetzeskraft – der „mystische Grund der Autorität“, 1991, 124 S., ISBN 3-518-11645-2.
- 1646 – Mayröcker, Friederike: Magische Blätter 3, 1991, 115 S., Ill., ISBN 3-518-11646-0.
- 1647 – García Morales, Adelaida: Das Schweigen der Sirenen – Roman, aus dem Span. von Anne Sorg-Schumacher, 1991, 141 S., ISBN 3-518-11647-9.
- 1648 – Fletcher, George P.: Notwehr als Verbrechen – der U-Bahn-Fall Goetz, 1993, 340 S., ISBN 3-518-11648-7.
- 1649
- 1650 – Fritsch, Werner: Fleischwolf – Gefecht, 1992, 112 S., Ill., ISBN 3-518-11650-9.
- 1651 – Schüler-Springorum, Horst: Kriminalpolitik für Menschen, 1991, 308 S., ISBN 3-518-11651-7.
- 1652 – Grassmuck, Volker ; Unverzagt, Christian: Das Müll-System – eine metarealistische Bestandsaufnahme, 1991, 310 S., Ill., ISBN 3-518-11652-5.
- 1653 – Haverkamp, Anselm; Lachmann, Renate (Hrsg.): Gedächtniskunst – Raum – Bild – Schrift – Studien zur Mnemotechnik, 1991, 482 S., ISBN 3-518-11653-3.
- 1654 – Ugrešić, Dubravka: Der goldene Finger – Roman, aus dem Serbokroat. von Nadja Grbić, 1993, 309 S., Ill., ISBN 3-518-11654-1.
- 1655
- 1656 – Albrecht, Peter-Alexis (Hrsg.): Verdeckte Gewalt – Plädoyers für eine „Innere Abrüstung“, 1990, 262 S., ISBN 3-518-11656-8.
- 1657 – Schmid, Wilhelm (Hrsg.): Denken und Existenz bei Michel Foucault, 1991, 293 S., ISBN 3-518-11657-6.
- 1658 – Henrich, Dieter: Eine Republik Deutschland – Reflexionen auf dem Weg aus der deutschen Teilung, 1990, 101 S., ISBN 3-518-11658-4.
- 1659 – Kroetz, Franz Xaver: Bauerntheater, 1991, 121 S., ISBN 3-518-11659-2.
- 1660 – Llamazares, Julio: Der gelbe Regen – Roman, aus dem Span. von Wilfried Böhringer, 1991, 157 S., ISBN 3-518-11660-6.
- 1661 – Sluglett, Peter; Farouk-Sluglett, Marion: Der Irak seit 1958 – von der Revolution zur Diktatur, 1991, 345 S., ISBN 3-518-11661-4.
- 1662 – Müller-Doohm, Stefan (Hrsg.): Jenseits der Utopie – Theoriekritik der Gegenwart, 1991, 426 S., ISBN 3-518-11662-2.
- 1663 – Buch, Hans Christoph: Die Nähe und die Ferne – Bausteine zu einer Poetik des kolonialen Blicks [Frankfurter Vorlesungen], 1991, 142 S., Ill., ISBN 3-518-11663-0.
- 1664 – Krynicki, Ryszard: Wunde der Wahrheit – Gedichte, 1991, aus dem Poln. übertr. und mit einem Nachwort von Karl Dedecius, 131 S., Ill., ISBN 3-518-11664-9.
- 1665 – Serres, Michel: Der Naturvertrag, 1994, 202 S., ISBN 3-518-11665-7.
- 1666 – Meyer, Thomas: Die Inszenierung des Scheins – Voraussetzungen und Folgen symbolischer Politik; Essay-Montage, 1992, 203 S., Ill., ISBN 3-518-11666-5.
- 1667 – Federman, Raymond: Surfiction – der Weg der Literatur; Hamburger Poetik-Lektionen, 1992, 151 S., ISBN 3-518-11667-3.
- 1668 – Hiide, Lisbet: Frau mit Schnabel – Erzählungen, aus dem Norweg. von Ursel Möhle, 1993, 95 S., ISBN 3-518-11668-1.
- 1669 – Briegleb, Klaus: 1968 – Literatur in der antiautoritären Bewegung, 1993, 407 S., Ill., ISBN 3-518-11669-X.
- 1670
- 1671 – Wichner, Ernest (Hrsg.): Ein Pronomen ist verhaftet worden – die frühen Jahre in Rumänien; Texte der Aktionsgruppe Banat, 1992, 247 S., ISBN 3-518-11671-1.
- 1672 – Ginzburg, Lidija Ja.: Aufzeichnungen eines Blockademenschen, 1997, 153 S., ISBN 3-518-11672-X.
- 1673
- 1674 – Koch, Gertrud: Die Einstellung ist die Einstellung – visuelle Konstruktionen des Judentums, 1992, 258 S., ISBN 3-518-11674-6.
- 1675 – Janetzki, Ulrich (Hrsg.): Tendenz Freisprache – Texte zu einer Poetik der achtziger Jahre, 1992, 287 S., Ill., ISBN 3-518-11675-4.
- 1676 – Ewald, François: Der Vorsorgestaat, 1993, 557 S., ISBN 3-518-11676-2.
- 1677
- 1678 – Vinken, Barbara (Hrsg.): Dekonstruktiver Feminismus – Literaturwissenschaft in Amerika, 1992, 483 S., Ill., ISBN 3-518-11678-9.
- 1679 – Sandkühler, Hans Jörg: Die Wirklichkeit des Wissens – geschichtliche Einführung in die Epistemologie und Theorie der Erkenntnis, 1991, 409 S., ISBN 3-518-11679-7.
- 1680 – Böhme, Gernot: Natürlich Natur – über Natur im Zeitalter ihrer technischen Reproduzierbarkeit, 1992, 200 S., ISBN 3-518-11680-0.
- 1681 – Bohrer, Karl Heinz (Hrsg.): Ästhetik und Rhetorik – Lektüren zu Paul de Man, 1993, 359 S., ISBN 3-518-11681-9.
- 1682 – De Man, Paul: Die Ideologie des Ästhetischen, 1993, 300 S., ISBN 3-518-11682-7.
- 1683 – Genette, Gérard: Palimpseste – die Literatur auf zweiter Stufe, 1993, 534 S., ISBN 3-518-11683-5.
- 1684
- 1685 – Rosenlöcher, Thomas: Die Wiederentdeckung des Gehens beim Wandern – Harzreise, 1991, 89 S., ISBN 3-518-11685-1.
- 1686 – Moser, Tilmann: Besuche bei Brüdern und Schwestern, 1992, 195 S., ISBN 3-518-11686-X.
- 1687 – Dalos, György: Ungarn – vom Roten Stern zur Stephanskrone, 1991, 260 S., ISBN 3-518-11687-8.
- 1688 – Meuschel, Sigrid: Legitimation und Parteiherrschaft – zum Paradox von Stabilität und Revolution in der DDR; 1945–1989, 1992, 498 S., ISBN 3-518-11688-6.
- 1689
- 1690 – Dedecius, Karl: Poetik der Polen – Frankfurter Vorlesungen, 1992, 135 S., ISBN 3-518-11690-8.
- 1691
- 1692 – Hörisch, Jochen: Brot und Wein – die Poesie des Abendmahls, 1992, 294 S., Ill., ISBN 3-518-11692-4.
- 1693 – Jansen, Johannes: Reißwolf – Aufzeichnungen, 1992, 68 S., Ill., ISBN 3-518-11693-2.
- 1694 – Bernlef, J.: Zwischen Eisbergen – Roman, aus dem Niederländ. von Helga van Beuningen, 1993, 181 S., ISBN 3-518-11694-0.
- 1695 – Barthes, Roland: Das Rauschen der Sprache, 2006, 404 S., ISBN 3-518-11695-9
- 1696 – Hart Nibbrig, Christiaan L. (Hrsg.): Was heißt „Darstellen“?, 1994, 548 S., Ill., ISBN 3-518-11696-7.
- 1697
- 1698 – Hodjak, Franz: Franz, Geschichtensammler – ein Monodrama, 1992, 56 S., ISBN 3-518-11698-3.
- 1699 – Vobruba, Georg: Jenseits der sozialen Fragen – Modernisierung und Transformation von Gesellschaftssystemen, 1991, 171 S., ISBN 3-518-11699-1.
- 1700 – Negt, Oskar; Kluge, Alexander: Geschichte und Eigensinn, 1993, [3 Bände], 442 S., XI S., S. 445–770, S. 774–1247, Ill., ISBN 3-518-11700-9.
- 1701 – Middendorf, Klaus: Wer ist Patrick? Oder: Das Tagebuch – Roman, 1992, 266 S., ISBN 3-518-11701-7.
- 1702 – Veyne, Paul: Foucault – die Revolutionierung der Geschichte, 1992, 83 S., ISBN 3-518-11702-5.
- 1703 – Krese, Maruša: Gestern, heute, morgen – Gedichte, aus dem Slowen. von Fabjan Hafner, 1992, 100 S., ISBN 3-518-11703-3.
- 1704 – Reijen, Willem van (Hrsg.): Allegorie und Melancholie, 1992, 318 S., Ill., ISBN 3-518-11704-1.
- 1705 – Beck, Ulrich; Giddens, Anthony; Lash, Scott (Hrsg.): Reflexive Modernisierung – eine Kontroverse, 1996, 363 S., ISBN 3-518-11705-X.
- 1706 – Haverkamp, Anselm (Hrsg.): Gewalt und Gerechtigkeit – Derrida – Benjamin, 1994, 444 S., ISBN 3-518-11706-8.
- 1707 – Deleuze, Gilles: Logik des Sinns, 1993, 396 S., ISBN 3-518-11707-6.
- 1708
- 1709 – Beyme, Klaus von: Hauptstadtsuche – Hauptstadtfunktionen im Interessenkonflikt zwischen Bonn und Berlin, 1991, 131 S., ISBN 3-518-11709-2.
- 1710 – Weiss, Peter: Rekonvaleszenz, 1991, 213 S., ISBN 3-518-11710-6.
- 1711 – Steinwachs, Ginka: G-L-Ü-C-K – rosa Prosa; Originalfälschung, 1992, 140 S., Ill., ISBN 3-518-11711-4.
- 1712 – Stauch, Wolfgang: Eine schlechte Geschichte, 1992, 159 S., ISBN 3-518-11712-2.
- 1713 – Dieckmann, Friedrich: Vom Einbringen – vaterländische Beiträge, 1992, 249 S., ISBN 3-518-11713-0.
- 1714 – Tugendhat, Ernst: Ethik und Politik – Vorträge und Stellungnahmen aus den Jahren 1978–1991, 1992, 137 S., ISBN 3-518-11714-9.
- 1715 – Drawert, Kurt: Spiegelland – ein deutscher Monolog, 1992, 157 S., ISBN 3-518-11715-7.
- 1716 – Krechel, Ursula: Mit dem Körper des Vaters spielen – Essays, 1992, 259 S., Ill., ISBN 3-518-11716-5.
- 1717 – Senghaas, Dieter: Friedensprojekt Europa, 1992, 221 S., ISBN 3-518-11717-3.
- 1718 – Menzel, Ulrich: Das Ende der Dritten Welt und das Scheitern der großen Theorie, 1992, 223 S., ISBN 3-518-11718-1.
- 1719 – Leithold, Norbert: Viertes Deutschland – Erzählung, 1992, 101 S., ISBN 3-518-11719-X.
- 1720 – Konrád, György: Die Melancholie der Wiedergeburt, 1992, 324 S., ISBN 3-518-11720-3.
- 1721 – Günthner, Susanne (Hrsg.): Von fremden Stimmen – weibliches und männliches Sprechen im Kulturvergleich, 1991, 368 S., ISBN 3-518-11721-1.
- 1722 – Butler, Judith: Das Unbehagen der Geschlechter, 1991, 236 S., ISBN 3-518-11722-X.
- 1723 – Hahn, Barbara: Unter falschem Namen – von der schwierigen Autorschaft der Frauen, 1991, 146 S., ISBN 3-518-11723-8.
- 1724 – Farideh, Akashe-Böhme (Hrsg.): Reflexionen vor dem Spiegel, 1992, 218 S., Ill., ISBN 3-518-11724-6.
- 1725 – Benhabib, Seyla: Selbst im Kontext – kommunikative Ethik im Spannungsfeld von Feminismus, Kommunitarismus und Postmoderne, 1995, 339 S., ISBN 3-518-11725-4.
- 1726 – Fraser, Nancy: Widerspenstige Praktiken – Macht, Diskurs, Geschlecht, 1994, 290 S., ISBN 3-518-11726-2.
- 1727 – Orland, Barbara (Hrsg.): Das Geschlecht der Natur – feministische Beiträge zur Geschichte und Theorie der Naturwissenschaften, 1995, 289 S., ISBN 3-518-11727-0.
- 1728 – List, Elisabeth: Die Präsenz des Anderen – Theorie und Geschlechterpolitik, 1993, 220 S., ISBN 3-518-11728-9.
- 1729 – Wobbe, Theresa (Hrsg.): Denkachsen – zur theoretischen und institutionellen Rede vom Geschlecht, 1994, 326 S., ISBN 3-518-11729-7.
- 1730 – Pühl, Katharina (Hrsg.): Geschlechterverhältnisse und Politik, 1994, 308 S., ISBN 3-518-11730-0.
- 1731 – Bynum, Caroline Walker: Fragmentierung und Erlösung – Geschlecht und Körper im Glauben des Mittelalters, 1996, 301 S., Ill., ISBN 3-518-11731-9.
- 1732 – Dölling, Irene (Hrsg.): Ein alltägliches Spiel – Geschlechterkonstruktion in der sozialen Praxis, 1997, 332 S., ISBN 3-518-11732-7.
- 1733 – Herculine, Barbin; Michel Foucault. Wolfgang Schäffner (Hrsg.): Über Hermaphrodismus, 1998, 245 S., ISBN 3-518-11733-5.
- 1734 – Akashe-Böhme, Farideh (Hrsg.): Von der Auffälligkeit des Leibes, 1995, 192 S., Ill., ISBN 3-518-11734-3.
- 1735 – Eifert, Christiane (Hrsg.): Was sind Frauen? Was sind Männer? – Geschlechterkonstruktionen im historischen Wandel, 1996, 276 S., Ill., ISBN 3-518-11735-1.
- 1736 – Nagl-Docekal, Herta; Pauer-Studer, Herlinde (Hrsg.): Politische Theorie – Differenz und Lebensqualität, 1996, 502 S., ISBN 3-518-11736-X.
- 1737 – Butler, Judith: Körper von Gewicht – die diskursiven Grenzen des Geschlechts, 1997, 384 S., ISBN 3-518-11737-8.
- 1738 – Cornell, Drucilla: Die Versuchung der Pornographie, 1997, 149 S., ISBN 3-518-11738-6.
- 1739 – Nussbaum, Martha Craven: Gerechtigkeit oder Das gute Leben, 1998, 314 S., ISBN 3-518-11739-4.
- 1740 – Wieland, Karin: Worte und Blut – das männliche Selbst im Übergang zur Neuzeit, 1998, 366 S., ISBN 3-518-11740-8.
- 1741
- 1742 – De Lauretis, Teresa: Die andere Szene – Psychoanalyse und lesbische Sexualität, 1999, 291 S., ISBN 3-518-11742-4.
- 1743 – Fraser, Nancy: Die halbierte Gerechtigkeit – Schlüsselbegriffe des postindustriellen Sozialstaats, 2001, 336 S., ISBN 3-518-11743-2.
- 1744 – Butler, Judith: Psyche der Macht – das Subjekt der Unterwerfung, 2001, 197 S., ISBN 3-518-11744-0.
- 1745 – Deuber-Mankowsky, Astrid: Lara Croft, Modell, Medium, Cyberheldin – das virtuelle Geschlecht und seine metaphysischen Tücken, 2001, 109 S., Ill., ISBN 3-518-11745-9.
- 1746
- 1747
- 1748
- 1749
- 1750
- 1751
- 1752
- 1753
- 1754
- 1755
- 1756
- 1757
- 1758
- 1759
- 1760
- 1761
- 1762
- 1763
- 1764
- 1765
- 1766 – Eich, Günter (Hrsg.): Rebellion in der Goldstadt; Tonkassette, Text und Materialien, 1997, 113 S., ISBN 3-518-11766-1.
- 1767 – Heitmeyer, Wilhelm; Müller, Joachim ; Schröder, Helmut: Verlockender Fundamentalismus – türkische Jugendliche in Deutschland, 1997, 276 S., ISBN 3-518-11767-X.
- 1768 – Goytisolo, Juan: Landschaften eines Krieges – Tschetschenien, 1996, 109 S., Ill., ISBN 3-518-11768-8.
- 1769 – Derrida, Jacques: Das andere Kap – Die vertagte Demokratie; zwei Essays zu Europa, 1992, 96 S., ISBN 3-518-11769-6.
- 1770 – Meyer, Berthold (Hrsg.): Eine Welt oder Chaos?, 1996, 561 S., ISBN 3-518-11770-X.
- 1771 – Holbein, Ulrich: Ozeanische Sekunde, 1993, 270 S., Ill., ISBN 3-518-11771-8.
- 1772 – Engler, Wolfgang: Die zivilisatorische Lücke – Versuche über den Staatssozialismus, 1992, 169 S., ISBN 3-518-11772-6.
- 1773 – Rammstedt, Otthein (Hrsg.): BRD ade! – Vierzig Jahre in Rück-Ansichten von Sozial- und Kulturwissenschaftlern, 1992, 442 S., ISBN 3-518-11773-4.
- 1774 – Meyer, Berthold (Hrsg.): Umweltzerstörung – Kriegsfolge und Kriegsursache, 1992, 313 S., ISBN 3-518-11774-2.
- 1775 – Schindel, Robert: Ein Feuerchen im Hintennach – Gedichte; 1986–1991, 1992, 79 S., Ill., ISBN 3-518-11775-0.
- 1776 – Zoll, Rainer: Alltagssolidarität und Individualismus – zum soziokulturellen Wandel, 1993, 170 S., ISBN 3-518-11776-9.
- 1777 – Joas, Hans (Hrsg.): Der Zusammenbruch der DDR – soziologische Analysen, 1993, 324 S., ISBN 3-518-11777-7.
- 1778 – Deleuze, Gilles: Unterhandlungen – 1972–1990, 1993, 261 S., ISBN 3-518-11778-5.
- 1779 – Döring, Bianca: Schnee und niemand – Erzählung, 1992, 95 S., ISBN 3-518-11779-3.
- 1780 – Beck, Ulrich: Die Erfindung des Politischen – zu einer Theorie reflexiver Modernisierung, 1993, 302 S., ISBN 3-518-11780-7.
- 1781 – Sloterdijk, Peter: Weltfremdheit, 1993, 381 S., ISBN 3-518-11781-5.
- 1782 – Wichner, Ernest (Hrsg.): Literaturentwicklungsprozesse – die Zensur der Literatur in der DDR, 1993, 226 S., ISBN 3-518-11782-3.
- 1783 – Schoch, Bruno (Hrsg.): Deutschlands Einheit und Europas Zukunft, 1992, 340 S., ISBN 3-518-11783-1.
- 1784 – Braun, Volker: Böhmen am Meer – ein Stück, 1992, 61 S., Ill., ISBN 3-518-11784-X.
- 1785 – Lievi, Cesare: Die Sommergeschwister – ein Stück, aus dem Ital. von Peter Iden, 1992, 92 S., ISBN 3-518-11785-8.
- 1786 – Streeruwitz, Marlene: Waikiki-Beach – Sloane Square, 1992, 138 S., ISBN 3-518-11786-6.
- 1787 – Hettche, Thomas: Inkubation, 1992, 108 S., ISBN 3-518-11787-4.
- 1788 – Eppler, Erhard: Kavalleriepferde beim Hornsignal – die Krise der Politik im Spiegel der Sprache, 1992, 250 S., ISBN 3-518-11788-2.
- 1789
- 1790 – Graaf, Hermine de: Stella Klein – Roman, aus d. Niederländ. von Helga van Beuningen, 1993, 252 S., ISBN 3-518-11790-4.
- 1791
- 1792
- 1793 – Goetz, Rainald: Festung 1 – [Stücke], 1993, 294 S., Ill., ISBN 3-518-11793-9.
- 1794 – Goetz, Rainald: Festung 2 – 1989, Material I–III, 1993, 531, 555, 513 S., Ill., ISBN 3-518-11794-7.
- 1795 – Goetz, Rainald: Festung 3 – Kronos, 1993, 400 S., Ill., ISBN 3-518-11795-5.
- 1796 – Hoffmann-Axthelm, Dieter: Die dritte Stadt – Bausteine eines neuen Gründungsvertrages, 1993, 248 S., ISBN 3-518-11796-3.
- 1797 – Kößler, Reinhart; Melber, Henning: Chancen internationaler Zivilgesellschaft, 1993, 279 S., ISBN 3-518-11797-1.
- 1798 – Häußermann, Hartmut (Hrsg.): New York – Strukturen einer Metropole, 1993, 316 S., ISBN 3-518-11798-X.
- 1799 – Küchler, Sabine: In meinem letzten Leben war ich die Callas – Erzählungen, 1993, 104 S., ISBN 3-518-11799-8.
- 1800 – Streeruwitz, Marlene: New York, New York – Elysian Park, 1993, 175 S., ISBN 3-518-11800-5.
- 1801
- 1802 – Reese, Dagmar u. a. (Hrsg.): Rationale Beziehungen? – Geschlechterverhältnisse im Rationalisierungsprozeß, 1993, 399 S., ISBN 3-518-11802-1.
- 1803
- 1804 – Krippendorff, Ekkehart: Militärkritik, 1993, 224 S., ISBN 3-518-11804-8.
- 1805 – van den Brink, Bert (Hrsg.): Bürgergesellschaft, Recht und Demokratie, 1995, 493 S., ISBN 3-518-11805-6.
- 1806 – Winkels, Hubert: Freistil, 1993, 106 S., Ill., ISBN 3-518-11806-4.
- 1807 – Rodenberg, Hans-Peter: Der imaginierte Indianer – zur Dynamik von Kulturkonflikt und Vergesellschaftung des Fremden, 1994, 442 S., Ill., ISBN 3-518-11807-2.
- 1808 – Köhler-Weisker, Angela; Horn, Klaus; Schülein, Johann August: Auf der Suche nach dem wahren Selbst – eine Auseinandersetzung mit Carl Rogers, 1993, 253 S., ISBN 3-518-11808-0.
- 1809 – Europa im Krieg – die Debatte über den Krieg im ehemaligen Jugoslawien, 1992, 156 S., ISBN 3-518-11809-9.
- 1810 – Lüderssen, Klaus: Der Staat geht unter – das Unrecht bleibt? – Regierungskriminalität in der ehemaligen DDR, 1992, 155 S., ISBN 3-518-11810-2.
- 1811 – Iveković, Rada (Hrsg.): Briefe von Frauen über Krieg und Nationalismus, 1993, 266 S., ISBN 3-518-11811-0.
- 1812 – Unseld, Siegfried (Hrsg.): Politik ohne Projekt? – Nachdenken über Deutschland, 1993, 493 S., ISBN 3-518-11812-9.
- 1813 – Henrich, Dieter: Nach dem Ende der Teilung – über Identitäten und Intellektualität in Deutschland, 1993, 232 S., ISBN 3-518-11813-7.
- 1814 – Bubner, Rüdiger: Zwischenrufe – aus den bewegten Jahren, 1993, 179 S., ISBN 3-518-11814-5.
- 1815 – Hensel, Kerstin: Im Schlauch – Erzählung, 1993, 67 S., ISBN 3-518-11815-3.
- 1816 – Beck, Ulrich; Beck-Gernsheim, Elisabeth (Hrsg.): Riskante Freiheiten – Individualisierung in modernen Gesellschaften, 1994, 480 S., ISBN 3-518-11816-1.
- 1817 – Johnson, Uwe: Ingrid Babendererde. Reifeprüfung 1953, 1992, 263 S., ISBN 3-518-11817-X.
- 1818 – Johnson, Uwe: Mutmassungen über Jakob – Roman, 1992, 307 S., ISBN 3-518-11818-8.
- 1819 – Johnson, Uwe: Das dritte Buch über Achim – Roman, 1992, 300 S., ISBN 3-518-11819-6.
- 1820 – Johnson, Uwe: Begleitumstände – Frankfurter Vorlesungen, 1992, 455 S., Ill., ISBN 3-518-11820-X.
- 1821 – Fellinger, Raimund (Hrsg.): Über Uwe Johnson, 1992, 386 S., ISBN 3-518-11821-8.
- 1822 – Johnson, Uwe: Jahrestage 1 – August 1967–Dezember 1967, 1993, 477 S., ISBN 3-518-11822-6.
- 1823 – Johnson, Uwe: Jahrestage 2 – Dezember 1967–April 1968, 1993, S. 487–1008, XVII S., ISBN 3-518-11823-4.
- 1824 – Johnson, Uwe: Jahrestage 3 – April 1968–Juni 1968, 1993, S. 1017–1382, ISBN 3-518-11824-2.
- 1825 – Johnson, Uwe: Jahrestage 4 – Juni 1968–August 1968, 1993, S. 1391–1891, ISBN 3-518-11825-0.
- 1826 – Brecht, Bertolt: Brecht für Anfänger und Fortgeschrittene – ein Lesebuch, 1993, 382 S., ISBN 3-518-11826-9.
- 1827 – Bloch, Ernst: Viele Kammern im Welthaus – eine Auswahl aus dem Werk, 1994, 751 S., ISBN 3-518-11827-7.
- 1828
- 1829 – Conrady, Karl-Otto (Hrsg.): Von einem Land und vom andern – Gedichte zur deutschen Wende 1989/1990, 1993, 267 S., ISBN 3-518-11829-3.
- 1830 – Brecht, Bertolt: Der Untergang des Egoisten Johann Fatzer, Bühnenfassung von Heiner Müller, 1994, 117 S., ISBN 3-518-11830-7.
- 1831 – Drawert, Kurt: Haus ohne Menschen – Zeitmitschriften, 1993, 124 S., Ill., ISBN 3-518-11831-5.
- 1832 – Brecht, Bertolt: Ich bin aus den schwarzen Wäldern – seine Anfänge in Augsburg und München, 1913–1924, 1994, 137 S., ISBN 3-518-11832-3.
- 1833 – Brecht, Bertolt: Der Schnaps ist in die Toiletten geflossen – seine Erfolge in Berlin, 1924–1933, 1994, 109 S., ISBN 3-518-11833-1.
- 1834 – Brecht, Bertolt: Unterm dänischen Strohdach – sein Exil in Skandinavien, 1933–1941, 1994, 156 S., ISBN 3-518-11834-X.
- 1835 – Brecht, Bertolt: Broadway – the hard way – sein Exil in den USA, 1941–1947, 1994, 108 S., ISBN 3-518-11835-8.
- 1836 – Brecht, Bertolt: Theaterarbeit – Chur, Zürich, Berlin; 1947–1956, 1994, 172 S., ISBN 3-518-11836-6.
- 1837
- 1838 – Benjamin, Walter: Ein Lesebuch, 1996, 731 S., Ill., ISBN 3-518-11838-2.
- 1839
- 1840
- 1841
- 1842
- 1843
- 1844 – Adorno, Theodor W.: Ob nach Auschwitz noch sich leben lasse – ein philosophisches Lesebuch, 1997, 569 S., ISBN 3-518-11844-7.
- 1845
- 1846
- 1847
- 1848
- 1849
- 1850
- 1851
- 1852
- 1853
- 1854
- 1855
- 1856
- 1857
- 1858
- 1859
- 1860
- 1861
- 1862
- 1863
- 1864
- 1865
- 1866 – Boullosa, Carmen: Sie sind Kühe, wir sind Schweine – Roman, aus dem Span. von Erna Pfeiffer, 1993, 195 S., ISBN 3-518-11866-8.
- 1867 – Crnjanski, Miloš: Tagebuch über Čarnojević, aus dem Serb. von Hans Volk, 1993, 137 S., Ill., ISBN 3-518-11867-6.
- 1868 – Bayer, József (Hrsg.): Der Schock der Freiheit – Ungarn auf dem Weg in die Demokratie, 1993, 337 S., ISBN 3-518-11868-4.
- 1869 – Nooteboom, Cees: Wie wird man Europäer?, 1993, 92 S., ISBN 3-518-11869-2.
- 1870 – Gruenter, Undine: Epiphanien, abgeblendet – 56 Prosastücke, 1993, 123 S., Ill., ISBN 3-518-11870-6.
- 1871 – García Morales, Adelaida: Die Logik des Vampirs – Roman, aus dem Span. von Anne Sorg-Schumacher, 1993, 156 S., ISBN 3-518-11871-4.
- 1872 – Bourdieu, Pierre: Soziologische Fragen, 1993, 255 S., ISBN 3-518-11872-2.
- 1873 – Jansen, Johannes: Splittergraben, 1993, 116 S., Ill., ISBN 3-518-11873-0.
- 1874 – Goytisolo, Juan: Quarantäne, aus d. Span. von Thomas Brovot, 1993, 117 S., ISBN 3-518-11874-9.
- 1875
- 1876 – Oz, Amos: Die Hügel des Libanon – politische Essays, 1995, 207 S., ISBN 3-518-11876-5.
- 1877 – Jarausch, Konrad: Die unverhoffte Einheit – 1989–1990, 1995, 415 S., ISBN 3-518-11877-3.
- 1878 – Bănulescu, Ştefan: Ein Schneesturm aus anderer Zeit – Erzählungen, aus dem Rumän. von Veronika Riedel, 1994, 187 S., ISBN 3-518-11878-1.
- 1879 – Morshäuser, Bodo: Warten auf den Führer, 1993, 142 S., Ill., ISBN 3-518-11879-X.
- 1880 – Rakusa, Ilma: Jim – sieben Dramolette, 1993, 106 S., Ill., ISBN 3-518-11880-3.
- 1881 – Vogl, Joseph (Hrsg.): Gemeinschaften – Positionen zu einer Philosophie des Politischen, 1994, 256 S., ISBN 3-518-11881-1.
- 1882 – Schmid, Wilhelm: Was geht uns Deutschland an? – ein Essay, 1993, 183 S., ISBN 3-518-11882-X.
- 1883
- 1884 – Lethen, Helmut: Verhaltenslehren der Kälte – Lebensversuche zwischen den Kriegen, 1994, 299 S., ISBN 3-518-11884-6.
- 1885 – Aebli, Kurt: Mein Arkadien – Prosa, 1994, 115 S., ISBN 3-518-11885-4.
- 1886 – Kurnitzky, Horst: Der heilige Markt – kulturhistorische Anmerkungen, 1994, 196 S., Ill., ISBN 3-518-11886-2.
- 1887
- 1888 – Gräf, Dieter M.: Rauschstudie – Vater + Sohn – Gedichte, 1994, 86 S., Ill., ISBN 3-518-11888-9.
- 1889 – Rabinovici, Doron: Papirnik – Stories, 1994, 134 S., Ill., ISBN 3-518-11889-7.
- 1890 – Grill, Evelyn: Wilma – Erzählung, 1994, 131 S., Ill., ISBN 3-518-11890-0.
- 1891 – Dubiel, Helmut: Ungewißheit und Politik, 1994, 246 S., ISBN 3-518-11891-9.
- 1892 – Narr, Wolf-Dieter; Schubert, Alexander: Weltökonomie – die Misere der Politik, 1994, 280 S., ISBN 3-518-11892-7.
- 1893 – Menke, Christoph (Hrsg.): Zur Verteidigung der Vernunft gegen ihre Liebhaber und Verächter, 1993, 417 S., ISBN 3-518-11893-5.
- 1894 – Sant’Anna, Sérgio: Das kosmische Ei – drei Erzählungen, aus dem brasilian. Portug. von Frank Heibert, 1994, 157 S., ISBN 3-518-11894-3.
- 1895 – Ugrešić, Dubravka: My American fictionary, 1994, 223 S., Ill., ISBN 3-518-11895-1.
- 1896 – Lejeune, Philippe: Der autobiographische Pakt, 1994, 430 S., ISBN 3-518-11896-X.
- 1897 – Hirsch, Alfred (Hrsg.): Übersetzung und Dekonstruktion, 1997, 427 S., ISBN 3-518-11897-8.
- 1898
- 1899 – Goytisolo, Juan: Notizen aus Sarajewo, 1993, 139 S., Ill., ISBN 3-518-11899-4.
- 1900 – Muschg, Adolf: Herr, was fehlt Euch? – Zusprüche und Nachreden aus dem Sprechzimmer des heiligen Grals, 1994, 205 S., ISBN 3-518-11900-1.
- 1901 – Glotz, Peter: Die falsche Normalisierung – die unmerkliche Verwandlung der Deutschen 1989 bis 1994; Essays, 1994, 271 S., ISBN 3-518-11901-X.
- 1902 – Jeismann, Michael (Hrsg.): Obsessionen – beherrschende Gedanken im wissenschaftlichen Zeitalter, 1995, 335 S., ISBN 3-518-11902-8.
- 1903
- 1904 – Treichel, Hans-Ulrich: Der einzige Gast – Gedichte, 1994, 71 S., Ill., ISBN 3-518-11904-4.
- 1905 – Heitmeyer, Wilhelm (Hrsg.): Das Gewalt-Dilemma – gesellschaftliche Reaktionen auf fremdenfeindliche Gewalt und Rechtsextremismus, 1994, 463 S., ISBN 3-518-11905-2.
- 1906 – Kamper, Dietmar (Hrsg.): Anthropologie nach dem Tode des Menschen – Vervollkommnung und Unverbesserlichkeit, 1994, 461 S., ISBN 3-518-11906-0.
- 1907 – Döring, Diether (Hrsg.): Soziale Sicherheit in Gefahr – zur Zukunft der Sozialpolitik, 1995, 263 S., ISBN 3-518-11907-9.
- 1908 – Meyer, Thomas: Die Transformation des Politischen, 1994, 275 S., ISBN 3-518-11908-7.
- 1909 – Bavčar, Evgen: Das absolute Sehen, 1994, 148 S., Ill., ISBN 3-518-11909-5.
- 1910
- 1911 – Silj, Alessandro: Verbrechen, Politik, Demokratie in Italien, 1998, 388 S., ISBN 3-518-11911-7.
- 1912 – Fuchs, Gotthard (Hrsg.): Mythos Metropole, 1995, 247 S., Ill., ISBN 3-518-11912-5.
- 1913 – Bond, Edward: Männergesellschaft, aus dem Engl. von Brigitte Landers, 1994, 101 S., ISBN 3-518-11913-3.
- 1914 – Lüderssen, Klaus: Abschaffen des Strafens?, 1995, 427 S., ISBN 3-518-11914-1.
- 1915
- 1916 – Senghaas, Dieter: Wohin driftet die Welt? – über die Zukunft friedlicher Koexistenz, 1994, 246 S., ISBN 3-518-11916-8.
- 1917 – Gross, Peter: Die Multioptionsgesellschaft, 1995, 435 S., ISBN 3-518-11917-6.
- 1918
- 1919 – Deleuze, Gilles: Kritik und Klinik, 2000, 203 S., ISBN 3-518-11919-2.
- 1920 – Tavares, Zulmira Ribeiro: Familienschmuck – Erzählung, aus dem brasilianischen Portug. von Maralde Meyer-Minnemann, 1994, 84 S., ISBN 3-518-11920-6.
- 1921 – Konrád, György: Identität und Hysterie, 1995, 252 S., ISBN 3-518-11921-4.
- 1922 – Pastior, Oskar: Das Unding an sich – Frankfurter Vorlesungen, 1994, 127 S., ISBN 3-518-11922-2.
- 1923 – Leibfried, von Stephan (Hrsg.): Zeit der Armut – Lebensläufe im Sozialstaat, 1995, 408 S., Ill., ISBN 3-518-11923-0.
- 1924 – Dieckmann, Friedrich: Temperatursprung – deutsche Verhältnisse, 1995, 446 S., ISBN 3-518-11924-9.
- 1925 – Engler, Wolfgang: Die ungewollte Moderne – Ost-West-Passagen, 1995, 282 S., ISBN 3-518-11925-7.
- 1926
- 1927 – Böhme, Gernot: Atmosphäre – Essays zur neuen Ästhetik, 1995, 203 S., Ill., ISBN 3-518-11927-3.
- 1928 – Laederach, Jürg: Eccentric, Kunst und Leben – Figuren der Seltsamkeit, 1994, 303 S., ISBN 3-518-11928-1.
- 1929 – Laederach, Jürg: Schattenmänner – Erzählungen, 1994, 197 S., Ill., ISBN 3-518-11929-X.
- 1930 – Beyse, Jochen: Bar Dom – Erzählungen, 1989, 101 S., ISBN 3-518-11930-3.
- 1931 – Schmidt, Kathrin: Flußbild mit Engel – Gedichte, 1995, 63 S., Ill., ISBN 3-518-11931-1.
- 1932 – Jansen, Johannes: Heimat... Abgang... Mehr geht nicht – Ansätze, 1995, 116 S., Ill., ISBN 3-518-11932-X.
- 1933 – Bolz, Norbert (Hrsg.): Ruinen des Denkens, Denken in Ruinen, 1996, 277 S., Ill., ISBN 3-518-11933-8.
- 1934 – Elschenbroich, Donata (Hrsg.): Anleitung zur Neugier – Grundlagen japanischer Erziehung, 1996, 356 S., Ill., ISBN 3-518-11934-6.
- 1935 – Buch, Hans Christoph: An alle! – Reden, Essays und Briefe zur Lage der Nation, 1994, 136 S., ISBN 3-518-11935-4.
- 1936
- 1937 – Müller-Doohm, Stefan (Hrsg.): Kulturinszenierungen, 1995, 379 S., Ill., ISBN 3-518-11937-0.
- 1938 – Döring, Christian (Hrsg.): Deutschsprachige Gegenwartsliteratur – wider ihre Verächter, 1995, 13+315 S., ISBN 3-518-11938-9.
- 1939 – Hertz, Neil: Das Ende des Weges – die Psychoanalyse und das Erhabene, 2001, 300 S., Ill., ISBN 3-518-11939-7.
- 1940 – Haverkamp, Anselm (Hrsg.): Die paradoxe Metapher, 1998, 481 S., ISBN 3-518-11940-0.
- 1941 – Goytisolo, Juan: Ein algerisches Tagebuch, 1994, 119 S., Ill., ISBN 3-518-11941-9.
- 1942 – Holanda, Sérgio Buarque de: Die Wurzeln Brasiliens – Essay, 1995, 231 S., ISBN 3-518-11942-7.
- 1943 – Calic, Marie-Janine: Der Krieg in Bosnien-Hercegovina – Ursachen, Konfliktstrukturen, internationale Lösungsversuche, 1995, 256 S., ISBN 3-518-11943-5.
- 1944 – Kirchhoff, Bodo: Legenden um den eigenen Körper – Frankfurter Vorlesungen, 1995, 182 S., ISBN 3-518-11944-3.
- 1945 – Duras, Marguerite: Der Tod des jungen englischen Fliegers, aus d. Französ. von Andrea Spingler, 1995, 118 S., ISBN 3-518-11945-1.
- 1946 – Feyerabend, Paul: Briefe an einen Freund, 1995, 290 S., Ill., ISBN 3-518-11946-X.
- 1947 – Döring, Christian (Hrsg.): Lesen im Buch der Edition Suhrkamp, 1995, 195 S., ISBN 3-518-11947-8.
- 1948 – Draesner, Ulrike: Gedächtnisschleifen – Gedichte, 1995, 122 S., Ill., ISBN 3-518-11948-6.
- 1949 – Gruenter, Undine: Der Autor als Souffleur – Journal; 1986–1992, 1995, 494 S., ISBN 3-518-11949-4.
- 1950 – Ostermaier, Albert: Herz, Vers, Sagen – Gedichte, 1995, 73 S., Ill., ISBN 3-518-11950-8.
- 1951 – Drawert, Kurt: Alles ist einfach – Stück in sieben Szenen, 1995, 116 S., ISBN 3-518-11951-6.
- 1952 – Senghaas, Dieter (Hrsg.): Den Frieden denken – si vis pacem, para pacem, 1995, 504 S., ISBN 3-518-11952-4.
- 1953 – Fuchs, Peter: Westöstlicher Divan – zweischneidige Beobachtungen, 1995, 175 S., Ill., ISBN 3-518-11953-2.
- 1954 – Mayröcker, Friederike: Magische Blätter 4, 1995, 149 S., Ill., ISBN 3-518-11954-0.
- 1955 – Doehlemann, Martin: Absteiger – die Kunst des Verlierens, 1996, 213 S., Ill., ISBN 3-518-11955-9.
- 1956 – Beck-Gernsheim, Elisabeth (Hrsg.): Welche Gesundheit wollen wir? – Dilemmata des medizintechnischen Fortschritts, 1995, 186 S., ISBN 3-518-11956-7.
- 1957 – Bette, Karl-Heinrich; Schimank, Uwe: Doping im Hochleistungssport – Anpassung durch Abweichung, 1995, 407 S., ISBN 3-518-11957-5.
- 1958 – Schindel, Robert: Gott schütz uns vor den guten Menschen – jüdisches Gedächtnis – Auskunftsbüro der Angst, 1995, 148 S., ISBN 3-518-11958-3.
- 1959 – Duerr, Hans Peter: Frühstück im Grünen – Essays und Interviews, 1995, 166 S., Ill., ISBN 3-518-11959-1.
- 1960
- 1961
- 1962 – Lüderssen, Klaus: Genesis und Geltung in der Jurisprudenz, 1996, 364 S., ISBN 3-518-11962-1.
- 1963 – Ugrešić, Dubravka: Die Kultur der Lüge, 1995, 302 S., ISBN 3-518-11963-X.
- 1964 – Häußermann, Hartmut; Siebel, Walter: Dienstleistungsgesellschaften, 1995, 214 S., ISBN 3-518-11964-8.
- 1965
- 1966 – Goytisolo, Juan: Weder Krieg noch Frieden – Palästina und Israel heute, 1995, 108 S., Ill., ISBN 3-518-11966-4.
- 1967 – Habermas, Jürgen: Kleine politische Schriften 8 – Die Normalität einer Berliner Republik, 1995, 187 S., ISBN 3-518-11967-2.
- 1968
- 1969 – Vila-Matas, Enrique: Vorbildliche Selbstmorde – Erzählungen, aus dem Span. von Veronika Schmidt, 1995, 188 S., ISBN 3-518-11969-9.
- 1970 – Bond, Edward: Jacketts oder Die geheime Hand – September, 1996, 156 S., ISBN 3-518-11970-2.
- 1971
- 1972 – Johnson, Denis: Jesus' Sohn – Geschichten, aus dem Amerikan. von Herbert Genzmer, 1995, 155 S., ISBN 3-518-11972-9.
- 1973 – Strohm, Harald: Die Gnosis und der Nationalsozialismus, 1997, 292 S., ISBN 3-518-11973-7.
- 1974 – Boullosa, Carmen: Die Wundertäterin – Roman, aus dem Span. von Susanne Land, 1995, 133 S., ISBN 3-518-11974-5.
- 1975 – Revueltas, José: Die schwarze Katze der Verfassung im dunklen Zimmer der mexikanischen Politik – Politik und Literatur, 1997, 239 S., ISBN 3-518-11975-3.
- 1976
- 1977 – Teufel, Erwin (Hrsg.): Was hält die moderne Gesellschaft zusammen?, 1996, 339 S., ISBN 3-518-11977-X.
- 1978 – García Düttmann, Alexander: Zwischen den Kulturen – Spannungen im Kampf um Anerkennung, 1997, 223 S., ISBN 3-518-11978-8.
- 1979 – Heitmeyer, Wilhelm (Hrsg.): Die bedrängte Toleranz – ethnisch-kulturelle Konflikte, religiöse Differenzen und die Gefahren politisierter Gewalt, 1996, 506 S., ISBN 3-518-11979-6.
- 1980 – Derrida, Jacques: Vergessen wir nicht – die Psychoanalyse!, 1998, 233 S., ISBN 3-518-11980-X.
- 1981 – Bronner, Stephen Eric: Augenblicke der Entscheidung – politische Geschichte und die Krisen der radikalen Linken, 2000, 246 S., ISBN 3-518-11981-8.
- 1982 – Eisner, Kurt: Zwischen Kapitalismus und Kommunismus, 1996, 310 S., ISBN 3-518-11982-6.
- 1983 – Albert, Mathias (Hrsg.): Die Neue Weltwirtschaft – Entstofflichung und Entgrenzung der Ökonomie, 1999, 328 S., ISBN 3-518-11983-4.
- 1984 – Bauman, Zygmunt: Vom Nutzen der Soziologie, 2000, 328 S., ISBN 3-518-11984-2.
- 1985 – Bourdieu, Pierre: Praktische Vernunft – zur Theorie des Handelns, 1998, 225 S., ISBN 3-518-11985-0.
- 1986 – Felsenstein, Walter: Die Pflicht, die Wahrheit zu finden – Briefe und Schriften eines Theatermannes, 1997, 384 S., Ill., ISBN 3-518-11986-9.
- 1987 – Franzobel: Die Krautflut – Erzählung, 1995, 94 S., Ill., ISBN 3-518-11987-7.
- 1988 – Streeruwitz, Marlene: Bagnacavallo – Brahmsplatz, 1995, 123 S., ISBN 3-518-11988-5.
- 1989 – Schäfer, Peter (Hrsg.): Gershom Scholem – zwischen den Disziplinen, 1995, 294 S., ISBN 3-518-11989-3.
- 1990 – Buch, Hans Christoph: Die neue Weltunordnung – Bosnien, Burundi, Haiti, Kuba, Liberia, Ruanda, Tschetschenien, 1996, 159 S., Ill., ISBN 3-518-11990-7.
- 1991 – Wellershoff, Dieter: Das Schimmern der Schlangenhaut – existentielle und formale Aspekte des literarischen Textes; Frankfurter Vorlesungen, 1996, 140 S., ISBN 3-518-11991-5.
- 1992
- 1993 – Gebauer, Gunter (Hrsg.): Olympische Spiele – die andere Utopie der Moderne – Olympia zwischen Kult und Droge, 1996, 291 S., ISBN 3-518-11993-1.
- 1994 – Bernecker, Walther L.: Kleine Geschichte Haitis, 1996, 219 S., Ill., ISBN 3-518-11994-X.
- 1995 – Franzobel: Das Beuschelgeflecht – Bibapoh, 1996, 174 S., Ill., ISBN 3-518-11995-8.
- 1996 – Falkner, Gerhard: X-te Person Einzahl – Gedichte, 1996, 186 S., Ill., ISBN 3-518-11996-6.
- 1997 – Meinecke, Thomas: The church of John F. Kennedy – Roman, 1996, 244 S., ISBN 3-518-11997-4.
- 1998 – Hörisch, Jochen: Kopf oder Zahl – die Poesie des Geldes, 1996, 368 S., Ill., ISBN 3-518-11998-2.
- 1999 – Hijiya-Kirschnereit, Irmela (Hrsg.): Überwindung der Moderne? – Japan am Ende des zwanzigsten Jahrhunderts, 1996, 246 S., ISBN 3-518-11999-0.
- 2000 – Senghaas, Dieter (Hrsg.): Frieden machen, 1997, 583 S., ISBN 3-518-12000-X.
- 2001 – Cavelty, Gion Mathias: Quifezit oder Eine Reise im Geigenkoffer, 1997, 105 S., ISBN 3-518-12001-8.
- 2002
- 2003 – Vargas Llosa, Mario: Die Wirklichkeit des Schriftstellers, 1997, 190 S., ISBN 3-518-12003-4.
- 2004 – Heitmeyer, Wilhelm (Hrsg.): Was treibt die Gesellschaft auseinander?, 1997, 652 S., ISBN 3-518-12004-2.
- 2005 – Beyer, Marcel: Falsches Futter, 1997, 79 S., ISBN 3-518-12005-0.
- 2006 – Kling, Thomas: Itinerar, 1997, 70 S., Ill., ISBN 3-518-12006-9.
- 2007 – Heijden, A. F. Th. van der: Die Drehtür – Roman, aus dem Niederländ. von Helga van Beuningen, 1997, 157 S., ISBN 3-518-12007-7.
- 2008 – Hacker, Katharina: Tel Aviv – eine Stadterzählung, 1997, 145 S., ISBN 3-518-12008-5.
- 2009 – Overbeck, Gerd: Der Koryphäenkiller – ein psychoanalytischer Roman, 1997, 298 S., ISBN 3-518-12009-3.
- 2010 – Münker, Stefan; Roesler, Alexander (Hrsg.): Mythos Internet, 1997, 393 S., Ill., ISBN 3-518-12010-7.
- 2011 – Bloom, Harold: Eine Topographie des Fehllesens, 1997, 280 S., ISBN 3-518-12011-5.
- 2012 – Semprun, Jorge; Wiesel, Élie (Hrsg.): Schweigen ist unmöglich, 1997, 54 S., ISBN 3-518-12012-3.
- 2013 – Streeruwitz, Marlene: Sein. Und Schein. Und Erscheinen – Tübinger Poetikvorlesungen, 1997, 89 S., ISBN 3-518-12013-1.
- 2014 – Benedict, Ruth: Chrysantheme und Schwert – Formen der japanischen Kultur, 2006, 280 S., ISBN 3-518-12014-X.
- 2015 – Konrád, György: Vor den Toren des Reichs, 1997, 206 S., ISBN 3-518-12015-8.
- 2016 – Smith, Gary; Marghalit, Avishai (Hrsg.): Amnestie oder Die Politik der Erinnerung in der Demokratie, 1997, 242 S., ISBN 3-518-12016-6.
- 2017 – Dalos, György: Ungarn – vom Roten Stern zur Stephanskrone, 1997, 251 S., ISBN 3-518-12017-4.
- 2018 – Lepenies, Wolf: Benimm und Erkenntnis – über die notwendige Rückkehr der Werte in die Wissenschaften; Die Sozialwissenschaften nach dem Ende der Geschichte – zwei Vorträge, 1997, 99 S., ISBN 3-518-12018-2.
- 2019
- 2020 – Federman, Raymond; Chambers, George: Penner-Rap, aus dem Amerikan. von Peter Torberg, 1998, 167 S., ISBN 3-518-12020-4.
- 2021 – Leibfried, Stephan (Hrsg.): Standort Europa – Sozialpolitik zwischen Nationalstaat und Europäischer Integration, 1998, 501 S., ISBN 3-518-12021-2.
- 2022 – Menzel, Ulrich: Globalisierung versus Fragmentierung, 1998, 261 S., ISBN 3-518-12022-0.
- 2023 – Rosenlöcher, Thomas: Ostgezeter – Beiträge zur Schimpfkultur, 1997, 179 S., Ill., ISBN 3-518-12023-9.
- 2024 – Lützeler, Paul Michael (Hrsg.): Der postkoloniale Blick – deutsche Schriftsteller berichten aus der Dritten Welt, 1997, 296 S., ISBN 3-518-12024-7.
- 2025 – Böhme, Gernot: Ethik im Kontext – über den Umgang mit ernsten Fragen, 1997, 238 S., ISBN 3-518-12025-5.
- 2026 – Hamacher, Werner: Entferntes Verstehen – Studien zu Philosophie und Literatur von Kant bis Celan, 1998, 367 S., ISBN 3-518-12026-3.
- 2027
- 2028 – Lehnert, Christian: Der gefesselte Sänger – Gedichte, 1997, 92 S., ISBN 3-518-12028-X.
- 2029 – Krupp, Ute-Christine: Greenwichprosa, 1988, 102 S., ISBN 3-518-12029-8.
- 2030 – Martin, Helmut: Hongkong – Strategien des Übergangs, 1997, 198 S., Ill., ISBN 3-518-12030-1.
- 2031 – Cavelty, Gion Mathias: Ad absurdum oder Eine Reise ins Buchlabyrinth, 1997, 107 S., Ill., ISBN 3-518-12031-X.
- 2032 – Ostermaier, Albert: Fremdkörper hautnah – Gedichte, 1997, 96 S., ISBN 3-518-12032-8.
- 2033
- 2034 – Heitmeyer, Wilhelm (Hrsg.): Was hält die Gesellschaft zusammen?, 1997, 483 S., ISBN 3-518-12034-4.
- 2035 – Morábito, Fabio: Die langsame Wut – Prosa, aus dem Span. von Thomas Brovot und Susanne Lange, 1997, 132 S., ISBN 3-518-12035-2.
- 2036 – Heitmeyer, Wilhelm (Hrsg.): Die Krise der Städte – Analysen zu den Folgen desintegrativer Stadtentwicklung für das ethnisch-kulturelle Zusammenleben, 1998, 469 S., ISBN 3-518-12036-0.
- 2037 – Beyse, Jochen: Ferne Erde – Erzählung, 1997, 101 S., ISBN 3-518-12037-9.
- 2038 – Paris, Rainer: Stachel und Speer – Machtstudien, 1998, 224 S., ISBN 3-518-12038-7.
- 2039 – Senger, Harro von (Hrsg.): Die List, 1999, 499 S., ISBN 3-518-12039-5.
- 2040 – Salvatore, Gaston: Hess und andere Stücke, 1998, 287 S., ISBN 3-518-12040-9.
- 2041 – Hart Nibbrig, Christiaan L. (Hrsg.): Übersetzen – Walter Benjamin, 2001, 421 S., ISBN 3-518-12041-7.
- 2042 – Sander, Uwe: Die Bindung der Unverbindlichkeit – mediatisierte Kommunikation in modernen Gesellschaften, 1998, 296 S., ISBN 3-518-12042-5.
- 2043 – Hermann, Wolfgang: In kalten Zimmern – vier Erzählungen, 1997, 88 S., ISBN 3-518-12043-3.
- 2044 – Llamazares, Julio: Stummfilmszenen, aus dem Span. von Willi Zurbrüggen, 1998, 170 S., Ill., ISBN 3-518-12044-1.
- 2045 – Muschg, Adolf: Wenn Auschwitz in der Schweiz liegt – fünf Reden eines Schweizers an seine und keine Nation, 1997, 60 S., ISBN 3-518-12045-X.
- 2046 – Endriss, Beate-Ursula (Hrsg.): Das weiße Meer, 1998, 373 S., ISBN 3-518-12046-8.
- 2047
- 2048 – Opitz, Michael (Hrsg.): Benjamins Begriffe, Bd. 1+2, 2000, 441 S., S. 445–852, ISBN 3-518-12048-4.
- 2049 – Jacques Derrida, Gianni Vattimo: Die Religion, 2001, 250 S., ISBN 3-518-12049-2.
- 2050
- 2051 – Strasser, Peter: Journal der letzten Dinge, 1998, 299 S., ISBN 3-518-12051-4.
- 2052
- 2053 – Kaufmann, Franz-Xaver: Herausforderungen des Sozialstaates, 1997, 193 S., ISBN 3-518-12053-0.
- 2054 – Bourdieu, Pierre: Über das Fernsehen, 1998, 139 S., ISBN 3-518-12054-9.
- 2055
- 2056 – Neureuter, Hans Peter: Brecht in Finnland – Studien zu Leben und Werk; 1940–1941, 2007, 367 S., ISBN 3-518-12056-5.
- 2057 – Bock, D. Stephan: Coining poetry – Brechts „Guter Mensch von Sezuan“; zur dramatischen Dichtung eines neuen Jahrhunderts, 1998, 515 S., Ill., ISBN 3-518-12057-3.
- 2058 – Brecht, Bertolt: Die Maßnahme – zwei Fassungen; Anmerkungen, 1998, 107 S., ISBN 3-518-12058-1
- 2059 – Bertolt Brechts „Terzinen über die Liebe“, hrsg., mit einer Dokumentation versehen und erl. von Jan Knopf, 1998, 86 S., Ill., ISBN 3-518-12059-X.
- 2060 – Ach, Johann S. (Hrsg.): Hello Dolly? – über das Klonen, 1998, 250 S., ISBN 3-518-12060-3.
- 2061 – Herzka, Alfred: Kuba – Abschied vom Kommandanten?, 1998, 257 S., ISBN 3-518-12061-1.
- 2062 – Fischer, Martina (Hrsg.): Fluchtpunkt Europa – Migration und Multikultur, 1998, 247 S., ISBN 3-518-12062-X.
- 2063 – Schubert, Alexander: Der Euro – die Krise einer Chance, 1998, 171 S., ISBN 3-518-12063-8.
- 2064 – Schleef, Einar: Zigaretten, 1998, 169 S., ISBN 3-518-12064-6.
- 2065 – Gross, Peter: Ich-Jagd – im Unabhängigkeitsjahrhundert, 1999, 341 S., ISBN 3-518-12065-4.
- 2066 – Irānī, Manučihr: Der König der Schwarzgewandeten – Erzählung, aus dem Pers. von Zana Nimadi, 1998, 112 S., ISBN 3-518-12066-2.
- 2067 – Dischereit, Esther: Übungen, jüdisch zu sein – Aufsätze, 1998, 214 S., ISBN 3-518-12067-0.
- 2068 – Agamben, Giorgio: Homo sacer – die souveräne Macht und das nackte Leben, 2002, 211 S., ISBN 3-518-12068-9.
- 2069 – Heintel, Peter; Berger, Wilhelm: Die Organisation der Philosophen, 1998, 323 S., ISBN 3-518-12069-7.
- 2070 – Anufriev, Sergej; Pepperštejn, Pavel: Binokel und Monokel – Roman, aus dem Russ. von Annelore Nitschke, 1998, 94 S., ISBN 3-518-12070-0.
- 2071 – Ėppel', Asar: Die Straße aus Gras – Erzählungen, aus dem Russ. von Thomas Wiedling, 1998, 247 S., ISBN 3-518-12071-9.
- 2072
- 2073 – Bielefeldt, Heiner; Heitmeyer, Wilhelm (Hrsg.): Politisierte Religion – Ursachen und Erscheinungsformen des modernen Fundamentalismus, 1998, 492 S., ISBN 3-518-12073-5.
- 2074 – Mönninger, Michael (Hrsg.): Stadtgesellschaft, 1999, 143 S., ISBN 3-518-12074-3.
- 2075 – Keller, Ursula (Hrsg.): Perspektiven metropolitaner Kultur, 2000, 240 S., ISBN 3-518-12075-1.
- 2076 – Cavelty, Gion Mathias: Tabula rasa oder Eine Reise ins Reich des Irrsinns, 1998, 107 S., Ill., ISBN 3-518-12076-X.
- 2077 – Ette, Ottmar: Roland Barthes – eine intellektuelle Biographie, 1998, 522 S., Ill., ISBN 3-518-12077-8.
- 2078 – Zoll, Rainer (Hrsg.): Ostdeutsche Biographien – Lebenswelt im Umbruch, 1999, 413 S., ISBN 3-518-12078-6
- 2079 – Hettling, Manfred (Hrsg.): Eine kleine Geschichte der Schweiz – der Bundesstaat und seine Traditionen, 1998, 320 S., ISBN 3-518-12079-4.
- 2080 – Boullosa, Carmen: Der fremde Tod, aus dem Span. von Susanne Lange, 1998, 125 S., Ill., ISBN 3-518-12080-8.
- 2081 – Senghaas, Dieter: Zivilisierung wider Willen – der Konflikt der Kulturen mit sich selbst, 1998, 225 S., ISBN 3-518-12081-6.
- 2082
- 2083 – Bohrer, Karl Heinz (Hrsg.): Sprachen der Ironie – Sprachen des Ernstes, 2000, 427 S., ISBN 3-518-12083-2.
- 2084
- 2085 – Balla, Zsófia: Schönes, trauriges Land – Gedichte, aus dem Ungar. übertr. von Hans-Henning Paetzke, 1998, 104 S., ISBN 3-518-12085-9.
- 2086 – Streeruwitz, Marlene: Können. Mögen. Dürfen. Sollen. Wollen. Müssen. Lassen. – Frankfurter Poetikvorlesungen, 1998, 140 S., Ill., ISBN 3-518-12086-7.
- 2087 – Bichsel, Peter: Die Totaldemokraten – Aufsätze über die Schweiz, 1998, 120 S., ISBN 3-518-12087-5.
- 2088 – Braun, Volker: Wir befinden uns soweit wohl, wir sind erst einmal am Ende – Äußerungen, 1999, 180 S., Ill., ISBN 3-518-12088-3.
- 2089
- 2090 – Neumann-Braun, Klaus (Hrsg.): Viva MTV! – Popmusik im Fernsehen, 1999, 351 S., Ill., ISBN 3-518-12090-5.
- 2091 – Münker, Stefan (Hrsg.): Televisionen, 1999, 239 S., Ill., ISBN 3-518-12091-3.
- 2092 – Hacker, Katharina: Morpheus oder Der Schnabelschuh, 1998, 124 S., ISBN 3-518-12092-1.
- 2093 – Loch, Dietmar (Hrsg.): Schattenseiten der Globalisierung – Rechtsradikalismus, Rechtspopulismus und separatistischer Regionalismus in westlichen Demokratien, 2001, 535 S., ISBN 3-518-12093-X.
- 2094 – Hörnigk, Therese (Hrsg.): Berliner Brecht-Dialog 1998 – Literaturforum im Brecht-Haus, 1999, 296 S., ISBN 3-518-12094-8.
- 2095 – Habermas, Jürgen: Die postnationale Konstellation – politische Essays, 1998, 255 S., ISBN 3-518-12095-6.
- 2096 – Döring, Diether (Hrsg.): Sozialstaat in der Globalisierung, 1999, 202 S., ISBN 3-518-12096-4.
- 2097 – Grill, Evelyn: Hinüber – Erzählung, 1999, 107 S., Ill., ISBN 3-518-12097-2.
- 2098 – Atxaga, Bernardo: Fenster zum Himmel, aus dem Span. von Willi Zurbrüggen, 1999, 156 S., ISBN 3-518-12098-0.
- 2099 – Barilier, Étienne: Gegen den neuen Obskurantismus – Lob des Fortschritts, 1999, 171 S., ISBN 3-518-12099-9.
- 2100 – Kerber, Markus C.: Europa ohne Frankreich? – deutsche Anmerkungen zur französischen Frage, 2006, 221 S., ISBN 3-518-12100-6.
- 2101 – Lehnert, Christian: Der Augen Aufgang – Gedichte, 2000, 105 S., ISBN 3-518-12101-4.
- 2102 – Doniger, Wendy: Der Mann, der mit seiner eigenen Frau Ehebruch beging, 1999, 145 S., ISBN 3-518-12102-2.
- 2103 – Ginzburg, Carlo: Das Schwert und die Glühbirne – eine neue Lektüre von Picassos Guernica, 1999, 105 S., Ill., ISBN 3-518-12103-0.
- 2104 – Nowotny, Helga: Es ist so. Es könnte auch anders sein – über das veränderte Verhältnis von Wissenschaft und Gesellschaft, 1999, 121 S., ISBN 3-518-12104-9.
- 2105 – Hochhuth, Rolf: Die Geburt der Tragödie aus dem Krieg – Frankfurter Poetik-Vorlesungen, 2001, 306 S., ISBN 3-518-12105-7.
- 2106 – Bentz van den Berg, Roel: Die Luftgitarre – Bowie, Springsteen und all die anderen, 1999, 185 S., ISBN 3-518-12106-5.
- 2107 – Borchmeyer, Dieter (Hrsg.): Robert Walser und die moderne Poetik, 1999, 250 S., ISBN 3-518-12107-3.
- 2108 – Weber, Anne: Ida erfindet das Schießpulver, 1999, 91 S., Ill., ISBN 3-518-12108-1.
- 2109 – Egger, Oswald: Herde der Rede – (Poem), 1999, 301 S., ISBN 3-518-12109-X.
- 2110 – Erat, Ruth: Moosbrand – Erzählung, 1999, 119 S., ISBN 3-518-12110-3.
- 2111 – Lendle, Jo: Unter Mardern, 1999, 99 S., ISBN 3-518-12111-1.
- 2112
- 2113 – Kieserling, Manfred (Hrsg.): Singapur – Metropole im Wandel, 2000, 256 S., ISBN 3-518-12113-8.
- 2114 – Fischer, Holger: Eine kleine Geschichte Ungarns, 1999, 301 S., ISBN 3-518-12114-6.
- 2115 – Hörisch, Jochen: Ende der Vorstellung – die Poesie der Medien, 1999, 291 S., Ill., ISBN 3-518-12115-4.
- 2116 – Berkéwicz, Ulla: Der Golem in Bayreuth – ein Musiktheaterspiel, 1999, 64 + 15 S., Ill., Noten, ISBN 3-518-12116-2,
- 2117 – Fritsch, Werner: Es gibt keine Sünde im Süden des Herzens – Stücke, 1999, 301 S., Ill., ISBN 3-518-12117-0.
- 2118 – Goetz, Rainald: Celebration – 90s Nacht-Pop; Texte und Bilder zur Nacht, 1999, 278 S., Ill., ISBN 3-518-12118-9.
- 2119
- 2120
- 2121
- 2122
- 2123
- 2124
- 2125
- 2126
- 2127 – Bartis, Attila: Der Spaziergang – Roman, aus dem Ungar. von Hans Skirecki, 1999, 130 S., Ill., ISBN 3-518-12127-8.
- 2128 – Kukorelly, Endre: Die Rede und die Regel – Erzählungen, aus dem Ungar. von Hans Skirecki, 1999, 171 S., ISBN 3-518-12128-6.
- 2129 – Greven, Thomas; Jarasch, Oliver (Hrsg.): Für eine lebendige Wissenschaft des Politischen – Umweg als Methode, 1999, 443 S., ISBN 3-518-12129-4.
- 2130 – Ostermaier, Albert: The making of – Stücke, 1999, 180 S., ISBN 3-518-12130-8.
- 2131 – Dorst, Tankred: Große Szene am Fluß, 2000, 74 S., ISBN 3-518-12131-6.
- 2132 – Graser, Jörg: Die Blinden von Kilcrobally – Stücke, 1999, 232 S., Ill., ISBN 3-518-12132-4.
- 2133 – O Casey, Sean: Stücke 1, 1999, 203 S., ISBN 3-518-12133-2.
- 2134 – O Casey, Sean: Stücke 2, 1999, 330 S., ISBN 3-518-12134-0.
- 2135 – Smith, Gary (Hrsg.): Hannah Arendt revisited – „Eichmann in Jerusalem“ und die Folgen, 2000, 311 S., ISBN 3-518-12135-9.
- 2136 – Drawert, Kurt (Hrsg.): Das Jahr 2000 findet statt – Schriftsteller im Zeitenwechsel, 2000, 202 S., ISBN 3-518-12136-7.
- 2137 – Fischer, Karsten (Hrsg.): Neustart des Weltlaufs? – Fiktion und Faszination der Zeitenwende, 2000, 265 S., ISBN 3-518-12137-5.
- 2138 – Mayröcker, Friederike: Magische Blätter 5, 1999, 102 S., Ill., ISBN 3-518-12138-3.
- 2139 – Krippendorff, Ekkehart: Kritik der Außenpolitik, 2000, 235 S., ISBN 3-518-12139-1.
- 2140 – Duerr, Hans Peter: Gänge und Untergänge – Essays und Interviews, 1999, 119 S., Ill., ISBN 3-518-12140-5.
- 2141 – Baer, Ulrich (Hrsg.): Niemand zeugt für den Zeugen – Erinnerungskultur und historische Verantwortung nach der Shoah, 2000, 277 S., ISBN 3-518-12141-3.
- 2142 – Hoffmann, Paul: Das erneute Gedicht, 2001, 185 S., ISBN 3-518-12142-1.
- 2143 – Barnet, Miguel: Afrokubanische Kulte – die Regla de Ocha; die Regla de Palo Monte, 2000, 127 S., Ill., ISBN 3-518-12143-X.
- 2144 – Treichel, Hans-Ulrich: Über die Schrift hinaus – Essays zur Literatur, 2000, 240 S., ISBN 3-518-12144-8.
- 2145 – Goytisolo, Juan: Kibla – Reisen in die Welt des Islam, 2001, 237 S., Ill., ISBN 3-518-12145-6.
- 2146 – Bürdek, Bernhard E. (Hrsg.): Der digitale Wahn, 2001, 216 S., ISBN 3-518-12146-4.
- 2147 – Wege, Carl: Buchstabe und Maschine – Beschreibung einer Allianz, 2000, 236 S., ISBN 3-518-12147-2.
- 2148 – Howard, Dick: Die Grundlegung der amerikanischen Demokratie, 2001, 387 S., ISBN 3-518-12148-0.
- 2149 – Rorty, Richard: Die Schönheit, die Erhabenheit und die Gemeinschaft der Philosophen, 2000, 86 S., ISBN 3-518-12149-9.
- 2150 – Bernecker, Walther L.; Pietschmann, Horst; Zoller, Rüdiger: Eine kleine Geschichte Brasiliens, 2000, 367 S., ISBN 3-518-12150-2.
- 2151 – Drawert, Kurt: Steinzeit, 1999, 152 S., Ill., ISBN 3-518-12151-0.
- 2152 – Merkel, Reinhard (Hrsg.): Der Kosovo-Krieg und das Völkerrecht, 2000, 240 S., ISBN 3-518-12152-9.
- 2153 – Köhler, Barbara: Wittgensteins Nichte – vermischte Schriften, mixed media, 1999, 174 S., ISBN 3-518-12153-7.
- 2154 – Hoffmann-Riem, Wolfgang: Kriminalpolitik ist Gesellschaftspolitik, 2000, 231 S., ISBN 3-518-12154-5.
- 2155 – Schindel, Robert: Immernie – Gedichte vom Moos der Neunzigerhöhlen, 2000, 95 S., ISBN 3-518-12155-3.
- 2156 – Enzensberger, Hans Magnus: Einladung zu einem Poesie-Automaten, 2000, 73 S., ISBN 3-518-12156-1.
- 2157 – Assmann, Jan; Macho, Thomas: Der Tod als Thema der Kulturtheorie – Todesbilder und Totenriten im alten Ägypten, 2000, 119 S., Ill., ISBN 3-518-12157-X.
- 2158 – Ritter, Henning: Die Fassaden am East River, 2000, 95 S., Ill., ISBN 3-518-12158-8.
- 2159 – Maalouf, Amin: Mörderische Identitäten, 2000, 143 S., ISBN 3-518-12159-6.
- 2160 – Niess, Frank: Die europäische Idee – aus dem Geist des Widerstands, 2001, 246 S., ISBN 3-518-12160-X.
- 2161 – Seiler, Lutz: Pech & Blende – Gedichte, 2000, 89 S., ISBN 3-518-12161-8.
- 2162
- 2163 – Elín Ebba Gunnarsdóttir: Jener Sommer in Island – Roman, aus dem Isländ. übers. von Karl-Ludwig Wetzig, 2001, 98 S., ISBN 3-518-12163-4.
- 2164 – Zoll, Rainer: Was ist Solidarität heute?, 2000, 213 S., ISBN 3-518-12164-2.
- 2165
- 2166 – Tuschick, Jamal: Keine große Geschichte – Roman, 2000, 185 S., ISBN 3-518-12166-9.
- 2167 – Vobruba, Georg: Alternativen zur Vollbeschäftigung – die Transformation von Arbeit und Einkommen, 2000, 152 S., ISBN 3-518-12167-7.
- 2168 – Schlink, Bernhard: Vergangenheitsschuld und gegenwärtiges Recht, 2002, 156 S., ISBN 3-518-12168-5.
- 2169 – Janz, Rolf-Peter (Hrsg.): Faszination und Schrecken des Fremden, 2001, 242 S., ISBN 3-518-12169-3.
- 2170 – Burke, Peter: Kultureller Austausch, 2002, 112 S., ISBN 3-518-12170-7.
- 2171 – Greenblatt, Stephen: Was ist Literaturgeschichte?, 2000, 99 S., ISBN 3-518-12171-5.
- 2172 – Schumacher, Eckhard: Die Ironie der Unverständlichkeit – Johann Georg Hamann, Friedrich Schlegel, Jacques Derrida, Paul de Man, 2000, 336 S., ISBN 3-518-12172-3.
- 2173 – Menzel, Ulrich (Hrsg.): Vom ewigen Frieden und vom Wohlstand der Nationen – Dieter Senghaas zum 60. Geburtstag, 2000, 629 S., ISBN 3-518-12173-1.
- 2174 – Münker, Stefan (Hrsg.): Telefonbuch – Beiträge zu einer Kulturgeschichte des Telefons, 2000, 200 S., Ill., ISBN 3-518-12174-X.
- 2175 – Parr, Rolf: Gottschalk, Kerner & Co – Funktionen der Telefigur „Spielleiter“ zwischen Exzeptionalität und Normalität, 2001, 265 S., ISBN 3-518-12175-8.
- 2176 – Groß, Thomas: Berliner Barock – Popsingles, 2000, 196 S., ISBN 3-518-12176-6.
- 2177 – Strasser, Peter: Der Weg nach draußen – skeptisches, metaphysisches und religiöses Denken, 2000, 268 S., ISBN 3-518-12177-4.
- 2178 – Dmitriev, Andrej V.: Die Flußbiegung – Erzählung, aus dem Russ. von Tatiana Frickhinger-Garanin, 2000, 106 S., ISBN 3-518-12178-2.
- 2179 – Jaworski, Rudolf (Hrsg.): Eine kleine Geschichte Polens, 2000, 373 S., Ill., ISBN 3-518-12179-0.
- 2180 – Lourenço, Eduardo: Mythologie der Saudade – zur portugiesischen Melancholie, 2001, 218 S., ISBN 3-518-12180-4.
- 2181 – Pauer-Studer, Herlinde (Hrsg.): Konstruktionen praktischer Vernunft – Philosophie im Gespräch, 2000, 289 S., ISBN 3-518-12181-2.
- 2182
- 2183 – Bubner, Rüdiger (Hrsg.): Sein, das verstanden werden kann, ist Sprache – Hommage an Hans-Georg Gadamer, 2000, 118 S., ISBN 3-518-12183-9.
- 2184 – Charim, Isolde; Rabinovici, Doron (Hrsg.): Österreich – Berichte aus Quarantanien, 2000, 174 S., ISBN 3-518-12184-7.
- 2185 – Eppler, Erhard: Privatisierung der politischen Moral?, 2000, 141 S., ISBN 3-518-12185-5.
- 2186 – Aebli, Kurt: Die Uhr – Gedichte, 2000, 83 S., ISBN 3-518-12186-3.
- 2187 – Butler, Judith: Antigones Verlangen – Verwandtschaft zwischen Leben und Tod, 2001, 155 S., ISBN 3-518-12187-1.
- 2188 – Hoffmann-Riem, Wolfgang: Modernisierung von Recht und Justiz – eine Herausforderung des Gewährleistungsstaates, 2001, 363 S., ISBN 3-518-12188-X.
- 2189
- 2190 – Döring, Diether: Die Zukunft der Alterssicherung – europäische Strategien und der deutsche Weg, 2002, 144 S., ISBN 3-518-12190-1.
- 2191 – Ishida, Takeshi: Die Entdeckung der Gesellschaft – zur Entwicklung der Sozialwissenschaften in Japan, 2008, 361 S., ISBN 978-3-518-12191-7.
- 2192
- 2193 – Treichel, Hans-Ulrich: Der Entwurf des Autors – Frankfurter Poetikvorlesungen, 2000, 116 S., ISBN 3-518-12193-6.
- 2194 – Mater, Nadire: Mehmets Buch – türkische Soldaten berichten über ihren Kampf gegen kurdische Guerillas, 2001, 435 S., ISBN 3-518-12194-4.
- 2195 – Schieder, Rolf: Wieviel Religion verträgt Deutschland?, 2001, 214 S., ISBN 3-518-12195-2.
- 2196 – Früchtl, Josef (Hrsg.): Ästhetik der Inszenierung – Dimensionen eines künstlerischen, kulturellen und gesellschaftlichen Phänomens, 1998, 298 S., ISBN 3-518-12196-0.
- 2197 – Bonz, Jochen (Hrsg.): Sound signatures – Pop-Splitter, 2001, 309 S., ISBN 3-518-12197-9.
- 2198 – Brecht, Bertolt: Die Hochzeit und andere Einakter, 2002, 188 S., ISBN 3-518-12198-7.
- 2199
- 2200 – Giddens, Anthony: Entfesselte Welt – wie die Globalisierung unser Leben verändert, 2001, 114 S., ISBN 3-518-12200-2.
- 2201 – Krupp, Ute-Christine (Hrsg.): Zuerst bin ich immer Leser – Prosa schreiben heute, 2000, 132 S., ISBN 3-518-12201-0.
- 2202 – Maresch, Rudolf (Hrsg.): Cyberhypes – Möglichkeiten und Grenzen des Internet, 2001, 271 S., ISBN 3-518-12202-9.
- 2203 – Dörner, Andreas: Politainment – Politik in der medialen Erlebnisgesellschaft, 2001, 255 S., ISBN 3-518-12203-7.
- 2204 – Meyer, Thomas: Mediokratie – die Kolonisierung der Politik durch das Mediensystem, 2001, 232 S., ISBN 3-518-12204-5.
- 2205 – Bentz van den Berg, Roel: Die unsichtbare Faust – magische Momente der Popkultur, 2001, 239 S., ISBN 3-518-12205-3.
- 2206 – Beyse, Jochen: Fremdenführung – Erzählung, 2001, 91 S., ISBN 3-518-12206-1.
- 2207 – Rieger, Elmar ; Leibfried, Stephan: Grundlagen der Globalisierung – Perspektiven des Wohlfahrtsstaates, 2001, 409 S., ISBN 3-518-12207-X.
- 2208
- 2209 – Teufel, Erwin: Von der Risikogesellschaft zur Chancengesellschaft, 2001, 303 S., ISBN 3-518-12209-6.
- 2210 – Lilienthal, Matthias; Philipp, Claus: Schlingensiefs Ausländer raus – bitte liebt Österreich, Dokumentation, 2000, 272 S., Ill. + CD, ISBN 3-518-12210-X.
- 2211 – Drawert, Kurt: Rückseiten der Herrlichkeit – Texte und Kontexte, 2001, 239 S., Ill., ISBN 3-518-12211-8.
- 2212 – Oliver, José F. A.: fernlautmetz – Gedichte, 2000, 112 S., ISBN 3-518-12212-6.
- 2213 – Ćosić, Bora: Die Zollerklärung, aus dem Serb. von Katharina Wolf-Grießhaber, 2001, 152 S., ISBN 3-518-12213-4.
- 2214 – Senghaas, Dieter: Klänge des Friedens – ein Hörbericht, 2001, 188 S., ISBN 3-518-12214-2.
- 2215 – König, Johann-Günther; Peters, Manfred: Börse – Aktien und Akteure, 2002, 259 S., ISBN 3-518-12215-0.
- 2216 – Rabinovici, Doron: Credo und Credit – Einmischungen, 2001, 154 S., ISBN 3-518-12216-9.
- 2217 – Begley, Louis: Das Gelobte Land – Beobachtungen aus der Ferne, 2001, 213 S., ISBN 3-518-12217-7.
- 2218 – Nuez, Iván de la: Das treibende Floß – kubanische Kulturpassagen, 2001, 161 S., ISBN 3-518-12218-5.
- 2219 – Mersch, Dieter: Ereignis und Aura – Untersuchungen zu einer Ästhetik des Performativen, 2002, 312 S., ISBN 3-518-12219-3.
- 2220 – Földényi, F. László: Das Schweißtuch der Veronika – Museumsspaziergänge, 2001, 204 S., ISBN 3-518-12220-7.
- 2221 – Leggewie, Claus (Hrsg.): Politik im 21. Jahrhundert, 2001, 485 S., ISBN 3-518-12221-5.
- 2222 – Günter, Albrecht; Backes, Otto (Hrsg.): Gewaltkriminalität zwischen Mythos und Realität, 2001, 473 S., ISBN 3-518-12222-3.
- 2223 – Jansen, Johannes: Verfeinerung der Einzelheiten, 2001, 95 S., Ill., ISBN 3-518-12223-1.
- 2224 – Menzel, Ulrich: Zwischen Idealismus und Realismus – die Lehre von den internationalen Beziehungen, 2001, 285 S., ISBN 3-518-12224-X.
- 2225
- 2226
- 2227 – Buresch, Wolfgang (Hrsg.): Kinderfernsehen – vom Hasen Cäsar bis zu Tinky Winky, Dipsy und Co., 2003, 232 S., ISBN 3-518-12227-4.
- 2228 – Thumfart, Alexander: Die politische Integration Ostdeutschlands, 2002, 1019 S., ISBN 3-518-12228-2.
- 2229 – Bronfen, Elisabeth: Liebestod und Femme fatale – der Austausch sozialer Energien zwischen Oper, Literatur und Film, 2004, 197 S., ISBN 3-518-12229-0.
- 2230
- 2231 – Darnton, Robert: Poesie und Polizei – öffentliche Meinung und Kommunikationsnetzwerke im Paris des 18. Jahrhunderts, 2002, 170 S., ISBN 3-518-12231-2.
- 2232
- 2233 – Konrád, György: Der dritte Blick – Betrachtungen eines Antipolitischen, 2001, 217 S., ISBN 3-518-12233-9.
- 2234 – Tuschick, Jamal: Kattenbeat, 2001, 151 S., ISBN 3-518-12234-7.
- 2235 – Krupp, Ute-Christine: Alle reden davon – Roman, 2001, 123 S., ISBN 3-518-12235-5.
- 2236 – Stasiuk, Andrzej: Wie ich Schriftsteller wurde – Versuch einer intellektuellen Autobiographie, 2001, 139 S., Ill., ISBN 3-518-12236-3.
- 2237 – Dobbrow, Dirk: Der Mann der Polizistin – Roman, 2001, 219 S., ISBN 3-518-12237-1
- 2238 – Derrida, Jacques: Die unbedingte Universität, 2001, 77 S., ISBN 3-518-12238-X.
- 2239 – Scheuermann, Silke: Der Tag an dem die Möwen zweistimmig sangen – Gedichte, 2001, 73 S., ISBN 3-518-12239-8.
- 2240 – Jurʹev, Oleg Aleksandrovič: Spaziergänge unter dem Hohlmond – kleiner kaleidoskopischer Roman, aus dem Russ. von Birgit Veit, 2003, 132 S., Ill., ISBN 3-518-12240-1.
- 2241 – Sievers, Rudolf (Hrsg.): 1968 – eine Enzyklopädie, 2002, 489 S., Ill., ISBN 3-518-12241-X.
- 2242 – Caysa, Volker (Hrsg.): Reinhold Messners Philosophie – Sinn machen in einer Welt ohne Sinn, 2002, 226 S., ISBN 3-518-12242-8.
- 2243 – Rieger, Elmar ; Leibfried, Stephan: Kultur versus Globalisierung – sozialpolitische Theologie in Konfuzianismus und Christentum, 2004, 261 S., ISBN 3-518-12243-6.
- 2244 – Schulte, Christian (Hrsg.): Kluges Fernsehen – Alexander Kluges Kulturmagazine, 2002, 265 S., Ill., ISBN 3-518-12244-4.
- 2245 – Höffe, Otfried: Medizin ohne Ethik?, 2002, 262 S., ISBN 3-518-12245-2.
- 2246 – Heitmeyer, Wilhelm (Hrsg.): Gewalt – Entwicklungen, Strukturen, Analyseprobleme, 2004, 545 S., ISBN 3-518-12246-0.
- 2247 – Simanowski, Roberto: Interfictions – vom Schreiben im Netz, 2002, 197 S., ISBN 3-518-12247-9.
- 2248 – Kraß, Andreas (Hrsg.): Queer denken – gegen die Ordnung der Sexualität (Queer Studies), 2003, 356 S., ISBN 3-518-12248-7.
- 2249
- 2250 – Weingart, Brigitte: Ansteckende Wörter – Repräsentationen von AIDS, 2002, 329 S., Ill., ISBN 3-518-12250-9.
- 2251 – Rakusa, Ilma: Love after love – acht Abgesänge, 2001, 54 S., ISBN 3-518-12251-7.
- 2252 – Häußermann, Hartmut (Hrsg.): An den Rändern der Städte – Armut und Ausgrenzung, 2004, 343 S., ISBN 3-518-12252-5.
- 2253 – Baer, Ulrich: Traumadeutung – die Erfahrung der Moderne bei Charles Baudelaire und Paul Celan, 2002, 299 S., ISBN 3-518-12253-3.
- 2254 – Münker, Stefan (Hrsg.): Praxis Internet – Kulturtechniken der vernetzten Welt, 2002, 280 S., Ill., ISBN 3-518-12254-1.
- 2255 – Schneckener, Ulrich: Auswege aus dem Bürgerkrieg – Modelle zur Regulierung ethno-nationalistischer Konflikte in Europa, 2002, 628 S., ISBN 3-518-12255-X.
- 2256 – Wolfgang, Storch (Hrsg.): Der Raum Bayreuth – ein Auftrag aus der Zukunft, 2002, 332 S., Ill., ISBN 3-518-12256-8.
- 2257 – Neumann-Braun, Klaus (Hrsg.): Popvisionen – links in die Zukunft, 2003, 276 S., ISBN 3-518-12257-6.
- 2258 – Derivière, Philippe: Paul Nizon – Das Leben am Werk – ein Essay, 2003, 110 S., Ill., ISBN 3-518-12258-4.
- 2259 – Borchmeyer, Dieter: Martin Walser und die Öffentlichkeit – von einem neuerdings erhobenen unvornehmen Ton im Umgang mit einem Schriftsteller, 2001, 57 S., ISBN 3-518-12259-2.
- 2260 – Leggewie, Claus; Meier, Horst (Hrsg.): Verbot der NPD oder Mit Rechtsradikalen leben? – die Positionen, 2002, 192 S., ISBN 3-518-12260-6.
- 2261 – Geyer, Christian (Hrsg.): Biopolitik – die Positionen, 2001, 302 S., ISBN 3-518-12261-4.
- 2262 – Habermas, Jürgen: Kleine politische Schriften 9 – Zeit der Übergänge, 2001, 195 S., ISBN 3-518-12262-2.
- 2263 – Uetz, Christian: Don San Juan, 2002, 75 S., Ill., ISBN 3-518-12263-0.
- 2264 – Dörner, Andreas (Hrsg.): Wahl-Kämpfe – Betrachtungen über ein demokratisches Ritual, 2002, 236 S., ISBN 3-518-12264-9.
- 2265 – Meng, Richard: Der Medienkanzler – was bleibt vom System Schröder?, 2002, 246 S., ISBN 3-518-12265-7.
- 2266 – Meier-Braun, Karl-Heinz: Deutschland, Einwanderungsland, 2002, 200 S., ISBN 3-518-12266-5.
- 2267 – Brodowsky, Paul: Milch, Holz, Katzen, 2002, 68 S., ISBN 3-518-12267-3.
- 2268 – Kettner, Matthias (Hrsg.): Biomedizin und Menschenwürde, 2004, 343 S., ISBN 3-518-12268-1.
- 2269 – Egger, Oswald: Nichts, das ist – Gedichte, 2001, 158 S., Ill., ISBN 3-518-12269-X.
- 2270 – Hondrich, Karl Otto: Enthüllung und Entrüstung – eine Phänomenologie des politischen Skandals, 2002, 166 S., ISBN 3-518-12270-3.
- 2271 – Eörsi, István: Der rätselhafte Charme der Freiheit – Versuche über das Neinsagen, 2003, 197 S., ISBN 3-518-12271-1.
- 2272 – Meyer, Thomas: Identitätspolitik – vom Missbrauch kultureller Unterschiede, 2002, 250 S., ISBN 3-518-12272-X.
- 2273 – König, Johann-Günther: Finanzkriminalität – Geldwäsche, Insidergeschäfte, Spekulation, 2003, 195 S., ISBN 3-518-12273-8.
- 2274
- 2275 – Bogoeva, Julija (Hrsg.): Srebrenica – ein Prozeß; Dokumente aus dem Verfahren gegen General Radislav Krstić, 2002, 363 S., Ill., ISBN 3-518-12275-4.
- 2276
- 2277 – Roth, Patrick (Hrsg.): Ins Tal der Schatten – Frankfurter Poetikvorlesungen, 2002, 174 S., ISBN 3-518-12277-0.
- 2278 – Barthes, Roland: Die Körnung der Stimme – Interviews 1962–1980, 2003, 399 S., Ill., ISBN 3-518-12278-9.
- 2279 – Pfaller, Robert: Die Illusionen der anderen – über das Lustprinzip in der Kultur, 2002, 342 S., ISBN 3-518-12279-7.
- 2280 – Dieckmann, Friedrich: Was ist deutsch? – eine Nationalerkundung, 2003, 226 S., ISBN 3-518-12280-0.
- 2281 – Roesler, Alexander (Hrsg.): Microsoft – Medien – Macht – Monopol, 2002, 271 S., Ill., ISBN 3-518-12281-9.
- 2282 – Schumacher, Eckhard: Gerade eben jetzt – Schreibweisen der Gegenwart, 2003, 204 S., ISBN 3-518-12282-7.
- 2283 – Belamri, Rabah: Verletzter Blick – Roman, aus dem Franz. von Bernd Schwibs, 2002, 146 S., ISBN 3-518-12283-5.
- 2284 – Bernard, Andreas (Hrsg.): Theodor W. Adorno – „Minima Moralia“ neu gelesen, 2003, 131 S., ISBN 3-518-12284-3.
- 2285
- 2286 – Sloterdijk, Peter: Luftbeben – an den Quellen des Terrors, 2002, 110 S., ISBN 3-518-12286-X.
- 2287 – Hondrich, Karl Otto: Der Neue Mensch, 2001, 222 S., ISBN 3-518-12287-8.
- 2288 – Eppler, Erhard: Vom Gewaltmonopol zum Gewaltmarkt? – die Privatisierung und Kommerzialisierung der Gewalt, 2002, 153 S., ISBN 3-518-12288-6.
- 2289 – Killius, Nelson (Hrsg.): Die Zukunft der Bildung, 2002, 227 S., ISBN 3-518-12289-4.
- 2290 – Heitmeyer, Wilhelm (Hrsg.): Deutsche Zustände – Folge 1, 2002, 301 S., Ill., ISBN 3-518-12290-8.
- 2291
- 2292 – Kertész, Imre: Schritt für Schritt – Drehbuch zum „Roman eines Schicksallosen“, aus dem Ungar. von Erich Berger, 2002, 184 S., ISBN 3-518-12292-4.
- 2293 – Ortmann, Günther: Regel und Ausnahme – Paradoxien sozialer Ordnung, 2003, 337 S., ISBN 3-518-12293-2.
- 2294
- 2295 – Weinberger, Eliot: Kaskaden – Essays, 2003, 342 S., ISBN 3-518-12295-9.
- 2296 – Heineke, Thekla (Hrsg.): Christoph Schlingensiefs „Nazis rein“, 2002, 162, 164 S., Ill., ISBN 3-518-12296-7.
- 2297 – Hondrich, Karl Otto: Wieder Krieg, 2002, 192 S., ISBN 3-518-12297-5.
- 2298 – Žižek, Slavoj: Die Revolution steht bevor – dreizehn Versuche über Lenin, 2002, 187 S., ISBN 3-518-12298-3.
- 2299 – Endler, Adolf: Schweigen, Schreiben, Reden, Schweigen – Reden 1995–2001, 2003, 65 S., Ill., ISBN 3-518-12299-1.
- 2300 – Agamben, Giorgio: Was von Auschwitz bleibt – das Archiv und der Zeuge, 2003, 158 S., ISBN 3-518-12300-9.
- 2301 – Kaufmann, Franz-Xaver: Varianten des Wohlfahrtsstaats – der deutsche Sozialstaat im internationalen Vergleich, 2003, 328 S., ISBN 3-518-12301-7.
- 2302 – Stasiuk, Andrzej: Die Mauern von Hebron, 2003, 158 S., Ill., ISBN 3-518-12302-5.
- 2303 – Kleiner, Marcus S. (Hrsg.): Soundcultures – über elektronische und digitale Musik, 2003, 238 S. + CD, ISBN 3-518-12303-3.
- 2304 – Kimmich, Dorothee; Thumfart, Alexander (Hrsg.): Universität ohne Zukunft?, 2004, 270 S., ISBN 3-518-12304-1.
- 2305 – Drescher, Hans-Jürgen (Hrsg.): Werner Fritsch, Hieroglyphen des Jetzt – Materialien und Werkstattberichte, 2002, 298 S., Ill., ISBN 3-518-12305-X.
- 2306 – Bärfuss, Lukas: Die toten Männer – Novelle, 2002, 125 S., ISBN 3-518-12306-8.
- 2307 – Oliver, José F. A.: Nachtrandspuren – Gedichte, 2002, 115 S., Ill., ISBN 3-518-12307-6.
- 2308 – Meschnig, Alexander; Stuhr, Mathias (Hrsg.): Arbeit als Lebensstil, 2003, 211 S., ISBN 3-518-12308-4.
- 2309 – Oz, Amos: Wie man Fanatiker kuriert – Tübinger Poetik-Dozentur 2002, 2004, 109 S., ISBN 3-518-12309-2.
- 2310 – Neumeister, Andreas: Angela Davis löscht ihre Website – Listen, Refrains, Abbildungen, 2002, 121 S., Ill., ISBN 3-518-12310-6.
- 2311 – Bourdieu, Pierre: Ein soziologischer Selbstversuch, 2002, 150 S., ISBN 3-518-12311-4.
- 2312 – Bürger, Christa: Mein Weg durch die Literaturwissenschaft – 1968–1998, 2003, 289 S., Ill., ISBN 3-518-12312-2.
- 2313 – Hondrich, Karl Otto: Liebe in den Zeiten der Weltgesellschaft, 2004, 176 S., ISBN 3-518-12313-0.
- 2314 – Seiler, Lutz: Sonntags dachte ich an Gott – Aufsätze, 2004, 149 S., ISBN 3-518-12314-9.
- 2315 – Klein, Gabriele; Friedrich, Malte: Is this real? – die Kultur des HipHop, 2003, 224 S., ISBN 3-518-12315-7.
- 2316 – Ryklin, Michail: Räume des Jubels – Totalitarismus und Differenz; Essays, 2003, 235 S., ISBN 3-518-12316-5.
- 2317 – Schindel, Robert: Nervös der Meridian – Gedichte, 2003, 63 S., Ill., ISBN 3-518-12317-3.
- 2318 – Rebentisch, Juliane: Ästhetik der Installation, 2003, 301 S., ISBN 3-518-12318-1.
- 2319 – Großklaus, Götz: Medien-Bilder – Inszenierung der Sichtbarkeit, 2004, 248 S., Ill., ISBN 3-518-12319-X.
- 2320 – Farah, Nuruddin: Yesterday, Tomorrow – Stimmen aus der somalischen Diaspora, aus dem Engl. von Klaus Pemsel, 2004, 306 S., ISBN 3-518-12320-3.
- 2321 – Kaufmann, Franz-Xaver: Sozialpolitisches Denken – die deutsche Tradition, 2003, 196 S., ISBN 3-518-12321-1.
- 2322
- 2323 – Siebel, Walter (Hrsg.): Die europäische Stadt, 2004, 480 S., ISBN 3-518-12323-8.
- 2324 – Borchers, Elisabeth: Lichtwelten – Abgedunkelte Räume, Frankfurter Poetikvorlesungen, 2003, 144 S., ISBN 3-518-12324-6.
- 2325 – Rakusa, Ilma: Von Ketzern und Klassikern – Streifzüge durch die russische Literatur, 2003, 235 S., ISBN 3-518-12325-4.
- 2326 – Hassel, Florian (Hrsg.): Der Krieg im Schatten – Rußland und Tschetschenien, 2003, 256 S., ISBN 3-518-12326-2.
- 2327 – Niermann, Ingo: Minusvisionen – Unternehmer ohne Geld; Protokolle, 2003, 299 S., Ill., ISBN 3-518-12327-0.
- 2328 – Killius, Nelson; Kluge, Jürgen (Hrsg.): Die Bildung der Zukunft, 2003, 362 S., Ill., ISBN 3-518-12328-9.
- 2329 – Schavan, Annette (Hrsg.): Bildung und Erziehung – Perspektiven auf die Lebenswelten von Kindern und Jugendlichen, 2004, 384 S., ISBN 3-518-12329-7.
- 2330
- 2331 – Aebli, Kurt: Ameisenjagd – Gedichte, 2002, 73 S., ISBN 3-518-12331-9.
- 2332 – Heitmeyer, Wilhelm (Hrsg.): Deutsche Zustände – Folge 2, 2003, 311 S., ISBN 3-518-12332-7.
- 2333 – Tuschick, Jamal: Bis zum Ende der B-Seite – Roman, 2003, 185 S., ISBN 3-518-12333-5.
- 2334 – Fach, Wolfgang: Die Regierung der Freiheit, 2003, 232 S., ISBN 3-518-12334-3.
- 2335 – Holland-Cunz, Barbara: Die alte neue Frauenfrage, 2003, 308 S., ISBN 3-518-12335-1.
- 2336
- 2337 – Zangl, Bernhard; Zürn, Michael: Frieden und Krieg – Sicherheit in der nationalen und postnationalen Konstellation, 2003, 337 S., ISBN 3-518-12337-8.
- 2338
- 2339
- 2340 – Czada, Roland: Entgrenzte Wirtschaft und sozialer Staat – Wege in eine neue Wohlfahrtswelt, 2004, 250 S., ISBN 3-518-12340-8.
- 2341
- 2342
- 2343
- 2344
- 2345
- 2346
- 2347
- 2348
- 2349
- 2350
- 2351
- 2352 – Semprún, Jorge: Blick auf Deutschland, 2003, 226 S., ISBN 3-518-12352-1.
- 2353 – Bichsel, Peter: Das süße Gift der Buchstaben – Reden zur Literatur, 2004, 142 S., ISBN 3-518-12353-X.
- 2354 – Leggewie, Claus (Hrsg.): Die Türkei und Europa – die Positionen, 2004, 341 S., Ill., Kt., ISBN 3-518-12354-8.
- 2355 – Meyer, Thomas: Die Identität Europas – der EU eine Seele?, 2004, 238 S., ISBN 3-518-12355-6.
- 2356 – Schleef, Einar: Mooskammer – Erzählungen, 2003, 184 S., ISBN 3-518-12356-4.
- 2357 – Derrida, Jacques; Gadamer, Hans-Georg: Der ununterbrochene Dialog, 2004, 109 S., ISBN 3-518-12357-2.
- 2358 – Hanika, Iris (Hrsg.): Berlin im Licht – 24 Stunden Webcam, 2003, 263 S., Ill., ISBN 3-518-12358-0.
- 2359 – Schindel, Robert: Mein liebster Feind – Essays, Reden, Miniaturen, 2004, 147 S., ISBN 3-518-12359-9.
- 2360 – Maresch, Rudolf (Hrsg.): Renaissance der Utopie – Zukunftsfiguren des 21. Jahrhunderts, 2004, 254 S., ISBN 3-518-12360-2.
- 2361 – García Düttmann, Alexander: Philosophie der Übertreibung, 2004, 264 S., ISBN 3-518-12361-0.
- 2362
- 2363 – Hörisch, Jochen: Gott, Geld, Medien – Studien zu den Medien, die die Welt im Innersten zusammenhalten, 2004, 238 S., ISBN 3-518-12363-7.
- 2364 – Gumbrecht, Hans Ulrich: Diesseits der Hermeneutik – die Produktion von Präsenz, 2004, 189 S., ISBN 3-518-12364-5.
- 2365 – Menzel, Ulrich: Paradoxien der neuen Weltordnung – politische Essays, 2004, 268 S., Ill., Kt., ISBN 3-518-12365-3.
- 2366 – Agamben, Giorgio: Ausnahmezustand, 2004, 112 S., ISBN 3-518-12366-1.
- 2367 – Schulte, Christian (Hrsg.): Der Text ist der Coyote – Heiner Müller, Bestandsaufnahme, 2004, 307 S., ISBN 3-518-12367-X.
- 2368 – Sarasin, Philipp: Anthrax – Bioterror als Phantasma, 2004, 194 S., Ill., ISBN 3-518-12368-8.
- 2369 – Lehnert, Christian: Ich werde sehen, schweigen und hören – Gedichte, 2004, 97 S., ISBN 3-518-12369-6.
- 2370 – Andruchovyč, Jurij Ihorovyč; Stasiuk, Andrzej: Mein Europa – zwei Essays über das sogenannte Mitteleuropa, 2004, 144 S., Ill., ISBN 3-518-12370-X.
- 2371 – Reichert, Klaus: Welt-Alltag der Epoche – Essays zum Werk von James Joyce, 2004, 185 S., ISBN 3-518-12371-8.
- 2372 – Batberger, Reinhold: Blutvergiftung – Erzählungen, 2004, 221 S., Ill., ISBN 3-518-12372-6.
- 2373 – Fischer-Lichte, Erika: Ästhetik des Performativen, 2004, 376 S., ISBN 3-518-12373-4.
- 2374 – Schneckener, Ulrich: Transnationaler Terrorismus – Charakter und Hintergründe des „neuen“ Terrorismus, 2006, 276 S., ISBN 3-518-12374-2.
- 2375 – Goytisolo, Juan: Gläserne Grenzen – Einwände und Anstöße, aus dem Span. von Thomas Brovot, 2004, 192 S., ISBN 3-518-12375-0.
- 2376 – Uetz, Christian: Das Sternbild versingt – Gedichte, 2004, 92 S., Ill., ISBN 3-518-12376-9.
- 2377 – Barthes, Roland: Das Neutrum – Vorlesung am Collège de France 1977–1978, 2005, 346 S., ISBN 3-518-12377-7.
- 2378 –
- 2379 – Höllerer, Florian; Schleider, Tim (Hrsg.): Betrifft – Chotjewitz, Dorst, Hermann, Hoppe, Kehlmann, Klein, Kling, Kronauer, Mora, Ortheil, Oswald, Rakusa, Sebald, Walser, Zeh, 2004, 136 S., ISBN 3-518-12379-3.
- 2380 – Jansen, Johannes: Halbschlaf – Tag Nacht Gedanken, 2004, 83 S., Ill., ISBN 3-518-12380-7.
- 2381 – Bröckling, Ulrich (Hrsg.): Glossar der Gegenwart, 2004, 319 S., ISBN 3-518-12381-5.
- 2382 – Beerhorst, Joachim (Hrsg.): Kritische Theorie im gesellschaftlichen Strukturwandel, 2004, 498 S., ISBN 3-518-12382-3.
- 2383 – Habermas, Jürgen: Kleine politische Schriften 10 – Der gespaltene Westen, 2004, 192 S., ISBN 3-518-12383-1.
- 2384 – Senghaas, Dieter: Zum irdischen Frieden – Erkenntnisse und Vermutungen, 2004, 301 S., Ill., ISBN 3-518-12384-X.
- 2385
- 2386 – Rabinovici, Doron (Hrsg.): Neuer Antisemitismus? – eine globale Debatte, 2004, 331 S., ISBN 3-518-12386-6.
- 2387 – Geyer, Christian (Hrsg.): Hirnforschung und Willensfreiheit – zur Deutung der neuesten Experimente, 2004, 295 S., Ill., ISBN 3-518-12387-4.
- 2388 – Heitmeyer, Wilhelm (Hrsg.): Deutsche Zustände – Folge 3, 2004, 250 S., ISBN 3-518-12388-2.
- 2389 – Krauß, Angela: Die Gesamtliebe und die Einzelliebe – Frankfurter Poetikvorlesungen, 2004, 103 S., ISBN 3-518-12389-0.
- 2390 – Stasiuk, Andrzej: Über den Fluß – Erzählungen, aus dem Poln. von Renate Schmidgall, 2004, 189 S., Ill., ISBN 3-518-12390-4.
- 2391 – Sander, Klaus; St. Werner, Jan: Vorgemischte Welt, 2005, 228 S. + CD, ISBN 3-518-12391-2.
- 2392 – Egger, Oswald: Prosa, Proserpina, Prosa, 2004, 187 S., Ill., ISBN 3-518-12392-0.
- 2393 – Butler, Judith: Gefährdetes Leben – politische Essays, 2005, 177 S., ISBN 3-518-12393-9.
- 2394 – Jansen, Meike (Hrsg.): Gendertronics – der Körper in der elektronischen Musik, 2005, 204 S., Ill., ISBN 3-518-12394-7.
- 2395 – Haslinger, Josef (Hrsg.): Wie werde ich ein verdammt guter Schriftsteller? – Berichte aus der Werkstatt, 2005, 209 S., ISBN 3-518-12395-5.
- 2396 – Marsiske, Hans-Arthur: Heimat Weltall – Wohin soll die Raumfahrt führen?, 2005, 192 S., Ill., ISBN 3-518-12396-3.
- 2397 – Oliver, José F. A.: Finnischer Wintervorrat – Gedichte, 2005, 101 S., ISBN 3-518-12397-1.
- 2398 – Stockhammer, Robert: Ruanda – über einen anderen Genozid schreiben, 2005, 187 S., ISBN 3-518-12398-X.
- 2399
- 2400 – Roth, Dieter: Da drinnen vor dem Auge – Lyrik und Prosa, 2005, 304 S., Ill., ISBN 3-518-12400-5.
- 2401 – Lück, Hartmut; Senghaas, Dieter (Hrsg.): Vom hörbaren Frieden, 2005, 605 S., Ill., Noten, ISBN 3-518-12401-3.
- 2402 – Barthes, Roland: Wie zusammen leben – Simulationen einiger alltäglicher Räume im Roman; Vorlesung am Collège de France, 1976–1977, 2007, 282 S., ISBN 978-3-518-12402-4.
- 2403 – Groys, Boris: Das kommunistische Postskriptum, 2006, 95 S., ISBN 3-518-12403-X.
- 2404 – Hanika, Iris: Musik für Flughäfen – kurze Texte, 2005, 123 S., Ill., ISBN 3-518-12404-8.
- 2405 – Green, Adam: Magazine, aus dem Amerikan. von Thomas Meinecke, 2005, 122 S., Ill., ISBN 3-518-12405-6.
- 2406 – Kaufmann, Franz-Xaver: Schrumpfende Gesellschaft – vom Bevölkerungsrückgang und seinen Folgen, 2005, 269 S., ISBN 3-518-12406-4.
- 2407 – Agamben, Giorgio: Profanierungen, 2006, 95 S., ISBN 978-3-518-12407-9.
- 2408 – Cailloux, Bernd: Das Geschäftsjahr 1968/69 – Roman, 2005, 253 S., ISBN 3-518-12412-9.
- 2409 – Hajatpour, Reza: Der brennende Geschmack der Freiheit – mein Leben als junger Mullah im Iran, 2005, 227 S., ISBN 3-518-12409-9.
- 2410
- 2411 – Roth, Patrick: Zur Stadt am Meer – Heidelberger Poetikvorlesungen, 2005, 112 S., Ill., ISBN 3-518-12411-0.
- 2412 – Žižek, Slavoj: Die politische Suspension des Ethischen, 2005, 203 S., ISBN 3-518-12412-9.
- 2413
- 2414 – Butler, Judith: Haß spricht – zur Politik des Performativen, 2006, 263 S., ISBN 978-3-518-12414-7.
- 2415 – Elter, Andreas: Die Kriegsverkäufer – Geschichte der US-Propaganda 1917–2005, 2005, 369 S., ISBN 3-518-12415-3.
- 2416 – Šteger, Aleš; Čander, Mitja (Hrsg.): Zu zweit nirgendwo – neue Erzählungen aus Slowenien, 2006, 283 S., ISBN 978-3-518-12416-1.
- 2417 – Fahey, John: Blaugrasmusik – Erzählungen aus den Vorstädten, aus dem Amerikan. übersetzt und mit einem Nachw. versehen von Karl Bruckmaier, 2005, 221 S., ISBN 3-518-12417-X.
- 2418 – Rjabčuk, Mykola Jurijovyč: Die reale und die imaginierte Ukraine – Essay, 2005, 175 S., ISBN 3-518-12418-8.
- 2419
- 2420 – Weiss, Peter: Abschied von den Eltern – Erzählung, 2003, 145 S., ISBN 3-518-12420-X.
- 2421 – Bernhard, Thomas: Amras, 2003, 98 S., ISBN 3-518-12421-8.
- 2422 – Handke, Peter: Die Innenwelt der Außenwelt der Innenwelt, 2003, 149 S., Ill., ISBN 3-518-12422-6.
- 2423 – Gstrein, Norbert: Einer – Erzählung, 2003, 115 S., Ill., ISBN 3-518-12423-4.
- 2424 – Benjamin, Walter: Das Kunstwerk im Zeitalter seiner technischen Reproduzierbarkeit – drei Studien zur Kunstsoziologie, 2003, 169 S., ISBN 3-518-12424-2.
- 2425 – Barthes, Roland: Mythen des Alltags, 2003, 152 S., ISBN 3-518-12425-0.
- 2426 – Johnson, Uwe: Begleitumstände – Frankfurter Vorlesungen, 2003, 455 S., Ill., ISBN 3-518-12426-9.
- 2427 – Sloterdijk, Peter: Kritik der zynischen Vernunft, 2003, 954 S., Ill., ISBN 3-518-12427-7.
- 2428 – Rosenlöcher, Thomas: Ostgezeter – Beiträge zur Schimpfkultur, 2003, 179 S., ISBN 3-518-12428-5.
- 2429 – Wittgenstein, Ludwig: Tractatus logico-philosophicus, 2003, 120 S., ISBN 3-518-12429-3.
- 2430 – Adorno, Theodor W.: Eingriffe – neun kritische Modelle, 2003, 171 S., ISBN 3-518-12430-7.
- 2431 – Bovenschen, Silvia: Die imaginierte Weiblichkeit – exemplarische Untersuchungen zu kulturgeschichtlichen und literarischen Präsentationsformen des Weiblichen, 2003, 279 S., Ill., ISBN 3-518-12431-5.
- 2432 – Beck, Ulrich: Risikogesellschaft – auf dem Weg in eine andere Moderne, 2003, 391 S., ISBN 3-518-12432-3.
- 2433 – Butler, Judith: Das Unbehagen der Geschlechter, 2003, 236 S., ISBN 3-518-12433-1.
- 2434 – Nooteboom, Cees: Paris, Mai 1968, aus dem Niederländischen von Helga von Beuningen, 2003, 91 S., Ill., ISBN 3-518-12434-X.
- 2435 – Grünbein, Durs: Warum schriftlos leben – Aufsätze, 2003, 117 S., ISBN 3-518-12435-8.
- 2436 – Ostermaier, Albert: Vatersprache, 2003, 58 S., ISBN 3-518-12436-6.
- 2437 – Honderich, Ted: Nach dem Terror – ein Traktat, 2003, 241 S., ISBN 3-518-12437-4.
- 2438 – Hanika, Iris: Das Loch im Brot – Chronik, 2003, 170 S., ISBN 3-518-12438-2.
- 2439 – Habermas, Jürgen: Zeitdiagnosen – zwölf Essays 1980–2001, 2003, 263 S., ISBN 3-518-12439-0.
- 2440 – Derrida, Jacques: Die Stimme und das Phänomen – Einführung in das Problem des Zeichens in der Phänomenologie Husserls, 2003, 139 S., ISBN 3-518-12440-4.
- 2441 – Agamben, Giorgio: Das Offene – der Mensch und das Tier, 2003, 108 S., Ill., ISBN 3-518-12441-2.
- 2442 – Winkler, Josef: Leichnam, seine Familie belauernd, 2003, 147 S., Ill., ISBN 3-518-12442-0.
- 2443 – Enzensberger, Hans Magnus: Nomaden im Regal – Essays, 2003, 197 S., ISBN 3-518-12443-9.
- 2444 – Mayröcker, Friederike: Die kommunizierenden Gefäße, 2003, 90 S., Ill., ISBN 3-518-12444-7.
- 2445 – Berkéwicz, Ulla: Hanauer Gefühle – ein Essay, 2003, 90 S., ISBN 3-518-12445-5.
- 2446 – Andruchovyč, Jurij Ihorovyč: Das letzte Territorium – Essays, 2003, 189 S., Ill., ISBN 3-518-12446-3.
- 2447 – Bauman, Zygmunt: Flüchtige Moderne, 2003, 259 S., ISBN 3-518-12447-1.
- 2448 – Darvasi, László: Eine Frau besorgen – Kriegsgeschichten, aus dem Ungar. von Heinrich Eisterer, 2003, 181 S., Ill., ISBN 3-518-12448-X.
- 2449 – Dereš, Ljubko: Kult – Roman, aus dem Ukrain. von Juri Durkot, 2005, 259 S., ISBN 3-518-12449-8.
- 2450 – Vennemann, Kevin: Nahe Jedenew – Roman, 2005, 142 S., Ill., ISBN 3-518-12450-1.
- 2451 – Dorst, Tankred: Sich im Irdischen zu üben – Frankfurter Poetikvorlesungen, 2005, 119 S., Ill., ISBN 3-518-12451-X.
- 2452 – Groys, Boris (Hrsg.): Zurück aus der Zukunft – osteuropäische Kulturen im Zeitalter des Postkommunismus, 2005, 892 S., Ill., ISBN 3-518-12452-8.
- 2453 – Agamben, Giorgio: Die Zeit, die bleibt – ein Kommentar zum Römerbrief, 2006, 234 S., ISBN 3-518-12453-6.
- 2454 – Heitmeyer, Wilhelm (Hrsg.): Deutsche Zustände – Folge 4, 2006, 320 S., Ill., ISBN 3-518-12454-4.
- 2455 – Zhadan, Serhij: Geschichte der Kultur zu Anfang des Jahrhunderts – Gedichte, aus dem Ukrain. von Claudia Dathe, 2006, 81 S., ISBN 3-518-12455-2.
- 2456
- 2457 – Hanika, Iris; Seifert, Edith (Hrsg.): Die Wette auf das Unbewusste oder was sie schon immer über Psychoanalyse wissen wollten, 2006, 173 S., ISBN 3-518-12457-9.
- 2458 – Raab, Thomas: Nachbrenner – zur Evolution und Funktion des Spektakels, 2006, 170 S., Ill., ISBN 3-518-12458-7.
- 2459 – Bühler, Benjamin; Rieger, Stefan: Vom Übertier – ein Bestiarium des Wissens, 2006, 318 S., Ill., ISBN 3-518-12459-5.
- 2460 – Hartel, Gaby; Glasmeier, Michael (Hrsg.): The eye of prey – Essays zu Samuel Becketts Film- und Fernseharbeiten, 2011, 474 S., Noten, ISBN 978-3-518-12460-4.
- 2461 – Stiegler, Bernd: Bilder der Photographie – ein Album photographischer Metaphern, 2006, 276 S., Ill., ISBN 3-518-12461-7.
- 2462 – Eppler, Erhard: Auslaufmodell Staat?, 2005, 229 S., ISBN 3-518-12462-5.
- 2463 – Mak, Geert: Der Mord an Theo van Gogh – Geschichte einer moralischen Panik, 2005, 105 S., ISBN 3-518-12463-3.
- 2464 – Menasse, Robert: Die Zerstörung der Welt als Wille und Vorstellung – Frankfurter Poetikvorlesungen, 2006, 142 S., Ill., ISBN 3-518-12464-1.
- 2465 – Beckett, Samuel: Warten auf Godot – [Faksimile eines Handexemplars, das Beckett zur Vorbereitung der legendären Godot-Inszenierung 1975 am Berliner Schiller-Theater diente], 2006, 115 S., ISBN 3-518-12465-X.
- 2466 – Meinecke, Thomas (Hrsg.): Ratzinger-Funktion, 2006, 154 S., ISBN 3-518-12466-8.
- 2467
- 2468 – Agamben, Giorgio: Die Sprache und der Tod – ein Seminar über den Ort der Negativität, 2007, 179 S., ISBN 978-3-518-12468-0.
- 2469 – Ostermaier, Albert: Der Torwart ist immer dort, wo es weh tut, 2006, 113 S., ISBN 3-518-12469-2.
- 2470 – Brecht, Bertolt; in Zusammenarbeit mit Hella Wuolijoki: Die Judith von Shimoda – nach einem Stück von Yamamoto Yuzo, Rekonstruktion einer Spielfassung von Hans Peter Neureuter, 2006, 160 S., ISBN 3-518-12470-6
- 2471 – Barthes, Roland: Am Nullpunkt der Literatur, 2006, 230 S., ISBN 3-518-12471-4.
- 2472 – Ryklin, Michail: Mit dem Recht des Stärkeren – russische Kultur in Zeiten der „gelenkten Demokratie“; Essay, 2006, 238 S., Ill., ISBN 3-518-12472-2.
- 2473 – Venclova, Tomas: Vilnius – eine Stadt in Europa, 2006, 242 S., Ill., ISBN 978-3-518-12473-4.
- 2474 – Meinecke, Thomas: Feldforschung – Erzählungen, 2006, 143 S., ISBN 3-518-12474-9.
- 2475 – Wolf, Christa: Der Worte Adernetz – Essays und Reden, 2006, 171 S., Ill., ISBN 3-518-12475-7.
- 2476 – Darvasi, László: Herr Stern – Novellen, aus dem Ungar. von Heinrich Eisterer, 2006, 226 S., ISBN 3-518-12476-5.
- 2477 – Ḍaʿīf, Rašīd aḍ- ; Helfer, Joachim: Die Verschwulung der Welt – Rede gegen Rede, Beirut – Berlin, 2006, 199 S., ISBN 978-3-518-12477-2.
- 2478 – Niermann, Ingo: Umbauland – zehn deutsche Visionen, 2006, 73 S., Ill., ISBN 978-3-518-12478-9.
- 2479
- 2480 – Dereš, Ljubko: Die Anbetung der Eidechse oder Wie man Engel vernichtet – Roman, aus dem Ukrain. von Maria Weissenböck, 2006, 200 S., ISBN 978-3-518-12480-2.
- 2481 – Cailloux, Bernd: German writing – Erzählungen, 2006, 141 S., ISBN 3-518-12481-1.
- 2482 – Becker, Jens (Hrsg.): Serbien nach den Kriegen, 2008, 350 S., ISBN 978-3-518-12482-6.
- 2483 – Mouffe, Chantal: Über das Politische – wider die kosmopolitische Illusion, 2007, 169 S., ISBN 978-3-518-12483-3.
- 2484 – Heitmeyer, Wilhelm (Hrsg.): Deutsche Zustände – Folge 5, 2007, 341 S., ISBN 978-3-518-12484-0.
- 2485 – Esposito, Elena: Die Fiktion der wahrscheinlichen Realität, 2007, 127 S, ISBN 978-3-518-12485-7.
- 2486 – Kippenberger, Martin: Wie es wirklich war – am Beispiel – Lyrik und Prosa, 2007, 359 S., Ill., ISBN 978-3-518-12486-4.
- 2487 – Oliver, José F. A.: Mein andalusisches Schwarzwalddorf – Essays, 2007, 136 S., Ill., ISBN 978-3-518-12487-1.
- 2488 – Mayröcker, Friederike: Magische Blätter 6, 2007, 295 S., ISBN 978-3-518-12488-8.
- 2489
- 2490 – Menasse, Robert: Das Paradies der Ungeliebten – ein Schauspiel, 2006, 115 S., Ill., ISBN 3-518-12490-0.
- 2491 – Klinaŭ, Artur: Minsk – Sonnenstadt der Träume; mit Fotografien des Autors, 2006, 175 S., Ill., ISBN 3-518-12491-9.
- 2492 – Maier, Andreas: Ich – Frankfurter Poetikvorlesungen, 2006, 150 S., ISBN 978-3-518-12492-5.
- 2493 – Ćosić, Bora: Die Reise nach Alaska, aus dem Serb. von Katharina Wolf-Grießhaber, 2007, 172 S., Ill., ISBN 978-3-518-12493-2.
- 2494 – Zhadan, Serhij: Depeche Mode – Roman, aus dem Ukrain. von Juri Durkot und Sabine Stöhr, 2007, 245 S., ISBN 978-3-518-12494-9.
- 2495 – Enzensberger, Hans Magnus: Zu große Fragen – Interviews und Gespräche 2005–1970, 2007, 351 S., ISBN 978-3-518-12495-6.
- 2496 – Dischereit, Esther: Der Morgen an dem der Zeitungsträger – Erzählungen, 2007, 148 S., Ill., ISBN 978-3-518-12496-3.
- 2497 – Cotten, Ann: Fremdwörterbuchsonette – Gedichte, 2007, [120] S., Ill., ISBN 978-3-518-12497-0.
- 2498 – Bartis, Attila: Die Apokryphen des Lazarus – zwölf Feuilletons, aus dem Ungar. von Laszlo Kornitzer, 2007, 99 S., Ill., ISBN 978-3-518-12498-7.
- 2499 – Meinecke, Thomas: Lob der Kybernetik – Songtexte 1980–2007, 2007, 247 S., Ill., ISBN 978-3-518-12499-4.
- 2500 – Geiselberger, Heinrich (Hrsg.): Und jetzt? – Politik, Protest und Propaganda, 2007, 364 S., ISBN 978-3-518-12500-7.
- 2501 – Dath, Dietmar: Heute keine Konferenz – Texte für die Zeitung, 2007, 318 S., ISBN 978-3-518-12501-4.
- 2502 – Sloterdijk, Peter: Derrida ein Ägypter – über das Problem der jüdischen Pyramide, 2007, 73 S., ISBN 978-3-518-12502-1.
- 2503 – Bauman, Zygmunt: Leben in der flüchtigen Moderne, 2007, 287 S., ISBN 978-3-518-12503-8.
- 2504 – Held, David: Soziale Demokratie im globalen Zeitalter, 2007, 287 S., ISBN 978-3-518-12504-5.
- 2505 – Silverstone, Roger: Anatomie der Massenmedien – ein Manifest, 2007, 299 S., ISBN 978-3-518-12505-2.
- 2506 – Bodrožić, Marica: Sterne erben, Sterne färben – meine Ankunft in Wörtern, 2007, 153 S., ISBN 978-3-518-12506-9.
- 2507 – Honneth, Axel (Hrsg.): Bob Dylan, ein Kongreß – Ergebnisse des Internationalen Bob Dylan-Kongresses 2006 in Frankfurt am Main, 2007, 345 S., ISBN 978-3-518-12507-6.
- 2508 – Ullmaier, Johannes (Hrsg.): Schicht! – Arbeitsreportagen für die Endzeit, 2007, 417 S., ISBN 978-3-518-12508-3.
- 2509 – Vogel, Michael: Daniel und andere Geschichten aus der Zeit vor der Wende, 2007, 132 S., ISBN 978-3-518-12509-0.
- 2510 – Münch, Richard: Die akademische Elite – zur sozialen Konstruktion wissenschaftlicher Exzellenz, 2007, 474 S., ISBN 978-3-518-12510-6.
- 2511 – Müller, Wolfgang: Neues von der Elfenfront – die Wahrheit über Island, 2007, 306 S., Ill., ISBN 978-3-518-12511-3.
- 2512 – Häußermann, Hartmut; Läpple, Dieter; Siebel, Walter: Stadtpolitik, 2007, 403 S., ISBN 978-3-518-12512-0.
- 2513 – Andruchovyč, Jurij Ihorovyč: Engel und Dämonen der Peripherie – Essays, 2007, 217 S., ISBN 978-3-518-12513-7.
- 2514 – Elter, Andreas: Propaganda der Tat – die RAF und die Medien, 2008, 287 S., ISBN 978-3-518-12514-4.
- 2515 – Dorst, Tankred: Künstler – ein Stück, 2007, 106 S., ISBN 978-3-518-12515-1.
- 2516 – Bindé, Jérome (Hrsg.): Die Zukunft der Werte – Dialoge über das 21. Jahrhundert, 2007, 333 S., ISBN 978-3-518-12516-8.
- 2517 – Kuhlbrodt, Detlef: Morgens leicht, später laut – Singles, 2007, 124 S., Ill., ISBN 978-3-518-12517-5.
- 2518 – Dell’Agli, Daniele (Hrsg.): Essen als ob nicht – gastrosophische Modelle, 2009, 277 S., ISBN 978-3-518-12518-2.
- 2519
- 2520 – Agamben, Giorgio: Herrschaft und Herrlichkeit, 2010, 360 S., Ill., ISBN 978-3-518-12520-5.
- 2521 – Pries, Ludger: Die Transnationalisierung der sozialen Welt – Sozialräume jenseits von Nationalgesellschaften, 2008, 398 S., Ill., ISBN 978-3-518-12521-2.
- 2522 – Zhadan, Serhij: Anarchy in the UKR, aus dem Ukrain. von Claudia Dathe, 2007, 216 S., Ill., ISBN 978-3-518-12522-9.
- 2523 – Mréjen, Valérie: Zitrus – Roman, aus dem Franz. von Doris Nobilia, 2008, 74 S., Ill., ISBN 978-3-518-12523-6.
- 2524 – Manow, Philip: Im Schatten des Königs – die politische Anatomie demokratischer Repräsentation, 2008, 169 S., Ill., ISBN 978-3-518-12524-3.
- 2525 – Heitmeyer, Wilhelm (Hrsg.): Deutsche Zustände – Folge 6, 2008, 309 S., Ill., ISBN 978-3-518-12525-0.
- 2526 – Begley, Louis: Zwischen Fakten und Fiktionen – Heidelberger Poetikvorlesungen, 2008, 115 S., ISBN 978-3-518-12526-7.
- 2527 – Stasiuk, Andrzej: Fado – Reiseskizzen, aus dem Poln. von Renate Schmidgall, 2008, 158 S., Ill., ISBN 978-3-518-12527-4.
- 2528 – Borries, Friedrich von; Fischer, Jens-Uwe: Sozialistische Cowboys – der Wilde Westen Ostdeutschlands, 2006, 200 S., Ill., ISBN 978-3-518-12528-1.
- 2529 – Barthes, Roland: Die Vorbereitung des Romans – Vorlesung am Collège de France 1978–1979 und 1979–1980, 2008, 569 S., Ill., ISBN 978-3-518-12529-8.
- 2530 – Fach, Wolfgang: Das Verschwinden der Politik, 2008, 249 S., ISBN 978-3-518-12530-4.
- 2531 – Chervel, Thierry (Hrsg.): Islam in Europa – eine internationale Debatte, 2007, 227 S., ISBN 978-3-518-12531-1.
- 2532 – Enzensberger, Hans Magnus: Im Irrgarten der Intelligenz – ein Idiotenführer, 2007, 59 S., ISBN 978-3-518-12532-8.
- 2533 – Ohne alles – Szenen für das Schauspielhaus Bochum, 2007, 319 S., ISBN 978-3-518-12533-5.
- 2534 – Gilcher-Holtey, Ingrid (Hrsg.): 1968 – vom Ereignis zum Mythos, 2008, 414 S., ISBN 978-3-518-12534-2.
- 2535 – Gilcher-Holtey, Ingrid: 1968 – eine Zeitreise, 2008, 236 S., ISBN 978-3-518-12535-9.
- 2536 – Dereš, Ljubko: Intent! – oder Die Spiegel des Todes; Roman, aus dem Ukrain. von Maria Weissenböck, 2008, 316 S., Ill., ISBN 978-3-518-12536-6.
- 2537 – Reder, Michael (Hrsg.): Ein Bewußtsein von dem, was fehlt – eine Diskussion mit Jürgen Habermas, 2008, 109 S., ISBN 978-3-518-12537-3.
- 2538 – Kucklick, Christoph: Das unmoralische Geschlecht – zur Geburt der negativen Andrologie, 2008, 379 S., ISBN 978-3-518-12538-0.
- 2539 – Vennemann, Kevin (Hrsg.): Ein Schritt weiter – die n+1-Anthologie, 2008, 293 S., ISBN 978-3-518-12539-7.
- 2540 – Crouch, Colin: Postdemokratie, 2008, 159 S., ISBN 978-3-518-12540-3.
- 2541 – Appadurai, Arjun: Die Geographie des Zorns, 2009, 158 S., ISBN 978-3-518-12541-0.
- 2542 – Kuczok, Wojciech: Höllisches Kino – über Pasolini und andere, aus dem Poln. von Gabriele Leupold, 2008, 138 S., Ill., ISBN 978-3-518-12542-7.
- 2543 – Huster, Stefan (Hrsg.): Vom Rechtsstaat zum Präventionsstaat, 2008, 229 S., ISBN 978-3-518-12543-4.
- 2544 – Kapuściński, Ryszard: Der Andere, 2008, 92 S., ISBN 978-3-518-12544-1.
- 2545 – Möllers, Christoph: Der vermisste Leviathan – Staatstheorie in der Bundesrepublik, 2008, 153 S., ISBN 978-3-518-12545-8.
- 2546
- 2547 – Bühler, Benjamin; Rieger, Stefan: Das Wuchern der Pflanzen – ein Florilegium des Wissens, 2009, 324 S., Ill., ISBN 978-3-518-12547-2.
- 2548 – Randeria, Shalini (Hrsg.): Vom Imperialismus zum Empire – nicht-westliche Perspektiven auf Globalisierung, 2009, 337 S., ISBN 978-3-518-12548-9.
- 2549 – Wyss, Beat: Nach den großen Erzählungen, 2000, 218 S., Ill., ISBN 978-3-518-12549-6.
- 2550 – Kammerer, Dietmar: Bilder der Überwachung, 2008, 382 S., Ill., ISBN 978-3-518-12550-2.
- 2551 – Habermas, Jürgen: Kleine politische Schriften 11 – Ach, Europa, 2009, 191 S., ISBN 978-3-518-12551-9.
- 2552 – Heitmeyer, Wilhelm (Hrsg.): Deutsche Zustände – Folge 7, 2009, 328 S, ISBN 978-3-518-12552-6.
- 2553 – Haug, Wolfgang Fritz: Kritik der Warenästhetik – überarbeitete Neuausgabe, 2009, 350 S., ISBN 978-3-518-12553-3.
- 2554
- 2555 – Walter, Franz: Baustelle Deutschland – Politik ohne Lagerbindung, 2008, 256 S., ISBN 978-3-518-12555-7.
- 2556 – Winkler, Josef: Ich reiß mir eine Wimper aus und stech dich damit tot, 2008, 125 S., ISBN 978-3-518-12556-4.
- 2557 – Fischer, Saskia: Scharmützelwetter – Gedichte, 2008, 76 S., Ill., ISBN 978-3-518-12557-1.
- 2558 – Dax, Max (Hrsg.): Dreißig Gespräche – mit Aphex Twin, Roger Waters, Ian „Lemmy“ Kilmister, Juliette Greco …, 2008, 330 S., ISBN 978-3-518-12558-8.
- 2559 – Prieto González, José Manuel: Die kubanische Revolution und wie erkläre ich sie meinem Taxifahrer, 2008, 218 S., Ill., ISBN 978-3-518-12559-5.
- 2560 – Münch, Richard: Globale Eliten, lokale Autoritäten – Bildung und Wissenschaft unter dem Regime von PISA, McKinsey & Co., 2009, 266 S., ISBN 978-3-518-12560-1.
- 2561 – Engelking, Barbara (Hrsg.): Unbequeme Wahrheiten – Polen und sein Verhältnis zu den Juden, 2008, 309 S., ISBN 978-3-518-12561-8.
- 2562 – Žižek, Slavoj: Auf verlorenem Posten, 2009, 319 S., ISBN 978-3-518-12562-5.
- 2563 – Cailloux, Bernd: Der gelernte Berliner – Sieben neue Lektionen, 2008, 251 S., ISBN 978-3-518-12563-2.
- 2564 – Moretti, Franco: Kurven, Karten, Stammbäume – abstrakte Modelle für die Literaturgeschichte, 2009, 138 S., Ill., ISBN 978-3-518-12564-9.
- 2565 – Bauman, Zygmunt: Gemeinschaften – auf der Suche nach Sicherheit in einer bedrohlichen Welt, 2009, 180 S., ISBN 978-3-518-12565-6.
- 2566 – Stasiuk, Andrzej: Dojczland, aus dem Poln. von Olaf Kühl, 2009, 92 S., Ill., ISBN 978-3-518-12566-3.
- 2567
- 2568 – Jansen, Johannes: Im Durchgang – Absichten, 2009, 70 S., ISBN 978-3-518-12568-7.
- 2569 – Šteger, Aleš: Preußenpark – Berliner Skizzen, 2009, 156 S., Ill., ISBN 978-3-518-12569-4.
- 2570 – Schiffauer, Werner: Nach dem Islamismus – die Islamische Gemeinschaft Milli Görüş; eine Ethnographie, 2010, 393 S., ISBN 978-3-518-12570-0.
- 2571 – Moorstedt, Tobias: Jeffersons Erben – wie die digitalen Medien die Politik verändern, 2008, 165 S., ISBN 978-3-518-12571-7.
- 2572 – Perthes, Volker: Iran – eine politische Herausforderung – die prekäre Balance von Vertrauen und Sicherheit, 2008, 159 S., ISBN 978-3-518-12572-4.
- 2573 – Moebius, Stephan (Hrsg.): Diven, Hacker, Spekulanten – Sozialfiguren der Gegenwart, 2010, 473 S., ISBN 978-3-518-12573-1.
- 2574 – Rathfelder, Erich: Kosovo – Geschichte eines Konflikts, 2010, 460 S., ISBN 978-3-518-12574-8.
- 2575 – Stiegler, Bernard: Von der Biopolitik zur Psychomacht, 2009, 203 S., ISBN 978-3-518-12575-5.
- 2576
- 2577 – Walter, Franz: Charismatiker und Effizienzen – Porträts aus 60 Jahren Bundesrepublik, 2009, 405 S., ISBN 978-3-518-12577-9.
- 2578 – Prochasʹko, Taras: Daraus lassen sich ein paar Erzählungen machen, aus dem Ukrain. von Maria Weissenböck, 2009, 124 S., ISBN 978-3-518-12578-6.
- 2579 – Balestrini, Nanni: Tristano No … von 109027350432000 möglichen Romanen, aus dem Ital. übertragen und mit einem Nachw. versehen von Peter O. Chotjewitz, 2009, 31+120 S., ISBN 978-3-518-12579-3.
- 2580 – Mort, Valzhyna: Tränenfabrik – Gedichte, aus dem Weißruss. von Katharina Narbutovič, 2009, 86 S., ISBN 978-3-518-12580-9.
- 2581 – Marković, Barbi: Ausgehen, aus dem Serbischen von Mascha Dabić, 2010, 95 S., ISBN 978-3-518-12581-6.
- 2582
- 2583
- 2584 – Kuhlbrodt, Detlef: Umsonst und draußen, 2013, 198 S., ISBN 978-3-518-12584-7.
- 2585 – Agamben, Giorgio: Signatura rerum – zur Methode, 2009, 146 S., ISBN 978-3-518-12585-4.
- 2586 – Ensslin, Gudrun; Vesper, Bernward: Notstandsgesetze von Deiner Hand – Briefe 1968, 1969, 2009, 289 S., ISBN 978-3-518-12586-1.
- 2587 – Ostermaier, Albert: Fratzen, 2009, 155 S., Ill., ISBN 978-3-518-12587-8.
- 2588 – Fritsch, Werner: Die Alchemie der Utopie – Frankfurter Poetikvorlesungen 2009, 2009, 190 S., Ill., ISBN 978-3-518-12588-5.
- 2589 – Terkessidis, Mark: Interkultur, 2010, 220 S., Ill., ISBN 978-3-518-12589-2.
- 2590 – Arnoldi, Jakob: Alles Geld verdampft – Finanzkrise in der Weltrisikogesellschaft, 2009, 92 S., ISBN 978-3-518-12590-8.
- 2591 – Yang, Xianhui: Die Rechtsabweichler von Jiabiangou – Berichte aus einem Umerziehungslager, 2009, 249 S., ISBN 978-3-518-12591-5.
- 2592 – Menasse, Robert: Permanente Revolution der Begriffe – Vorträge zur Kritik der Abklärung, 2009, 123 S., ISBN 978-3-518-12592-2.
- 2593 – Borries, Friedrich von; Fischer, Jens-Uwe: Heimatcontainer – deutsche Fertighäuser in Israel, 2009, 200 S., Ill., ISBN 978-3-518-12593-9.
- 2594 – Bauman, Zygmunt: Wir Lebenskünstler, 2010, 206 S., ISBN 978-3-518-12594-6.
- 2595 – Bänziger, Peter-Paul (Hrsg.): Fragen Sie Dr. Sex! – Ratgeberkommunikation und die mediale Konstruktion des Sexuellen, 2010, 376 S., ISBN 978-3-518-12595-3.
- 2596 – Rudolf, Peter: Das „neue“ Amerika – Außenpolitik unter Barack Obama, 2010, 167 S., ISBN 978-3-518-12596-0.
- 2597 – Kapielski, Thomas: Mischwald, 2000, 347 S., Ill., ISBN 978-3-518-12597-7.
- 2598 – Grünbein, Durs: Die Bars von Atlantis – eine Erkundung in vierzehn Tauchgängen, 2009, 60 S., ISBN 978-3-518-12598-4.
- 2599 – Nolte, Barbara ; Heidtmann, Jan: Die da oben – Innenansichten aus deutschen Chefetagen, 2009, 202 S., ISBN 978-3-518-12599-1.
- 2600 – Althusser, Louis: Für Marx, 2011, 408 S., ISBN 978-3-518-12600-4.
- 2601 – Buden, Boris: Zone des Übergangs – vom Ende des Postkommunismus, 2009, 213 S., Ill., ISBN 978-3-518-12601-1.
- 2602 – Heitmeyer, Wilhelm (Hrsg.): Deutsche Zustände – Folge 8, 2010, 319 S., ISBN 978-3-518-12602-8.
- 2603 – Schirrmacher, Frank (Hrsg.): Die Zukunft des Kapitalismus, 2010, 197 S., ISBN 978-3-518-12603-5.
- 2604 – Oliver, José F. A.: Fahrtenschreiber – Gedichte, 2010, 135 S., ISBN 978-3-518-12604-2.
- 2605 – Witkowski, Michał: Queen Barbara – Roman, aus dem Poln. von Olaf Kühl, 2011, 255 S., Ill., ISBN 978-3-518-12605-9.
- 2606 – Agamben, Giorgio: Das Sakrament der Sprache – eine Archäologie des Eides, 2010, 98 S., ISBN 978-3-518-12606-6.
- 2607 – Honegger, Claudia (Hrsg.): Strukturierte Verantwortungslosigkeit – Berichte aus der Bankenwelt, 2010, 398 S., ISBN 978-3-518-12607-3.
- 2608 – Alabarces, Pablo: Für Messi sterben? – der Fußball und die Erfindung der argentinischen Nation, 2010, 286 S., ISBN 978-3-518-12608-0.
- 2609 – Metz, Markus; Seeßlen, Georg: Blödmaschinen – die Fabrikation der Stupidität, 2011, 782 S., ISBN 978-3-518-12609-7.
- 2610 – Michalʹčuk, Anna A.: Schwebe zu stand – Gedichte, aus dem Russ. von Gabriele Leupold, 2011, 167 S., Ill., ISBN 978-3-518-12610-3.
- 2611 – Agamben, Giorgio (Hrsg.): Demokratie? – Eine Debatte, 2014, 137 S., ISBN 978-3-518-12611-0.
- 2612 – Müller, Jan-Werner: Verfassungspatriotismus, 2010, 155 S., ISBN 978-3-518-12612-7.
- 2613 – Miller, Daniel: Der Trost der Dinge – fünfzehn Porträts aus dem London von heute, 2010, 226 S., ISBN 978-3-518-12613-4.
- 2614 – Beck, Ulrich (Hrsg.): Große Armut, großer Reichtum – zur Transnationalisierung sozialer Ungleichheit, 2010, 694 S., ISBN 978-3-518-12614-1.
- 2615 – Borries, Friedrich von (Hrsg.): Klimakapseln – Überlebensbedingungen in der Katastrophe, 2003, 207 S., Ill., ISBN 978-3-518-12615-8.
- 2616 – Heitmeyer, Wilhelm (Hrsg.): Deutsche Zustände – Folge 9, 2010, 348 S., ISBN 978-3-518-12616-5.
- 2617 – Dörre, Klaus; Hiß, Stefanie: Green New Deal – Ein Ausweg aus der Krise?, 2010, 120 S., ISBN 978-3-518-12617-2.
- 2618 – Erasmy, Bettina: Wärmefaktor – Gedichte, 2010, 80 S., ISBN 978-3-518-12618-9.
- 2619 – Beck, Ulrich: Nachrichten aus der Weltinnenpolitik, 2010, 149 S., ISBN 978-3-518-12619-6.
- 2620 – Müller, Herta; Lentz, Michael: Lebensangst und Worthunger – Leipziger Poetikvorlesung 2009, 2010, 55 S., ISBN 978-3-518-12620-2.
- 2621 – Gehlen, Dirk von: Mashup – Lob der Kopie, 2011, 232 S., ISBN 978-3-518-12621-9.
- 2622 – Walter, Franz: Vorwärts oder abwärts? – zur Transformation der Sozialdemokratie, 2010, 141 S., ISBN 978-3-518-12622-6.
- 2623 – Buck-Morss, Susan: Hegel und Haiti – für eine neue Universalgeschichte, 2010, 221 S., Ill., ISBN 978-3-518-12623-3.
- 2624 – Gelasimov, Andrej: Durst, aus dem Russ. von Dorothea Trottenberg, 2011, 112 S., ISBN 978-3-518-12624-0.
- 2625 – Agamben, Giorgio: Der Mensch ohne Inhalt, 2012, 172 S., ISBN 978-3-518-12625-7.
- 2626 – Narholz, Christoph: Die Politik des Schönen, 2010, 307 S., ISBN 978-3-518-12626-4.
- 2627 – Gumbrecht, Hans Ulrich: Unsere breite Gegenwart, 2010, 142 S., ISBN 978-3-518-12627-1.
- 2628
- 2629 – Greif, Mark: Bluescreen – ein Argument vor sechs Hintergründen [Essays], aus dem Engl. übersetzt von Kevin Vennemann, 2011, 231 S., ISBN 978-3-518-12629-5.
- 2630 – Zhadan, Serhij: Big Mac – Geschichten, aus dem Ukrainischen von Claudia Dathe, 2011, 226 S., Ill., ISBN 978-3-518-12630-1.
- 2631
- 2632 – Löw, Martina; Ruhne, Renate: Prostitution – Herstellungsweisen einer anderen Welt, 2011, 215 S., ISBN 978-3-518-12632-5.
- 2633 – Münch, Richard: Akademischer Kapitalismus – zur politischen Ökonomie der Hochschulreform, 2011, 457 S., ISBN 978-3-518-12633-2.
- 2634 – Blühdorn, Ingolfur: Simulative Demokratie – neue Politik nach der postdemokratischen Wende, 2013, 304 S., ISBN 978-3-518-12634-9.
- 2635
- 2636 – Schneckener, Ulrich: Störenfriede – Zum Umgang mit nichtstaatlicher Gewalt, noch nicht erschienen, 200 S., ISBN 978-3-518-12636-3.
- 2637 – Körner, Christiane (Hrsg.): Das schönste Proletariat der Welt – junge Erzähler aus Russland, 2011, 209 S., ISBN 978-3-518-12637-0.
- 2638 – Jestaedt, Matthias (Hrsg.): Das entgrenzte Gericht – eine kritische Bilanz nach sechzig Jahren Bundesverfassungsgericht, 2011, 426 S., ISBN 978-3-518-12638-7.
- 2639 – Crnjanski, Miloš: Ithaka und Kommentare, aus dem Serb. und mit einem Nachwort von Peter Urban, 2011, 237 S., Ill., ISBN 978-3-518-12639-4.
- 2640 – Ključarëva, Natalʹja L.: Dummendorf – Roman, aus dem Russ. von Ganna-Maria Braungardt, 2012, 141 S., Ill., ISBN 978-3-518-12640-0.
- 2641 – Mendieta, Eduardo (Hrsg.): Religion und Öffentlichkeit, 2012, 194 S., ISBN 978-3-518-12641-7.
- 2642 – Senghaas, Dieter: Weltordnung in einer zerklüfteten Welt – hat Frieden Zukunft?, 2012, 275 S., ISBN 978-3-518-12642-4.
- 2643 – Flierl, Thomas (Hrsg.): Standardstädte – Ernst May in der Sowjetunion 1930–1933, Texte und Dokumente, 2012, 552 S., Ill., ISBN 978-3-518-12643-1.
- 2644 – Oulios, Miltiadis: Blackbox Abschiebung – Geschichten und Bilder von Leuten, die gerne geblieben wären, 2013, 483 S., Ill., ISBN 978-3-518-12644-8.
- 2645 – Dusini, Matthias; Edlinger, Thomas: In Anführungszeichen – Glanz und Elend der Political Correctness, 2012, 297 S., ISBN 978-3-518-12645-5.
- 2646 – Vennemann, Kevin: Sunset Boulevard – vom Filmen, Bauen und Sterben in Los Angeles, 2012, 185 S., ISBN 978-3-518-12646-2.
- 2647 – Heitmeyer, Wilhelm (Hrsg.): Deutsche Zustände, Folge 10, 2012, 335 S., ISBN 978-3-518-12647-9.
- 2648 – Preiwuß, Kerstin: Rede – Gedichte, 2012, 91 S., Ill., ISBN 978-3-518-12648-6.
- 2649 – Lewitscharoff, Sibylle: Vom Guten, Wahren und Schönen – Frankfurter und Zürcher Poetikvorlesungen, 2012, 203 S., ISBN 978-3-518-12649-3.
- 2650 – Bühler, Benjamin; Rieger, Stefan: Kultur – ein Machinarium des Wissens, 2014, 294 S., Ill., ISBN 978-3-518-12650-9.
- 2651 – Meinecke, Thomas: Ich als Text – Frankfurter Poetikvorlesungen, 2012, 348 S., ISBN 978-3-518-12651-6.
- 2652 – Borries, Friedrich von: Wer hat Angst vor Niketown? – Nike-Urbanismus, Branding und die Markenstadt von morgen, 2012, 125 S., ISBN 978-3-518-12652-3.
- 2653 – Wallace, David Foster: Schicksal, Zeit und Sprache – über Willensfreiheit, 2012, 206 S., ISBN 978-3-518-12653-0.
- 2654 – Stasiuk, Andrzej: Tagebuch, danach geschrieben, 2012, 174 S., Ill., ISBN 978-3-518-12654-7.
- 2655 – Bühler, Benjamin; Rieger, Stefan: Bunte Steine – ein Lapidarium des Wissens, 2014, 278 S., Ill., ISBN 978-3-518-12655-4.
- 2656 – Meese, Jonathan: Ausgewählte Schriften zur Diktatur der Kunst, hrsg. und mit einem Nachwort versehen von Robert Eikmeyer, 2012, 661 S., Ill., ISBN 978-3-518-12656-1.
- 2657 – Harvey, David: Rebellische Städte – vom Recht auf Stadt zur urbanen Revolution, 2013, 283 S., ISBN 978-3-518-12657-8.
- 2658 – Zelik, Raul: Der Eindringling – Roman, 2012, 288 S., ISBN 978-3-518-12658-5.
- 2659 – Zürn, Michael; Ecker-Ehrhardt, Matthias (Hrsg.): Die Politisierung der Weltpolitik – umkämpfte internationale Institutionen, 2013, 427 S., ISBN 978-3-518-12659-2.
- 2660
- 2661 – Gabowitsch, Mischa: Putin kaputt!? – Russlands neue Protestkultur, 2013, 441 S., Ill., ISBN 978-3-518-12661-5.
- 2662 – Kellermann, Christian (Hrsg.): Die gute Gesellschaft – Soziale und demokratische Politik im 21. Jahrhundert, 2013, 317 S., ISBN 978-3-518-12662-2.
- 2663 – Mort, Valzhyna: Kreuzwort [Gedichte], 2013, 105 S., ISBN 978-3-518-12663-9.
- 2664 – Böhme, Gernot: Atmosphäre – Essays zur neuen Ästhetik, 2013, 301 S., Ill., ISBN 978-3-518-12664-6.
- 2665 – Akudovič, Valiancin: Der Abwesenheitscode – Versuch, Weißrussland zu verstehen, 2013, 203 S., ISBN 978-3-518-12665-3.
- 2666 – Neckel, Sighard (Hrsg.): Leistung und Erschöpfung – Burnout in der Wettbewerbsgesellschaft, 20139, 219 S., ISBN 978-3-518-12666-0.
- 2667 – Bauman, Zygmunt; Lyon, David: Daten, Drohnen, Disziplin – ein Gespräch über flüchtige Überwachung, 2013, 204 S., ISBN 978-3-518-12667-7.
- 2668 – Michelsen, Danny; Walter, Franz: Integrative Demokratie – Politik im apolitischen Zeitalter, 2013, 160 S., ISBN 978-3-518-12668-4.
- 2669 – Eder, Thomas (Hrsg.): Selbstbeobachtung – Oswald Wieners Denkpsychologie, 2015, 498 S., ISBN 978-3-518-12669-1.
- 2670 – Holanda, Sérgio Buarque de: Die Wurzeln Brasiliens – Essay, 2013, 269 S., ISBN 978-3-518-12670-7.
- 2671 – Habermas, Jürgen: Kleine politische Schriften 12 – Im Sog der Technokratie, 2013, 193 S., ISBN 978-3-518-12671-4.
- 2672 – Sloterdijk, Peter: Im Schatten des Sinai – Fußnote über Ursprünge und Wandlungen totaler Mitgliedschaft, 2013, 63 S., ISBN 978-3-518-12672-1.
- 2673 – Lepenies, Philipp: Die Macht der einen Zahl – eine politische Geschichte des Bruttoinlandsprodukts, 2013, 186 S., ISBN 978-3-518-12673-8.
- 2674 – Rauterberg, Hanno: Wir sind die Stadt! – Urbanes Leben in der Digitalmoderne, 2013, 156 S., ISBN 978-3-518-12674-5.
- 2675 – Metz, Markus; Seeßlen, Georg: Geld frisst Kunst – Kunst frisst Geld – ein Pamphlet, mit einer Bilderspur von Ute Richter, 2014, 496 S., Ill., ISBN 978-3-518-12675-2.
- 2676 – Brunkhorst, Hauke: Das doppelte Gesicht Europas – zwischen Kapitalismus und Demokratie, 2014, 216 S., ISBN 978-3-518-12676-9.
- 2677 – Mouffe, Chantal: Agonistik – die Welt politisch denken, 2015, 214 S., ISBN 978-3-518-12677-6.
- 2678 – Honneth, Axel: Vivisektionen eines Zeitalters – Porträts zur Ideengeschichte des 20. Jahrhunderts, 2014, 307 S., ISBN 978-3-518-12678-3.
- 2679 – Stalder, Felix: Kultur der Digitalität, 2016, 282 S., ISBN 978-3-518-12679-0.
- 2680 – Kapielski, Thomas: Neue sezessionistische Heizkörperverkleidungen, 2012, 213 S., Ill., ISBN 978-3-518-12680-6.
- 2681 – Shifman, Limor: Meme – Kunst, Kultur und Politik im digitalen Zeitalter, 2014, 188 S., Ill., ISBN 978-3-518-12681-3.
- 2682 – Nachtwey, Oliver: Die Abstiegsgesellschaft – über das Aufbegehren in der regressiven Moderne, 2016, 263 S., ISBN 978-3-518-12682-0.
- 2683 – Illouz, Eva: Israel – soziologische Essays, 2015, 228 S., Ill., ISBN 978-3-518-12683-7.
- 2684 – Mau, Steffen; Schöneck, Nadine M. (Hrsg.): (Un-)Gerechte (Un-)Gleichheiten, 2015, 207 S., ISBN 978-3-518-12684-4.
- 2685 – Beck, Ulrich; Mulsow, Martin (Hrsg.): Vergangenheit und Zukunft der Moderne, 2014, 429 S., Ill., ISBN 978-3-518-12685-1.
- 2686 – Terkessidis, Mark: Kollaboration, 2015, 331 S., Ill., ISBN 978-3-518-12686-8.
- 2687 – Kunkel, Benjamin: Utopie oder Untergang – ein Wegweiser für die gegenwärtige Krise, 2014, 245 S., ISBN 978-3-518-12687-5.
- 2688 – McCarthy, Thomas A.: Rassismus, Imperialismus und die Idee menschlicher Entwicklung, 2015, 401 S., ISBN 978-3-518-12688-2.
- 2689 – Menasse, Robert: Heimat ist die schönste Utopie – Reden (wir) über Europa, 2014, 175 S., ISBN 978-3-518-12689-9.
- 2690 – Rendueles, César: Soziophobie – politischer Wandel im Zeitalter der digitalen Utopie, 2015, 262 S., ISBN 978-3-518-12690-5.
- 2691 – Offe, Claus: Europa in der Falle, 2016, 188 S., ISBN 978-3-518-12691-2.
- 2692 – Meyer, Thomas: Die Unbelangbaren – wie politische Journalisten mitregieren, 2015, 185 S., ISBN 978-3-518-12692-9.
- 2693 – Edlinger, Thomas: Der wunde Punkt – vom Unbehagen an der Kritik, 2015, 317 S., ISBN 978-3-518-12693-6.
- 2694 – Kapielski, Thomas: Je dickens, destojewski! – ein Volumenroman, 2014, 458 S., Ill.; ISBN 978-3-518-12694-3.
- 2695
- 2696 – Rauterberg, Hanno: Die Kunst und das gute Leben – über die Ethik der Ästhetik, 2015, 205 S., ISBN 978-3-518-12696-7.
- 2697
- 2698 – Siebel, Walter: Die Kultur der Stadt, 2015, 474 S.; ISBN 978-3-518-12698-1.
- 2699 – Schiffauer, Werner: Schule, Moschee, Elternhaus – eine ethnologische Intervention, unter Mitwirkung von Neslihan Kurt, Susanne Schwalgin und Meryem Uçan ; „Brücken im Kiez“ – ein Projekt der Stiftung Brandenburger Tor, 2015, 296 S., ISBN 978-3-518-12699-8.
- 2700 – Robbe-Grillet, Alain: Warum ich Roland Barthes liebe, Erscheinungstermin unbestimmt,[4] 80 S., ISBN 978-3-518-12700-1.
- 2701 – Koppetsch, Cornelia; Speck, Sarah: Wenn der Mann kein Ernährer mehr ist – Geschlechterkonflikte in Krisenzeiten, 2015, 296 S., ISBN 978-3-518-12701-8.
- 2702 – Schmid, Ulrich: Technologien der Seele – vom Verfertigen der Wahrheit in der russischen Gegenwartskultur, 2015, 386 S., Ill., ISBN 978-3-518-12702-5.
- 2703 – Oppenheim, Meret: Husch, husch, der schönste Vokal entleert sich – Gedichte, Prosa, 2016, 215 S., Ill., ISBN 978-3-518-12703-2.
- 2704
- 2705 – Böhme, Gernot: Ästhetischer Kapitalismus, 2016, 158 S., Ill., ISBN 978-3-518-12705-6.
- 2706 – Tempest, Kae: Hold your own – Gedichte – englisch und deutsch, übersetzt von Johanna Wange, 2016, 229 S., ISBN 978-3-518-12706-3.
- 2707 – Jakubzik, Frank: In der mittleren Ebene – Erzählungen aus den kapitalistischen Jahren, 2016, 170 S., ISBN 978-3-518-12707-0.
- 2708 – Dombek, Kristin: Die Selbstsucht der anderen – ein Essay über Narzissmus, 2016, 173 S., ISBN 978-3-518-12708-7.
- 2709
- 2710
- 2711 – Müller, Heiner: „Für alle reicht es nicht“ – Texte zum Kapitalismus, 2017, 388 S., ISBN 978-3-518-12711-7.
- 2712 – Krastev, Ivan: Europadämmerung – ein Essay, 2017, 143 S., ISBN 978-3-518-12712-4.
- 2713 – Daniels, J. D.: Die Korrespondenz, aus dem Englischen von Frank Jakubzik, 2017, 120 S., ISBN 978-3-518-12713-1.
- 2714 – Augstein, Jakob (Hrsg.): Reclaim Autonomy – Selbstermächtigung in der digitalen Weltordnung, 2017, 189 S., ISBN 978-3-518-12714-8.
- 2715 – Gremliza, Hermann L.: Haupt- und Nebensätze, 2016, 158 S., ISBN 978-3-518-12715-5.
- 2716
- 2717 – Heitmeyer, Wilhelm: Autoritäre Versuchungen – Signaturen der Bedrohung I, 2018, 393 S., ISBN 978-3-518-12717-9.
- 2718 – Jullien, François: Es gibt keine kulturelle Identität, 2017, 95 S., ISBN 978-3-518-12718-6.
- 2719 – Popp, Steffen: Spitzen – Gedichte, Fanbook, Hall of Fame, 2018, 254 S., ISBN 978-3-518-12719-3.
- 2720 – Jensen, Uffa: Zornpolitik, 2017, 207 S., Ill., ISBN 978-3-518-12720-9.
- 2721 – Adamczak, Bini: Beziehungsweise Revolution – 1917, 1968 und kommende, 2017, 313 S., ISBN 978-3-518-12721-6.
- 2722 – Flassbeck, Heiner; Steinhardt, Paul: Gescheiterte Globalisierung – Ungleichheit, Geld und die Renaissance des Staates, 2018, 410 S., ISBN 978-3-518-12722-3.
- 2723 – Beichelt, Timm: Ersatzspielfelder – zum Verhältnis von Fußball und Macht, 2018, 396 S., ISBN 978-3-518-12723-0.
- 2724 – Anderson, Perry: Hegemonie – Konjunkturen eines Begriffs, 2018, 248 S., ISBN 978-3-518-12724-7.
- 2725 – Rauterberg, Hanno: Wie frei ist die Kunst? – der neue Kulturkampf und die Krise des Liberalismus, 2018, 141 S., ISBN 978-3-518-12725-4.
- 2726 – Maci, Enis: Eiscafé Europa – Essays, 2018, 239 S., ISBN 978-3-518-12726-1.
- 2727 – Amable, Bruno: Von Mitterrand zu Macron – über den Kollaps des französischen Parteiensystems, 2018, 254 S., ISBN 978-3-518-12727-8.
- 2728 – Manow, Philip: Die politische Ökonomie des Populismus, 2018, 176 S., ISBN 978-3-518-12728-5.
- 2729 – Mouffe, Chantal: Für einen linken Populismus, 2018, 110 S., ISBN 978-3-518-12729-2.
- 2730 – Metz, Markus: Freiheit und Kontrolle – die Geschichte des nicht zu Ende befreiten Sklaven, 261 S., Tabellen, 2017, ISBN 978-3-518-12730-8.
- 2731 – Haller, Lea: Transithandel – Geld- und Warenströme im globalen Kapitalismus, 2019, 512 S., ISBN 978-3-518-12731-5.
- 2732 – Foundational Economy Collective: Ökonomie des Alltagslebens, 2019, 263 S., ISBN 978-3-518-12732-2.
- 2733 – Tempest, Kae: Brand new ancients – Lyrik – englisch und deutsch, übersetzt von Johanna Wange, 2017, 102 S., ISBN 978-3-518-12733-9.
- 2734 – Borries, Friedrich von: Weltentwerfen – eine politische Designtheorie, 2016, 142 S., ISBN 978-3-518-12734-6.
- 2735 – Reckwitz, Andreas: Das Ende der Illusionen – Politik, Ökonomie und Kultur in der Spätmoderne, 2019, 304 S., ISBN 978-3-518-12735-3.
- 2736 – Marsili, Lorenzo; Milanese, Niccolò: Wir heimatlosen Weltbürger, aus dem Englischen von Yasemin Dinçer, 2019, 280 S., ISBN 978-3-518-12736-0.
- 2737 – Rendueles, César: Kanaillen-Kapitalismus – eine literarische Reise durch die Geschichte der freien Marktwirtschaft, 2018, 265 S., ISBN 978-3-518-12737-7.
- 2738 – Kapielski, Thomas: Leuchten – A- und So-phorismen, 2016, 229 S., Ill., ISBN 978-3-518-12738-4.
- 2739 – Jörke, Dirk: Die Größe der Demokratie – über die räumliche Dimension von Herrschaft und Partizipation, 2019, 280 S., ISBN 978-3-518-12739-1.
- 2740 – Neuer Antisemitismus? – Fortsetzung einer globalen Debatte, herausgegeben von Christian Heilbronn, Doron Rabinovici und Natan Sznaider, 2019, 494 S., ISBN 978-3-518-12740-7.
- 2741 – Misik, Robert: Die falschen Freunde der einfachen Leute, 2019, 137 S., ISBN 978-3-518-12741-4.
- 2742 – Crouch, Colin: Gig Economy – Prekäre Arbeit im Zeitalter von Uber, Minijobs & Co. 2019, 135 S., ISBN 978-3-518-12742-1.
- 2743 – Gessen, Masha: Leben mit Exil – Über Migration sprechen, drei Vorträge, 2020, 98 S., ISBN 978-3-518-12743-8.
- 2744 – Ther, Philipp: Das andere Ende der Geschichte – Über die Große Transformation, 2019, 198 S., ISBN 978-3-518-12744-5.
- 2745 – Zurstiege, Guido: Taktiken der Entnetzung – Die Sehnsucht nach Stille im digitalen Zeitalter, 2019, 297 S., ISBN 978-3-518-12745-2.
- 2746 – Zelik, Raul: Wir Untoten des Kapitals – Über politische Monster und einen grünen Sozialismus, 2020, 327 S., ISBN 978-3-518-12746-9.
- 2747 – Wullweber, Joscha: Zentralbankkapitalismus – Transformationen des globalen Finanzsystems in Krisenzeiten. Mit einem Vorwort von Rainer Voss, 2021, 296 S., ISBN 978-3-518-12747-6.
- 2748 – Heitmeyer, Wilhelm; Freiheit, Manuela; Sitzer, Peter: Rechte Bedrohungsallianzen – Signaturen der Bedrohung II, 2020, 324 S., ISBN 978-3-518-12748-3.
- 2749 – Schäfer, Armin; Zürn, Michael: Die demokratische Regression – Die politischen Ursachen des autoritären Populismus, 2021, 246 S., ISBN 978-3-518-12749-0.
- 2750 – Daub, Adrian: Was das Valley denken nennt – Über die Ideologie der Techbranche, 2020, 158 S., ISBN 978-3-518-12750-6.
- 2751 – Przeworski, Adam: Krisen der Demokratie, 2020, 253 S., ISBN 978-3-518-12751-3.
- 2752 – Zhadan, Serhij: Antenne – Gedichte, aus dem Ukrainischen von Claudia Dathe, 2020, 141 S., ISBN 978-3-518-12752-0.
- 2753 – Manow, Philip: (Ent-)Demokratisierung der Demokratie – Ein Essay, 2020, 214 S., ISBN 978-3-518-12753-7.
- 2754 – Tempest, Kae: Sollen sie doch Chaos fressen – Lyrik, englisch und deutsch, übersetzt von Johanna Davids, 2018, 154 S., ISBN 978-3-518-12754-4.
- 2755 – Möllers, Christoph: Freiheitsgrade – Elemente einer liberalen politischen Mechanik, 2020, 342 S., ISBN 978-3-518-12755-1.
- 2756 – Müller, Heiner: Der amerikanische Leviathan – Ein Lexikon. Hgg. von Frank M. Raddatz. Mit Fotografien von Ginka Tscholakowa und Brigitte Maria Mayer, 2020, 340 S., ISBN 978-3-518-12756-8.
- 2757 – Winkler, Josef: Begib dich auf die Reise oder Drahtzieher der Sonnenstrahlen, 2020, 259 S., ISBN 978-3-518-12757-5.
- 2758 – Jakubzik, Frank: Gefühlte Zuversicht – Erzählungen, 2019, 158 S., ISBN 978-3-518-12758-2.
- 2759 – Kapielski, Thomas: Kotmörtel – Roman eines Schwadronörs, 2020, 410 S., ISBN 978-3-518-12759-9.
- 2760 – Tempest, Kae: Running Upon The Wires / Vibrationen – Gedichte. Englisch und deutsch; übersetzt von Johanna Davids, 2020, 115 S., ISBN 978-3-518-12760-5.
- 2761 – Crouch, Colin: Postdemokratie revisited, 2021, 277 S., ISBN 978-3-518-12761-2.
- 2762 – Richter, Hedwig: Aufbruch in die Moderne – Reform und Massenpolitisierung im Kaiserreich, 2021, 175 S., ISBN 978-3-518-12762-9.
- 2763 – Middelaar, Luuk van: Das europäische Pandämonium – Was die Pandemie über den Zustand der EU enthüllt, 2021, 201 S., ISBN 978-3-518-12763-6.
- 2764 – Goldhorn, Marius: Park – Roman, 2020, 178 S., ISBN 978-3-518-12764-3.
- 2765 – Kaiser, Susanne: Politische Männlichkeit – Wie Incels, Fundamentalisten und Autoritäre für das Patriarchat mobilmachen, 2020, 268 S., ISBN 978-3-518-12765-0.
- 2766 – Mort, Valzhyna: Musik für die Toten und Auferstandenen – Gedichte, Deutsch von Katharina Narbutovič und Uljana Wolf, 2021, 140 S., ISBN 978-3-518-12766-7.
- 2767 – Böhme, Gernot; Böhme, Rebecca: Über das Unbehagen im Wohlstand, 2021, 220 S., ISBN 978-3-518-12767-4.
- 2768 – Lerner, Ben: Warum hassen wir die Lyrik? – Essay, 2021, 99 S., ISBN 978-3-518-12768-1.
- 2769 – Shparaga, Olga: Die Revolution hat ein weibliches Gesicht – Der Fall Belarus, 2021, 234 S., ISBN 978-3-518-12769-8.
- 2770 – Benanav, Aaron: Automatisierung und die Zukunft der Arbeit, 2021, 195 S., ISBN 978-3-518-12770-4.
- 2771 – Latour, Bruno: Wo bin ich? – Lektionen aus dem Lockdown, 2021, 199 S., ISBN 978-3-518-12771-1.
- 2772 – Klinaŭ, Artur: Acht Tage Revolution – Ein dokumentarisches Journal aus Minsk, 2021, 265 S., ISBN 978-3-518-12772-8.
- 2773 – Bossong, Nora: Auch morgen – Politische Texte, 2021, 194 S., ISBN 978-3-518-12773-5.
- 2774 – Hark, Sabine: Gemeinschaft der Ungewählten – Umrisse eines politischen Ethos der Kohabitation. Ein Essay, 2021, 271 S., ISBN 978-3-518-12774-2.
- 2775 – Rauterberg, Hanno: Die Kunst der Zukunft – Über den Traum von der kreativen Maschine, 2021, 195 S., ISBN 978-3-518-12775-9.
- 2776 – Lethen, Helmut: Verhaltenslehren der Kälte – Lebensversuche zwischen den Kriegen, 2022, 376 S., ISBN 978-3-518-12776-6.
- 2778 – Kornitzer, Lacy: Über Destruktivität – Eine essayistische Einmischung in die inneren Angelegenheiten Ungarns, 2022, 221 S., ISBN 978-3-518-12778-0.
- 2779 – Staab, Philipp: Anpassung – Leitmotiv der nächsten Gesellschaft, 2022, 239 S., ISBN 978-3-518-12779-7.
- 2780 – Illouz, Eva: Undemokratische Emotionen – Das Beispiel Israel, 2023, 259 S., ISBN 978-3-518-12780-3.
- 2781 – Kljutscharjowa, Natalja: Tagebuch vom Ende der Welt, aus dem Russischen von Ganna-Maria Braungardt, 2023, 167 S., ISBN 978-3-518-12781-0.
- 2782 – Strobl, Natascha: Radikalisierter Konservatismus – Eine Analyse, 2021, 192 S., ISBN 978-3-518-12782-7.
- 2783 – Kuisz, Jarosław; Wigura, Karolina: Posttraumatische Souveränität – Ein Essay, 2023, 184 S., ISBN 978-3-518-12783-4.
- 2784 – Koch, Ariane: Die Aufdrängung – Roman, 2021, 179 S., ISBN 978-3-518-12784-1.
- 2785
- 2786
- 2787 – Lepenies, Philipp: Verbot und Verzicht – Politik aus dem Geiste des Unterlassens, 2022, 265 S., ISBN 978-3-518-12787-2.
- 2788 – Misik, Robert: Das große Beginnergefühl – Moderne, Zeitgeist, Revolution, 2022, 283 S, ISBN 978-3-518-12788-9.
- 2789 – Schmalz, Dana: Das Bevölkerungsargument – Wie die Sorge vor zu vielen Menschen Politik beeinflusst, 2025, 182 S., ISBN 978-3-518-12789-6.
- 2790 – Salle, Grégory: Superyachten – Luxus und Stille im Kapitalozän, aus dem Französischen von Ulrike Bischoff, 2022, 169 S., ISBN 978-3-518-12790-2.
- 2791
- 2792 – Costas, Jana: Im Minus-Bereich – Reinigungskräfte und ihr Kampf um Würde, 2023, 280 S., ISBN 978-3-518-12792-6.
- 2793
- 2794 – Daub, Adrian: Cancel Culture Transfer – Wie eine moralische Panik die Welt erfasst, 2022, 370 S., ISBN 978-3-518-12794-0.
- 2795 – Menzel, Ulrich: Wendepunkte – Am Übergang zum autoritären Jahrhundert, 2023, 349 S., ISBN 978-3-518-12795-7.
- 2796 – Manow, Philip: Unter Beobachtung – Die Bestimmung der liberalen Demokratie und ihrer Freunde, 2024, 252 S., ISBN 978-3-518-12796-4.
- 2797 – Jäger, Anton: Hyperpolitik. Extreme Politisierung ohne politische Folgen, 2023, 136 S., ISBN 978-3-518-12797-1.
- 2798 – Brunnbauer, Ulf: In den Stürmen der Transformation – Zwei Werften zwischen Sozialismus und EU, 2022, 417 S., ISBN 978-3-518-12798-8.
- 2799 – Mouffe, Chantal: Eine grüne demokratische Revolution – Linkspopulismus und die Macht der Affekte, aus dem Englischen von Ulrike Bischoff, 2023, 99 S., ISBN 978-3-518-12799-5.
- 2800 – Schrefel, Magdalena: Brauchbare Menschen – Erzählungen, 2022, 182 S., ISBN 978-3-518-12800-8.
- 2801 – Borries, Friedrich von; Fischer, Jens Uwe: Gefangen in der Titotalitätsmaschine – Der Bauhäusler Franz Ehrlich, 2022, 314 S., ISBN 978-3-518-12801-5.
- 2802 – Penman, Ian: Fassbinder – Tausende von Spiegeln, aus dem Englischen von Robin Detje, 2024, 243 S., ISBN 978-3-518-12802-2.
- 2803 – Assejew, Stanislaw: Heller Weg, Donezk – Bericht aus einem Foltergefängnis, 2023, 255 S, ISBN 978-3-518-12803-9.
- 2804 – Znak, Maxim: Zekamerone – Geschichten aus dem Gefängnis, aus dem Russischen von Henriette Reisner und Volker Weichsel, 2023, 241 S, ISBN 978-3-518-12804-6.
- 2805 – Kapielski, Thomas: Lebendmasse – Acht längere Unterredungen, 2023, 464 S., ISBN 978-3-518-12805-3.
- 2806 – Maci, Enis; Nergiz, Mazlum: Karl May, 2024, 200 S., ISBN 978-3-518-12806-0.
- 2807 – Heins, Volker M.; Wolff, Frank: Hinter Mauern – Geschlossene Grenzen als Gefahr für die offene Gesellschaft, 2023, 196 S., ISBN 978-3-518-12807-7.
- 2808 – Blühdorn, Ingolfur: Unhaltbarkeit – Auf dem Weg in eine andere Moderne, 2024, 320 S., ISBN 978-3-518-12808-4.
- 2809 – Tempest, Kae: Divisible by Itself and One / Teilbar durch sich selbst und eins, 2023, 125 S., ISBN 978-3-518-12809-1.
- 2810 – Matusko, Ilija: Verdunstung in der Randzone, 2023, 238 S., ISBN 978-3-518-12810-7.
- 2811 – Kumkar, Nils-Christian: Alternative Fakten – zur Praxis der kommunikativen Erkenntnisverweigerung, 2022, 232 S., ISBN 978-3-518-12811-4.
- 2827 – Goetz, Rainald: wrong – Textaktionen, 2024, 250 S., ISBN 978-3-518-12827-5.
- 2837 – Pichl, Maximilian: Law statt Order – Der Kampf um den Rechtsstaat, 2024, 288 S., ISBN 978-3-518-12837-4.
- 2838 – Kopper, Christopher: Olga Benario – Ein kurzes Leben im Dienst der Weltrevolution, 2025, 330 S., ISBN 978-3-518-12838-1.
- 2840 – Zhadan, Serhij: Chronik des eigenen Atems – 50 + 1 neue Gedichte. Aus dem Ukrainischen von Claudia Dathe, 2024, 160 S., ISBN 978-3-518-12840-4.
- 2843 – Lemke, Thomas; Bröckling, Ulrich; Krasmann, Susanne (Hrsg.): Glossar der Gegenwart 2.0, 2024, 417 S., ISBN 978-3-518-12843-5.
- 2844 – Lepenies, Philipp: Souveräne Entscheidungen – Vom Werden und Vergehen der Demokratie, 2025, 264 S., ISBN 978-3-518-12844-2.
- 2845 – Andruchowytsch, Juri: Der Preis unserer Freiheit – Essays, aus dem Ukrainischen von Sabine Stöhr, 2023, 207 S., ISBN 978-3-518-12845-9.
- 2863 – De Weck, Roger: Das Prinzip Trotzdem – Warum wir den Journalismus vor den Medien retten müssen, 2024, 224 S., ISBN 978-3-518-12863-3.
- 2873 – Geißler, Heike: Verzweiflungen – Essay, 2025, 221 S., ISBN 978-3-518-12873-2.

### Sonderdrucke
- Durs Grünbein: den körper zerbrechen, 1995, 57 S., ISBN 3-518-09178-6.
- Jorge Semprun: Blick auf Deutschlands Zukunft, 1995, 46 S., ISBN 3-518-09177-8.
- Martin Walser: Das Prinzip Genauigkeit. Laudatio auf Victor Klemperer, 1996, 54 S., ISBN 3-518-09169-7.
- Hans Mayer: In den Ruinen des Jahrhunderts. Rede über Kulturschöpfung und Kulturzerstörung, 1997, 73 S., ISBN 3-518-09789-X.
- Richard Rorty: Das kommunistische Manifest 150 Jahre danach. Gescheiterte Prophezeiungen, glorreiche Hoffnungen, 1998, 29 S., ISBN 3-518-06529-7.
- Peter Sloterdijk: Der starke Grund zusammen zu sein. Erinnerungen an die Erfindung des Volkes, 1998, 54 S., ISBN 3-518-06527-0.
- Martin Walser: Erfahrungen beim Verfassen einer Sonntagsrede, 1998, 50 S., ISBN 3-518-06550-5.
- Tankred Dorst: Noch einmal Öderland. Ein wieder aufgenommenes Gespräch, 1999, 58 S., ISBN 3-518-06559-9.
- Hans Mayer: Deutsche Geschichte und deutsche Aufklärung, 1999, 30 S., ISBN 3-518-06581-5.
- Katharina Mommsen: Goethe und unsere Zeit, 1999, 41 S., ISBN 3-518-06577-7.
- Peter Sloterdijk: Regeln für den Menschenpark. Ein Antwortschreiben zu Heideggers Brief über den Humanismus, 1999, 59 S., ISBN 3-518-06582-3.
- Volker Braun: Die Verhältnisse zerbrechen, 2000, 47 S., ISBN 3-518-06616-1.
- Joschka Fischer: Vom Staatenverbund zur Föderation. Gedanken über die Finalität der europäischen Integration, 2000, 38 S., ISBN 3-518-06614-5.
- Bernhard Schlink: Heimat als Utopie, 2000, 49 S., ISBN 3-518-06613-7.
- Peter Sloterdijk: Die Verachtung der Massen. Versuch über Kulturkämpfe in der modernen Gesellschaft, 2000, 95 S., ISBN 3-518-06597-1.
- Norbert Gstrein; Jorge Semprun: Was war und was ist, 2001, 41 S., ISBN 3-518-06650-1.
- Jürgen Habermas; Jan Philipp Reemtsma: Glauben und Wissen. Rede zum Friedenspreis des Deutschen Buchhandels 2001, 2001, 60 S., ISBN 3-518-06651-X.
- Johannes Rau: Wird alles gut? Für einen Fortschritt nach menschlichem Maß, 2001, 37 S., ISBN 3-518-06649-8.
- Peter Sloterdijk: Tau von den Bermudas. Über einige Regime der Einbildungskraft, 2001, 54 S., ISBN 3-518-06632-3.
- Peter Sloterdijk: Über die Verbesserung der guten Nachricht. Nietzsches fünftes »Evangelium«, 2001, 70 S., ISBN 3-518-06615-3.
- Ulrich Beck: Das Schweigen der Wörter. Über Terror und Krieg, 2002, 57 S., ISBN 3-518-06676-5.
- Imre Kertész: »Heureka!« Rede zum Nobelpreis für Literatur 2002. Aus dem Ungarischen von Kristin Schwamm, 2002, 31 S., ISBN 3-518-06702-8.
- Raimund Fellinger (Hrsg.): Kleine Geschichte der edition suhrkamp, 2003, 104 S., ISBN 3-518-06719-2.
- Peter Handke: Rund um das Große Tribunal, 2003, 70 S., ISBN 3-518-06703-6.
- Wolfgang Thierse: Grundwerte für eine gerechte Weltordnung. Eine Denkschrift der Grundwertekommission der SPD zur internationalen Politik, 2003, 82 S., ISBN 3-518-06720-6.
- Lydia Böhmer; Amos Oz: Israel und Deutschland. Vierzig Jahre nach Aufnahme diplomatischer Beziehungen, 2005, 54 S., ISBN 3-518-06798-2.
- Hans Magnus Enzensberger: Schreckens Männer. Versuch über den radikalen Verlierer, 2006, 53 S., ISBN 3-518-06820-2.
- Ulrich Beck: Die Neuvermessung der Ungleichheit unter den Menschen. Soziologische Aufklärung im 21. Jahrhundert, 2008, 57 S., ISBN 978-3-518-06994-3.
- Ingo Schulze: Tausend Geschichten sind nicht genug, 2008, 76 S., ISBN 978-3-518-06966-0.
- Peter Sloterdijk: Theorie der Nachkriegszeiten. Bemerkungen zu den deutsch-französischen Beziehungen seit 1945, 2008, 72 S., ISBN 978-3-518-06992-9.
- Uwe Tellkamp: Die Sandwirtschaft. Anmerkungen zu Schrift und Zeit, 2009, 163 S., ISBN 978-3-518-06999-8.
- Josef Winkler: Der Katzensilberkranz in der Henselstraße, 2009, 72 S., ISBN 978-3-518-06132-9.
- Peter Sloterdijk: Die nehmende Hand und die gebende Seite. Beiträge zu einer Debatte über die demokratische Neubegründung von Steuern, 2010, 165 S., ISBN 978-3-518-06141-1.
- Heinrich Geiselberger (Hrsg.): WikiLeaks und die Folgen. Netz – Medien – Politik. Die Hintergründe, die Konsequenzen, 2011, 235 S., ISBN 978-3-518-06170-1.
- Jürgen Habermas: Zur Verfassung Europas. Ein Essay, 2011, 129 S., ISBN 978-3-518-06214-2.
- Oliver Lepsius; Reinhart Meyer-Kalkus (Hrsg.): Inszenierung als Beruf. Der Fall Guttenberg, 2011, 215 S., ISBN 978-3-518-06208-1.
- Peter Sloterdijk: Stress und Freiheit, 2011, 59 S., ISBN 978-3-518-06207-4.
- Hubert Winkels (Hrsg.): Andreas Maier trifft Wilhelm Raabe, 2011, 44 S., ISBN 978-3-518-06156-5.
- Hans Magnus Enzensberger: Enzensbergers Panoptikum. Zwanzig Zehn-Minuten-Essays, 2012, 137 S., ISBN 978-3-518-06901-1.
- Mark Greif (Hrsg.): Hipster. Eine transatlantische Diskussion, 2012, 206 S., ISBN 978-3-518-06173-2.
- Steffen Mau: Lebenschancen. Wohin driftet die Mittelschicht?, 2012, 271 S., ISBN 978-3-518-06215-9.
- Hubert Winkels (Hrsg.): Sibylle Lewitscharoff trifft Wilhelm Raabe, 2012, 62 S., ISBN 978-3-518-06704-8.
- Peter Sloterdijk: Reflexionen eines nicht mehr Unpolitischen, 2013, 63 S., ISBN 978-3-518-06070-4.
- Juri Andruchowytsch (Hrsg.): Euromaidan. Was in der Ukraine auf dem Spiel steht, 2014, 207 S., ISBN 978-3-518-06072-8.
- Wolfgang Bauer: Über das Meer. Mit Syrern auf der Flucht nach Europa, 2014, 133 S., ISBN 978-3-518-06724-6.
- Paul-Philipp Hanske; Benedikt Sarreiter: Neues von der anderen Seite. Die Wiederentdeckung des Psychedelischen, 2015, 327 S., ISBN 978-3-518-07121-2.
- Katharina Raabe; Manfred Sapper (Hrsg.): Testfall Ukraine. Europa und seine Werte, 2015, 256 S., ISBN 978-3-518-07123-6.
- Volker Perthes: Das Ende des Nahen Ostens, wie wir ihn kennen. Ein Essay, 2015, 143 S., ISBN 978-3-518-07442-8.
- Zygmunt Bauman: Die Angst vor den anderen. Ein Essay über Migration und Panikmache, 2016, 124 S., ISBN 978-3-518-07258-5.
- Ann Cotten: Verbannt! Versepos, 2016, 162 S., ISBN 978-3-518-07143-4.
- Didier Eribon: Rückkehr nach Reims, 2016, 237 S., ISBN 978-3-518-07252-3.
- Lukas Haffert: Die schwarze Null. Über die Schattenseiten ausgeglichener Haushalte, 2016, 158 S., ISBN 978-3-518-07259-2.
- Claus Leggewie: Anti-Europäer. Breivik, Dugin, al-Suri & Co., 2016, 173 S., ISBN 978-3-518-07145-8.
- Jan-Werner Müller: Was ist Populismus? Ein Essay, 2016, 159 S., ISBN 978-3-518-07522-7.
- Heribert Prantl: Trotz alledem! Europa muss man einfach lieben, 2016, 93 S., ISBN 978-3-518-07289-9.
- Serhij Zhadan: Warum ich nicht im Netz bin. Gedichte und Prosa aus dem Krieg, 2016, 169 S., ISBN 978-3-518-07287-5.
- Scott Anderson: Zerbrochene Länder. Wie die arabische Welt aus den Fugen geriet, 2017, 263 S., ISBN 978-3-518-07332-2.
- Didier Eribon: Gesellschaft als Urteil. Klassen, Identitäten, Wege, 2017, 264 S., ISBN 978-3-518-07330-8.
- Carlo Strenger: Abenteuer Freiheit. Ein Wegweiser für unsichere Zeiten, 2017, 123 S., ISBN 978-3-518-07144-1.
- David Van Reybrouck: Zink, 2017, 86 S., ISBN 978-3-518-07290-5.
- Loren Balhorn; Bhaskar Sunkara (Hrsg.): Jacobin – Die Anthologie, 2018, 314 S., ISBN 978-3-518-07391-9.
- Wolfgang Bauer: Bruchzone. Krisenreportagen, 2018, 349 S., ISBN 978-3-518-07392-6.
- Stefan Gmünder; Klaus Zeyringer: Das wunde Leder. Wie Kommerz und Korruption den Fußball kaputt machen, 2018, 127 S., ISBN 978-3-518-07359-9.
- Bruno Latour: Das terrestrische Manifest, 2018, 135 S., ISBN 978-3-518-07362-9.
- Frank Schirrmacher (Hrsg.): Technologischer Totalitarismus. Eine Debatte, 2018, 283 S., ISBN 978-3-518-07434-3.
- William T. Vollmann: Arme Leute. Reportagen, 2018, 335 S., ISBN 978-3-518-07361-2.
- Jan-Werner Müller: Furcht und Freiheit. Für einen anderen Liberalismus, 2019, 170 S., ISBN 978-3-518-07513-5.
- Michel Serres: Was genau war früher besser? Ein optimistischer Wutanfall, 2019, 75 S., ISBN 978-3-518-07497-8.
- Carlo Strenger: Diese verdammten liberalen Eliten. Wer sie sind und warum wir sie brauchen, 2019, 172 S., ISBN 978-3-518-07498-5.
- Ulf Erdmann Ziegler: Die Erfindung des Westens. Eine deutsche Geschichte mit Will McBride, 2019, 200 S., ISBN 978-3-518-07499-2.
- Jedediah Purdy; Frank Jakubzik: Die Welt und wir. Politik im Anthropozän, 2020, 186 S., ISBN 978-3-518-07638-5.
- Nicole Mayer-Ahuja; Oliver Nachtwey (Hrsg.): Verkannte Leistungsträger:innen. Berichte aus der Klassengesellschaft, 2021, 566 S., ISBN 978-3-518-03601-3.
- Ole Nymoen; Wolfgang M. Schmitt: Influencer. Die Ideologie der Werbekörper, 2021, 192 S., ISBN 978-3-518-07640-8.
- Michel Serres: Das Verbindende. Ein Essay über Religion, 2021, 246 S., ISBN 978-3-518-03602-0.
- Amrei Bahr; Kristin Eichhorn; Sebastian Kubon: #IchBinHanna. Prekäre Wissenschaft in Deutschland, 2022, 120 S., ISBN 978-3-518-02975-6.
- Bruno Latour; Nikolaj Schultz: Zur Entstehung einer ökologischen Klasse. Ein Memorandum, 2022, 93 S., ISBN 978-3-518-02979-4.
- Paul Mason: Faschismus. Und wie man ihn stoppt, 2022, 443 S., ISBN 978-3-518-02977-0.
- Nancy Fraser: Der Allesfresser. Wie der Kapitalismus seine eigenen Grundlagen verschlingt, 2023, 282 S., ISBN 978-3-518-02983-1.
- Steffen Mau; Thomas Lux; Linus Westheuser: Triggerpunkte. Konsens und Konflikt in der Gegenwartsgesellschaft, 2023, 540 S., ISBN 978-3-518-02984-8.
- Katharina Raabe; Kateryna Mishchenko (Hrsg.): Aus dem Nebel des Krieges – Die Gegenwart der Ukraine, 2023, 288 S., ISBN 978-3-518-02982-4.
- Peter Sloterdijk: Die Reue des Prometheus. Von der Gabe des Feuers zur globalen Brandstiftung, 2023, 80 S., ISBN 978-3-518-02985-5.
- Simon Schaupp: Stoffwechselpolitik – Arbeit, Natur und die Zukunft des Planeten, 2024, 450 S., ISBN 978-3-518-02986-2.
- Nikolaj Schultz: Landkrank. Aus dem Englischen von Michael Bischoff, 2024, 120 S., ISBN 978-3-518-02988-6.
- Steffen Mau: Ungleich vereint – Warum der Osten anders bleibt, 2024, 168 S., ISBN 978-3-518-02989-3.
- Douglas Rushkoff: Survival of the Richest : warum wir vor den Tech-Milliardären noch nicht einmal auf dem Mars sicher sind – Eine scharfsinnige Analyse, 2025, 281 S., ISBN 978-3-518-02999-2.

### Einmalige Sonderausgabe
- 3301 – Beckett, Samuel: Warten auf Godot, 1996, 136 S., ISBN 3-518-13301-2.
- 3302 – Weiss, Peter: Das Gespräch der drei Gehenden, 1996, 122 S., ISBN 3-518-13302-0.
- 3303 – Adorno, Theodor W.: Eingriffe – neun kritische Modelle, 1996, 171 S., ISBN 3-518-13303-9.
- 3304 – Duras, Marguerite: Hiroshima, mon amour, 1996, 114 S., ISBN 3-518-13304-7.
- 3305 – Benjamin, Walter: Das Kunstwerk im Zeitalter seiner technischen Reproduzierbarkeit – drei Studien zur Kunstsoziologie, 1996, 107 S., ISBN 3-518-13305-5.
- 3306 – Eich, Günter: Botschaften des Regens – Gedichte, 1996, 58 S., ISBN 3-518-13306-3.
- 3307 – Sachs, Nelly: Das Leiden Israels – Eli – In den Wohnungen des Todes – Sternverdunkelung, 1996, 179 S., ISBN 3-518-13307-1.
- 3308 – Bloch, Ernst: Tübinger Einleitung in die Philosophie, 1996, 375 S., ISBN 3-518-13308-X.
- 3309 – Barthes, Roland: Mythen des Alltags, 1996, 150 S., ISBN 3-518-13309-8.
- 3310 – Herbert, Zbigniew: Ein Barbar in einem Garten, 1996, 320 S., ISBN 3-518-13310-1.
- 3311 – Mitscherlich, Alexander: Die Unwirtlichkeit unserer Städte, 1996, 160 S., ISBN 3-518-13311-X.
- 3312 – Handke, Peter: Publikumsbeschimpfung und andere Sprechstücke, 1996, 95 S., ISBN 3-518-13312-8.
- 3313 – Enzensberger, Hans Magnus: Deutschland, Deutschland unter anderm – Äußerungen zur Politik, 1996, 175 S., ISBN 3-518-13313-6.
- 3314 – Celan, Paul: Ausgewählte Gedichte – Zwei Reden, 1996, 172 S., ISBN 3-518-13314-4
- 3315 – Walser, Martin: Heimatkunde. Aufsätze und Reden, 1996, 125 S., ISBN 3-518-13315-2.
- 3316 – Runge, Erika: Frauen – Versuche zur Emanzipation, 1996, 273 S., ISBN 3-518-13316-0.
- 3317 – Scholem, Gershom: Über einige Grundbegriffe des Judentums, 1996, 169 S., ISBN 3-518-13317-9.
- 3318 – Bernhard, Thomas: Ein Fest für Boris, 1996, 106 S., ISBN 3-518-13318-7.
- 3319 – Marcuse, Herbert: Gespräche mit Herbert Marcuse, 1996, 154 S., ISBN 3-518-13319-5.
- 3320 – Miłosz, Czesław: Zeichen im Dunkel – Poesie und Poetik, 1996, 122 S., ISBN 3-518-13320-9.
- 3321 – Paz, Octavio: Suche nach einer Mitte – die grossen Gedichte; spanisch und deutsch, 1996, 213 S., ISBN 3-518-13321-7.
- 3322 – Johnson, Uwe: Begleitumstände – Frankfurter Vorlesungen, 1996, 455 S., ISBN 3-518-13322-5.
- 3323 – Lévi-Strauss, Claude: Mythos und Bedeutung – fünf Radiovorträge; Gespräche mit Claude Lévi-Strauss, 1996, 283 S., Ill., ISBN 3-518-13323-3.
- 3324 – Pusch, Luise F.: Das Deutsche als Männersprache – Aufsätze und Glossen zur feministischen Linguistik, 1996, 201 S., ISBN 3-518-13324-1.
- 3325 – Habermas, Jürgen: Die neue Unübersichtlichkeit, 1996, 267 S., ISBN 3-518-13325-X.
- 3326 – Beck, Ulrich: Risikogesellschaft – auf dem Weg in eine andere Moderne, 1996, 391 S., ISBN 3-518-13326-8.
- 3327 – Singer, Kurt: Spiegel, Schwert und Edelstein – Strukturen des japanischen Lebens, 1996, 334 S., ISBN 3-518-13327-6.
- 3328 – Sloterdijk, Peter: Eurotaoismus – zur Kritik der politischen Kinetik, 1996, 346 S., Ill., ISBN 3-518-13328-4.
- 3329 – Norbert Elias über sich selbst, 1996, 196 S., ISBN 3-518-13329-2.
- 3330 – Grünbein, Durs: Grauzone morgens – Gedichte, 1996, 88 S., Ill., ISBN 3-518-13330-6.
- 3331 – Derrida, Jacques: Gesetzeskraft – der „mystische Grund der Autorität“, 1996, 124 S., ISBN 3-518-13331-4.
- 3332 – Brecht, Bertolt: Der Untergang des Egoisten Johann Fatzer, 1996, 117 S., ISBN 3-518-13332-2.
- 3333 – Senghaas, Dieter: Friedensprojekt Europa, 1996, 221 S., ISBN 3-518-13333-0.

### Reihe Theater
- 3400 – Fritsch, Werner: Die lustigen Weiber von Wiesau – Lustspiel, 2000, 189 S., ISBN 3-518-13400-0.
- 3401
- 3402 – Fritsch, Werner: Allerseelen – Golgatha, 2000, 143 S., ISBN 3-518-13402-7.
- 3403 – Dobbrow, Dirk: Late Night – Legoland, 2000, 204 S., ISBN 3-518-13403-5.
- 3404
- 3405
- 3406 – Praetorius, Friedrich-Karl: Alzheimer Roulette – Die Frauenfalle, 2000, 155 S., Ill., ISBN 3-518-13406-X.
- 3407 – Buhr, Heiko: Ausstand – ein Schaustück, 2001, 96 S., ISBN 3-518-13407-8.
- 3408 – Aischylos: Die Perser, wiedergegeben von Durs Grünbein, 2001, 65 S., ISBN 3-518-13408-6.
- 3409 – Dorst, Tankred: Die Freude am Leben – Kupsch, 2000, 120 S., ISBN 3-518-13409-4.
- 3410 – Wolf, Robert: Kopfäktschen – Im Club der einsamen Herzen, 2001, 119 S., Ill., ISBN 3-518-13410-8.
- 3411 – Suter, Lukas B.: Insel mit Schiffbrüchigen – Die Braut lichterloh, 2001, 167 S., ISBN 3-518-13411-6.
- 3412 – Turrini, Peter: Ich liebe dieses Land, 2001, 105 S., Ill., ISBN 3-518-13412-4.
- 3413 – Schall, Ekkehard: Meine Schule des Theaters. Seminare – Vorlesungen – Demonstrationen – Diskussionen, 2001, 262 S., Ill., ISBN 3-518-13413-2.
- 3414 – Olmi, Véronique: Der Riss – Letzter Sommer – Magali, Dt. v. Katharina von Bismarck u. a., 2002, 189 S., Ill., ISBN 3-518-13414-0.
- 3415 – Brasch, Thomas: Liebe Macht Tod, 2002, 324 S., Ill., ISBN 3-518-13415-9.
- 3416
- 3417 – Ostermaier, Albert: Letzter Aufruf – 99 Grad, 2002, 171 S,, Ill., ISBN 3-518-13417-5.
- 3418 – Enquist, Per Olov: Tupilak – Die Bildmacher, 2003, 158 S., Ill., ISBN 3-518-13418-3.
- 3419 – Fritsch, Werner: Chroma – Farbenlehre für Chamäleons, 2002, 201 S., Ill., ISBN 3-518-13419-1.
- 3420 – Plenzdorf, Ulrich: Die neuen Leiden des jungen W., 2002, 212 S., Ill., ISBN 3-518-13420-5.
- 3421 – Ostermaier, Albert: Erreger – Es ist Zeit – Abriss, 2002, 112 S., Ill., ISBN 3-518-13421-3.
- 3422 – Wolf, Robert: Projekt Psi – Frankfurt–New York, 2002, 124 S., ISBN 3-518-13422-1.
- 3423 – Bond, Edward: Das Verbrechen des einundzwanzigsten Jahrhunderts – Die Kinder, Dt. von Brigitte Landes, 2002, 147 S., ISBN 3-518-13423-X.
- 3424 – Goerden, Elmar: Lessings Traum von Nathan dem Weisen, 2002, 93 S., Ill., ISBN 3-518-13424-8.
- 3425 – Dorst, Tankred: Othoon – ein Fragment, 2002, 95 S., Ill., ISBN 3-518-13425-6.
- 3426 – Turrini, Peter: Der Riese vom Steinfeld, 2002, 105 S., Ill., ISBN 3-518-13426-4.
- 3427
- 3428 – Dobbrow, Dirk: Alina westwärts – Paradies, 2002, 147 S., Ill., ISBN 3-518-13428-0.
- 3429 – Turrini, Peter: Da Ponte in Santa Fe, 2002, 105 S., Ill., ISBN 3-518-13429-9.
- 3430 – Schleef, Einar: Totentrompeten 1–4, 2002, 283 S., Ill., ISBN 3-518-13430-2.
- 3431 – Aischylos: Sieben gegen Theben, wiedergegeben von Durs Grünbein, 2003, 80 S., ISBN 3-518-13431-0.
- 3432 – Schleef, Einar: Nietzsche Trilogie – Lange Nacht, 2003, 174 S., Ill., ISBN 3-518-13432-9.
- 3433 – Ostermaier, Albert: Katakomben – Auf Sand, 2003, 142 S., Ill., ISBN 3-518-13433-7.
- 3434
- 3435 – Heckmanns, Martin: Finnisch – Kränk, 2003, 106 S., Ill., ISBN 3-518-13435-3.
- 3436 – Weiss, Peter: Inferno, 2003, 152 S., ISBN 3-518-13436-1.
- 3437 – Fritsch, Werner: Schwejk? – Hydra Krieg, 2004, 218 S., Ill., ISBN 3-518-13437-X.